# Abkürzungen/Gesetze und Recht
Viele, aber nicht alle, Fachautoren kürzen ohne Punkt und Leerzeichen ab: So wird die Abbreviatur für in der Regel, normalerweise i. d. R., mit idR abbreviert. Ungeachtet dessen werden Akronyme, wie sonst auch, ohne Punkte gebildet. Folgende Liste von Abkürzungen aus der Rechtssprache versucht nur sprachlich korrekte Abbreviaturen, also mit Punkt und Leerzeichen, aufzuführen, sofern nicht die geraffte Schreibweise in den Alltag Einzug gefunden hat und dort dominiert (z. B. eG, GbR oder MdB) oder die Abbreviatur nur in juristischen Schriften und dort auch nur zusammengeschrieben auftaucht.

## A
A.Anhang
a.analog
a. A.andere(r) Ansicht
AAAuswärtiges Amt oder Agentur für Arbeit oder Aktuelles Arbeitsrecht (Zeitschrift) oder Anonyme Alkoholiker oder Amtsanwalt
AABGGesetz zur Begrenzung der Arzneimittelausgaben der gesetzlichen Krankenversicherung
AABGebVBesondere Gebührenverordnung des Auswärtigen Amts für individuell zurechenbare öffentliche Leistungen in dessen Zuständigkeitsbereich
AAGAufwendungsausgleichsgesetz (Gesetz über den Ausgleich der Arbeitgeberaufwendungen für Entgeltfortzahlung) oder Aussiedleraufnahmegesetz
AAOAlarm- und Ausrückeordnung
AApoO (AAppO)Approbationsordnung für Apotheker
ÄApoO (ÄAppO)Approbationsordnung für Ärzte, siehe → Approbationsordnung
ÄApprOÄndVÄnderungsverordnung zur ÄApoO
AAPVAllgemeine Ambulante Palliativversorgung
ÄArbVtrGGesetz über befristete Arbeitsverträge mit Ärzten in der Weiterbildung
AarhusÜbkÜbereinkommen über den Zugang zu Informationen, die Öffentlichkeitsbeteiligung an Entscheidungsverfahren und den Zugang zu Gerichten in Umweltangelegenheiten vom 25. Juni 1998 (englisch Convention on Access to Information, Public Participation in Decision-making and Access to Justice in Environmental Matters) (Aarhus-Konvention)
AATVVerordnung über Nachweispflichten für Arzneimittel, die zur Anwendung bei Tieren bestimmt sind
AAÜGGesetz zur Überführung der Ansprüche und Anwartschaften aus Zusatz- und Sonderversorgungssystemen des Beitrittsgebiets (Anspruchs- und Anwartschaftsüberführungsgesetz)
AAÜG-ÄndGGesetz zur Änderung und Ergänzung des Anspruchs- und Anwartschaftsüberführungsgesetzes
AAÜGErstVVerordnung über die Erstattung von Aufwendungen nach dem Gesetz zur Überführung von Ansprüchen und Anwartschaften aus Zusatz- und Sonderversorgungssystemen des Beitrittsgebiets durch den Bund
AAustVorhAbk USAAbkommen zwischen der Regierung der Bundesrepublik Deutschland und der Regierung der Vereinigten Staaten von Amerika über die Durchführung von Austauschvorhaben zum Zwecke der Aus- und Weiterbildung
AAVVerordnung über Aufenthaltsgenehmigungen zur Ausübung einer unselbstständigen Tätigkeit (Arbeitsaufenthaltsverordnung) oder Vertrag zwischen der Bundesrepublik Deutschland und der Union der Sozialistischen Sowjetrepubliken über die Bedingungen des befristeten Aufenthalts und die Modalitäten des planmäßigen Abzugs der sowjetischen Truppen aus dem Gebiet der Bundesrepublik Deutschland vom 12. Oktober 1990 (Aufenthalts- und Abzugsvertrag) oder Allgemeine Arbeitnehmerschutzverordnung (Österreich)
ABallgemein Ausführungsbestimmung oder Allgemeine Bedingungen oder Arbeitsbereich (siehe Arbeits- und Sozialrecht in Deutschland) oder Abgeschlossenheitsbescheinigung
ABAArbeitsgemeinschaft für betriebliche Altersversorgung e. V. (siehe aba (Verband)) oder Arbeit, Beruf und Arbeitslosenhilfe (Zeitschrift)
ABAGGesetz zur Ablösung des Arznei- und Heilmittelbudgets (Arzneimittelbudget-Ablösungsgesetz)
ABAMVerwVVerordnung über die Verwendung antibiotisch wirksamer Arzneimittel (Antibiotika-Arzneimittel-Verwendungsverordnung)
ABASAusschuss für Biologische Arbeitsstoffe
ABBAllgemeine Bedingungen für Beförderungen oder Allgemeine Bausparbedingungen
ABBergVBergverordnung für alle bergbaulichen Bereiche (Allgemeine Bundesbergverordnung)
ABBVVerordnung zur Berechnung von Ablösungsbeträgen nach dem Eisenbahnkreuzungsgesetz, dem Bundesfernstraßengesetz und dem Bundeswasserstraßengesetz (Ablösungsbeträge-Berechnungsverordnung)
ABDAusfuhrbegleitdokument (siehe Ausfuhranmeldung)
ABEallgemeine Betriebserlaubnis (ABE)
AbfAblVAbfallablagerungsverordnung (Verordnung über die umweltverträgliche Ablagerung von Siedlungsabfällen)
AbfAEVVerordnung über das Anzeige- und Erlaubnisverfahren für Sammler, Beförderer, Händler und Makler von Abfällen (Anzeige- und Erlaubnisverordnung)
AbfallRZeitschrift für das Recht der Abfallwirtschaft
AbfBeauftrVVerordnung über Betriebsbeauftragte für Abfall (Abfallbeauftragtenverordnung) (siehe Abfallbeauftragter)
AbfGGesetz über die Vermeidung und Entsorgung von Abfällen (aufgehoben; inzwischen Kreislaufwirtschaftsgesetz – KrWG)
AbfKlärV 1992Verordnung über die Verwertung von Klärschlamm, Klärschlammgemisch und Klärschlammkompost (Klärschlammverordnung)
AbfKoBiVAbfallwirtschaftskonzept- und bilanzverordnung (aufgehoben)
AbfVerbrBußVVerordnung zur Durchsetzung von Vorschriften in Rechtsakten der Europäischen Gemeinschaft über die Verbringung von Abfällen (Abfallverbringungsbußgeldverordnung)
AbfVerbrGAbfallverbringungsgesetz (Gesetz zur Ausführung der Verordnung (EG) Nr. 1013/2006 des Europäischen Parlaments und des Rates vom 14. Juni 2006 über die Verbringung von Abfällen und des Basler Übereinkommens vom 22. März 1989 über die Kontrolle der grenzüberschreitenden Verbringung gefährlicher Abfälle und ihrer Entsorgung)
AbfVerbrGebVVerordnung zur Erhebung von Gebühren bei notifizierungsbedürftigen Verbringungen von Abfällen durch die Bundesrepublik Deutschland
Abg.Abgeordnete(r)
ABGBAllgemeines bürgerliches Gesetzbuch (Österreich)
AbgEOBundesgesetz vom 30. März 1949 über die Einbringung und Sicherung der öffentlichen Abgaben (Abgabenexekutionsordnung) (Österreich)
AbgGAbgeordnetengesetz (Gesetz über die Rechtsverhältnisse der Mitglieder des Deutschen Bundestages)
AbgrGAbgrabungsgesetz
AbgrVVerordnung über die Abgrenzung der im Pflegesatz nicht zu berücksichtigenden Investitionskosten von den pflegesatzfähigen Kosten der Krankenhäuser (Abgrenzungsverordnung)
ABHAusländerbehörde
Abh.Abhandlung
AbiNSchPrV BE 2009Verordnung über die Prüfung zum Erwerb der allgemeinen Hochschulreife von Nichtschülerinnen und Nichtschülern (PrüfVO – Nichtschülerabitur) vom 3. November 2009
Abk.Abkommen oder Abkürzung
Abk. ISRAbkommen zwischen der Bundesrepublik Deutschland und dem Staate Israel
abl.ablehnend
ABlAmtsblatt
AbLArbeitsgemeinschaft bäuerliche Landwirtschaft
AbLaVVerordnung zu abschaltbaren Lasten
ABl. EGAmtsblatt der Europäischen Gemeinschaften
ABl. EUAmtsblatt der Europäischen Union
ABMArbeitsbeschaffungsmaßnahme
ABMGAutobahnmautgesetz für schwere Nutzfahrzeuge
ABNJareas beyond national jurisdiction
ABO (ApBetrO)Apothekenbetriebsordnung
AbPAllgemeines bauaufsichtliches Prüfzeugnis
AbrStVAbrechnungsstellenverordnung (Verordnung über die Abrechnungsstellen im Scheckverkehr)
Abs.Absatz
ABSAusschuss für Betriebssicherheit oder Antiblockiersystem
AbschlagsVVerordnung über Abschlagszahlungen bei Bauträgerverträgen
Abschn.Abschnitt
AbsFondsG (AbsFG)Gesetz über die Errichtung eines zentralen Fonds zur Absatzförderung der deutschen Land- und Ernährungswirtschaft (siehe Absatzförderungsfonds der deutschen Land- und Ernährungswirtschaft)
AbsFondsGBeitrVVerordnung über die Beiträge nach dem Absatzfondsgesetz
AbsichGAbsicherungsgesetz (Gesetz über Maßnahmen zur außenwirtschaftlichen Absicherung)
AbStGGesetz über Volksinitiative, Volksbegehren und Volksentscheid (Abstimmungsgesetz) (Berlin)
AbStOVerordnung zur Durchführung des Gesetzes über Volksinitiative, Volksbegehren und Volksentscheid (Abstimmungsordnung) (Berlin)
ABVVerordnung über Anforderungsbehörden und Bedarfsträger nach dem Bundesleistungsgesetz
ABVTAmt für Binnen-Verkehrstechnik
abw.abweichend
AbwAGAbwasserabgabengesetz
AbwasserMeistPrVVerordnung über die Prüfung zum anerkannten Abschluss Geprüfter Abwassermeister/Geprüfte Abwassermeisterin
AbwUTechAusbVVerordnung über die Berufsausbildung zum Umwelttechnologen für Abwasserbewirtschaftung und zur Umwelttechnologin für Abwasserbewirtschaftung (Abwasserbewirtschaftungsumwelttechnologen-Ausbildungsverordnung)
AbwVAbwasserverordnung (Verordnung über Anforderungen an das Einleiten von Abwasser in Gewässer)
AbZAllgemeine bauaufsichtliche Zulassung
ABZAnschluss- und Benutzungszwang
AbzGAbzahlungsgesetz (aufgehoben, siehe jetzt §§ 499 ff. BGB)
AbzStEntModGAbzugsteuerentlastungsmodernisierungsgesetz
ACCCAarhus Convention Compliance Committee
ACERAgentur für die Zusammenarbeit der Energieregulierungsbehörden (engl.: Agency for the Cooperation of Energy Regulators)
ACKAmtschefkonferenz
AcPArchiv für die civilistische Praxis
AdAAngehörige der Armee (Schweiz)
AdenauerHStiftGGesetz über die Errichtung einer Stiftung Bundeskanzler-Adenauer-Haus
AdG (AdoptG)Adoptionsgesetz (Gesetz über die Annahme als Kind und zur Änderung anderer Vorschriften)
ADHGBAllgemeines Deutsches Handelsgesetzbuch
AdKGGesetz zur Errichtung der Akademie der Künste
AdLDAVVerordnung zur Durchführung des § 61a des Gesetzes über die Alterssicherung der Landwirte
ADLVVerordnung über die Laufbahnen des Auswärtigen Dienstes
ADNEuropäisches Übereinkommen über die Beförderung gefährlicher Güter auf Binnenwasserstraßen (Abkürzung ADN, von franz.: Accord européen relatif au transport international des marchandises dangereuses par voies de navigation intérieures; engl.: European Agreement concerning the International Carriage of Dangerous Goods by Inland Waterways)
ADNREuropäisches Übereinkommen über die Beförderung gefährlicher Güter auf dem Rhein
A. d. ö. R.Anstalt des öffentlichen Rechts
AdoptG (AdG)Adoptionsgesetz (Gesetz über die Annahme als Kind und zur Änderung anderer Vorschriften)
AdRAusschuss der Regionen der EU
ADREuropäisches Übereinkommen über die internationale Beförderung gefährlicher Güter auf der Straße (französisch Accord européen relatif au transport international des marchandises Dangereuses par Route) oder Außergerichtliche Streitbeilegung der EU (englisch Alternative Dispute Resolution – ADR)
ADRÄndVADR-Änderungsverordnung
ADRGGesetz zu dem Europäischen Übereinkommen vom 30. September 1957 über die internationale Beförderung gefährlicher Güter auf der Straße
ADSAllgemeine Deutsche Seeversicherungsbedingungen oder Antidiskriminierungsstelle des Bundes
ADSpAllgemeine Deutsche Spediteurbedingungen
AdÜbAGGesetz zur Ausführung des Haager Übereinkommens vom 29. Mai 1993 über den Schutz von Kindern und die Zusammenarbeit auf dem Gebiet der internationalen Adoption
AdVAussetzung der Vollziehung
AdVermiGAdoptionsvermittlungsgesetz (Gesetz über die Vermittlung der Annahme als Kind und über das Verbot der Vermittlung von Ersatzmüttern)
AdVermiStAnKoVVerordnung über die Anerkennung von Adoptionsvermittlungsstellen in freier Trägerschaft sowie die im Adoptionsvermittlungsverfahren zu erstattenden Kosten
AdWirkGAdoptionswirkungsgesetz (Gesetz über Wirkungen der Annahme als Kind nach ausländischem Recht)
a. E.am Ende
AEAkteneinsicht oder Arbeitsrechtliche Entscheidungen (Zeitschrift) oder Alternativentwurf
AEAJAssociation of European Administrative Judges (dt.: Verband Europäischer Verwaltungsrichter)
AEAOAnwendungserlass zur Abgabenordnung
AEAusglVVerordnung über den Ausgleich gemeinwirtschaftlicher Leistungen im Eisenbahnverkehr
AEGAllgemeines Eisenbahngesetz
AELVVerordnung zur Ermittlung des Arbeitseinkommens aus der Land- und Forstwirtschaft
AEMRAllgemeine Erklärung der Menschenrechte
ÄndGÄnderungsgesetz
ÄndSchnAusbVVerordnung über die Berufsausbildung zum Änderungsschneider/zur Änderungsschneiderin
ÄndVOÄnderungsverordnung
AEntGArbeitnehmer-Entsendegesetz
AEntGMeldstellVVerordnung zur Bestimmung der zuständigen Behörde nach § 18 Absatz 6 des Arbeitnehmer-Entsendegesetzes
AEntGMeldVVerordnung über Meldepflichten nach dem Arbeitnehmer-Entsendegesetz
AEOAuthorized Economic Operator (dt.: ZWB – Zugelassener Wirtschaftsbeteiligter)
AERAkteneinsichtsrecht
AERBAllgemeine Bedingungen für die Einbruchsdiebstahl- und Raubversicherung
AErlVArbeitserlaubnisverordnung
ÄrzteGBundesgesetz über die Ausübung des ärztlichen Berufes und die Standesvertretung der Ärzte (Österreich)
ÄrztMittÄrztliche Mitteilungen (Zeitschrift)
Ärzte-ZVZulassungsverordnung für Vertragsärzte
AETREuropäisches Übereinkommen über die Arbeit des im internationalen Straßenverkehr beschäftigten Fahrpersonals (Siehe AETR-Abkommen)
AEUVVertrag über die Arbeitsweise der Europäischen Union
AEVOAusbilder-Eignungsverordnung
ÄZQÄrztliches Zentrum für Qualität in der Medizin der Bundesärztekammer
a. F.alte Fassung
AfAAbsetzung für Abnutzung oder Arbeitsgemeinschaft für Agrarfragen
AfaAAbsetzung für außergewöhnliche technische oder wirtschaftliche Abnutzung
AfAMedAusschuss für Arbeitsmedizin
AFBAllgemeine Bedingungen für die Feuerversicherung
AFBGGesetz zur Förderung der beruflichen Aufstiegsfortbildung (Aufstiegsfortbildungsförderungsgesetz)
AFFAngAusbVVerordnung über die Berufsausbildung zum/zur Fachangestellten für Arbeitsförderung
AFGArbeitsförderungsgesetz (jetzt SGB III)
AFGBVVerordnung zur Genehmigung und zum Betrieb von Kraftfahrzeugen mit autonomer Fahrfunktion in festgelegten Betriebsbereichen (Autonome Fahrzeuge-Genehmigungs- und Betriebsverordnung) (siehe Autonomes Fahren)
AFIGGesetz zur Veröffentlichung von Informationen über die Zahlung von Mitteln aus den Europäischen Fonds für Landwirtschaft und Fischerei (Agrar- und Fischereifonds-Informationen-Gesetz)
AFISAutomatisiertes Fingerabdruckidentifizierungssystem
AFIVVerordnung über die Veröffentlichung von Informationen über die Zahlung von Mitteln aus den Europäischen Fonds für Landwirtschaft und für Fischerei
AfK (ArchKommWiss)Archiv für Kommunalwissenschaften (Zeitschrift)
AFKGGesetz zur Konsolidierung der Arbeitsförderung
Aflatoxin VerbotsVVerordnung über das Verbot der Verwendung von mit Aflatoxinen kontaminierten Stoffen bei der Herstellung von Arzneimitteln
AfögLTAVVerordnung über die Ausbildungsförderung für den Besuch von Ausbildungsstätten für landwirtschaftlich-technische, milchwirtschaftlich-technische und biologisch-technische Assistentinnen und Assistenten
AfögVorkHSVVerordnung über die Ausbildungsförderung für die Teilnahme an Vorkursen zur Vorbereitung des Besuchs von Kollegs und Hochschulen
AfPZeitschrift für Medien- und Kommunikationsrecht (früher: Archiv für Presserecht) oder Ausschuss für Produktsicherheit
AfPSAusschuss für Produktsicherheit
AfRAmt für den Rechtsschutz des Vermögens der DDR
AfrEntwBkÜbkÜbereinkommen zur Errichtung der Afrikanischen Entwicklungsbank (siehe Afrikanische Entwicklungsbank)
AfrEntwBkÜbkGGesetz zu dem Übereinkommen vom 4. August 1963 zur Errichtung der Afrikanischen Entwicklungsbank
AFRGArbeitsförderungs-Reformgesetz oder Gesetz zur Regelung bestimmter Altforderungen
AfSAbsetzung für Substanzverringerung (siehe Abschreibung)
AFSAusschuss für Finanzstabilität
AFSBwAmt für Flugsicherung der Bundeswehr
AFSGGesetz zu dem Internationalen Übereinkommen von 2001 über die Beschränkung des Einsatzes schädlicher Bewuchsschutzsysteme auf Schiffen
AFSÜbkInternationales Übereinkommen von 2001 über die Beschränkung des Einsatzes schädlicher Bewuchsschutzsysteme auf Schiffen
AFuG 1997Amateurfunkgesetz
AFuVAmateurfunkverordnung (Verordnung zum Gesetz über den Amateurfunk)
AFVFinVVerordnung über die Finanzierung der Verwaltung des Ausgleichsfonds der sozialen Pflegeversicherung
AFWoGGesetz über den Abbau der Fehlsubventionierung und Mietverzerrung im Wohnungswesen
aGNachteilsausgleich
AGAmtsgericht oder Aktiengesellschaft oder Die Aktiengesellschaft (Zeitschrift) oder Arbeitgeber oder Ausführungsgesetz oder Antragsgegner
AGBArbeitsgesetzbuch der DDR oder Allgemeine Geschäftsbedingungen oder Außergewöhnliche Belastung
AGB DDRArbeitsgesetzbuch der Deutschen Demokratischen Republik
AGBGAGB-Gesetz (aufgehoben; jetzt §§ 305 ff. BGB)
AGBGBAusführungsgesetz zum BGB
AGebSAbfallgebührensatzung
AGESAgentur für Gesundheit und Ernährungssicherheit (Österreich)
AGesVGAnti-Gesichtsverhüllungsgesetz
AGeVVerordnung über bestimmte alkoholhaltige Getränke
AGGAllgemeines Gleichbehandlungsgesetz
AGGVGAusführungsgesetz GVG (Gesetz zur Ausführung des Gerichtsverfassungsgesetzes und von Verfahrensgesetzen der ordentlichen Gerichtsbarkeit)
AGHArbeitsgelegenheit
AGH-MAEArbeitsgelegenheit mit Mehraufwandsentschädigung (auch umgangssprachlich „Ein-Euro-Job“ genannt)
AGJArbeitsgemeinschaft für Kinder- und Jugendhilfe
AG-KJHGGesetz zur Ausführung des Kinder- und Jugendhilfegesetzes
AGLAnspruchsgrundlage
AGLottStVAusführungsgesetz zum Lotteriestaatsvertrag
AGMahnVordrVVerordnung zur Einführung von Vordrucken für das arbeitsgerichtliche Mahnverfahren
AGMahnVordrVÄndVVerordnung zur Änderung von Vordrucken für das arbeitsgerichtliche Mahnverfahren
AgNwVVerordnung über Art, Umfang und Form der erforderlichen Nachweise im Sinne des § 19 Absatz 2 Satz 2 des Zahlungsdiensteaufsichtsgesetzes
AGOZVVerordnung über das Inverkehrbringen von Anbaumaterial von Gemüse-, Obst- und Zierpflanzenarten (Anbaumaterialverordnung)
AG-PStG BbgBrandenburgisches Gesetz zur Ausführung des Personenstandsgesetzes
AGREuropäisches Übereinkommen über die Hauptstraßen des internationalen Verkehrs
AgrarAbsFDGAgrarabsatzförderungsdurchführungsgesetz (Gesetz zur Durchführung der Rechtsakte der Europäischen Gemeinschaft über gemeinschaftliche Informations- und Absatzförderungsmaßnahmen für Agrarerzeugnisse)
AgrarAusbStEignVVerordnung über die Eignung der Ausbildungsstätte für die Berufsausbildung zur Fachkraft Agrarservice
AgrarAusbVVerordnung über die Berufsausbildung zur Fachkraft Agrarservice
AgrarErzAnpBeihVVerordnung zur Gewährung einer außergewöhnlichen Anpassungsbeihilfe für Erzeuger in bestimmten Agrarsektoren (Agrarerzeugeranpassungsbeihilfenverordnung)
AgrarOLkGGesetz zur Stärkung der Organisationen und Lieferketten im Agrarbereich (Agrarorganisationen-und-Lieferketten-Gesetz)
AgrarOLkVVerordnung zur Stärkung der Organisationen und Lieferketten im Agrarbereich
AgrarRAgrarrecht (Zeitschrift)
AgrarservMeistPrVVerordnung über die Meisterprüfung zum anerkannten Fortbildungsabschluss Agrarservicemeister und Agrarservicemeisterin
AgrBAgrarbetrieb (Zeitschrift)
AgrStatEBVVerordnung zur Erhebung agrarstatistischer Daten für die Emissionsberichterstattung
AgrStatGAgrarstatistikgesetz
AgrStatDEVVerordnung zur Erhebung bestimmter agrarstatistischer Daten (Agrarstatistik-Datenerhebungsverordnung)
AgrStatVVerordnung zur Aussetzung und Ergänzung von Merkmalen sowie zur Einschränkung des Kreises der zu Befragenden nach dem Agrarstatistikgesetz
AgrStruktGÄndGGesetz zur Änderung des Gesetzes über die Gemeinschaftsaufgabe „Verbesserung der Agrarstruktur und des Küstenschutzes“
AgrStruktGAgrarstrukturgesetz (Gesetz über die Gemeinschaftsaufgabe „Verbesserung der Agrarstruktur und des Küstenschutzes“)
AgrVGAgrarverfahrensgesetz (Österreich)
AGSAnwaltsgebühren Spezial (Zeitschrift) oder Ausschuss für Gefahrstoffe
AG-SGGGesetz zur Ausführung des Sozialgerichtsgesetzes im Lande Nordrhein-Westfalen
AGTArbeitsgemeinschaft Testamentsvollstreckung und Vermögenssorge e. V. oder Allgemeine Geschäftsbedingungen für Transporteure (Österreich)
AGVaußerhalb von Geschäftsräumen geschlossene Verträge
AGVwGOGesetz zur Ausführung der Verwaltungsgerichtsordnung
AGWArbeitsplatzgrenzwert
AGZPOGesetz zur Ausführung der Zivilprozessordnung
AGZVGAusführungsgesetz zum Gesetz über die Zwangsversteigerung und die Zwangsverwaltung
AHBAllgemeine Versicherungsbedingungen für die Haftpflichtversicherung (siehe Haftpflichtversicherung)
AHGAmtshaftungsgesetz (Österreich)
AHGVVerordnung zum Altschuldenhilfe-Gesetz
AHiVwVtr AUTVertrag zwischen der Bundesrepublik Deutschland und der Republik Österreich über Amts- und Rechtshilfe in Verwaltungssachen
AHiVwVtrAUTGGesetz zu dem Vertrag vom 31. Mai 1988 zwischen der Bundesrepublik Deutschland und der Republik Österreich über Amts- und Rechtshilfe in Verwaltungssachen
AHKAuslandshandelskammer oder Autonome Honorar-Kriterien (der Rechtsanwälte in Österreich)
AHPAnhaltspunkte für die ärztliche Gutachtertätigkeit im sozialen Entschädigungsrecht und nach dem Schwerbehindertenrecht
AHRautonome Honorarrichtlinien (Österreich) oder Allgemeine Hochschulreife
AHRCAsiatische Menschenrechtskommission (englisch Asian Human Rights Commission)
AHRSArzthaftpflicht-Rechtsprechung
AHStatDVVerordnung zur Durchführung des Gesetzes über die Statistik des grenzüberschreitenden Warenverkehrs
AHStatGGesetz über die Statistik des grenzüberschreitenden Warenverkehrs (siehe Außenhandelsstatistik)
AHundVAssistenzhundeverordnung
AHVAlters- und Hinterlassenenversicherung (Schweiz)
AHVGGesetz über die Alters- und Hinterlassenenversicherung (Schweiz)
AiBArbeitsrecht im Betrieb, juristische Fachzeitschrift
AIFAlternativer Investmentfonds (engl.: alternative investment fund)
AIFMDAlternative Investment Fund Manager Directive (Richtlinie 2011/61/EU über die Verwalter alternativer Investmentfonds)
AIFM-UmsGGesetz zur Umsetzung der Richtlinie 2011/61/EU über die Verwalter alternativer Investmentfonds (AIFM-Umsetzungsgesetz)
AIFOAIDS-Forschung
AIGAkteneinsichts- und Informationszugangsgesetz (Brandenburg) oder Auslandsinvestitionsgesetz (auch AusIvG)
AIHonOVerordnung über die Honorare für Architekten- und Ingenieurleistungen
AIMAnwaltInfo Mietrecht (Zeitschrift)
AIMPVVerordnung über die Meldepflicht bei Aviärer Influenza beim Menschen
AiPArzt im Praktikum
AIPSArzneimittelinformationspublikationssystem (Schweiz)
AIVGArbeitslosenversicherungsgesetz (Österreich)
AIZAIZ – Das Immobilienmagazin (früher: Allgemeine Immobilienzeitung)
AjBDArbeitsgemeinschaft für juristisches Bibliotheks- und Dokumentationswesen
AJILAmerican Journal of International Law
a. K.außer Kraft
AKAnschaffungskosten oder Kammer für Arbeiter und Angestellte (kurz Arbeiterkammer) (Österreich) oder Anwaltskommentar oder Alternativkommentar oder Aarhus-Konvention
ak.masArbeitsrechtliche Kommission des Deutschen Caritasverbandes
Akad. d. Wiss.Akademie der Wissenschaften
A/KAEAusführungsanordnung zur Konzessionsabgabenanordnung
AKAArbeitsgemeinschaft kommunale und kirchliche Altersversorgung e. V.
AKBAllgemeine Bedingungen für die Kraftfahrtversicherung
AKGAllgemeines Kriegsfolgengesetz (Gesetz zur allgemeinen Regelung durch den Krieg und den Zusammenbruch des Deutschen Reiches entstandener Schäden) oder Arbeiterkammergesetz (Bundesgesetz über die Kammern für Arbeiter und Angestellte und die Bundeskammer für Arbeiter und Angestellte)(Österreich)
AkkStelleGGesetz über die Akkreditierungsstelle
AkkStelleGBVVerordnung über die Beleihung der Akkreditierungsstelle nach dem Akkreditierungsstellengesetz
AkkStelleKostVKostenverordnung der Akkreditierungsstelle
AKostGAuslandskostengesetz
AKostVAuslandskostenverordnung
AKPAfrikanische, Karibische und Pazifische Staaten
AKP/EWGAbk4GGesetz zu dem Vierten AKP-EWG-Abkommen von Lome vom 15. Dezember 1989 sowie zu den mit diesem Abkommen in Zusammenhang stehenden Abkommen
AktFoVAktionärsforumverordnung (Verordnung über das Aktionärsforum nach § 127a des Aktiengesetzes, siehe AktFoV bei Juris)
AktGAktiengesetz
AktOAktenordnung
AktStRAktuelle Steuerrundschau (Zeitschrift) oder Aktuelles Steuerrecht (Zeitschrift)
AktuarVVerordnung über die versicherungsmathematische Bestätigung und den Erläuterungsbericht des Verantwortlichen Aktuars
AKZAusfuhrkassenzettel
ALBAllgemeine Leistungsbedingungen oder Allgemeine Lieferbedingungen oder Allgemeine Lagerbedingungen oder Allgemeine Lebensversicherungsbedingungen
ALBeitrBekBekanntmachung der Beiträge und der Beitragszuschüsse in der Alterssicherung der Landwirte
ALBVVGGesetz zur Bekämpfung von Lieferengpässen bei patentfreien Arzneimitteln und zur Verbesserung der Versorgung mit Kinderarzneimitteln (Arzneimittel-Lieferengpassbekämpfungs- und Versorgungsverbesserungsgesetz)
ALFVVerordnung über die Anzeigepflicht von Leiharbeit in der Fleischwirtschaft
ALGGesetz über die Alterssicherung der Landwirte
AlGBundesgesetz über die Ausländerinnen und Ausländer und über die Integration (Ausländergesetz (Schweiz))
AlgArbeitslosengeld
Alg Ⅱ-VArbeitslosengeld II/Sozialgeld-Verordnung
AlhiArbeitslosenhilfe
AlhiV (AlhiVO)Arbeitslosenhilfe-Verordnung
alicactio libera in causa
AlkGBundesgesetz über die gebrannten Wasser (Alkoholgesetz (Schweiz))
AlkopopStGGesetz über die Erhebung einer Sondersteuer auf alkoholhaltige Süßgetränke (Alkopops) zum Schutz junger Menschen (Alkopopsteuergesetz (Deutschland))
AlkopopStVVerordnung über das Verfahren zur Berechnung des Netto-Mehraufkommens der nach dem Alkopopsteuergesetz erhobenen Alkopopsteuer
AlkoVerfrGGesetz über die Verfrachtung alkoholischer Waren
AlkoVAlkoholverordnung
AlkStGAlkoholsteuergesetz
AlkStVAlkoholsteuerveordnung
allg. A.allgemeine Ansicht
AllGAGAllgemeines Grundbuchsanlegungsgesetz (Österreich)
allg. M.allgemeine Meinung
ALLMBLAllgemeines Ministerialblatt (Bayern)
ALMArbeitsgemeinschaft der Landesmedienanstalten
ALRAllgemeines Landrecht für die Preußischen Staaten
ALSAGAltlastensanierungsgesetz (Österreich)
Alt.Alternative
AltEinkGAlterseinkünftegesetz
AltersteilzeitGAltersteilzeitgesetz
AltersVersErhVVerordnung zur Durchführung einer Erhebung über Arten und Umfang der betrieblichen Altersversorgung
AltfAbwGAGesetz zur beschleunigten Abwicklung einiger Altforderungen
AltfahrzeugGAltfahrzeuggesetz (Gesetz über die Entsorgung von Altfahrzeugen)
AltfahrzeugVAltfahrzeug-Verordnung
AltGGGesetz zur Gewährung eines Altersgelds für freiwillig aus dem Bundesdienst ausscheidende Beamte, Richter und Soldaten (Altersgeldgesetz)
AltGZustAnOAltersgeldzuständigkeitsanordnung
AltholzVAltholzverordnung (Verordnung über Anforderungen an die Verwertung und Beseitigung von Altholz)
AltgAATVDBestDurchführungsbestimmung zur Verordnung über die Tilgung der Anteilsrechte von Inhabern mit Wohnsitz außerhalb der Deutschen Demokratischen Republik an der Altguthaben-Ablösungs-Anleihe
Altlastenatlas-VOVerordnung des Bundesministers für Land- und Forstwirtschaft, Umwelt und Wasserwirtschaft über die Ausweisung von Altlasten und deren Einstufung in Prioritätenklassen (Altlastenatlasverordnung) (Österreich)
AltlVVerordnung über die Sanierung von belasteten Standorten (Altlasten-Verordnung) (Schweiz)
AltölVAltölverordnung
AltPflAPrVAusbildungs- und Prüfungsverordnung für den Beruf der Altenpflegerin und des Altenpflegers
AltPflGGesetz über die Berufe in der Altenpflege, kurz Altenpflegegesetz (aufgehoben, ersetzt durch Pflegeberufegesetz)
AltSaltlasten spektrum (Zeitschrift)
AltSchGAltschuldenhilfe-Gesetz (Gesetz über Altschuldenhilfen für Kommunale Wohnungsunternehmen, Wohnungsgenossenschaften und private Vermieter in dem in Artikel 3 des Einigungsvertrages genannten Gebiet)
AltTZG 1996 (ATG)Altersteilzeitgesetz (Artikel 1 des Gesetzes zur Förderung eines gleitenden Übergangs in den Ruhestand)
AltvDVVerordnung zur Durchführung der steuerlichen Vorschriften des Einkommensteuergesetzes zur Altersvorsorge und zum Rentenbezugsmitteilungsverfahren sowie zum weiteren Datenaustausch mit der zentralen Stelle (Altersvorsorge-Durchführungsverordnung)
AltvPIBVVerordnung zum Produktinformationsblatt und zu weiteren Informationspflichten bei zertifizierten Altersvorsorge- und Basisrentenverträgen nach dem Altersvorsorgeverträge-Zertifizierungsgesetz (Altersvorsorge-Produktinformationsblattverordnung)
AltZertGGesetz über die Zertifizierung von Altersvorsorge- und Basisrentenverträgen (Altersvorsorgeverträge-Zertifizierungsgesetz)
ALÜAuswahl, Leitung, Überwachung
ALVVerordnung über die Seelotsreviere und ihre Grenzen (Allgemeine Lotsverordnung) oder Arbeitslosenversicherung (Schweiz)
AlVGArbeitslosenversicherungsgesetz (Österreich)
a. M.allgemeine Meinung oder anderer Meinung
AMArbeitsmediziner (siehe Betriebsarzt) oder Arbeitsmediziner(in) (Österreich) oder Asylmagazin. Zeitschrift für Flüchtlings- und Migrationsrecht
AMAusbVVerordnung über die Berufsausbildung zum Aufbereitungsmechaniker/zur Aufbereitungsmechanikerin
AMBezVVerordnung über die Bezeichnung der Art der wirksamen Bestandteile von Fertigarzneimitteln
AMbGAllgemeines Magnetschwebebahngesetz
AMBOArzneimittelbetriebsordnung (Österreich)
AMBtAngVVerordnung über die Angabe von Arzneimittelbestandteilen
AMFarbVArzneimittelfarbstoffverordnung
AMFGBundesgesetz betreffend die Arbeitsmarktförderung (Österreich)
AMGArzneimittelgesetz oder Arzneimittelgesetz (Österreich)
AMG-AVAMG-Anzeigeverordnung (Verordnung über die elektronische Anzeige von Nebenwirkungen bei Arzneimitteln)
AMGBefVVerordnung zur Übertragung von Befugnissen zum Erlass von Rechtsverordnungen zur Regelung von Verfahren, Weiterleitung von Ausfertigungen und Einreichung von Unterlagen nach dem Arzneimittelgesetz (AMG-Befugnisverordnung)
AMGBlauzAusnVVerordnung über Ausnahmen von § 56a des Arzneimittelgesetzes zum Schutz vor der Blauzungenkrankheit
AMG-EVVerordnung über die Einreichung von Unterlagen in Verfahren für die Zulassung und Verlängerung der Zulassung von Arzneimitteln
AMG1976ZSAusnVVerordnung über die Zulassung von Ausnahmen von Vorschriften des Arzneimittelgesetzes für die Bereiche des Zivil- und Katastrophenschutzes, der Bundeswehr, der Bundespolizei sowie der Bereitschaftspolizeien der Länder
AMGKostVKostenverordnung für die Zulassung von Arzneimitteln durch das Bundesinstitut für Arzneimittel und Medizinprodukte und das Bundesamt für Verbraucherschutz und Lebensmittelsicherheit
AMGrHdlBetrVBetriebsverordnung für Arzneimittelgroßhandelsbetriebe
AMHVVerordnung über das Inverkehrbringen von Arzneimitteln ohne Genehmigung oder ohne Zulassung in Härtefällen (Arzneimittel-Härtefall-Verordnung)
AMNOGGesetz zur Neuordnung des Arzneimittelmarktes in der gesetzlichen Krankenversicherung (Arzneimittelmarktneuordnungsgesetz)
AM-NutzenVVerordnung über die Nutzenbewertung von Arzneimitteln nach § 35a Absatz 1 SGB V für Erstattungsvereinbarungen nach § 130b SGB V (Arzneimittel-Nutzenbewertungsverordnung)
AMPreisVVerordnung über Preisspannen für Fertigarzneimittel (Arzneimittelpreisverordnung)
AMRArbeitsmedizinische Regeln
AMRabGGesetz über Rabatte für Arzneimittel
AMRadVVerordnung über radioaktive oder mit ionisierenden Strahlen behandelte Arzneimittel
AMREAllgemeine Erklärung der Menschenrechte
AMRKAmerikanische Menschenrechtskonvention oder Asiatische Menschenrechtskommission (Asian Human Rights Commission)
AM-RLRichtlinie über die Verordnung von Arzneimitteln in der vertragsärztlichen Versorgung (Arzneimittel-Richtlinie)
AMRNOGGesetz zur Neuordnung des Arzneimittelrechts
AMSArbeitsmarktservice (Österreich) oder Arbeitsschutzmanagementsystem
AMSachKVVerordnung über den Nachweis der Sachkenntnis im Einzelhandel mit freiverkäuflichen Arzneimitteln
AMSachvGOGeschäftsordnung der Ausschüsse für Standardzulassungen, Apothekenpflicht und Verschreibungspflicht (Anlage zur Verordnung zur Errichtung von Sachverständigen-Ausschüssen für Standardzulassungen, Apothekenpflicht und Verschreibungspflicht von Arzneimitteln)
AMSachvVVerordnung zur Errichtung von Sachverständigen-Ausschüssen für Standardzulassungen, Apothekenpflicht und Verschreibungspflicht von Arzneimitteln
amtl.amtlich
Amtl.Begr.Amtliche Begründung
Amtl.Mitt.Amtliche Mitteilung
AmtsbezSaarAnOAnordnung über die Festsetzung von Amtsbezeichnungen für die Beamten des Bundes im Saarland
AmtshilfeRLUmsGGesetz zur Umsetzung der Amtshilferichtlinie sowie zur Änderung steuerlicher Vorschriften (Amtshilferichtlinie-Umsetzungsgesetz)
AmtsschErlErlass über die Amtsschilder der Bundesbehörden
AMVVerordnung über die Amtsdauer, Amtsführung und Entschädigung der Mitglieder des Gemeinsamen Bundesausschusses und der Landesausschüsse der Ärzte (Zahnärzte) und Krankenkassen oder Arbeitsmarktverwaltung (Österreich) (siehe Arbeitsmarktservice)
AMVerkRVVerordnung über apothekenpflichtige und freiverkäufliche Arzneimittel
AM-VOArbeitsmittelverordnung (Österreich)
AMVVArzneimittelverschreibungsverordnung
AMWarnVArzneimittel-Warnhinweisverordnung
AMWHVVerordnung über die Anwendung der Guten Herstellungspraxis bei der Herstellung von Arzneimitteln und Wirkstoffen und über die Anwendung der Guten fachlichen Praxis bei der Herstellung von Produkten menschlicher Herkunft (Arzneimittel- und Wirkstoffherstellungsverordnung)
AMZulRegAVVerordnung zur Festlegung von Anforderungen an den Antrag auf Zulassung, Verlängerung der Zulassung und Registrierung von Arzneimitteln
ANArbeitnehmer oder Auftragnehmer
ANBAAmtliche Nachrichten der Bundesagentur für Arbeit
Änd.Änderung
ÄndGÄnderungsgesetz
AnerkVVerordnung über die Anforderungen und das Verfahren für die Anerkennung von Konformitätsbewertungsstellen (Konformitätsbewertungsstellen-Anerkennungs-Verordnung)
AnfGAnfechtungsgesetz
AnFrVVerordnung zur Verlängerung der Frist für die Stellung von Anträgen nach § 1 Abs. 4 sowie § 10 des Vermögenszuordnungsgesetzes
Angekl.Angeklagte(r)
Ange.Hier handelt es sich um ein für die Zukunft angenommenes Arbeitsentgelt, das der Arbeitgeber nicht vorausbescheinigt hat. Solche Angaben sind in Rentenvorausberechnungen enthalten, wenn der Versicherte eine Auskunft eingeholt hat, bei der die Höhe der Beiträge zur Vermeidung von Rentenminderungen bei vorzeitiger Inanspruchnahme einer Rente wegen Alters ermittelt werden.
AngGAngestelltengesetz (Österreich)
AngKGGesetz über die Fristen für die Kündigung von Angestellten
AnglGGesetz zur Angleichung der Bestandsrenten an das Nettorentenniveau der Bundesrepublik und zu weiteren rentenrechtlichen Regelungen
Anh.Anhang
AnhOAnhalteordnung (Österreich)
Anl.Anlage
AnlBVVerordnung über das Anlaufen der inneren Gewässer der Bundesrepublik Deutschland aus Seegebieten seewärts der Grenze des deutschen Küstenmeeres und das Auslaufen (Anlaufbedingungsverordnung)
AnlEntGAnlegerentschädigungsgesetz
AnlGBlnVVerordnung zur Erstreckung des Anleihe-Gesetzes von 1950 auf das Land Berlin
AnlVVerordnung über die Anlage des Sicherungsvermögens von Pensionskassen, Sterbekassen und kleinen Versicherungsunternehmen (Anlageverordnung)
Anm.Anmerkung
AnnSächsOLGAnnalen des Sächsischen OLG Dresden
AnOAnordnung
AnpflEigentGGesetz zur Regelung des Eigentums an von landwirtschaftlichen Produktionsgenossenschaften vorgenommenen Anpflanzungen
AnrVVerordnung über das anzurechnende Einkommen nach dem Bundesversorgungsgesetz (Anrechnungsverordnung)
AnsFuGAnlegerschutz- und Funktionsverbesserungsgesetz
AnsprÜbersVVerordnung über die Übersetzungen der Ansprüche europäischer Patentanmeldungen
ANSpZArbeitnehmersparzulage
AnSVGAnlegerschutzverbesserungsgesetz
AntarktMeerSchÜbkGGesetz zu dem Übereinkommen vom 20. Mai 1980 über die Erhaltung der lebenden Meeresschätze der Antarktis
AntarktUmwSchProtAGGesetz zur Ausführung des Umweltschutzprotokolls vom 4. Oktober 1991 zum Antarktis-Vertrag
AntarktUmwSchProtAG§ 6Abs5VVerordnung über Zusammensetzung, Berufung und Verfahren einer unabhängigen Kommission wissenschaftlicher Sachverständiger nach § 6 Abs. 5 des Umweltschutzprotokoll-Ausführungsgesetzes vom 22. September 1994
AntarktUmwSchProtGGesetz zum Umweltschutzprotokoll vom 4. Oktober 1991 zum Antarktis-Vertrag
AntarktVtrGGesetz zum Antarktis-Vertrag vom 1. Dezember 1959
ANTHVVerordnung über Nachweispflichten der Tierhalter für Arzneimittel, die zur Anwendung bei Tieren bestimmt sind
AntibAMVVVerordnung über die Verwendung antibiotisch wirksamer Arzneimittel (Antibiotika-Arzneimittel-Verwendungsverordnung)
AntiDHGGesetz über die Hilfe für durch Anti-D-Immunprophylaxe mit dem Hepatitis-C-Virus infizierte Personen
AntiDopGGesetz gegen Doping im Sport (Anti-Doping-Gesetz)
AntKostVKostenverordnung für Amtshandlungen nach dem Umweltschutzprotokoll-Ausführungsgesetz vom 22. September 1994
AnVNGGesetz zur Regelung des Rechts der Rentenversicherung der Angestellten
AnwBl.Anwaltsblatt (Deutschland) oder Österreichisches Anwaltsblatt
AnwGAnwaltsgericht
AnwGHAnwaltsgerichtshof
AnwK (AnwKomm)Anwaltskommentar
AnwSoZuschlVAufhVAnwärtersonderzuschlags-Verordnung
AnwZpvVVerordnung zur Festlegung eines späteren Anwendungszeitpunktes der Verpflichtungen nach § 5b des Einkommensteuergesetzes
AnwZVAnwartschaftszeitenverordnung
Anz.Anzeiger
AnzVVerordnung über die Anzeigen und die Vorlage von Unterlagen nach dem Kreditwesengesetz
AOAbgabenordnung (auch AO 1977) oder Anordnung
AOAnpGGesetz zur Anpassung von Gesetzen an die Abgabenordnung
AÖSpAllgemeine Österreichische Spediteurbedingungen
AO-StBDer AO-Steuer-Berater (Zeitschrift)
AO1977§ 180Abs2VVerordnung über die gesonderte Feststellung von Besteuerungsgrundlagen nach § 180 Abs. 2 der Abgabenordnung
AöRArchiv des öffentlichen Rechts (Zeitschrift) oder Anstalt des öffentlichen Rechts (auch A.ö.R.)
AOKAllgemeine Ortskrankenkasse
AQTIVAktivieren, qualifizieren, trainieren, investieren, vermitteln
APArbeitsrechtliche Praxis, Nachschlagewerk des Bundesarbeitsgerichts, Loseblatt-Sammlung, München (Beck-Verlag)
APAGAbschlussprüferaufsichtsgesetz (Gesetz zur Fortentwicklung der Berufsaufsicht über Abschlussprüfer in der Wirtschaftsprüferordnung)
APAKAbschlussprüferaufsichtskommission
ApBetrO (ABO)Apothekenbetriebsordnung (Verordnung über den Betrieb von Apotheken)
apfAusbildung – Prüfung – Fortbildung. Zeitschrift für die staatliche und kommunale Verwaltung
APGAllgemeines Pensionsgesetz (Österreich) oder Altenpflegegesetz (z. B. in NRW) oder Anpassungsgeld
AP-gDBPolVVerordnung über die Ausbildung und Prüfung für den gehobenen Polizeivollzugsdienst in der Bundespolizei
AP-mDBPolVVerordnung über die Ausbildung und Prüfung für den mittleren Polizeivollzugsdienst in der Bundespolizei
APOAusbildungs- und Prüfungsordnung
APOAAVerordnung über die Ausbildung und Prüfung für die Laufbahn des Amtsanwaltsdienstes des Landes Nordrhein-Westfalen (Ausbildungs- und Prüfungsordnung Amtsanwälte)
APLAllgemeines Landrecht für die Preußischen Staaten
ApoAnwRstGGesetz über die Rechtsstellung vorgeprüfter Apothekeranwärter
ApoGApothekengesetz
ApprOÄ (AppOÄ)Approbationsordnung für Ärzte
APRAllgemeines Persönlichkeitsrecht oder Allgemeines Polizeirecht oder
APSAllgemeines Präferenzsystem der EU
APTUEinheitliche Rechtsvorschriften für die Verbindlicherklärung technischer Normen und für die Annahme einheitlicher technischer Vorschriften für Eisenbahnmaterial, das zur Verwendung im internationalen Verkehr bestimmt ist (Règles uniformes concernant la validation de normes techniques et l′adoption de prescriptions techniques uniformes applicables au matériel ferroviaire destiné à être utilisé en trafic international) (Anhang F zum COTIF)
APuZAus Politik und Zeitgeschichte (Zeitschrift)
ARAufsichtsrat oder Arbeitsrecht
ARBAllgemeine Bedingungen für die Rechtsschutz-Versicherung (siehe Allgemeine Rechtsschutzbedingungen) oder Allgemeine Reisebedingungen
ArbEG (ArbnErfG)Arbeitnehmererfindungsgesetz (Gesetz über Arbeitnehmererfindungen)
ArbGArbeitsgericht oder Arbeitgeber (auch AG)
ArbGBeschlGGesetz zur Vereinfachung und Beschleunigung des arbeitsgerichtlichen Verfahrens
ArbRGenÄndVVerordnung zur Änderung und Aufhebung arbeitsgenehmigungsrechtlicher Vorschriften
ArbGGArbeitsgerichtsgesetz
ArbIGArbeitsinspektionsgesetz (Österreich)
ArbKrankhGGesetz zur Verbesserung der wirtschaftlichen Stellung der Arbeiter im Krankheitsfalle
AR-BlatteiArbeitsrechts-Blattei
ArblVAbk CHEAbkommen zwischen der Bundesrepublik Deutschland und der Schweizerischen Eidgenossenschaft über Arbeitslosenversicherung
ArblVAbkCHEGGesetz zu dem Abkommen vom 20. Oktober 1982 zwischen der Bundesrepublik Deutschland und der Schweizerischen Eidgenossenschaft über Arbeitslosenversicherung
ArbMedVVVerordnung zur arbeitsmedizinischen Vorsorge (siehe Arbeitsmedizinische Vorsorgeuntersuchungen)
ArbNArbeitnehmer
ArbnErfGArbeitnehmererfindungsgesetz
ArbnErfGDVVerordnung zur Durchführung des Gesetzes über Arbeitnehmererfindungen
ArbPlSchGArbeitsplatzschutzgesetz
ArbPlSchG§ 11 VVerordnung zur Regelung des Erstattungsverfahrens nach § 11 des Arbeitsplatzschutzgesetzes
ArbPlSchGAbschn3VVerordnung zum Dritten Abschnitt des Arbeitsplatzschutzgesetzes
ArbRArbeitsrecht oder Zeitschrift Arbeitsrecht aktuell
ArbRBArbeit-Rechts-Berater (Zeitschrift)
ArbRBerGGesetz zur Änderung des Kündigungsrechts und anderer arbeitsrechtlicher Vorschriften (Arbeitsrechtsbereinigungsgesetz)
ArbRBeschFGArbeitsrechtliches Beschäftigungsförderungsgesetz
ArbRGeg.Das Arbeitsrecht der Gegenwart (Zeitschrift/Jahrbuch)
ArbSchArbeitsschutz (Beilage zum Bundesarbeitsblatt)
ArbSchGArbeitsschutzgesetz
ArbSchKonGGesetz zur Verbesserung des Vollzugs im Arbeitsschutz (Arbeitsschutzkontrollgesetz)
Arb(Slg)Sammlung Arbeitsrechtlicher Entscheidungen (Österreich)
ArbStättRArbeitsstättenrichtlinie
ArbStättVArbeitsstättenverordnung
ArbStoffVVerordnung über gefährliche Arbeitsstoffe (Arbeitsstoffverordnung)
ArbuRArbeit und Recht (Zeitschrift)
ArbVersDie Arbeiterversorgung (Zeitschrift)
ArbVGArbeitsverfassungsgesetz (Österreich) oder Arbeitsvertragsgesetz
ArbZAbsichGGesetz zur sozialrechtlichen Absicherung flexibler Arbeitszeitregelungen
ArbZGArbeitszeitgesetz
ArbZRGArbeitszeitrechtsgesetz (Gesetz zur Vereinheitlichung und Flexibilisierung des Arbeitszeitrechts)
ArbZSKGGesetz zur Regelung der Arbeitszeit selbständiger Berufskraftfahrer (siehe Lenk- und Ruhezeiten)
ArbZVArbeitszeitverordnung
ArchBRArchiv für Bürgerliches Recht
ArchKommWiss (AfK)Archiv für Kommunalwissenschaften (Zeitschrift)
ArchKrimArchiv für Kriminologie
ArchPFArchiv für das Post- und Fernmeldewesen
ArchPRArchiv presserechtlicher Entscheidungen
ArchPTArchiv für Post und Telekommunikation
ArchSozArbArchiv für Wissenschaft und Praxis der sozialen Arbeit
ArchVölkR (AVR)Archiv des Völkerrechts
AREBundesamt für Raumentwicklung (Schweiz)
ARegVVerordnung über die Anreizregulierung der Energieversorgungsnetze (Anreizregulierungsverordnung)
ArEVArbeitsentgeltverordnung
arg.argumentum
ArGBundesgesetz über die Arbeit in Industrie, Gewerbe und Handel (Schweiz)
ARGArbeitsruhegesetz (Österreich)
ARGEArbeitsgemeinschaft
ArGVArbeitsgenehmigungsverordnung (Verordnung über die Arbeitsgenehmigung für ausländische Arbeitnehmer)
ARG-VOArbeitsruhegesetz-Verordnung (Österreich)
AromenDVDurchführungsverordnung über Aromen und Aromen enthaltende Lebensmittel (Aromendurchführungsverordnung)
AromVAromenverordnung
ARPArbeitsschutz in Recht und Praxis (Zeitschrift)
ARSArbeitsrechtssammlung oder Allgemeines Rundschreiben
ARSPArchiv für Rechts- und Sozialphilosophie (Zeitschrift)
ARStArbeitsrecht in Stichworten
Art.Artikel oder Gesetzesartikel
ArtHGBundesgesetz über die Überwachung des Handels mit Exemplaren wildlebender Tier- und Pflanzenarten (Artenhandelsgesetz) (Österreich)
ARUGGesetz zur Umsetzung der Aktionärsrechterichtlinie
ARVAuslandsreisekostenverordnung (Verordnung über die Reisekostenvergütung bei Auslandsdienstreisen) (siehe Bundesreisekostengesetz)
ArVNGArbeiterrentenversicherungs-Neuregelungsgesetz
ArztRArztrecht (Zeitschrift) oder Arztrecht
ASArbeitssuchende(r) oder Aktuelles Steuerrecht oder Auslegungsschrift oder Amtliche Sammlung des Bundesrechts (Schweiz) oder Antragsteller oder Alternative Streitbeilegung
ASAArchiv für Schweizerisches Abgaberecht (Zeitschrift) oder Amt für Soziale Angelegenheiten (siehe Versorgungsamt) oder Arbeitsschutzausschuss
ASAVAnwerbestoppausnahmeverordnung
ASBwAmt für Sicherheit der Bundeswehr
ASchGBundesgesetz über Sicherheit und Gesundheitsschutz bei der Arbeit (ArbeitnehmerInnenschutzgesetz) (Österreich)
ASDAllgemeiner Sozialer Dienst
ASFAufbauseminar zur Nachschulung von Fahranfängern (siehe Aufbauseminar für Fahranfänger)
ASFINAGAutobahnen- und Schnellstraßen-Finanzierungs-Aktiengesellschaft (ASFINAG) (Österreich)
ASGArbeitssicherstellungsgesetz
ASGGArbeits- und Sozialgerichtsgesetz
ASGBAllgemeines Sozialversicherungsgesetz
ASGGArbeits- und Sozialgerichtsgesetz (Österreich)
ASiGArbeitssicherheitsgesetz
ASISAusbildungsstellen-Informationssystem
ASOG BlnAllgemeines Sicherheits- und Ordnungsgesetz (Berlin)
ASPAufbauseminar zur Nachschulung von Punkteauffälligen
ASRArbeitsstättenrichtlinien oder Arbeitsstättenregel oder Anwalt, Anwältin im Sozialrecht (Zeitschrift) oder Auto, Steuern, Recht (Zeitschrift)
ASRGAgrarsozialreformgesetz
ASt.Antragsteller
AStAAllgemeiner Studierendenausschuss
ASTAAusschuss für Arbeitsstätten
AStBVAnweisungen für das Straf- und Bußgeldverfahren (Steuer)
AStGAußensteuergesetz oder Automobilsteuergesetz (Schweiz) oder Bundesgesetz über alternative Streitbeilegung in Verbraucherangelegenheiten (Alternative-Streitbeilegung-Gesetz (Österreich)) oder Alternative-Streitbeilegung-Gesetz (Liechtenstein)
ASTRABundesamt für Strassen (Schweiz) (franz. Office fédéral des routes, ital. Ufficio federale delle strade)
AStVAusschuss der Ständigen Vertreter der Mitgliedstaaten (der EU) oder Automobilsteuerverordnung (Schweiz)
ASVGAllgemeines Sozialversicherungsgesetz (Österreich) oder Agrarstrukturverbesserungsgesetz
AsylGAsylgesetz (Deutschland) oder Asylgesetz (Schweiz)
AsylG 2005österreichisches Asylgesetz 2005
AsylbLGAsylbewerberleistungsgesetz
AsylGHAsylgerichtshof (Österreich)
AsylVfGAsylverfahrensgesetz – bis 23. Oktober 2015 gültige Bezeichnung des deutschen Asylgesetzes
AsylZBV 1997Verordnung über die Zuständigkeit für die Ausführung des Übereinkommens vom 15. Juni 1990 über die Bestimmung des zuständigen Staates für die Prüfung eines in einem Mitgliedstaat der Europäischen Gemeinschaften gestellten Asylantrags
ATAllgemeiner Teil (z. B. 1. Buch des BGB oder der AT im StGB) oder Arbeitstag(e)
ATADAnti-Steuervermeidungs-Richtlinie der EU (engl.: Anti-Tax Avoidance Directive)
ATADUmSGGesetz zur Umsetzung der Anti-Steuervermeidungs-Richtlinie
ATA-OTA-GEGGesetz über die Ausbildung zur Anästhesietechnischen Assistentin und zum Anästhesietechnischen Assistenten und über die Ausbildung zur Operationstechnischen Assistentin und zum Operationstechnischen Assistenten
ATA-OTA-GGesetz über den Beruf der Anästhesietechnischen Assistentin und des Anästhesietechnischen Assistenten und über den Beruf der Operationstechnischen Assistentin und des Operationstechnischen Assistenten (Anästhesietechnische- und Operationstechnische-Assistenten-Gesetz)
AtAVVerordnung über die Verbringung radioaktiver Abfälle oder abgebrannter Brennelemente (Atomrechtliche Abfallverbringungsverordnung)
ATCAnatomisch-Therapeutisch-Chemisches Klassifikationssystem
ATCMAntarctic Treaty Consultative Meeting, Treffen der Vertragsparteien des Antarktis-Vertrags
AtDeckV 1977Atomdeckungsverordnung (Verordnung über die Deckungsvorsorge nach dem Atomgesetz)
ATDGAntiterrordateigesetz (Gesetz zur Errichtung einer standardisierten zentralen Antiterrordatei von Polizeibehörden und Nachrichtendiensten von Bund und Ländern) (siehe Antiterrordatei)
AtEVVerordnung über Anforderungen und Verfahren zur Entsorgung radioaktiver Abfälle (Atomrechtliche Entsorgungsverordnung)
ATEXRichtlinie 2014/34/EU des Europäischen Parlaments und des Rates vom 26. Februar 2014 zur Harmonisierung der Rechtsvorschriften der Mitgliedstaaten für Geräte und Schutzsysteme zur bestimmungsgemäßen Verwendung in explosionsgefährdeten Bereichen (ATEX-Richtlinie)
ATFAusgleichstaxfonds (Österreich)
AtGAtomgesetz oder Atomgesetz (Schweiz)
ATG (AltTZG)Altersteilzeitgesetz
AtGÄndGGesetz zur Änderung des Atomgesetzes
ATLASAutomatisiertes Tarif- und lokales Zollabwicklungssystem (siehe ATLAS (Zollsoftware))
ATMFEinheitliche Rechtsvorschriften für die technische Zulassung von Eisenbahnmaterial, das im internationalen Verkehr verwendet wird (Règles uniformes concernant l′admission technique de matériel ferroviaire utilisé en trafic international) (Anhang G zum COTIF)
ATOAllgemeine Tarifordnung für Arbeitnehmer im öffentlichen Dienst
AtomHGAtomhaftungsgesetz (Österreich)
ATPLVerkehrspilotenlizenz (engl.: Airline Transport Pilot Licence/License – ATPL; dt.: Lizenz für Verkehrspiloten)
ATSGBundesgesetz über den Allgemeinen Teil des Sozialversicherungsrechts (Schweiz)
AtSKostVKostenverordnung zum Atomgesetz und zum Strahlenschutzgesetz
AtSMVVerordnung über den kerntechnischen Sicherheitsbeauftragten und über die Meldung von Störfällen und sonstigen Ereignissen (Atomrechtliche Sicherheitsbeauftragten- und Meldeverordnung)
ATVAllgemeine technische Vorschriften für Bauleistungen oder Tarifvertrag über die betriebliche bzw. zusätzliche Altersversorgung der Beschäftigten des öffentlichen Dienste
ATV-KAltersvorsorge-Tarifvertrag-Kommunal
AtVfVAtomverfahrensverordnung (Verordnung über das Verfahren bei der Genehmigung von Anlagen nach § 7 des Atomgesetzes)
ATZAltersteilzeit
AtZÜVVerordnung für die Überprüfung der Zuverlässigkeit zum Schutz gegen Entwendung oder Freisetzung radioaktiver Stoffe nach dem Atomgesetz (Atomrechtliche Zuverlässigkeitsüberprüfungs-Verordnung)
ATZVAltersteilzeitverordnung (Verordnung über die Gewährung eines Zuschlags bei Altersteilzeit)
AUAnerkenntnisurteil oder Arbeitsunfähigkeit oder Arbeitsunfähigkeitsbescheinigung oder Abgasuntersuchung
AuAArbeit und Arbeitsrecht (Zeitschrift)
AuASAusländer- und Asylrecht Schnelldienst (Zeitschrift)
AuBArbeit und Beruf (Zeitschrift) oder Allgemeine Unfallversicherungs-Bedingungen oder Arbeitsunfähigkeitsbescheinigung
AÜAthener Übereinkommen über die Beförderung von Reisenden und ihrem Gepäck auf See (von 1974 oder 2002)
AÜGArbeitnehmerüberlassungsgesetz (Deutschland) oder Arbeitskräfteüberlassungsgesetz (Österreich)
AÜGLohnVVerordnung über eine Lohnuntergrenze in der Arbeitnehmerüberlassung
AÜGMeldstellVVerordnung zur Bestimmung der zuständigen Behörde nach § 17b Absatz 4 des Arbeitnehmerüberlassungsgesetzes
AÜKostVVerordnung über die Kosten der Erlaubnis zur gewerbsmäßigen Arbeitnehmerüberlassung (Arbeitnehmerüberlassungserlaubnis-Kostenverordnung)
AufbewJustVO NRWVerordnung über die Aufbewahrung von Schriftgut in der Justiz und Justizverwaltung des Landes Nordrhein-Westfalen (Aufbewahrungsverordnung der Justiz Nordrhein-Westfalen)
AufbhEG 2021Gesetz zur Errichtung eines Sondervermögens „Aufbauhilfe 2021“ (Aufbauhilfefonds-Errichtungsgesetz 2021)
AufbhV 2021Verordnung über die Verteilung und Verwendung der Mittel des Fonds „Aufbauhilfe 2021“ (Aufbauhilfeverordnung 2021)
AufenthEWGGAufenthalt-EWG-Gesetz (Gesetz über Einreise und Aufenthalt von Staatsangehörigen der Mitgliedstaaten der Europäischen Wirtschaftsgemeinschaft)
AufenthGGesetz über den Aufenthalt, die Erwerbstätigkeit und die Integration von Ausländern im Bundesgebiet (Aufenthaltsgesetz)
AufenthG/EWGGesetz über die Einreise und den Aufenthalt von Staatsangehörigen der Mitgliedstaaten der Europäischen Wirtschaftsgemeinschaft
AufenthVAufenthaltsverordnung
Auff.Auffassung
aufgeh.aufgehoben
Aufl.Auflage
AufwAGAufwertungsausgleichsgesetz (Gesetz über einen Ausgleich für Folgen der Aufwertung der Deutschen Mark auf dem Gebiet der Landwirtschaft)
AuGBundesgesetz über die Ausländerinnen und Ausländer (Ausländergesetz (Schweiz))
AUGAuslandsunterhaltsgesetz (Gesetz zur Geltendmachung von Unterhaltsansprüchen im Verkehr mit ausländischen Staaten)
AuRArbeit und Recht, Zeitschrift, Bund-Verlag (Frankfurt a.M.) oder Arzneimittel & Recht – Zeitschrift für Arzneimittelrecht und Arzneimittelpolitik (Zeitschrift)
AuRAGGesetz zur Ausführung des Europäischen Übereinkommens betreffend Auskünfte über ausländisches Recht und seines Zusatzprotokolls (Auslands-Rechtsauskunftgesetz)
ausdr.ausdrücklich
ausf.ausführlich
AusfGAusführungsgesetz
AusfVOAusführungsverordnung
AusglMechAVVerordnung zur Ausführung der Verordnung zur Weiterentwicklung des bundesweiten Ausgleichsmechanismus
AusglMechVVerordnung zur Weiterentwicklung des bundesweiten Ausgleichsmechanismus
AusglLeistGAusgleichsleistungsgesetz
ausl.ausländisch
AUSLMit dieser Abkürzung werden Versicherungszeiten gekennzeichnet, die in einem Land der Europäischen Union (EU), dem Europäischen Wirtschaftsraum EU (EWR) oder einem Vertragsstaat zurückgelegt wurden.
AuslandsrentenVOVerordnung über die Zahlung von Renten in das Ausland
AuslAufnVOAusländer- und Aufnahmeverordnung
AuslBGBundesgesetz vom 20. März 1975, mit dem die Beschäftigung von Ausländern geregelt wird (Ausländerbeschäftigungsgesetz)(Österreich)
AuslBVOAusländerbeschäftigungsverordnung (Österreich)
AuslDatVAusländerdateienverordnung (Verordnung über die Führung von Ausländerdateien durch die Ausländerbehörden und die Auslandsvertretungen)
AuslDÜVVerordnung über Datenübermittlungen an die Ausländerbehörden
AuslGAusländergesetz (aufgehoben; ersetzt durch Aufenthaltsgesetz)
AuslG1990DVVerordnung zur Durchführung des Ausländergesetzes
AuslGebV 1990Ausländer-Gebührenverordnung (Gebührenverordnung zum Ausländergesetz und zum Gesetz zu dem Schengener Durchführungsübereinkommen)
AuslInvestmGAuslandinvestmentgesetz (Gesetz über den Vertrieb ausländischer Investmentanteile und über die Besteuerung der Erträge aus ausländischen Investmentanteilen)
AuslRAusländerrecht
AuslvG (auch AIG)Auslandsinvestitionsgesetz (Gesetz über steuerliche Maßnahmen bei Auslandsinvestitionen der deutschen Wirtschaft)
AuslZuschlVVerordnung über die Gewährung von Auslandszuschlägen (Auslandszuschlagsverordnung)
AuslZustVVerordnung über die Zuständigkeit für Leistungen der Sozialen Entschädigung für Berechtigte im Ausland (Auslandszuständigkeitsverordnung)
ausrausreichend
AusRbVVerordnung Ausübungsvorschriften für das Reisebürogewerbe (Österreich)
AussStrGAusserstreitgesetz (Liechtenstein)
AußStrGAußerstreitgesetz (Österreich) (siehe Zivilverfahrensrecht (Österreich) Abschnitt Erkenntnisverfahren)
AusÜbsiedWOGGesetz über die Festlegung eines vorläufigen Wohnortes für Spätaussiedler
AußWG 2011Außenwirtschaftsgesetz 2011 (Österreich)
AuswSGAuswandererschutzgesetz
AVAllgemeinverfügung oder Aktenvermerk oder Ausführungsvorschrift oder Allgemeine Verfügung oder Arbeitsvertrag oder Allgemeine Vorschriften oder Arbeitslosenversicherung oder Anlagenverzeichnis
AVAAusschreibung, Vergabe und Abrechnung (eine standardisierte Methode im Bauwesen) oder Allgemeine Vertragsbestimmungen zum Einheitsarchitektenvertrag 1979 oder Altersversorgungsabgabe oder Allgemeine Verfahrensanweisung oder Allgemeine Verwaltungsvorschrift für die Ausstellung von Bescheinigungen gem. § 7 Abs. 4 S. 1 Nr. 2 und § 32 Abs. 2 Nr. 2 des Wohnungseigentumsgesetzes (siehe unter Abgeschlossenheitsbescheinigung)
AVAGAnerkennungs- und Vollstreckungsausführungsgesetz (Gesetz zur Ausführung zwischenstaatlicher Verträge und zur Durchführung von Verordnungen der Europäischen Gemeinschaft auf dem Gebiet der Anerkennung und Vollstreckung in Zivil- und Handelssachen)
AVAVGGesetz über Arbeitsvermittlung und Arbeitslosenversicherung (bis 30. Juni 1969; ab 1. Juli 1969: Arbeitsförderungsgesetz)
AVBAllgemeine Versorgungsbedingungen oder Allgemeine Versicherungsbedingungen
AVBEltVVerordnung über Allgemeine Bedingungen für die Elektrizitätsversorgung von Tarifkunden
AVBFernwärmeVVerordnung über Allgemeine Bedingungen für die Versorgung mit Fernwärme
AVBGasVVerordnung über Allgemeine Bedingungen für die Gasversorgung von Tarifkunden
AVBWasserVVerordnung über Allgemeine Bedingungen für die Versorgung mit Wasser
AVEAllgemeinverbindlichkeitserklärung eines Tarifvertrages
AVermVArbeitsvermittlungsverordnung
AVGAllgemeines Verwaltungsverfahrensgesetz (Österreich) oder Angestelltenversicherungsgesetz oder Arbeitsvermittlungsgesetz (Schweiz)
AVHintG NRWAusführungsvorschriften zum Hinterlegungsgesetz von Nordrhein-Westfalen
AVmEGGesetz zur Ergänzung des Gesetzes zur Reform der gesetzlichen Rentenversicherung und zur Förderung eines kapitalgedeckten Altersvorsorgevermögens (Altersvermögensergänzungsgesetz)
AVmGGesetz zur Reform der gesetzlichen Rentenversicherung und zur Förderung eines kapitalgedeckten Altersvorsorgevermögens (Altersvermögensgesetz)
AVOAusführungsverordnung
AVOGBundesgesetz über den Aufbau und die Zuständigkeitsregelung der Abgabenverwaltung des Bundes (Abgabenverwaltungsorganisationsgesetz 2010) (Österreich)
AVOG 2010 – DVVerordnung des Bundesministers für Finanzen zur Durchführung des Abgabenverwaltungsorganisationsgesetzes 2010 (Österreich)
AVRArchiv des Völkerrechts (Zeitschrift) oder Allgemeine Vertragsrichtlinien oder Richtlinien für Arbeitsverträge in den Einrichtungen des Deutschen Caritasverbandes (siehe AVR-Caritas) oder Allgemeines Verwaltungsrecht
AVRAGArbeitsvertragsrechts-Anpassungsgesetz (Österreich)
AVVAbfallverzeichnis-Verordnung oder Allgemeiner Vertrag für die Verwendung von Güterwagen oder Allgemeine Verwaltungsvorschrift oder Auftragsverarbeitungs-Vertrag oder Arbeitsvermittlungsverordnung (Schweiz)
AVV LmHAllgemeine Verwaltungsvorschrift Lebensmittelhygiene
AVWGGesetz zur Verbesserung der Wirtschaftlichkeit in der Arzneimittelversorgung (Arzneimittelversorgungs-Wirtschaftlichkeitsgesetz)
AVWLAltersvorsorgewirksame Leistung
AVwVAllgemeine Verwaltungsvorschrift
aWAufschiebende Wirkung
AWaffVAllgemeine Waffengesetz-Verordnung (siehe Waffengesetz (Deutschland))
AWBAir Waybill (Luftfrachtbrief)
AWDAußenwirtschaftsdienst des Betriebs-Beraters
AWGAußenwirtschaftsgesetz oder Abfallwirtschaftsgesetz 2002 (Österreich)
AWOArbeiterwohlfahrt
AW PraxAußenwirtschaftliche Praxis (Zeitschrift)
AWSAbfallwirtschaftssatzung
AwSVVerordnung über Anlagen zum Umgang mit wassergefährdenden Stoffen
AWVAußenwirtschaftsverordnung oder Arzneimittel-Werbeverordnung (Schweiz)
AWZAußenwirtschaftszone oder Ausschließliche Wirtschaftszone (nach Art. 55-75 Seerechtsübereinkommen)
AWZROVVerordnung über die Raumordnung in der deutschen ausschließlichen Wirtschaftszone in der Nordsee und in der Ostsee
Az.Aktenzeichen
AZArbeitszeit oder Ackerzahl
AZAVAkkreditierungs- und Zulassungsverordnung Arbeitsförderung
AZFAllgemeines Sprechfunkzeugnis für den Flugfunkdienst (siehe Sprechfunkzeugnis (Luftfahrt))
AZGAllgemeines Zuständigkeitsgesetz (z. B. AZG Berlin) oder Arbeitszeitgesetz (Österreich)
AZOAllgemeine Zollordnung (Siehe Zollwesen) oder Arbeitszeitordnung
AZRAusländerzentralregister
AZRGGesetz über das Ausländerzentralregister
AZRG-DVVerordnung zur Durchführung des Gesetzes über das Ausländerzentralregister
AZWVAnerkennungs- und Zulassungsverordnung Weiterbildung (nach § 87 SGB III) (aufgehoben und abgelöst durch die Akkreditierungs- und Zulassungsverordnung Arbeitsförderung (AZAV))

## B
BABundesagentur für Arbeit (früher: Bundesanstalt für Arbeit) oder Bauamt oder Bauart oder Bergakademie oder Bergamt oder Berufsakademie oder Betreibungsamt (Schweiz) oder Betriebsanweisung oder Betriebsarzt oder Bezirksamt oder Biologischer Arbeitsstoff oder Blutalkohol (siehe Blutalkoholkonzentration) oder Zeitschrift “Blutalkohol” oder Bundesamt oder Bundesanwalt beim Bundesgerichtshof oder Bundesanwaltschaft (siehe Bundesanwaltschaft (Schweiz)) oder Bundesarchiv oder Bußgeldakte oder Bratislaver Abkommen (ein internationaler Vertrag zur Schifffahrt auf der Donau) oder Betriebsausgabe
BAABundesausgleichsamt
BAAINBwBundesamt für Ausrüstung, Informationstechnik und Nutzung der Bundeswehr
BABBundesautobahn oder Betriebsabrechnungsbogen oder Berufsausbildungsbeihilfe (eine Leistung nach dem Sozialgesetzbuch Ⅲ) oder Börsenaufsichtsbehörde oder Bundesausländerbeirat
BABl. (BArbBl)Bundesarbeitsblatt
Bad.Baden, badisch
BADVVerordnung über Bodenabfertigungsdienste auf Flugplätzen (Bodenabfertigungsdienst-Verordnung) oder Bundesamt für zentrale Dienste und offene Vermögensfragen
BÄKBundesärztekammer
BÄOBundesärzteordnung
BAESBundesamt für Ernährungssicherheit (Österreich)
BAFBundesaufsichtsamt für Flugsicherung
BAFABundesamt für Wirtschaft und Ausfuhrkontrolle
BAFGGesetz über die Errichtung des Bundesaufsichtsamtes für Flugsicherung
BAFinBundesanstalt für Finanzdienstleistungsaufsicht
BAFLFremden- und asylrechtliche Blätter (Österreich)
BAfMBundesanstalt für Milchforschung
BAföGBundesausbildungsförderungsgesetz
BAföGÄndGGesetz zur Änderung des Bundesausbildungsförderungsgesetzes
BAföGVwVAllgemeine Verwaltungsvorschriften zum BAföG
BAföG-MedPflegbVVerordnung über die Ausbildungsförderung für Medizinalfachberufe und für Pflegeberufe (BAföG-Medizinalfach- und Plegeberufe-Verordnung)
BAFUBundesamt für Umwelt (Schweiz) (franz. Office fédéral de l’environnement, ital. Ufficio federale dell’ambiente)
BAFzABundesamt für Familie und zivilgesellschaftliche Aufgaben
BAGBundesarbeitsgericht oder Bundesamt für Güterverkehr oder Bundesarbeitsgemeinschaft oder Bundesamt für Gesundheit (Schweiz) oder Gesetz über die Errichtung eines Bundesaufsichtsamtes für das Versicherungswesen oder Berufsausübungsgemeinschaft oder Berufsausbildungsgesetz (Österreich) oder gewerblich-technische Berufsaufbauschule
BAG-G9Gesetz zur Regelung des Belastungsausgleichs zum Gesetz zur Neuregelung der Dauer der Bildungsgänge im Gymnasium (Belastungsausgleichsgesetz G 9) des Landes NRW
BAGEEntscheidungen des Bundesarbeitsgerichts
BAGGSBundesarbeitsgericht – Großer Senat
BAGHBundesarbeitsgemeinschaft Hilfe für Behinderte
BAGLJÄBundesarbeitsgemeinschaft der Landesjugendämter
BAGKFBundesanstalt für Getreide-, Kartoffel- und Fettforschung
BAGReportSchnelldienst zur arbeitsgerichtlichen Rechtsprechung des BAG und des EuGH (Zeitschrift)
BAG-SBBundesarbeitsgemeinschaft Schuldnerberatung
BAG-SHIBundesarbeitsgemeinschaft der Erwerbslosen- und Sozialhilfeinitiativen
BAG-UBBundesarbeitsgemeinschaft für Unterstützte Beschäftigung
BAIKBundeskammer der Architekten und Ingenieurkonsulenten (Österreich)
BAIUDBwBundesamt für Infrastruktur, Umweltschutz und Dienstleistungen der Bundeswehr
BAKBlutalkoholkonzentration oder Bundesarbeitskammer (Österreich) (siehe Kammer für Arbeiter und Angestellte) oder Bundesamt zur Korruptionsprävention und Korruptionsbekämpfung (Österreich)
BAKJBundesarbeitskreis kritischer Juragruppen
BAKOMBundesamt für Kommunikation (Schweiz) (franz. Office fédéral de la communication, ital. Ufficio federale delle comunicazioni)
BAKredBundesaufsichtsamt für das Kreditwesen (einer der Vorgänger der BaFin)
BallastwGGesetz zu dem Internationalen Übereinkommen von 2004 zur Kontrolle und Behandlung von Ballastwasser und Sedimenten von Schiffen (Ballastwasser-Gesetz) (siehe Ballastwasser-Übereinkommen)
BALMBundesamt für Logistik und Mobilität oder Bundesanstalt für Landwirtschaftliche Marktordnung
BAMBundesanstalt für Materialforschung und -prüfung
BAMFBundesamt für Migration und Flüchtlinge
BankABank-Archiv (Zeitschrift)
BankFachwPrVVerordnung über die Prüfung zum anerkannten Abschluss Geprüfter Bankfachwirt/Geprüfte Bankfachwirtin
BankKfm/KfrAusbVVerordnung über die Berufsausbildung zum Bankkaufmann/zur Bankkauffrau
BAnstPTBundesanstalt für Post und Telekommunikation DBP
BAnzBundesanzeiger
BAOBundesabgabenordnung (Österreich)
BÄOBundesärzteordnung
BaPBeamtenverhältnis auf Probe
BAPersBwBundesamt für das Personalmanagement der Bundeswehr
BApOBundes-Apothekerordnung
BAPTBundesamt für Post und Telekommunikation (aufgelöst zum 1. Januar 1998)
BARBundesarbeitsgemeinschaft für Rehabilitation e. V.
BArbBl (BABl.)Bundesarbeitsblatt
BArchBVBundesarchiv-Benutzungsverordnung (Verordnung über die Benutzung von Archivgut beim Bundesarchiv)
BArchGGesetz über die Nutzung und Sicherung von Archivgut des Bundes (Bundesarchivgesetz)
BArchivGBundesgesetz über die Sicherung, Aufbewahrung und Nutzung von Archivgut des Bundes (Bundesarchivgesetz (Österreich))
BArchKVVerordnung über Kosten beim Bundesarchiv
BARLBerufsanerkennungsrichtlinie (Richtlinie 2005/36/EG über die Anerkennung von Berufsqualifikationen)
BArtSchVBundesartenschutzverordnung
BarwertVOBarwertverordnung (Verordnung zur Ermittlung des Barwerts einer auszugleichenden Versorgung nach § 1587 a Abs. 3 Nr. 2 und Abs. 4 des Bürgerlichen Gesetzbuchs)
BASBundesamt für Schiffsvermessung (siehe Bundesamt für Seeschifffahrt und Hydrographie) oder Bundesamt für Soziale Sicherung (bis 2019: Bundesversicherungsamt (BVA))
BASEBundesamt für die Sicherheit der nuklearen Entsorgung
BASGBundesamt für Sicherheit im Gesundheitswesen (Österreich)
BASPOErmVVerordnung zur Ermächtigung zum Erlass von Prüfungsordnungen (BAS-Prüfungsordnungsermächtigungsverordnung)
BASSBereinigte Amtliche Sammlung der Schulvorschriften Nordrhein-Westfalen oder Büro für arbeits- und sozialpolitische Studien (Schweiz)
BAStrlSchGGesetz über die Errichtung eines Bundesamtes für Strahlenschutz
BATBundes-Angestelltentarifvertrag oder Biologischer Arbeitsstoff-Toleranzwert oder Beste verfügbare Techniken (engl.: best available techniques – BAT)
BAT-OBundes-Angestelltentarifvertrag Ost
BattGBatteriegesetz (Gesetz über das Inverkehrbringen, die Rücknahme und die umweltverträgliche Entsorgung von Batterien und Akkumulatoren)
BattGDVVerordnung zur Durchführung des Batteriegesetzes
BattVBatterieverordnung
BATZVBeamtenaltersteilzeitverordnung
BAuABundesanstalt für Arbeitsschutz und Arbeitsmedizin
BaubetrVVerordnung über die Betriebe des Baugewerbes, in denen die ganzjährige Beschäftigung zu fördern ist (Baubetriebe-Verordnung)
BauFGBauforderungen-Sicherungsgesetz (Gesetz über die Sicherung der Bauforderungen)
BAufsAGGesetz über die Errichtung eines Bundesaufsichtsamtes für das Versicherungs- und Bausparwesen
BauGBBaugesetzbuch
BauGBMaßnGMaßnahmengesetz zum BauGB
BauGOBaugebührenordnung
BauKGBauarbeitenkoordinationsgesetz (Österreich)
BauNVOBaunutzungsverordnung
BauOBauordnung (des jeweiligen Bundeslandes)
baupol.baupolizeilich
BauPGBauproduktegesetz (Gesetz über das Inverkehrbringen von und den freien Warenverkehr mit Bauprodukten zur Umsetzung der des Rates vom 21. Dezember 1988 zur Angleichung der Rechts- und Verwaltungsvorschriften der Mitgliedstaaten)
BauRBaurecht oder Baurecht (Zeitschrift)
BausparkG (oder BauSpkG)Gesetz über Bausparkassen (Bausparkassengesetz)
BausparkVVerordnung zum Gesetz über Bausparkassen
BauSparVetrAbwVDurchführungs- und Ergänzungsverordnung über die vereinfachte Abwicklung von Bausparverträgen
BaustellVBaustellenverordnung
BauSVDer Bausachverständige (Zeitschrift)
BauVorlVVerordnung über Bauvorlagen und bauaufsichtliche Anzeigen (Bauvorlagenverordnung) (Bayern)
BauWZeitschrift Bauwirtschaft
BAVBundesaufsichtsamt für das Versicherungswesen (2002 aufgegangen in der BaFin) oder Bundesamt für Verkehr (Schweiz) (franz.: Office fédéral des transports, ital.: Ufficio federale dei trasporti) oder Bundesanstalt für Verwaltungsdienstleistungen
BaWBeamtenverhältnis auf Widerruf
BAWBundesanstalt für Wasserbau
BAWeBundesaufsichtsamt für den Wertpapierhandel (2002 aufgegangen in der Bundesanstalt für Finanzdienstleistungsaufsicht (BaFin))
BAWVBundesamt für Wehrverwaltung
Bay.Bayern, bayerisch
BayAbgrGBayerisches Abgrabungsgesetz
BayÄrzteBl.Bayerisches Ärzteblatt
BayBauOBayerische Bauordnung
BayBgm.Der Bayerische Bürgermeister (Zeitschrift)
BayBSBereinigte Sammlung des Bayerischen Landesrechts (siehe Bayerische Rechtssammlung)
BayBZBayerische Beamtenzeitung
BayDGHBayerischer Dienstgerichtshof
BayDStHBayerischer Dienststrafhof
BayGlGBayerisches Gleichstellungsgesetz
BayGrStGBayerisches Grundsteuergesetz
BayGVBl.Bayerisches Gesetz- und Verordnungsblatt
BayGZBayerische Gemeindezeitung
BayJMBl.Bayerisches Justizministerialblatt
BayKiBiGBayerisches Kinderbildungs- und -betreuungsgesetz
BayKirchStGGesetz über die Erhebung von Steuern durch Kirchen, Religions- und weltanschauliche Gemeinschaften (Bayerisches Kirchensteuergesetz)
BayLfStBayerisches Landesamt für Steuern
BayMABl.Ministerialamtsblatt der bayerischen inneren Verwaltung
BayMGBayerisches Mediengesetz
BayObLGBayerisches Oberstes Landesgericht
BayObLGStSammlung der Entscheidungen des BayObLG in Strafsachen
BayObLGZSammlung der Entscheidungen des BayObLG in Zivilsachen
BayRGBayerisches Rundfunkgesetz
BayRSBayerische Rechtssammlung
BayRSGGesetz über die Sammlung des bayerischen Landesrechts
BaySchlGBayerisches Schlichtungsgesetz
BayStrWGBayerisches Straßen- und Wegegesetz
BayVBl.Bayerische Verwaltungsblätter (Zeitschrift)
BayVerfGHBayerischer Verfassungsgerichtshof
BayVGHBayerischer Verwaltungsgerichtshof
BayVSGBayerisches Verfassungsschutzgesetz
BAZBundesamt für den Zivildienst
BAZLBundesamt für Zivilluftfahrt (Schweiz) (franz. Office fédéral de l′aviation civile, ital. Ufficio federale dell′aviazione civile)
BBBetriebs-Berater (Zeitschrift) oder Brandenburg
BBahnBundesbahn (auch DB)
BBahnGBundesbahngesetz (Deutschland) oder Bundesbahngesetz (Österreich)
BBahnVermGGesetz über die vermögensrechtlichen Verhältnisse der Deutschen Bundesbahn
BBankGBundesbankgesetz
BBankLVVerordnung über die Laufbahnen der Bundesbankbeamtinnen und Bundesbankbeamten
BBankPersVVerordnung zur Regelung der Rechtsverhältnisse des Personals der Deutschen Bundesbank
BBauBlBundesbaublatt
BBauGBundesbaugesetz (aufgehoben, jetzt: Baugesetzbuch (BauGB))
BBBBerufsbildungsbereich (siehe Werkstatt für behinderte Menschen Abschnitt Berufsbildungsbereich (BBB))
BBergGBundesberggesetz
BBesGBundesbesoldungsgesetz
BBetreibZulVVerordnung über die Zulassung Benannter Betreiber nach Artikel 3 des Gesetzes zu den Verträgen vom 5. Oktober 2004, 12. August 2008, 11. Oktober 2012 und 6. Oktober 2016 des Weltpostvereins (Benannte Betreiber-Zulassungsverordnung)
BBesOBundesbesoldungsordnung
BBFestVVerordnung zur Festlegung und Anpassung der Bundesbeteiligung an den Leistungen für Unterkunft und Heizung (Bundesbeteiligungs-Festlegungsverordnung) (Anmerkung: mit jeweiliger Jahresangabe)
BBg.Brandenburg, brandenburgisch
BbgKVerfKommunalverfassung des Landes Brandenburg (siehe Gemeindeordnungen in Deutschland)
BbgPsychKGGesetz über Hilfen und Schutzmaßnahmen bei psychischen Krankheiten (Brandenburgisches Psychisch-Kranken-Gesetz)
BbgVerfVerfassung des Landes Brandenburg
BbgVwGGGesetz über die Errichtung der Verwaltungsgerichtsbarkeit und zur Ausführung der Verwaltungsgerichtsordnung im Land Brandenburg (Brandenburgisches Verwaltungsgerichtsgesetz)
BbgWGBrandenburgisches Wassergesetz (siehe Landeswassergesetz)
BBGBundesbeamtengesetz oder Berufsbildungsgesetz (Schweiz) oder Bundesbehindertengesetz (Österreich) oder Beitragsbemessungsgrenze
bbHbauartbestimmte Höchstgeschwindigkeit
BBhVVerordnung über Beihilfe in Krankheits-, Pflege- und Geburtsfällen (Bundesbeihilfeverordnung)
BBiGBerufsbildungsgesetz
BBilRGBankbilanzrichtlinien-Gesetz
BBiModGBerufsbildungsmodernisierungsgesetz
BBiZBerufsbildungszentrum
BBKBuchführung, Bilanz, Kostenrechnung (Zeitschrift) oder Bundesamt für Bevölkerungsschutz und Katastrophenhilfe
BBKGGesetz über die Errichtung des Bundesamtes für Bevölkerungsschutz und Katastrophenhilfe
BBlBundesblatt (Schweiz)
BBLBundesamt für Bauten und Logistik (Schweiz)
BBodSchGBundes-Bodenschutzgesetz
BBodSchVBundes-Bodenschutz- und Altlastenverordnung
BBPlGGesetz über den Bundesbedarfsplan (Bundesbedarfsplangesetz)
BBPolBayerische Bereitschaftspolizei
BBSRBundesinstitut für Bau-, Stadt- und Raumforschung
BBRBundesamt für Bauwesen und Raumordnung
BBTBundesamt für Berufsbildung und Technologie (Schweiz) (franz. Office fédéral de la formation professionnelle et de la technologie, ital. Ufficio federale della formazione professionale e della tecnologia)
BBVBerufsbildungsverordnung (Schweiz) (siehe Berufliche Grundbildung)
BBVAnpÄndG 2023/2024Gesetz zur Anpassung der Bundesbesoldung und -versorgung für die Jahre 2023 und 2024 sowie zur Änderung weiterer dienstrechtlicher Vorschriften
BBVLG 1975Gesetz über vermögenswirksame Leistungen für Beamte, Richter, Berufssoldaten und Soldaten auf Zeit – Art. VI Nr. 1 des Zweiten Gesetzes zur Vereinheitlichung und Neuregelung des Besoldungsrechts in Bund und Ländern (2. BesVNG)
BCZeitschrift für Bilanzierung, Rechnungswesen und Controlling
BCBSBasel Committee on Banking Supervision (dt.: Basler Ausschuss für Bankenaufsicht)
Bd.Band
BDBBund Deutscher Baumeister, Architekten und Ingenieure e. V.
Bde.Bände
BDABundesvereinigung der Deutschen Arbeitgeberverbände oder Bundesdenkmalamt (Österreich)
BDBOSBundesanstalt für den Digitalfunk der Behörden und Organisationen mit Sicherheitsaufgaben
BDBOSGGesetz über die Errichtung einer Bundesanstalt für den Digitalfunk der Behörden und Organisationen mit Sicherheitsaufgaben (BDBOS-Gesetz)
BDGBundesdisziplinargesetz oder Beamten-Dienstrechtsgesetz 1979 (Österreich)
BGTBetreuungsgerichtstag e. V. (siehe Vormundschaftsgerichtstag)
BDHBundesdisziplinarhof
BDiszH (BDH)Bundesdisziplinarhof
BDKBund Deutscher Kriminalbeamter
BDOBundesdisziplinarordnung
BDSGBundesdatenschutzgesetz
BdStBund der Steuerzahler Deutschland
BDVRBund-Deutscher-Verwaltungsrichter-und-Verwaltungsrichterinnen oder BDVR-Rundschreiben
BEBetriebseinheit oder Berlin oder Betriebseinnahme
beABesonderes elektronisches Anwaltspostfach
BeamtStGBeamtenstatusgesetz
BeamtVGBeamtenversorgungsgesetz
BeamtVGVwVAllgemeinen Verwaltungsvorschriften zum Beamtenversorgungsgesetz
BeamtVÜVVerordnung über beamtenversorgungsrechtliche Übergangsregelungen nach Herstellung der Einheit Deutschlands
Bearb.Bearbeiter(in)
beBPoBesonderes elektronisches Behördenpostfach
BeckOKBeck´scher Online-Kommentar
BeckRSBeck-Rechtsprechung (Entscheidungssammlung in Beck-Online)
BedGgstVBedarfsgegenständeverordnung
beEBetriebsorganisatorisch eigenständige Einheit
BEEGBundeselterngeld- und Elternzeitgesetz
BefBezGBefriedungs-Bezirksgesetz (Gesetz über befriedete Bezirke für Verfassungsorgane des Bundes)
BEGBundesgesetz zur Entschädigung für Opfer der nationalsozialistischen Verfolgung (Bundesentschädigungsgesetz)
BEGDV 1Erste Verordnung zur Durchführung des Bundesentschädigungsgesetzes
BEGDV 6Sechste Verordnung zur Durchführung des Bundesentschädigungsgesetzes
BEGebVVerordnung über die Gebühren und Auslagen für Amtshandlungen der Eisenbahnverkehrsverwaltung des Bundes
begl.beglaubigt
Begr.Begründung
BEGTGPGesetz über die Bundesnetzagentur für Elektrizität, Gas, Telekommunikation, Post und Eisenbahnen
BEHGBundesgesetz über die Börsen und den Effektenhandel oder Gesetz über einen nationalen Zertifikatehandel für Brennstoffemissionen (Brennstoffemissionshandelsgesetz)
BehiGBundesgesetz über die Beseitigung von Benachteiligungen von Menschen mit Behinderungen, Behindertengleichstellungsgesetz (Schweiz)
BehiVBehindertengleichstellungsverordnung (Schweiz)
BEHVVerordnung zur Durchführung des Brennstoffemissionshandelsgesetzes (Brennstoffemissionshandelsverordnung)
Beigel.Beigeladene(r)
Beil.Beilage
BEinstGBehinderteneinstellungsgesetz (Österreich)
BeitrRLUmsGGesetz zur Umsetzung der Beitreibungsrichtlinie. sowie zur Änderung steuerlicher Vorschriften (Beitreibungsrichtlinie-Umsetzungsgesetz)
bej.bejahend
Bek. (BekM)Bekanntmachung
BekanntmVOBekanntmachungsverordnung
Bekl.Beklagter
BeklVBeklagtenvertreter(in)
BelWertVBeleihungswertermittlungsverordnung (Verordnung über die Ermittlung des Beleihungswertes von Grundstücken nach § 16 Abs. 1 und 2 des Pfandbriefgesetzes)
Bem.Bemerkung
BEMBetriebliches Eingliederungsmanagement
BEMABewertungsmaßstab zahnärztlicher Leistungen
BEMFVVerordnung über das Nachweisverfahren zur Begrenzung elektromagnetischer Felder
beNbesonderes elektronisches Notarpostfach
BEPSBase Erosion and Profit Shifting (dt.: Gewinnkürzung und Gewinnverlagerung)
BEPSUmsGGesetz zur Umsetzung der Änderungen der EU-Amtshilferichtlinie und von weiteren Maßnahmen gegen Gewinnkürzungen und -verlagerungen
ber.berichtigt
Ber.Berufung (Recht) oder Berichtigung
BERBundeselternrat
BerBiG (BBiG)Berufsbildungsgesetz (Deutschland)
BerBiFGBerufsbildungsförderungsgesetz
BerBiRefGBerufsbildungsreformgesetz (Gesetz zur Reform der beruflichen Bildung)
BerGer.Berufungsgericht
BerGHBerufungsgerichtshof
BergPDVVerordnung zur Durchführung des Gesetzes über Bergmannsprämien
BergPGBergmannsprämiengesetz (Gesetz über Bergmannsprämien)
BerHBeratungshilfe
BerHG (BeratHiG)Beratungshilfegesetz (Gesetz über Rechtsberatung und Vertretung für Bürger mit geringem Einkommen)
Berl.Berlin, Berliner
BerlÄrzteBl.Berliner Ärzteblatt (Zeitschrift)
BerlAVGBerliner Ausschreibungs- und Vergabegesetz
BerlinFGBerlinförderungsgesetz
BerlVerfGHBerliner Verfassungsgerichtshof (siehe Verfassungsgerichtshof des Landes Berlin)
BerRehaGGesetz über den Ausgleich beruflicher Benachteiligungen für Opfer politischer Verfolgung im Beitrittsgebiet (Artikel 2 des Zweiten Gesetzes zur Bereinigung von SED-Unrecht)
BErzGGBundeserziehungsgeldgesetz (aufgehoben; jetzt Bundeselterngeld- und Elternzeitgesetz – BEEG)
bes.besonders
Bes.Beschluss
BesBed.Besondere Bedingungen
BesBedPHVBesonderen Bedingungen zur Privathaftpflichtversicherung
Besch.Beschuldigte(r)
BeschABeschaffungsamt des BMI
BeschFGBeschäftigungsförderungsgesetz
BeschGBeschussgesetz (Gesetz über die Prüfung und Zulassung von Feuerwaffen, Böllern, Geräten, bei denen zum Antrieb Munition verwendet wird, sowie von Munition und sonstigen Waffen)
BeschGebVVerordnung über die Erhebung von Gebühren und Auslagen für die Inanspruchnahme der staatlichen bayerischen Beschussämter (Beschussgebührenverordnung Bayern)
Beschl.Beschluss (Gericht) oder Beschluss (EU)
BeschSchGBeschäftigtenschutzgesetz (Gesetz zum Schutz der Beschäftigten vor sexueller Belästigung am Arbeitsplatz; Artikel 10 des Gesetzes zur Durchsetzung der Gleichberechtigung von Frauen und Männern), aufgehoben am 18. August 2006; siehe jetzt das Allgemeine Gleichbehandlungsgesetz (AGG)
BeschSiGGesetz zur Beschäftigungssicherung infolge der COVID-19-Pandemie (Beschäftigungssicherungsgesetz)
BeschwGer.Beschwerdegericht
BeschussVBeschussverordnung (Allgemeine Verordnung zum Beschussgesetz)
BeschVBeschäftigungsverordnung (Verordnung über die Beschäftigung von Ausländerinnen und Ausländern)
BeschVerfVBeschäftigungsverfahrensverordnung (Verordnung über das Verfahren und die Zulassung von im Inland lebenden Ausländern zur Ausübung einer Beschäftigung)
Beschw.Beschwerde (deutsches Recht), Beschwerde (schweizerisches Recht)
BesGrBesoldungsgruppe
BesOBesoldungsordnung (siehe u. a. Besoldungsordnung B)
BeSoGeKoRat für Beschäftigung, Soziales, Gesundheit und Verbraucherschutz der EU (engl.: Employment, Social Policy, Health and Consumer Affairs Council – EPSCO)
beStBesonderes elektronisches Steuerberaterpostfach
BeStBeratersicht zur Steuerrechtsprechung
BestGBestattungsgesetz (Landesgesetze; z. B. Gesetz über das Friedhofs- und Bestattungswesen NRW)
BestüVAbfVVerordnung zur Bestimmung von überwachungsbedürftigen Abfällen zur Verwertung
BesÜV 2Zweite Verordnung über besoldungsrechtliche Übergangsregelungen nach Herstellung der Einheit Deutschlands
bestr.bestritten
Bet.Beteiligte(r)
BetmGBetäubungsmittelgesetz (Schweiz)
BetmKVBetäubungsmittelkontrollverordnung (Schweiz)
BetmSVVerordnung vom 25. Mai 2011 über Betäubungsmittelsucht und andere suchtbedingte Störungen (Betäubungsmittelsuchtverordnung) (Schweiz)
BetmVV-EDIVerordnung des EDI vom 30. Mai 2011 über die Verzeichnisse der Betäubungsmittel, psychotropen Stoffe, Vorläuferstoffe und Hilfschemikalien (Betäubungsmittelverzeichnisverordnung) (Schweiz)
betr.betreffend oder betrieblich
Betr.Betroffene(r) oder Betrieb oder Betrag
BetrAVBetriebliche Altersversorgung
BetrAVGBetriebsrentengesetz (Gesetz zur Verbesserung der betrieblichen Altersversorgung)
BetrInASGGesetz zur Regelung einer Inflationsausgleichs-Sonderzahlung für berufliche Betreuer, Betreuungsvereine und ehrenamtliche Betreuer (Betreuer-Inflationsausgleichs-Sonderzahlungsgesetz)
BetrKVBetriebskostenverordnung
BetrPrämDurchfVBetriebsprämiendurchführungsverordnung (Verordnung zur Durchführung der einheitlichen Betriebsprämie)
BetrSichVBetriebssicherheitsverordnung
BetrVerf.Betriebsverfassung
BetrVGBetriebsverfassungsgesetz
BetrVG 1952Betriebsverfassungsgesetz 1952
BetrVGDV1WOErste Verordnung zur Durchführung des Betriebsverfassungsgesetzes (Wahlordnung – WO); ebenso gebräuchlich sind die Abkürzungen WahlO und WO.
BEUBundesstelle für Eisenbahnunfalluntersuchung
BeurkGBeurkundungsgesetz
BEVBundesamt für Eich- und Vermessungswesen (Österreich)  oder Bundeseisenbahnvermögen
BevStatGBevölkerungsstatistikgesetz
BEVVGBundeseisenbahnverkehrsverwaltungsgesetz
BEVOBargeldlos entrichtete Beiträge
Bew.Beweis oder Bewertung
BewachVBewachungsverordnung
BewachVwVAllgemeine Verwaltungsvorschrift zum Vollzug des § 34a der Gewerbeordnung und zur Bewachungsverordnung
BewÄndGBewertungsänderungsgesetz (Gesetz zur Änderung des Bewertungsgesetzes)
BewDVDurchführungsverordnung zum Bewertungsgesetz
BewGBewertungsgesetz
BewG§ 122Abs3DVVerordnung zur Durchführung des § 122 Abs. 3 des Bewertungsgesetzes
BewG§ 39DV 1Erste Verordnung zur Durchführung des § 39 Abs. 1 des Bewertungsgesetzes
BewG§ 39DV 2Zweite Verordnung zur Durchführung des § 39 Abs. 1 des Bewertungsgesetzes
BewG§ 39DV 3Dritte Verordnung zur Durchführung des § 39 Abs. 1 des Bewertungsgesetzes
BewG§ 55Abs3/4DVVerordnung zur Durchführung des § 55 Abs. 3 und 4 des Bewertungsgesetzes
BewG§ 55Abs8DVVerordnung zur Durchführung des § 55 Abs. 8 des Bewertungsgesetzes
BewG§ 81DVVerordnung zur Durchführung des § 81 des Bewertungsgesetzes
BewG§ 90DVVerordnung zur Durchführung des § 90 des Bewertungsgesetzes
BewHi (BewH)Bewährungshilfe oder Bewährungshilfe. Fachzeitschrift für Bewährungs-, Gerichts- und Straffälligenhilfe.
BewRGrRichtlinien für die Bewertung des Grundvermögens
BewRLBewertungs-Richtlinien für das land- und forstwirtschaftliche Vermögen
BEZBundesergänzungszuweisungen (siehe Länderfinanzausgleich Abschnitt Bundesergänzungszuweisungen (BEZ))
BezGBezirksgericht (Österreich), Bezirksgericht (Schweiz)
BEZNGBundeseisenbahnneugliederungsgesetz
BezOBezirksordnung
BezRegBezirksregierung
BezWahlGBezirkswahlgesetz
Bf.Beschwerdeführer(in)
BFBerufsfeuerwehr
BfABundesversicherungsanstalt für Angestellte
BFABundesfinanzakademie
BfAABundesamt für Auswärtige Angelegenheiten
BfAAGGesetz über die Errichtung eines Bundesamts für Auswärtige Angelegenheiten
bfaiBundesagentur für Außenwirtschaft (abgelöst am 1. Januar 2009 durch die Germany Trade and Invest – Gesellschaft für Außenwirtschaft und Standortmarketing mbH)
BfArMBundesinstitut für Arzneimittel und Medizinprodukte
BfBBundesmonopolverwaltung für Branntwein (seit 2018 aufgelöst)
BfBBundesfachstelle für Barrierefreiheit
BfCBundesstelle für Chemikalien
BfDBeauftragter für Datenschutz oder Bundesfinanzdirektion
BFDBundesfinanzdirektion oder Bundesfreiwilligendienst oder Berufsförderungsdienst der deutschen Bundeswehr
BFDGGesetz über den Bundesfreiwilligendienst (kurz: Bundesfreiwilligendienstgesetz)
BfdHBeauftragter für den Haushalt
BfDIBundesbeauftragter für den Datenschutz und die Informationsfreiheit
BFEBundesamt für Energie (Schweiz) oder Beweissicherungs- und Festnahmeeinheit der Polizei (Deutschland)
BfELBundesforschungsanstalt für Ernährung und Lebensmittel (bis 31. Dezember 2007; siehe jetzt Max Rubner-Institut)
BfFBundesamt für Finanzen oder Begutachtungsstelle für Fahreignung
BfGBundesanstalt für Gewässerkunde
BFGBundesfinanzgesetz (Österreich) oder Verwaltungsgericht des Bundes für Finanzen (kurz: Bundesfinanzgericht) (Österreich)
BFHBundesfinanzhof oder Bundesforschungsanstalt für Forst- und Holzwirtschaft (aufgehoben; jetzt Johann Heinrich von Thünen-Institut (vTI) – Bundesforschungsinstitut für Ländliche Räume, Wald und Fischerei)
BFHEEntscheidungen des Bundesfinanzhofs (amtliche Sammlung)
BFH-EntlGBundesfinanzhof-Entlastungsgesetz (Gesetz zur Entlastung des Bundesfinanzhofs)
BFH/NVBFH/NV (Sammlung amtlich nicht veröffentlichter Entscheidungen des Bundesfinanzhofs)
BfJBundesamt für Justiz (Deutschland)
BfkEGGesetz über die Errichtung eines Bundesamtes für die Sicherheit der nuklearen Entsorgung
BFKMBundesfach- und Koordinierungsstelle Männergewaltschutz
BFMBundesamt für Migration (Schweiz) (franz. Office fédéral des migrations, ital. Ufficio federale della migrazione)
BfNBundesamt für Naturschutz
BfNatSchGGesetz über die Errichtung eines Bundesamtes für Naturschutz
BfRBundesinstitut für Risikobewertung
BfSBundesamt für Strahlenschutz oder Bekanntmachungen für Seefahrer
BFSBundesanstalt für Flugsicherung
BFSGGesetz zur Umsetzung der Richtlinie (EU) 2019/882 des Europäischen Parlaments und des Rates über die Barrierefreiheitsanforderungen für Produkte und Dienstleistungen (Barrierefreiheitsstärkungsgesetz)
BFSGVVerordnung über die Barrierefreiheitsanforderungen für Produkte und Dienstleistungen nach dem Barrierefreiheitsstärkungsgesetz (Verordnung zum Barrierefreiheitsstärkungsgesetz)
BFStrMGBundesfernstraßenmautgesetz
BFUBundesstelle für Flugunfalluntersuchung
BFuPBetriebswirtschaftliche Forschung und Praxis (Zeitschrift)
BfVBundesamt für Verfassungsschutz
BFWBasisfallwert
Bg.Beschwerdegegner(in)
BGBerufsgenossenschaft oder Die Berufsgenossenschaft (Zeitschrift) oder Betriebsgefahr oder Bedarfsgemeinschaft oder Beamtengesetz (eines Bundeslandes) oder Berufungsgericht oder Bezirksgericht (Österreich; siehe Gerichtsorganisation in Österreich)
BGABundesgesundheitsamt
BGBBürgerliches Gesetzbuch oder Bußgeldbescheid
BG BAUBerufsgenossenschaft der Bauwirtschaft
BGB-InfoVBGB-Informationspflichten-Verordnung
BGBl.Bundesgesetzblatt (Deutschland) oder Bundesgesetzblatt für die Republik Österreich oder Bundesgesetzblatt des Norddeutschen Bundes (1867–1871) oder Bundesgesetzblatt des Deutschen Bundes (1871)
BGEBundesgerichtsentscheidungen
BGebGGesetz über Gebühren und Auslagen des Bundes (Bundesgebührengesetz)
BGerBundesgericht (Schweiz) (franz. Tribunal fédéral, ital. Tribunale federale, rät. Tribunal federal)
BG ETEMBerufsgenossenschaft Energie Textil Elektro Medienerzeugnisse
BGFBrutto-Grundfläche (siehe Grundfläche (Architektur))
BGGBehindertengleichstellungsgesetz (Deutschland) oder Bundesgerichtsgesetz (Schweiz) oder Berufsgenossenschaftliche Grundsätze
BGHBundesgerichtshof
BGHMBerufsgenossenschaft Holz und Metall
BGHRRechtsprechung(sammlung) des BGH (BGHR)
BGHStEntscheidungen des Bundesgerichtshofs in Strafsachen (amtliche Sammlung)
BGHWBerufsgenossenschaft Handel und Warendistribution
BGHZEntscheidungen des Bundesgerichtshofs in Zivilsachen (amtliche Sammlung)
BGIBerufsgenossenschaftliche Informationen
BGJBerufsgrundbildungsjahr
BGK-VOBezirksgendarmeriekommanden-Verordnung (Österreich)
Bgld., bgld.Burgenland, burgenländisch (Österreich)
BGleiGGesetz für die Gleichstellung von Frauen und Männern in der Bundesverwaltung und in den Unternehmen und Gerichten des Bundes (Bundesgleichstellungsgesetz)
BGlGGesetz über die Gleichstellung von Menschen mit Behinderungen (Liechtenstein)
Bgm.Bürgermeister
BGMBetriebliches Gesundheitsmanagement
BGNBerufsgenossenschaft Nahrungsmittel und Gastgewerbe
BGÖBundesgesetz über das Öffentlichkeitsprinzip der Verwaltung (Öffentlichkeitsgesetz) (Schweiz)
BGRBundesanstalt für Geowissenschaften und Rohstoffe oder Berufsgenossenschaftliche Regeln
BG RCIBerufsgenossenschaft Rohstoffe und chemische Industrie
BGremBGGesetz über die Mitwirkung des Bundes an der Besetzung von Gremien (Bundesgremienbesetzungsgesetz)
BG SeeSee-Berufsgenossenschaft (auch See-BG)
BGSGBundesgrenzschutzgesetz (aufgehoben durch das Bundespolizeigesetz)
BGStGBundesgesetz über die Gleichstellung von Menschen mit Behinderungen (Österreich)
BGTBetreuungsgerichtstag e. V.
BG-VVerordnung über Anlagen zum Umgang mit wassergefährdenden Stoffen anlässlich eines Brennstoffwechsels wegen einer ernsten oder erheblichen Gasmangellage (Brennstoffwechsel-Gasmangellage-Verordnung)
BGVBerufsgenossenschaftliche Vorschriften
BG VerkehrBerufsgenossenschaft für Transport und Verkehrswirtschaft
BgVVBundesinstitut für gesundheitlichen Verbraucherschutz und Veterinärmedizin
BGWBerufsgenossenschaft für Gesundheitsdienst und Wohlfahrtspflege oder Biologischer Grenzwert
BHBezirkshauptmannschaft (Österreich) oder Bezirkshauptmann (Österreich)
BHOBundeshaushaltsordnung
BHVBetriebshaftpflichtversicherung
BhVOBeihilfenverordnung
BIABüro für Interne Angelegenheiten (Österreich)
BIBBBundesinstitut für Berufsbildung
BienSchVBienenschutzverordnung (Verordnung über die Anwendung bienengefährlicher Pflanzenschutzmittel)
BienSeuchVBienenseuchen-Verordnung
BierStGBiersteuergesetz
BierStVBiersteuerverordnung (Verordnung zur Durchführung des Biersteuergesetzes)
BierVBierverordnung
BIFDBulletin for International Fiscal Documentation (Zeitschrift)
BIHBundesarbeitsgemeinschaft der Integrationsämter und Hauptfürsorgestellen
BildscharbVBildschirmarbeitsverordnung
BilKoGBilanzkontrollgesetz (Gesetz zur Kontrolle von Unternehmensabschlüssen)
BilMoGBilanzrechtsmodernisierungsgesetz (Gesetz zur Modernisierung des Bilanzrechts)
BilReGBilanzrechtsreformgesetz (Gesetz zur Einführung internationaler Rechnungslegungsstandards und zur Sicherung der Qualität der Abschlussprüfung)
BilRUGBilanzrichtlinie-Umsetzungsgesetz
BImABundesanstalt für Immobilienaufgaben
BImAGGesetz über die Bundesanstalt für Immobilienaufgaben
BIMCOBaltic and International Maritime Conference
BImSchGBundes-Immissionsschutzgesetz
BImSchVBundes-Immissionsschutzverordnung
BinSchAbgasVVerordnung über die Begrenzung von Abgasemissionen aus Dieselmotoren in der Binnenschifffahrt (Binnenschiffs-Abgasemissionsverordnung)
BinSchArbZVBinnenschifffahrts-Arbeitszeitverordnung
BinSchAufgGGesetz über die Aufgaben des Bundes auf dem Gebiet der Binnenschifffahrt (Binnenschifffahrtsaufgabengesetz)
BinSchEOVerordnung über die Eichung von Binnenschiffen (Binnenschiffseichordnung)
BinSchGBinnenschiffahrtsgesetz
BinSchGerGGesetz über das gerichtliche Verfahren in Binnenschifffahrtssachen
BinSchKostVKostenverordnung der Wasser- und Schifffahrtsverwaltung auf dem Gebiet der Binnenschifffahrt (Binnenschifffahrtskostenverordnung)
BinSchLVVerordnung über die Lade- und Löschzeiten sowie das Liegegeld in der Binnenschifffahrt (siehe Lade- und Löschzeitenverordnung)
BinSchPatentVVerordnung über Befähigungszeugnisse in der Binnenschiffahrt (Binnenschifferpatentverordnung)
BinSchPersVVerordnung über die Besatzung und über die Befähigungen der Besatzung von Fahrzeugen in der Binnenschifffahrt (Binnenschiffspersonalverordnung)
BinSch-SportbootVermVVerordnung über die gewerbsmäßige Vermietung von Sportbooten sowie deren Benutzung auf den Binnenschifffahrtsstraßen (Binnenschifffahrt-Sportbootvermietungsverordnung)
BinSchStrOBinnenschifffahrtsstraßen-Ordnung
BinSchUOVerordnung über die Schiffssicherheit in der Binnenschifffahrt (Binnenschifffahrts-Untersuchungsordnung)
BinSchVfGGesetz über das gerichtliche Verfahren in Binnenschifffahrtssachen (siehe Schifffahrtsgericht)
BioAbfVVerordnung über die Verwertung von Bioabfällen auf Böden (Bioabfallverordnung)
Biokraft-NachVVerordnung über Anforderungen an eine nachhaltige Herstellung von Biokraftstoffen (Biokraftstoff-Nachhaltigkeitsverordnung)
BioKraftQuGGesetz zur Einführung einer Biokraftstoffquote durch Änderung des Bundes-Immissionsschutzgesetzes und zur Änderung energie- und stromsteuerrechtlicher Vorschriften (Biokraftstoffquotengesetz)
BiomasseVBiomasseverordnung (Verordnung über die Erzeugung von Strom aus Biomasse)
BioMatHintVVerordnung über die Hinterlegung von biologischem Material in Patent- und Gebrauchsmusterverfahren (Biomaterial-Hinterlegungsverordnung)
BioNachGebVVerordnung über Gebühren für Amtshandlungen der Bundesanstalt für Landwirtschaft und Ernährung nach der Biomassestrom-Nachhaltigkeitsverordnung und der Biokraftstoff-Nachhaltigkeitsverordnung (Biomassestrom- sowie Biokraftstoff-Nachhaltigkeitsgebührenverordnung)
BioSt-NachVBiomassestrom-Nachhaltigkeitsverordnung
BioStoffVBiostoffverordnung (Verordnung über Sicherheit und Gesundheitsschutz bei Tätigkeiten mit biologischen Arbeitsstoffen)
BioSt-NachVVerordnung über Anforderungen an eine nachhaltige Herstellung von flüssiger Biomasse zur Stromerzeugung (Biomassestrom-Nachhaltigkeitsverordnung)
BiozidprodukteGBundesgesetz zur Durchführung der Biozidprodukteverordnung (Biozidproduktegesetz) (Österreich)
BIPBruttoinlandsprodukt (engl.: Gross domestic product – GDP)
BiRiLiGBilanzrichtliniengesetz (Gesetz zur Durchführung der Vierten, Siebenten und Achten Richtlinie des Rates der Europäischen Gemeinschaften zur Koordinierung des Gesellschaftsrechts)
BIRLBeteiligungsinformations-Richtlinie (Richtlinie 88/627/EWG […] über die bei Erwerb und Veräußerung einer bedeutenden Beteiligung an einer börsennotierten Gesellschaft zu veröffentlichenden Informationen)
BismStiftGGesetz über die Errichtung einer Otto-von-Bismarck-Stiftung
BITBundesamt für Informatik und Telekommunikation (Schweiz) (franz. Office fédéral de l’informatique et de la télécommunication, ital. Ufficio federale dell’informatica e della telecomunicazione) oder Bundesstelle für Informationstechnik oder Investitionsschutzabkommen (engl.: Bilateral Investment Treaties – BIT)
BITVVerordnung zur Schaffung barrierefreier Informationstechnik nach dem Behindertengleichstellungsgesetz (siehe Barrierefreie-Informationstechnik-Verordnung)
BIZBerufsinformationszentrum oder Bank für Internationalen Zahlungsausgleich
BJBundesamt für Justiz (Schweiz) oder Betrifft Justiz (Zeitschrift)
BJagdGBundesjagdgesetz
BJagdGÄndGGesetz zur Änderung des Bundesjagdgesetzes
BKBundeskanzler oder Bundeskanzleramt (Deutschland) oder Bundeskriminalamt (Österreich) oder Betriebskosten oder Betriebskosten (Immobilien) oder Bonner/Berliner Kommentar oder Berufskrankheit oder Schweizerische Bundeskanzlei (französisch Chancellerie fédérale, italienisch Cancelleria federale, rätoromanisch Chanzlia federala) oder Berufskolleg
BKABundeskriminalamt (Deutschland) oder Bundeskanzleramt (Österreich)
BKADVVerordnung über die Art der Daten, die nach den §§ 8 und 9 des Bundeskriminalamtgesetzes gespeichert werden dürfen
BKAGBundeskriminalamtgesetz (Gesetz über das Bundeskriminalamt und die Zusammenarbeit des Bundes und der Länder in kriminalpolizeilichen Angelegenheiten)
BKAmtBundeskanzleramt (Deutschland)
BKartABundeskartellamt
BKATerrAbwGGesetz zur Abwehr von Gefahren des internationalen Terrorismus durch das Bundeskriminalamt
BKatVBußgeldkatalog-Verordnung (Verordnung über die Erteilung einer Verwarnung, Regelsätze für Geldbußen und die Anordnung eines Fahrverbots wegen Ordnungswidrigkeiten im Straßenverkehr) (siehe Bußgeldkatalog)
BKGBrand- und Katastrophenschutzgesetz (mehrerer Bundesländer, u. a. Rheinland-Pfalz)
BKGGBundeskindergeldgesetz (Artikel 2 des Jahressteuergesetzes 1996)
BKiSchGBundeskinderschutzgesetz
B-KJHGBundes-Kinder- und Jugendhilfegesetz (Österreich)
BKKBetriebskrankenkasse oder Die Betriebskrankenkasse (Zeitschrift)
BKleingGBundeskleingartengesetz
BKMBeauftragter der Bundesregierung für Kultur und Medien
BKnEGGesetz zur Errichtung der Bundesknappschaft
BKomBesVBundes-Kommunalbesoldungsverordnung
BKompVVerordnung über die Vermeidung und die Kompensation von Eingriffen in Natur und Landschaft im Zuständigkeitsbereich der Bundesverwaltung
BKOrgErlOrganisationserlass des Bundeskanzlers
BKRZeitschrift für Bank- und Kapitalmarktrecht oder Bundeskrebsregister (siehe Krebsregister)
BKRGBundeskrebsregisterdatengesetz
BKrFQGBerufskraftfahrerqualifikationsgesetz
BKrFQVBerufskraftfahrerqualifikationsverordnung;
BKRGBundeskrebsregisterdatengesetz (siehe Krebsregister)
B-KUVGBeamten-Kranken- und Unfallversicherungsgesetz (Österreich)
BKVBerufskrankheiten-Verordnung oder Betriebskollektivvertrag (DDR) oder Verordnung über die Berufsausbildung zum Berufskraftfahrer/zur Berufskraftfahrerin
B/LBill of Lading (siehe Konnossement)
Bl.Blatt
BlauSchimmelVVerordnungen zur Bekämpfung der Blauschimmelkrankheit des Tabaks
BlauzungenVVerordnung zum Schutz gegen die Blauzungenkrankheit vom 22. März 2002
BLBVVerordnung des Bundes über leistungsbezogene Besoldungsinstrumente
BLEBundesanstalt für Landwirtschaft und Ernährung
BLEGGesetz über die Errichtung einer Bundesanstalt für Landwirtschaft und Ernährung
BLESSatzung der Bundesanstalt für Landwirtschaft und Ernährung
BLGBundesleistungsgesetz
BLGABVVerordnung über Anforderungsbehörden und Bedarfsträger nach dem Bundesleistungsgesetz
BlGBWBlätter für Grundstücks-, Bau- und Wohnungswesen (Zeitschrift)
BlindKennzVVerordnung über die Kennzeichnung von Arzneimitteln in Blindenschrift bei Kleinstmengen
BLJBucerius Law Journal (Zeitschrift)
BLKBund-Länder-Kommission (z. B. Bund-Länder-Kommission für Datenverarbeitung und Rationalisierung in der Justiz oder Bund-Länder-Kommission für Bildungsplanung und Forschungsförderung)
BLLBegutachtungsleitlinien zur Kraftfahrereignung
BLMBayerische Landeszentrale für neue Medien
BlPMZBlatt für Patent-, Muster- und Zeichenwesen
BLRGBundesgesetz über das Verbrennen von Materialien außerhalb von Anlagen (Bundesluftreinhaltegesetz) (Österreich)
BlStSozArbRBlätter für Steuerrecht, Sozialversicherung und Arbeitsrecht (Zeitschrift)
BlutArmV 2010Verordnung zum Schutz gegen die Ansteckende Blutarmut der Einhufer
BlutZVVerordnung zur Ausdehnung der Vorschriften über die staatliche Chargenprüfung auf Blutzubereitungen (Artikel 1 der Verordnung über die Einführung der staatlichen Chargenprüfung bei Blutzubereitungen)
BLVBundeslaufbahnverordnung (Verordnung über die Laufbahnen der Bundesbeamten 1978) oder Bundesamt für Lebensmittelsicherheit und Veterinärwesen (Schweiz) (französisch: Office fédéral de la sécurité alimentaire et des affaires vétérinaires (OSAV), italienisch: Ufficio federale della sicurezza alimentare e di veterinaria (USAV), rätoromanisch: Uffizi federal da segirezza alimentara e fatgs veterinars (USAV))
BLWBundesamt für Landwirtschaft (Schweiz) (franz. Office fédéral de l’agriculture OFAG, ital. Ufficio federale dell’agricoltura UFAG)
BMBundesministerium (Deutschland) oder Bundesministerium (Österreich) oder Bundesminister (Deutschland) oder Bundesminister (Österreich) oder Bürgermeister
BMASBundesministerium für Arbeit und Soziales
BMASBGebVBesondere Gebührenverordnung des Bundesministeriums für Arbeit und Soziales für individuell zurechenbare öffentliche Leistungen in dessen Zuständigkeitsbereich
BMASKBundesministerium für Arbeit, Soziales und Konsumentenschutz (Österreich)
BmAusVVerordnung über die Berufsausbildung zum Bogenmacher und zur Bogenmacherin
BMDVBundesministerium für Digitales und Verkehr
BMDV-WS-BesGebVBesondere Gebührenverordnung des Bundesministeriums für Digitales und Verkehr für individuell zurechenbare öffentliche Leistungen im Zusammenhang mit der Verwaltung der Wasserstraßen und der Schifffahrtsverwaltung (BMDV-Wasserstraßen und Schifffahrt Besondere Gebührenverordnung)
BMEIABundesministerium für Europa, Integration und Äußeres (Österreich)
BMeldDigiVVerordnung zur Bestimmung von Inhalt, Form und Verfahren von Datenübermittlungen zwischen Meldebehörden und einem Verwaltungsportal zur Erbringung von digitalen Verwaltungsleistungen (Bundesmeldedatendigitalisierungsverordnung)
BMeldDÜVBundesmeldedatenübermittlungsverordnung
BMELBundesministerium für Ernährung und Landwirtschaft
BMeldDAVVerordnung zu Voraussetzungen von automatisierten Meldedatenabrufen durch Behörden oder sonstige öffentliche Stellen des Bundes und der Länder
BMeldDigiVVerordnung zur Bestimmung von Inhalt, Form und Verfahren von Datenübermittlungen zwischen Meldebehörden und einem Verwaltungsportal zur Erbringung von digitalen Verwaltungsleistungen
BMFBundesministerium der Finanzen (Deutschland) oder Bundesministerium für Finanzen (Österreich)
BMFSFJBundesministerium für Familie, Senioren, Frauen und Jugend
BMGBundesministerium für Gesundheit (Deutschland) oder Bundesministerium für Gesundheit (Österreich) oder Bundesmeldegesetz (Deutschland)
BMGVwVAllgemeine Verwaltungsvorschrift zur Durchführung des Bundesmeldegesetzes
BMIBundesministerium des Innern (Deutschland) oder Bundesministerium für Inneres (Österreich)
BMinBundesminister (Deutschland) oder Bundesminister (Österreich)
BMinGBundesministergesetz
BMJBundesministerium für Justiz (Österreich)
BMJVBundesministerium der Justiz und für Verbraucherschutz (Deutschland)
BMKÖSBundesministerium für Kunst, Kultur, öffentlichen Dienst und Sport (Österreich)
BMKBundesministerium für Klimaschutz, Umwelt, Energie, Mobilität, Innovation und Technologie (Österreich)
BMLFUWBundesministerium für Land- und Forstwirtschaft, Umwelt und Wasserwirtschaft (auch oder Lebensministerium genannt) (Österreich)
BMLVSBundesministerium für Landesverteidigung und Sport (Österreich)
BMPTBundesministerium für Post und Telekommunikation (aufgelöst 1998)
BMSBedarfsorientierte Mindestsicherung (Österreich)
BMSGPKBundesministerium für Soziales, Gesundheit, Pflege und Konsumentenschutz (Österreich)
BMSKBundesministerium für soziale Sicherheit, Generationen und Konsumentenschutz (Österreich) (siehe Bundesministerium für soziale Sicherheit und Generationen)
BMTBundesmanteltarifvertrag
BmTierSSchVVerordnung über das innergemeinschaftliche Verbringen sowie die Einfuhr und Durchfuhr von Tieren und Waren (Binnenmarkt-Tierseuchenschutzverordnung)
BMT-GBundesmanteltarifvertrag für Arbeiter gemeindlicher Verwaltungen und Betriebe
BMUBGebVBesondere Gebührenverordnung des Bundesministeriums für Umwelt, Naturschutz und nukleare Sicherheit für individuell zurechenbare öffentliche Leistungen in dessen Zuständigkeitsbereich (Besondere Gebührenverordnung BMU)
BMUBBundesministerium für Umwelt, Naturschutz, Bau und Reaktorsicherheit
BMUKKBundesministerium für Unterricht, Kunst und Kultur (Österreich, Vorgänger zum Bundesministerium für Bildung und Frauen)
BMUVBundesministerium für Umwelt, Naturschutz, nukleare Sicherheit und Verbraucherschutz
BMVBundesmantelvertrag oder Besitzmittlungsverhältnis
BMV-ÄBundesmantelvertrag – Ärzte
BMVergVVerordnung über die Gewährung von Mehrarbeitsvergütung für Beamtinnen und Beamte des Bundes (Bundesmehrarbeitsvergütungsverordnung)
BMVgBundesministerium der Verteidigung
BMVGBetriebliches Mitarbeitervorsorgegesetz (Österreich, seit dem 1. Juli 2002)
BMVgVFAPrVVerordnung für die Durchführung der Abschlussprüfung im staatlich anerkannten Ausbildungsberuf Verwaltungsfachangestellte und Verwaltungsfachangestellter – Fachrichtung Bundesverwaltung – im Geschäftsbereich des Bundesministeriums der Verteidigung (BMVg-Verwaltungsfachangestelltenprüfungsverordnung)
BMVIBundesministerium für Verkehr und digitale Infrastruktur
BMVITBundesministerium für Verkehr, Innovation und Technologie (Österreich)
BMWABundesministerium für Wirtschaft und Energie bis 2005 oder Bundesministerium für wirtschaftliche Angelegenheiten (Österreich) 1987–2000 oder Bundesministerium für Wirtschaft und Arbeit (Österreich) 2000–2009
BMWFBundesministerium für Wissenschaft und Forschung (Österreich)
BMWFWBundesministerium für Wissenschaft, Forschung und Wirtschaft (Österreich)
BMWiBundesministerium für Wirtschaft und Energie
BMWKBundesministerium für Wirtschaft und Klimaschutz
BMWSBBundesministerium für Wohnen, Stadtentwicklung und Bauwesen
BMZBundesministerium für wirtschaftliche Zusammenarbeit und Entwicklung oder Baumassenzahl (siehe Abschnitt Baumassenzahl in Maße der baulichen Nutzung) oder Brandmelderzentrale
BNatSchGBundesnaturschutzgesetz (Gesetz über Naturschutz und Landschaftspflege)
BNatSchNeuregGGesetz zur Neuregelung des Rechts des Naturschutzes und der Landespflege und zur Anpassung anderer Rechtsvorschriften
BNDBundesnachrichtendienst
BNDGGesetz über den Bundesnachrichtendienst
BNEBruttonationaleinkommen (bis 1999 auch Bruttosozialprodukt (BSP); englisch Gross National Product (GNP) bzw. Gross National Income (GNI))
BNetzABundesnetzagentur für Elektrizität, Gas, Telekommunikation, Post und Eisenbahnen, kurz Bundesnetzagentur
BNichtrSchGBundesnichtraucherschutzgesetz (Gesetz zur Einführung eines Rauchverbotes in Einrichtungen des Bundes und öffentlichen Verkehrsmitteln)
BNotKBundesnotarkammer
BNotOBundesnotarordnung
BNVBundesnebentätigkeitsverordnung (Verordnung über die Nebentätigkeit der Bundesbeamten, Berufssoldaten und Soldaten auf Zeit)
BOBerufsordnung oder Bauordnung oder Betriebsordnung oder Bauordnungen (der österreichischen Bundesländer)
BOAVerordnung über den Bau und Betrieb von Anschlussbahnen
BodenlAusbVVerordnung über die Berufsausbildung zum Bodenleger/zur Bodenlegerin
BodenseeSchOBodenseeschifffahrtsverordnung (Verordnung über die Schifffahrt auf dem Bodensee)
BodSchätzGGesetz zur Schätzung des landwirtschaftlichen Kulturbodens (Bodenschätzungsgesetz)
BodSchätzDVVerordnung zur Durchführung des § 6 Absatz 3 des Bodenschätzungsgesetzes
BodSchätzOffVOVerordnung über die Offenlegung der Ergebnisse der Bodenschätzung
BodSchVereinhGGesetz zur Vereinheitlichung der Rechtsverhältnisse bei Bodenschätzen
BodSeeSchÜbkÜbereinkommen über die Schifffahrt auf dem Bodensee
BodSeeSchÜbkZProtZusatzprotokoll zu dem Übereinkommen über die Schifffahrt auf dem Bodensee vom 1. Juni 1973
BodVerkFKrVVerordnung über den anerkannten Umschulungsabschluss Geprüfte Fachkraft Bodenverkehrsdienst im Luftverkehr
BörseG 2018Bundesgesetz über die Wertpapier- und allgemeinen Warenbörsen 2018 (Börsegesetz 2018) (Österreich)
BörsGBörsengesetz (Deutschland)
BörsZulVVerordnung über die Zulassung von Wertpapieren zur amtlichen Notierung an einer Wertpapierbörse (Börsenzulassungs-Verordnung)
BöttchAusbVVerordnung über die Berufsausbildung zum Böttcher und zur Böttcherin
BöttchMstrVVerordnung über die Meisterprüfung in den Teilen I und II im Böttcher-Handwerk (Böttchermeisterverordnung)
BogMstrVVerordnung über das Berufsbild und über die Prüfungsanforderungen im praktischen und im fachtheoretischen Teil der Meisterprüfung für das Bogenmacher-Handwerk
BOKraftVerordnung über den Betrieb von Kraftfahrunternehmen im Personenverkehr
BO PBau- und Betriebsordnung für Pioniereisenbahnen
BootsbAusbV 2011Verordnung über die Berufsausbildung zum Bootsbauer und zur Bootsbauerin
BootsbMstrVVerordnung über die Meisterprüfung in den Teilen I und II im Boots- und Schiffbauer-Handwerk
BOPBau- und Betriebsordnung für Pioniereisenbahnen
BOPSTBundesopiumstelle
BORABerufsordnung für Rechtsanwälte
BORSBehörden und Organisationen für Rettung und Sicherheit (Schweiz)
BOSBerufsoberschule oder Behörden und Organisationen mit Sicherheitsaufgaben
BOSAAnOVerwaltungsanordnung über die Einrichtung des Bundesoberseeamts
BoSoGGesetz über die Sonderung unvermessener und überbauter Grundstücke nach der Karte
BOStBBerufsordnung für Steuerberater
BOStrabStraßenbahn-Bau- und Betriebsordnung
b + pBetrieb und Personal (Zeitschrift)
BPBundespatent
BPABereitschaftspolizeiabteilung (siehe Bayerische Bereitschaftspolizei)
BPädFortbVVerordnung über die Prüfung zum anerkannten Fortbildungsabschluss Geprüfter Berufspädagoge/Geprüfte Berufspädagogin
BPatGBundespatentgericht
BPDBundespolizeidirektion (Österreich)
BPersVGBundespersonalvertretungsgesetz
BPersVWOWahlordnung zum Bundespersonalvertretungsgesetz
BPflVO (BPflV)Verordnung zur Regelung der Krankenhauspflegesätze (Bundespflegesatzverordnung)
BPGBetriebspensionsgesetz (siehe Pensionskasse#Österreich)
BPGerBundespatentgericht (Schweiz) (BPGer; franz. Tribunal fédéral des brevets, ital. Tribunale federale dei brevetti)
BPjMBundesprüfstelle für jugendgefährdende Medien (inzwischen unbenannt in Bundeszentrale für Kinder- und Jugendmedienschutz – BzKJ)
BPjSBundesprüfstelle für jugendgefährdende Schriften (bis 2003; danach bis 2021: Bundesprüfstelle für jugendgefährdende Medien; inzwischen: Bundeszentrale für Kinder- und Jugendmedienschutz – BzKJ)
BPKBezirkspolizeikommando (Österreich)
B-PlanBebauungsplan (Deutschland) oder Bebauungsplan (Österreich)
BpO (manchmal auch „BPO“)Betriebsprüfungsordnung
BPOLBundespolizei (Deutschland)
BPOLAKBundespolizeiakademie
BPolBGBundespolizeibeamtengesetz
BPOLDBundespolizeidirektion(en)
BPOLIBundespolizeiinspektion(en)
BPOLIKBBundespolizeiinspektionen Kriminalitätsbekämpfung
BPolGBundespolizeigesetz
BPolHfVVerordnung über die Gewährung von Heilfürsorge für Polizeivollzugsbeamtinnen und Polizeivollzugsbeamte in der Bundespolizei (Bundespolizei-Heilfürsorgeverordnung)
BPolLVBundespolizei-Laufbahnverordnung (Verordnung über die Laufbahnen der Polizeivollzugsbeamtinnen und Polizeivollzugsbeamten in der Bundespolizei)
BPOLRBundespolizeirevier(e)
BPolRZustAnOAnordnung über die Übertragung von Zuständigkeiten auf dem Gebiet der Rechtsverhältnisse der Polizeivollzugsbeamten des Bundes
BPolZollVVerordnung über die Übertragung von Bundespolizeiaufgaben auf die Zollverwaltung
BPolZVBundespolizei-Zuständigkeitsverordnung (Verordnung über die Zuständigkeit der Bundespolizeibehörden)
BPRBauproduktenrichtlinie der EU
BPrABundespräsidialamt
BPräs.Bundespräsident (Deutschland) oder Bundespräsident (Österreich) oder Bundespräsident (Schweiz)
BPräsAmtsbezAnOAnordnung des Bundespräsidenten über die Festsetzung von Amtsbezeichnungen
BPräsWahlGGesetz über die Wahl des Bundespräsidenten durch die Bundesversammlung
BPrBindGBuchpreisbindungsgesetz (Gesetz über die Preisbindung für Bücher)
BPRLBörsenprospekt-Richtlinie (Richtlinie 80/390/EWG […] zur Koordinierung der Bedingungen für die Erstellung, die Kontrolle und die Verbreitung des Prospekts, der für die Zulassung von Wertpapieren zur amtlichen Notierung an einer Wertpapierbörse zu veröffentlichen ist)
BPÜBedarfsplanüberprüfung
BPUVZBetriebliche Prävention und Unfallversicherung
BPVBundespersonalverordnung (Schweiz)
BQFGGesetz über die Feststellung der Gleichwertigkeit von Berufsqualifikationen (Berufsqualifikationsfeststellungsgesetz)
BQGBeschäftigungs- und Qualifizierungsgesellschaft
brBehindertenrecht. Fachzeitschrift für Fragen der Rehabilitation (Zeitschrift)
BRBundesrat (Deutschland) oder Bundesrat (Österreich) oder Bundesrat (Schweiz) oder Betriebsrat
BRAGOBundesrechtsanwaltsgebührenordnung, ab 1. Juli 2004: Rechtsanwaltsvergütungsgesetz
BRAKBundesrechtsanwaltskammer
BRAK-Mitt.Mitteilungen der Bundesrechtsanwaltskammer (siehe BRAK-Mitteilungen)
BranntwMonGBranntweinmonopolgesetz (Gesetz über das Branntweinmonopol) [außer Kraft seit dem 1. Januar 2018, abgelöst durch Teile des Alkoholsteuergesetzes (AlkStG)]
BranntwMonVwGGesetz über die Errichtung der Bundesmonopolverwaltung für Branntwein
BranntwStVBranntweinsteuerverordnung (siehe Branntweinsteuer)
BRAOBundesrechtsanwaltsordnung
BRatBundesrat(Deutschland) oder Bundesrat (Österreich) oder Bundesrat (Schweiz) (auch BR)
BrauMäAusbVVerordnung über die Berufsausbildung zum Brauer und Mälzer und zur Brauerin und Mälzerin
BrauMMstrVVerordnung über das Berufsbild und über die Prüfungsanforderungen im praktischen und im fachtheoretischen Teil der Meisterprüfung für das Brauer- und Mälzer-Handwerk
BrbMstrVVerordnung über das Meisterprüfungsberufsbild und über die Prüfungsanforderungen in den Teilen I und II der Meisterprüfung im Brunnenbauer-Handwerk
BrBpBaurecht und Baupraxis (Zeitschrift)
BR-Dr. (BR-Drs.)Bundesrats-Drucksache
BRegBundesregierung
Brem. (brem.)Bremen, bremische
BremGBl.Gesetzblatt (Bremen)
BremHilfsGBremisches Hilfeleistungsgesetz
BReModGBetriebsrätemodernisierungsgesetz
BrennAusbVVerordnung über die Berufsausbildung zum Brenner/zur Brennerin
BrennMstrPrVVerordnung über die Anforderungen in der Meisterprüfung für den Beruf Brenner/Brennerin im landwirtschaftlichen Bereich
BrennOBrennereiordnung (Anlage zur Branntweinmonopolverordnung)
BRepBundesrepublik
BrexitSozSichÜGGesetz zu Übergangsregelungen im Bereich der sozialen Sicherheit und in weiteren Bereichen nach dem Austritt des Vereinigten Königreichs Großbritannien und Nordirland aus der Europäischen Union
BrexitÜGGesetz für den Übergangszeitraum nach dem Austritt des Vereinigten Königreichs Großbritannien und Nordirland aus der Europäischen Union
BRF-VBetriebsratsfonds-Verordnung (Österreich)
BRGOBetriebsrats-Geschäftsordnung (Österreich) oder Geschäftsordnung des Bundesrates
BRHBundesrechnungshof
BRHGGesetz über den Bundesrechnungshof
BriefArbbVVerordnung über zwingende Arbeitsbedingungen für die Branche Briefdienstleistungen (auch „Postmindestlohnverordnung“ genannt)
br-infoBetreuungsrechtliche Informationen (Zeitschrift)
BRiNVVerordnung über die Nebentätigkeit der Richter im Bundesdienst
BRJBonner Rechtsjournal (Zeitschrift)
BRKÜbereinkommen über die Rechte von Menschen mit Behinderungen (kurz: Behindertenrechtskonvention – BRK)
BRKGBundesreisekostengesetz
BrKrFrühErkVVerordnung über die Zulässigkeit der Anwendung von Röntgenstrahlung zur Früherkennung von Brustkrebs bei Frauen
BRKVwVAllgemeine Verwaltungsvorschriften zum Bundesreisekostengesetz
BRKG§ 6Abs2VWegstreckenentschädigung-Verordnung (Verordnung über die Wegstreckenentschädigung bei der Benutzung eines Kraftfahrzeugs, das ein Dienstreisender mit schriftlicher Anerkennung der Behörde im überwiegenden dienstlichen Interesse hält)
BrMVBranntweinmonopolverordnung
BRPHVVerordnung über die Raumordnung im Bund für einen länderübergreifenden Hochwasserschutz
BRPHVAnlLänderübergreifender Raumordnungsplan für den Hochwasserschutz (Anlage zur Verordnung über die Raumordnung im Bund für einen länderübergreifenden Hochwasserschutz)
BR-Prot.Bundesrats-Protokolle
BRRGBeamtenrechtsrahmengesetz
BRRLBodenrahmenrichtlinie
BRSBaurechtssammlung oder Informationsdienst Öffentliches Baurecht (Zeitschrift)
BrStVBranntweinsteuerverordnung (siehe Branntweinsteuer)
BrucelloseVVerordnung zum Schutz gegen die Brucellose der Rinder, Schweine, Schafe und Ziegen
BRüGBundesgesetz zur Regelung der rückerstattungsrechtlichen Geldverbindlichkeiten des Deutschen Reichs und gleichgestellter Rechtsträger
BRüG-SaarBundesgesetz zur Einführung des Bundesgesetzes zur Regelung der rückerstattungsrechtlichen Geldverbindlichkeiten des Deutschen Reichs und gleichgestellter Rechtsträger (Bundesrückerstattungsgesetz – BRüG) im Saarland
Brüssel I-VOVerordnung (EG) Nr. 44/2001 […] über die gerichtliche Zuständigkeit und die Anerkennung und Vollstreckung von Entscheidungen in Zivil- und Handelssachen
BRuRBetriebsrat und Recht (Zeitschrift)
BruteiKennzVVerordnung über Vermarktungsnormen für Bruteier und Küken von Hausgeflügel
BRWOBetriebsrats-Wahlordnung (Österreich)
BSBenannte Stelle
BSABundessortenamt
BSAVfVBundessortenamt-Verfahrensverordnung (Verordnung über Verfahren vor dem Bundessortenamt)
BSchEGBauarbeiter-Schlechtwetter-Entschädigungsgesetz (Österreich)
BSchGBeschussgesetz (Österreich)
BSchuWGGesetz zur Regelung des Schuldenwesens des Bundes
BSchuWVVerordnung zur Übertragung von Aufgaben nach dem Bundesschuldenwesengesetz
BSchVVerordnung der Bundesministerin für Digitalisierung und Wirtschaftsstandort über die Erprobung von Handfeuerwaffen 2013 (Beschussverordnung 2013 (Österreich))
BSchwAGGesetz über den Ausbau der Schienenwege des Bundes (Bundesschienenwegeausbaugesetz)
BSEUntersVBSE-Untersuchungsverordnung
BSEV 2000Verordnung über fleischhygienische Schutzmaßnahmen gegen die Bovine Spongiforme Enzephalopathie
BSEVorsorgVBSE-Vorsorgeverordnung
BSFZBescheinigungsstelle Forschungszulage
BSGBundessozialgericht
BsGaVBetriebsstättengewinnaufteilungsverordnung
BSGEEntscheidungen des Bundessozialgerichts (amtliche Sammlung)
BSG 1999Beitragssatzgesetz 1999 (Gesetz zur Bestimmung der Beitragssätze in der gesetzlichen Rentenversicherung für 1999 und zur Bestimmung weiterer Rechengrößen der Sozialversicherung für 1999)
BSHBundesamt für Seeschifffahrt und Hydrographie
BSHGBundessozialhilfegesetz
BSHG§ 47 VVerordnung nach § 47 des Bundessozialhilfegesetzes
BSHG§ 76DVVerordnung zur Durchführung des § 76 des Bundessozialhilfegesetzes, mit Einführung des SGB Ⅻ umbenannt in „Verordnung zur Durchführung des § 82 des Zwölften Buches Sozialgesetzbuch“
BSHG§ 81Abs1DV 1975Verordnung zur Durchführung des § 81 Abs. 1 Nr. 3 des Bundessozialhilfegesetzes
BSHG§ 88Abs2DV 1988Verordnung zur Durchführung des § 88 Abs. 2 Nr. 8 des Bundessozialhilfegesetzes – mit Einführung des SGB XII umbenannt in „Verordnung zur Durchführung des § 90 Abs. 2 Nr. 9 des Zwölften Buches Sozialgesetzbuch“
BSHGGrbBGV 8Achte Verordnung zur Neufestsetzung von Geldleistungen und Grundbeträgen nach dem Bundessozialhilfegesetz in dem in Artikel 3 des Einigungsvertrages genannten Gebiet
BSIBundesamt für Sicherheit in der Informationstechnik
BSI-KostVBSI-Kostenverordnung (Kostenverordnung für Amtshandlungen des Bundesamtes für Sicherheit in der Informationstechnik)
BSI-KritisVVerordnung zur Bestimmung Kritischer Infrastrukturen nach dem BSI-Gesetz (BSI-Kritisverordnung)
BSIGGesetz über das Bundesamt für Sicherheit in der Informationstechnik (BSI-Gesetz)
BSKBundesfachgruppe Schwertransporte und Kranarbeiten
BSNRBetriebsstättennummer
BSOBodensee-Schifffahrts-Ordnung
BSozG (BSG)Bundessozialgericht
BSPBruttosozialprodukt (siehe nun Bruttonationaleinkommen – (BNE)) oder Bodenseeschifferpatent
BSpkGGesetz über Bausparkassen (Bausparkassengesetz)
BSprABundessprachenamt
BStBKBundessteuerberaterkammer
BSSPBodenseeschifferpatent
BStBestimmte Stelle
BStatG 1987Bundesstatistikgesetz
BStBlBundessteuerblatt
BStMGBundesgesetz über die Mauteinhebung auf Bundesstraßen (Bundesstraßen-Mautgesetz 2002) (Österreich)
BStrMKnotVVerordnung zur Festlegung abweichender Maut-Knotenpunkte für Bundesstraßen (Bundesstraßenmaut-Knotenpunkteverordnung)
BStUBundesbeauftragter für die Unterlagen des Staatssicherheitsdienstes der ehemaligen Deutschen Demokratischen Republik (kurz: Bundesbeauftragter für die Stasi-Unterlagen)
BSUBundesstelle für Seeunfalluntersuchung
BSVVerordnung über die Schifffahrt auf schweizerischen Gewässern (kurz: Binnenschifffahrtsverordnung)
BSVGBauern-Sozialversicherungsgesetz (Österreich)
BSWAGGesetz über den Ausbau der Schienenwege des Bundes (Bundesschienenwegeausbaugesetz)
BSZGBundessonderzahlungsgesetz
BTBundestag oder Besonderer Teil (z. B. StGB -§§ 80 ff. StGB-) oder Betriebsteil
BTÄOBundes-Tierärzteordnung
BTagBundestag
BtBGBetreuungsbehördengesetz
BT-Drs. (BT-Dr.)Bundestagsdrucksache
BtGBetreuungsgesetz oder Betreuungsgericht
BTHGGesetz zur Stärkung der Teilhabe und Selbstbestimmung von Menschen mit Behinderungen (Bundesteilhabegesetz)
BTHOHausordnung des Deutschen Bundestages
BtManBetreuungsmanagement (Fachzeitschrift)
BtMAHVBetäubungsmittel-Außenhandelsverordnung
BtMBinHVBetäubungsmittel-Binnenhandelsverordnung
BtMGBetäubungsmittelgesetz
BtMKostVBetäubungsmittel-Kostenverordnung
BtMVVBetäubungsmittel-Verschreibungsverordnung
BTOBundestarifordnung
BTOEltVBundestarifordnung Elektrizität
BtOGBetreuungsorganisationsgesetz
BtPlusZeitschrift für professionelle Betreuungsarbeit
BtPraxBetreuungsrechtliche Praxis (Zeitschrift)
BtRBetreuungsrecht oder Betreuungsrecht aktuell für Berufsbetreuerinnen und Berufsbetreuer (Zeitschrift)
BtRegVVerordnung über die Registrierung von beruflichen Betreuern (Betreuerregistrierungsverordnung)
BUBerufsunfähigkeit
BUAGBauarbeiter-Urlaubs- und Abfertigungsgesetz (Österreich)
BuchPrGBuchpreisbindungsgesetz
BÜBerner Übereinkunft zum Schutz von Werken der Literatur und Kunst
BüGBürgerrechtsgesetz (Schweiz)
BÜPFSchweizer Bundesgesetz vom 6. Oktober 2000 betreffend die Überwachung des Post- und Fernmeldeverkehrs
BürgEnGGesetz über die Beteiligung von Bürgerinnen und Bürgern sowie Gemeinden an der Windenergienutzung in Nordrhein-Westfalen (Bürgerenergiegesetz NRW)
BüroDas juristische Büro (Zeitschrift)
BüroMKfAusbVVerordnung über die Berufsausbildung zum Kaufmann für Büromanagement und zur Kauffrau für Büromanagement (Büromanagementkaufleute-Ausbildungsverordnung)
BuFDIBundesfreiwilligendienst
BUGO-ZBundesgebührenordnung für Zahnärzte (aufgehoben; jetzt GOZ)
BUKBundesverband der Unfallkassen (siehe Unfallkasse)
BUKGBundesumzugskostengesetz (Gesetz über die Umzugskostenvergütung für die Bundesbeamten, Richter im Bundesdienst und Soldaten)
BUrlGBundesurlaubsgesetz
BUrlVBundesurlaubsverordnung
BuS-BetreuungBetriebsärztliche und Sicherheitstechnische Betreuung
BußAktÜbVVerordnung über die Standards für die Übermittlung elektronischer Akten zwischen Behörden und Gerichten im Bußgeldverfahren (Bußgeldaktenübermittlungsverordnung)
ButtVButterverordnung
b. u. v.beschlossen und verkündet
BUVBerufsunfähigkeitsversicherung
BuWBetrieb und Wirtschaft (Zeitschrift)
BUZBerufsunfähigkeitszusatzversicherung (siehe Berufsunfähigkeitsversicherung)
B. v.Beschluss vom
BVBundesverfassung der Schweizerischen Eidgenossenschaft oder Bundesverfassung (Österreich) oder Verfassung des Freistaates Bayern oder Betriebsverfassung oder Betriebsvereinbarung oder Betriebsversammlung oder Betriebsvermögen oder Berechnungsverordnung (siehe Zweite Berechnungsverordnung) oder Bestandsverzeichnis oder Beklagtenvertreter(in) oder Bürovorsteher oder Bauverbot (Österreich) oder Bauvorhaben oder Bundesversammlung (Schweiz) (französisch Assemblée fédérale, italienisch Assemblea federale, rätoromanisch Assamblea federala)
BVABundesversicherungsamt (Deutschland) oder Bundesverwaltungsamt (Deutschland) oder Bundesvergabeamt (Österreich) oder Bahnversicherungsanstalt
BVBBezirksverwaltungsbehörde oder Bauvorlageberechtigung
BVDVVerordnung zum Schutz der Rinder vor einer Infektion mit dem Bovinen Virusdiarrhoe-Virus
BVEBundesgesetz über die verdeckte Ermittlung (Schweiz)
BVerfGBundesverfassungsgericht
BVerfGESenatsentscheidungen des Bundesverfassungsgerichts
BVerfGGBundesverfassungsgerichtsgesetz
BVerfGKKammerentscheidungen des Bundesverfassungsgerichts
BVerfSchGBundesverfassungsschutzgesetz
BVersTGBundesversorgungsteilungsgesetz
BVerwGBundesverwaltungsgericht
BVerwGEEntscheidungen des Bundesverwaltungsgerichts (amtliche Sammlung)
BVFGBundesvertriebenengesetz
B-VGBundes-Verfassungsgesetz (Österreich)
BVGBundesverfassungsgesetz; ein Bundesgesetz im Verfassungsrang (Österreich) oder Bundesversorgungsgesetz oder Bundesverfassungsgericht oder Bundesgesetz über die berufliche Alters-, Invaliden- und Hinterlassenenvorsorge (Schweiz) (siehe Pensionskasse#Schweiz und Liechtenstein)
BVGerBundesverwaltungsgericht (Schweiz) (franz. Tribunal administratif fédéral, ital. Tribunale amministrativo federale, rät. Tribunal administrativ federal)
BVJBerufsvorbereitungsjahr
BVKatBin-SeeAllgemeinen Verwaltungsvorschrift für die Erteilung von Buß- und Verwarnungsgeldern für Zuwiderhandlungen gegen strom- und schifffahrtspolizeiliche Vorschriften des Bundes auf Binnen- und Seeschifffahrtsstraßen sowie in der ausschließlichen Wirtschaftszone und auf der Hohen See (Buß- und Verwarnungsgeldkatalog Binnen- und Seeschifffahrtsstraßen)
BVLBundesamt für Verbraucherschutz und Lebensmittelsicherheit
BVOBeihilfenverordnung
BVO 2Zweite Berechnungsverordnung (Verordnung über wohnungswirtschaftliche Berechnungen, Zweite Berechnungsverordnung)
BVormVGBerufsvormündervergütungsgesetz (aufgehoben; jetzt Vormünder- und Betreuervergütungsgesetz – VBVG)
BVRSicherungseinrichtung des Bundesverbandes der Deutschen Volksbanken und Raiffeisenbanken
BvSBundesanstalt für vereinigungsbedingte Sonderaufgaben
BVTBundesamt für Verfassungsschutz und Terrorismusbekämpfung (Österreich) oder Beste verfügbare Techniken (engl.: best available techniques – BAT)
BVVBezirksverordnetenversammlung (in Berlin) oder Beweisverwertungsverbot oder Beitragsverfahrensverordnung (Verordnung über die Berechnung, Zahlung, Weiterleitung, Abrechnung und Prüfung des Gesamtsozialversicherungsbeitrages) oder Betriebsvermögensvergleich
BVVGBVVG Bodenverwertungs- und -verwaltungs GmbH
BVwAGGesetz über die Errichtung des Bundesverwaltungsamtes
BVwGBundesverwaltungsgericht (Österreich)
BVWPBundesverkehrswegeplan
BWBaden-Württemberg, baden-württembergisch oder Bundeswehr
BWABetriebswirtschaftliche Auswertung
BWahlGBundeswahlgesetz
BWahlGVBundeswahlgeräteverordnung
BWahlOBundeswahlordnung
BWaldGBundeswaldgesetz
BwAttraktStGGesetz zur Steigerung der Attraktivität des Dienstes in der Bundeswehr (Bundeswehr-Attraktivitätssteigerungsgesetz)
BWBBundesamt für Wehrtechnik und Beschaffung oder Bundeswettbewerbsbehörde (Österreich)
BWBauOBaden-Württembergische Bauordnung
BwBBGGesetz zur Beschleunigung von Beschaffungsmaßnahmen für die Bundeswehr (Bundeswehrbeschaffungsbeschleunigungsgesetz)
BwDABundeswehrdisziplinaranwalt beim Bundesverwaltungsgericht
BwDLZBundeswehr-Dienstleistungszentrum
BWDRGBaden-württembergisches Dienstrechtsreformgesetz
BwFachSBundeswehrfachschule
BwFinSVermGGesetz zur Finanzierung der Bundeswehr und zur Errichtung eines „Sondervermögens Bundeswehr“ (Bundeswehrfinanzierungs- und sondervermögensgesetz)
BWG (BWahlG)Bundeswahlgesetz oder Berliner Wassergesetz (siehe Landeswassergesetz) oder Bankwesengesetz (österreichisches Gesetz für Kreditinstitute)
BWGZBaden-Württembergische Gemeindezeitung
BWHBewährungshilfe oder Bewährungshelfer
BWildSchVBundeswildschutzverordnung (Verordnung über den Schutz von Wild)
BWISBundesgesetz über Massnahmen zur Wahrung der inneren Sicherheit (Schweiz)
BwKoopGBundeswehr-Kooperationsgesetz
BWLBundesamt für wirtschaftliche Landesversorgung (Schweiz)
BWLSGLandessozialgericht Baden-Württemberg
BWNotZMitteilungen aus der Praxis. Zeitschrift für das Notariat in Baden-Württemberg.
BWOBundesamt für Wohnungswesen (Schweiz)
BWVBundeswehrverwaltung (Zeitschrift)
BwVollzOBundeswehrvollzugsordnung
BWVPrBaden-Württembergische Verwaltungspraxis (Zeitschrift)
BWZBodenwertzahl oder Bewilligungszeitraum
BYBayern
BZAABundeszentralstelle für Auslandsadoption
BZÄKBundeszahnärztekammer
BZBl.Bundeszollblatt
BzbVBeamter zur besonderen Verwendung
BZFBeschränkt gültiges Sprechfunkzeugnis für den Flugfunkdienst
BZgABundeszentrale für gesundheitliche Aufklärung
bzgl.bezüglich
BzKJBundeszentrale für Kinder- und Jugendmedienschutz
BZRBundeszentralregister
BZRGBundeszentralregistergesetz
BZRLBörsenzulassungs-Richtlinie (Richtlinie 79/279/EWG […] zur Koordinierung der Bedingungen für die Zulassung von Wertpapieren zur amtlichen Notierung an einer Wertpapierbörse)
BZRGBundeszentralregistergesetz (= Gesetz über das Bundeszentralregister und das Erziehungsregister)
BZStBundeszentralamt für Steuern

## C
CAA(US-amerikanischer) Clean-Air-Act
CanGGesetz zum kontrollierten Umgang mit Cannabis und zur Änderung weiterer Vorschriften (Cannabisgesetz)
CAOComputer Assisted Ordering (siehe Strichcode)
CATUN-Antifolterkonvention (engl.: United Nations Convention against Torture and Other Cruel, Inhuman or Degrading Treatment or Punishment – CAT) oder UN-Ausschuss gegen Folter (engl.: Committee Against Torture – CAT)
CBCompliance-Berater (Zeitschrift)
CBCDCentral Bank Digital Currency (dt.: Digitales Zentralbankgeld)
CbCRCountry-by-Country-Reporting
CBDBiodiversitätskonvention (Übereinkommen über die biologische Vielfalt) (engl.: Convention on Biological Diversity – CBD)
CBTRCentrum für Deutsches und Internationales Baugrund- und Tiefbaurecht
CCCorps Consulaire (franz. für „Konsularisches Korps“) oder Code civil (Frankreich) oder Conference Committee
CCBERat der Anwaltschaften der Europäischen Gemeinschaft (engl.: Council of the Bars and Law Societies of Europe; franz.: Commission de Conseil des Barreaux européens – CCBE)
CCCConstitutio Criminalis Carolina
CCOChief Compliance Officer
CCZCorporate Compliance Zeitschrift – Zeitschrift für Haftungsvermeidung im Unternehmen
CDDiplomatisches Corps (franz.: corps diplomatique)
CDMClean Development Mechanism (Mechanismus für umweltverträgliche Entwicklung; Art. 12 Kyoto-Protokoll; § 2 Nr. 8 ProMechG)
CDNIÜbereinkommen über die Sammlung, Abgabe und Annahme von Abfällen in der Rhein- und Binnenschifffahrt (Straßburger Abfallübereinkommen) (franz.: Convention relative à la collecte, au dépôt et à la réception des déchets survenant en navigation rhénane et intérieure – CDNI)
CdTÜbersetzungszentrum für die Einrichtungen der Europäischen Union (franz.: Centre de Traduction des Organes de l′Union Européenne; engl.: Translation Centre for the Bodies of the European Union)
CEEuropäische Konformität (franz.: Conformité Européenne) oder Europäische Gemeinschaft
CEBSAusschuss der Europäischen Aufsichtsbehörden für das Bankwesen (engl.: Committee of European Banking Supervisors – CEBS)
CEDAWUN-Konvention zur Beseitigung jeder Form von Diskriminierung der Frau (engl.: Convention on the Elimination of All Forms of Discrimination Against Women) oder UN-Ausschuss für die Beseitigung der Diskriminierung der Frau
CEDEFOPEuropäisches Zentrum für die Förderung der Berufsbildung (engl.: European Centre for the Development of Vocational Training)
CEMTEuropäische Verkehrsministerkonferenz (engl.: European Conference of Ministers of Transport – ECMT, franz.: Conférence Européenne des Ministres des Transports – CEMT)
CENEuropäisches Komitee für Normung (Abk. CEN; franz.: Comité Européen de Normalisation; engl.: European Committee for Standardization)
CENELECEuropäisches Komitee für elektrotechnische Normung (franz.: Comité Européen de Normalisation Électrotechnique; engl.: European Committee for Electrotechnical Standardization)
CEPDEuropäischer Datenschutzbeauftragter (EDBS) (engl.: EDPS – European Data Protection Supervisor; aus dem Französischen: CEPD – Contrôleur européen de la protection des données)
CEPOLCollège Européen de Police (siehe Europäische Polizeiakademie (EPA))
CEPTConférence Européenne des Administrations des Postes et des Télécommunications (Europäische Konferenz der Verwaltungen für Post und Telekommunikation)
CERCritical Entities Resilience
CERDUN-Ausschuss für die Beseitigung der Rassendiskriminierung (engl.: Committee on the Elimination of Racial Discrimination – CERD)
CESLGemeinsames Europäisches Kaufrecht (engl.: Common European Sales Law – CESL)
CESCRUN-Ausschuss für wirtschaftliche, soziale und kulturelle Rechte (engl.: Committee on Economic, Social and Cultural Rights)
CESRAusschuss der Europäischen Aufsichtsbehörden für das Wertpapierwesen (engl.: Committee of European Securities Regulators – CESR) (aufgehoben zum 1. Januar 2011; aufgegangen in der Europäischen Wertpapier- und Marktaufsichtsbehörde (ESMA))
CETAUmfassendes Wirtschafts- und Handelsabkommen EU-Kanada (von englisch: Comprehensive Economic and Trade Agreement, auch als Canada-EU Trade Agreement gelesen, französisch: Accord économique et commercial global – AECG)
CEVNIEuropäische Binnenschifffahrtsstraßen-Ordnung (abgekürzt CEVNI für französisch: Code Européen des Voies de la Navigation Intérieure; auch englisch: European Code for Inland Waterways)
CFCAEuropäische Fischereiaufsichtsbehörde (engl.: Community Fisheries Control Agency)
CFRCost And Freight (Kosten und Fracht) (siehe Incoterms) oder Code of Federal Regulations (USA) (deutsch: Sammlung der Bundesverordnungen)
ChancenGGesetz zur Verwirklichung der Chancengleichheit von Frauen und Männern im öffentlichen Dienst in Baden-Württemberg (Chancengleichheitsgesetz BW)
ChemGChemikaliengesetz oder Bundesgesetz über den Schutz vor gefährlichen Stoffen und Zubereitungen (Chemikaliengesetz (Schweiz)) oder Bundesgesetz über den Schutz des Menschen und der Umwelt vor Chemikalien (Chemikaliengesetz 1996) (Österreich)
ChemBiozidDVVerordnung über die Meldung und die Abgabe von Biozid-Produkten sowie zur Durchführung der Verordnung (EU) Nr. 528/2012 (Biozidrechts-Durchführungsverordnung)
ChemBiozidZulvBiozid-Zulassungsverordnung
ChemGiftInfoVGiftinformationsverordnung (Verordnung über die Mitteilungspflichten nach § 16e des Chemikaliengesetzes zur Vorbeugung und Information bei Vergiftungen)
ChemKlimaschutzVChemikalien-Klimaschutzverordnung
ChemOzonSchichtVVerordnung über Stoffe, die die Ozonschicht schädigen (Chemikalien-Ozonschichtverordnung)
ChemRRVVerordnung zur Reduktion von Risiken beim Umgang mit bestimmten besonders gefährlichen Stoffen, Zubereitungen und Gegenständen (Chemikalien-Risikoreduktions-Verordnung) (Schweiz)
ChemSanktionsVVerordnung zur Sanktionsbewehrung gemeinschafts- oder unionsrechtlicher Verordnungen auf dem Gebiet der Chemikaliensicherheit (Chemikalien-Sanktionsverordnung)
ChemStrOWiVVerordnung zur Durchsetzung gemeinschaftsrechtlicher Verordnungen über Stoffe und Zubereitungen (Chemikalien-Straf- und Bußgeldverordnung) [nunmehr unbenannt in Verordnung zur Sanktionsbewehrung gemeinschafts- oder unionsrechtlicher Verordnungen auf dem Gebiet der Chemikaliensicherheit (Chemikalien-Sanktionsverordnung)]
ChemVChemikalienverordnung (Schweiz)
ChemVerbotsVChemikalien-Verbotsverordnung (Verordnung über Verbote und Beschränkungen des Inverkehrbringens gefährlicher Stoffe, Zubereitungen und Erzeugnisse nach dem Chemikaliengesetz)
C. I. C.Corpus iuris civilis oder Corpus Iuris Canonici
c. i. c.culpa in contrahendo
CHFSchweizer Franken
CHMPAusschuss für Humanarzneimittel der EU (engl.: Committee for Medicinal Products for Human Use – CHMP)
CHRUN-Menschenrechtskommission (engl.: United Nations Commission on Human Rights, kurz: CHR)
CIECInternationale Kommission für das Zivilstandswesen (franz. Commission Internationale de l′Etat Civil – CIEC)
CIFCost, Insurance, Freight (Kosten, Versicherung, Fracht) (siehe Incoterms)
CILIPBürgerrechte & Polizei/CILIP (Zeitschrift)
CIMEinheitliche Rechtsvorschriften für den Vertrag über die internationale Eisenbahnbeförderung von Gütern – Règles uniformes concernant le contrat de transport international ferroviaires des marchandises (Anhang B zum COTIF)
CIPCarriage Insurance Paid (Fracht und Versicherung bezahlt) (siehe Incoterms)
CIRAMCommon Integrated Risk Analysis Model (übersetzt: Gemeinsames integriertes Risikosanalysemodell)
CISGÜbereinkommen der Vereinten Nationen über den internationalen Warenkauf
CITESWashingtoner Artenschutzübereinkommen (Convention on International Trade in Endangered Species of Wild Fauna and Flora)
CIVEinheitliche Rechtsvorschriften für den Vertrag über die internationale Eisenbahnbeförderung von Personen – Règles uniformes concernant le contrat de transport international ferroviaires des voyageurs (Anhang A zum COTIF)
CJPCriminal Justice Project der EJTN
CLNIStraßburger Übereinkommen über die Beschränkung der Haftung in der Binnenschiffahrt
CMNIBudapester Übereinkommen über den Vertrag über die Güterbeförderung in der Binnenschifffahrt – Convention de Budapest relative au contract de transport de marchandises en navigation intérieure
CMRConvention relative au contrat de transport international de marchandises par route (französisch), die Internationale Vereinbarung über Beförderungsverträge auf Straßen
CMSCompliance Management System
Co.Company
CO2KostAufGGesetz zur Aufteilung der Kohlendioxidkosten (Kohlendioxidkostenaufteilungsgesetz)
ColidoComputergestützte Liegenschaftsdokumentation der DDR
ComComEidgenössische Kommunikationskommission
ContStifGConterganstiftungsgesetz (Gesetz über die Conterganstiftung für behinderte Menschen)
Corona-ArbSchVSARS-CoV-2-Arbeitsschutzverordnung
CoronaEinrVOCoronaeinreiseverordnung (diverser Bundesländer, z. B. in NRW)
CoronaImpfVVerordnung zum Anspruch auf Schutzimpfung gegen das Coronavirus SARSCoV-2 (Coronaimpfverordnung)
CoronaSchVCoronavirus-Schutzverordnung (diverser Bundesländer, z. B. NRW)
CoronaVMeldeVVerordnung über die Ausdehnung der Meldepflicht nach § 6 Absatz 1 Satz 1 Nummer 1 und § 7 Absatz 1 Satz 1 des Infektionsschutzgesetzes auf Infektionen mit dem erstmals im Dezember 2019 in Wuhan/Volksrepublik China aufgetretenen neuartigen Coronavirus („2019-nCoV“)
COTIForiginal französisch Convention relative aux transports internationaux ferroviaires, engl.: Convention concerning International Carriage by Rail (siehe Übereinkommen über den internationalen Eisenbahnverkehr)
COVInsAGCOVID-19-Insolvenzaussetzungsgesetz
COVMGGesetz über Maßnahmen im Gesellschafts-, Genossenschafts-, Vereins-, Stiftungs- und Wohnungseigentumsrecht zur Bekämpfung der Auswirkungen der Covid-19-Pandemie
COVuRZeitschrift „COVID-19 und alle Rechtsfragen zur Corona-Krise“
CPCCentral Product Classification der UN (dt.: Zentrale Gütersystematik) oder Cooperative Patent Classification
CPIInternationaler Strafgerichtshof (franz. Cour pénale internationale – CPI; engl. International Criminal Court – ICC)
CPlVOCampingplatzverordnung
CPNPCosmetic Products Notification Portal (der EU)
CPRConstruction Products Regulation (EU-Bauprodukteverordnung – EU-BauPVO) (siehe Verordnung (EU) Nr. 305/2011)
CPTCarriage Paid To (Fracht bezahlt bis) (siehe Incoterms) oder Europäisches Komitee zur Verhütung von Folter und unmenschlicher oder erniedrigender Behandlung oder Strafe (engl.: Committee for the Prevention of Torture – CPT)
CPVOGemeinschaftliches Sortenamt der EU (engl.: Community Plant Variety Office)
CR (C&R)Computer und Recht (Zeitschrift)
CRACyber Resilience Act; Verordnung (EU) 2024/2847 des Europäischen Parlaments und des Rates vom 23. Oktober 2024 über horizontale Cybersicherheitsanforderungen für Produkte mit digitalen Elementen und zur Änderung der Verordnungen (EU) Nr. 168/2013 und (EU) 2019/1020 und der Richtlinie (EU) 2020/1828 (Cyberresilienz-Verordnung)
CRCÜbereinkommen über die Rechte des Kindes, kurz UN-Kinderrechtskonvention (engl.: Convention on the Rights of the Child – CRC)
CRDEigenkapitalrichtlinie der EU (englisch Capital Requirements Directive)
CRDIVUGGesetz zur Umsetzung der Richtlinie 2013/36/EU über den Zugang zur Tätigkeit von Kreditinstituten und die Beaufsichtigung von Kreditinstituten und Wertpapierfirmen und zur Anpassung des Aufsichtsrechts an die Verordnung (EU) Nr. 575/2013 über Aufsichtsanforderungen an Kreditinstitute und Wertpapierfirmen (CRD IV-Umsetzungsgesetz)
CRiComputer Law Review International (Zeitschrift)
CRPDConvention on the Rights of Persons with Disabilities (dt.: Übereinkommen über die Rechte von Menschen mit Behinderungen (Behindertenrechtskonvention))
CRRKapitaladäquanzverordnung der EU (englisch Capital Requirements Regulation)
CRTDConvention on Civil Liability for Damage Cause during Carriage of Dangerous Goods by Road, Rail and Inland Navigation Vessels
CRVVerordnung (EU) 2024/2847 des Europäischen Parlaments und des Rates vom 23. Oktober 2024 über horizontale Cybersicherheitsanforderungen für Produkte mit digitalen Elementen und zur Änderung der Verordnungen (EU) Nr. 168/2013 und (EU) 2019/1020 und der Richtlinie (EU) 2020/1828 (Cyberresilienz-Verordnung) (engl.: CRA - Cyber Resilience Act)
CSDKommission der Vereinten Nationen für Nachhaltige Entwicklung (engl.: Commission on Sustainable Development)
CSGContainersicherheitsgesetz (Österreich)
CSRCorporate Social Responsibility oder Stoffsicherheitsbericht (engl.: chemical safety report)
CSRDRichtlinie (EU) 2022/2464 (CSRD) … hinsichtlich der Nachhaltigkeitsberichterstattung von Unternehmen
CSR-RL-UGGesetz zur Stärkung der nichtfinanziellen Berichterstattung der Unternehmen in ihren Lage- und Konzernlageberichten (CSR-Richtlinie-Umsetzungsgesetz)
CTDCommon Technical Document
CTMGemeinschaftsmarke, seit 2016 Unionsmarke (engl.: Community Trade Mark – CTM)
CTUCargo Transport Unit (dt.: Beförderungseinheit)
CuAComputer und Arbeit (Zeitschrift)
CuRContracting und Recht (Zeitschrift)
CUIEinheitliche Rechtsvorschriften für den Vertrag über die Nutzung der Infrastruktur im internationalen Eisenbahnverkehr – Règles uniformes concernant le contrat d′utilisation de l′infrastructure en trafic international ferroviaire (Anhang E zum COTIF)
CUVEinheitliche Rechtsvorschriften für Verträge über die Verwendung von Wagen im internationalen Eisenbahnverkehr – Règles uniformes concernant les contrats d'utilisation de véhicules en trafic international ferroviaire (Anhang D zum COTIF)
CWÜChemiewaffenübereinkommen (siehe Chemiewaffenkonvention)
CWÜAGAusführungsgesetz zu dem Übereinkommen vom 13. Januar 1993 über das Verbot der Entwicklung, Herstellung, Lagerung und des Einsatzes chemischer Waffen und über die Vernichtung solcher Waffen
CWKChemiewaffenkonvention
CyberStRZeitschrift für Cyberstrafrecht

## D
d. A.der Akte
DAData Act oder Dienstanweisung
DaBaGGGesetz zur Einführung eines Datenbankgrundbuchs
dabeiDachverband berufliche Integration (Österreich)
DachdArbbVDachdeckerarbeitsbedingungenverordnung
DÄBl.Deutsches Ärzteblatt (Zeitschrift)
DAFDelivered At Frontier (frei Grenze) (siehe Incoterms)
DAGDirektor des Amtsgerichts oder Deutsche Angestelltengewerkschaft
DAkkSDeutsche Akkreditierungsstelle GmbH
DAMADeutsche Arzneimittel- und Medizinprodukteagentur (siehe Bundesinstitut für Arzneimittel und Medizinprodukte#Geschichte)
DampfkVDampfkesselverordnung (aufgehoben; abgelöst von Betriebssicherheitsverordnung (BetrSV))
DANADatenschutz Nachrichten
DAngVersDie Angestelltenversicherung (Zeitschrift)
DAPDelivered At Place (Geliefert benannter Ort) (siehe Incoterms)
DARDeutsches Autorecht (Zeitschrift) oder Deutscher Akkreditierungsrat
DarlehensVVerordnung über die Einziehung der nach dem Bundesausbildungsförderungsgesetz geleisteten Darlehen (Darlehensverordnung)
DATDelivered At Terminal (Geliefert Terminal) (siehe Incoterms) oder Deutscher Anwaltstag
DaTraGebVDatentransparenz-Gebührenverordnung (Verordnung zur Erhebung von Gebühren und Auslagen für die Bereitstellung von Daten nach den Regelungen der Datentransparenzverordnung)
DatraVVerordnung zur Umsetzung der Vorschriften über die Datentransparenz (Datentransparenzverordnung)
DAVDeutscher Anwaltverein
DAVormZeitschrift „Der Amtsvormund“
dBDezibel
DBDurchführungsbestimmung(en) oder Der Betrieb (Zeitschrift) oder Deutsche Bahn AG oder Deckungsbeitrag oder Direkte Bundessteuer (Schweiz)
DBADoppelbesteuerungsabkommen
DBBDBB Beamtenbund und Tarifunion (früher: Deutscher Beamtenbund)
DBeglGDienstrechtsbegleitgesetz (Dienstrechtliches Begleitgesetz im Zusammenhang mit dem Beschluss des Deutschen Bundestages vom 20. Juli 1991 zur Vollendung der Einheit Deutschlands)
DBfKDeutscher Berufsverband für Pflegeberufe
DBGBundesgesetz über die Direkte Bundessteuer (Schweiz)
DBGKDeutsches Büro Grüne Karte e. V. (siehe Internationale Versicherungskarte für Kraftverkehr)
DBGrGDeutsche Bahn Gründungsgesetz
DBGTDeutscher Baugerichtstag
DBiblGGesetz über die Deutsche Bibliothek
DBJRDeutscher Bundesjugendring
DBPDeutsches Bundespatent (siehe Deutsches Patent- und Markenamt (DPMA)) oder Deutsche Bundespost
DBVDeutscher Bauernverband oder Verfassung des Deutschen Bundes (siehe Bismarcksche Reichsverfassung)
DBWDie Betriebswirtschaft (Zeitschrift)
DCFREntwurf für einen Gemeinsamen Referenzrahmen („Draft Common Frame of Reference“)
DCGKDeutscher Corporate Governance Kodex
DCSDatenClearingStelle
DDAoder Dresdner Amtsblatt
DDGDigitale-Dienste-Gesetz
DDPDelivered Duty Paid (Geliefert Zoll bezahlt) (siehe Incoterms)
DDRDeutsche Demokratische Republik
DDR-IGDDR-Investitionsgesetz
DDUDelivered Duty Unpaid (frei unverzollt) (siehe Incoterms)
DE-ASDeutsche Auslegungsschrift
DE-BPDeutsches Bundespatent
DECHPolVtrUGGesetz zur Umsetzung der vollstreckungshilferechtlichen Regelungen des Vertrages vom 5. April 2022 zwischen der Bundesrepublik Deutschland und der Schweizerischen Eidgenossenschaft über die grenzüberschreitende polizeiliche und justizielle Zusammenarbeit (Deutsch-Schweizerischer Polizeivertrag-Umsetzungsgesetz)
DeckRegDeckungsregister
DeckRegVVerordnung über die Form und den Inhalt der Deckungsregister nach dem Pfandbriefgesetz und die Aufzeichnung der Eintragungen (Deckungsregisterverordnung)
DeckRVDeckungsrückstellungsverordnung
DEFGDeutsche-Einheit-Fonds-Gesetz (Gesetz über die Errichtung eines Fonds „Deutsche Einheit“)
DEGDeutsche Investitions- und Entwicklungsgesellschaft mbH
DE-GMDeutsches Bundesgebrauchsmuster
DEHStDeutsche Emissionshandelsstelle
deNISDeutsches Notfallvorsorge-Informationssystem
DE-OSDeutsche Offenlegungsschrift
DEPATISDeutsches Patentinformationssystem
DepotGGesetz über die Verwahrung und Anschaffung von Wertpapieren (Depotgesetz) oder Bundesgesetz vom 22. Oktober 1969 über die Verwahrung und Anschaffung von Wertpapieren (Depotgesetz (Österreich))
DE-PSDeutsche Patentschrift
DepVDeponieverordnung (Verordnung über Deponien und Langzeitlager; Errichtung, Betrieb, Stilllegung und Nachsorge von Deponien und Langzeitlagern, Behandlung von Abfällen zur Ablagerung auf Deponien, Herstellung von Deponieersatzbaustoffen, Ablagerung von Abfällen auf Deponien)
DepVerwVDeponieverwertungsverordnung [aufgehoben seit 16. Juli 2009; siehe nun Deponieverordnung (DepV)]
DEQDelivered Ex Quay (frei ab Kai) (siehe Incoterms)
DESDelivered Ex Ship (frei ab Schiff) (siehe Incoterms) oder Dokumenteneinbringungsservice (Österreich)
DesignGDesigngesetz (früher Geschmacksmustergesetz)
DEÜVDatenerfassungs- und -übermittlungsverordnung (Verordnung über die Erfassung und Übermittlung von Daten für die Träger der Sozialversicherung)
DeuFöVVerordnung über die berufsbezogene Deutschsprachförderung (Deutschsprachförderverordnung)
DEZADirektion für Entwicklung und Zusammenarbeit (Schweiz) (franz. Direction du développement et de la coopération, ital. Direzione dello sviluppo e della cooperazione)
DFGDeutsche Forschungsgemeinschaft
DFGTDeutscher Familiengerichtstag
DFKStiftung Deutsches Forum für Kriminalprävention
DFRDeutschsprachiges Fallrecht
DFSDeutsche Flugsicherung GmbH
DFÜDatenfernübertragung
DGGeneraldirektion der EU-Kommission (für engl. Directorate General / franz. Direction générale; dt. Abkürzung: GD)
DGBDeutscher Gewerkschaftsbund
DGLDienstgruppenleiter
DGL-VO NRWDauergrünlanderhaltungsverordnung NRW
DGODeutsche Gemeindeordnung
DGRDangerous Goods Regulations
DGRLRichtlinie 97/23/EG über Druckgeräte (Druckgeräterichtlinie)
DGRMDeutsche Gesellschaft für Rechtsmedizin
DGUVDeutsche Gesetzliche Unfallversicherung
DGVDienstgütevereinbarung (siehe Service-Level-Agreement)
DGVBDeutscher Gerichtsvollzieher-Bund
DGVODruckgeräteverordnung (Österreich)
DGVZDeutsche Gerichtsvollzieher-Zeitung
DH-BADurchführungshinweise der Bundesagentur für Arbeit
DHIDeutsches Hydrographisches Institut (siehe Bundesamt für Seeschifffahrt und Hydrographie)
DHKTDeutscher Handwerkskammertag
DHPolDeutsche Hochschule der Polizei
DHVDeutscher Hochschulverband
DHZDeutsche Handwerks Zeitung
DiätAss APrVDiätassistenten Ausbildungs- und Prüfungsverordnung
DiätAssGGesetz über den Beruf der Diätassistentin und des Diätassistenten (Diätassistentengesetz)
DiätVVerordnung über diätetische Lebensmittel (Diätverordnung)
DIBtDeutsches Institut für Bautechnik
DIFGGesetz zur Errichtung des Sondervermögens „Digitale Infrastruktur“ (Digitalinfrastrukturfondsgesetz)
Dig.Digesten
DiGaDigitale Gesundheitsanwendung
DiGaVVerordnung über das Verfahren und die Anforderungen zur Prüfung der Erstattungsfähigkeit digitaler Gesundheitsanwendungen in der gesetzlichen Krankenversicherung (Digitale Gesundheitsanwendungen-Verordnung)
DigiGGesetz zur Beschleunigung der Digitalisierung des Gesundheitswesens (Digital-Gesetz)
DIHTDeutscher Industrie- und Handelskammertag
DIMDIDeutsches Institut für Medizinische Dokumentation und Information
DIMDIVVerordnung über das datenbankgestützte Informationssystem über Medizinprodukte des Deutschen Instituts für Medizinische Dokumentation und Information (DIMDI-Verordnung)
DINDeutsches Institut für Normung (siehe DIN-Norm)
dingl.dinglich
DiplBezÜbkGGesetz zu dem Wiener Übereinkommen über diplomatische Beziehungen
Dipl.-Ing.Diplom-Ingenieur
DiReGGesetz zur Ergänzung der Regelungen zur Umsetzung der Digitalisierungsrichtlinie
DirektZahlDurchfVVerordnung zur Durchführung der Direktzahlungen an Inhaber landwirtschaftlicher Betriebe im Rahmen von Stützungsregelungen der Gemeinsamen Agrarpolitik (Direktzahlungen-Durchführungsverordnung)
DirektZahlVerpflVDirektzahlungen-Verpflichtungsverordnung (Verordnung über die Grundsätze der Erhaltung landwirtschaftlicher Flächen in einem guten landwirtschaftlichen und ökologischen Zustand)
DIRLRichtlinie (EU) 2019/770 (Digitale-Inhalte-Richtlinie) (engl.: digital content and digital services Directive)
DiRUGGesetz zur Umsetzung der Digitalisierungsrichtlinie
DISDeutsche Institution für Schiedsgerichtsbarkeit e. V.
Diss.Dissertation
DJDeutsche Justiz (Zeitschrift)
DJBDeutscher Juristinnenbund oder Das juristische Büro (Zeitschrift)
djbZZeitschrift des Deutschen Juristinnenbundes
DJRDer junge Rechtsgelehrte (Zeitschrift)
DJTDeutscher Juristentag
DJZDeutsche Juristen-Zeitung
DKDie Deutsche Kreditwirtschaft oder Deponieklasse
DKGDeutsche Krankenhausgesellschaft
DKMDigitale Katastralmappe (Österreich)
DL-InfoVDienstleistungs-Informationspflichten-Verordnung
DLkrT (DLT)Deutscher Landkreistag
DLMBDeutsches Lebensmittelbuch
DLRDeutsche Lebensmittel-Rundschau (Zeitschrift)
DLRLDienstleistungsrichtlinie (Richtlinie 2006/123/EG über Dienstleistungen im Binnenmarkt)
DMDeutsche Mark oder Drittmittel
DMADigital Markets Act (dt.: Gesetz über digitale Märkte; franz.: Règlement sur les Marchés numériques)
DMBDeutscher Mieterbund e. V.
DMBilGD-Markbilanzgesetz (Gesetz über die Eröffnungsbilanz in Deutscher Mark und die Kapitalneufestsetzung)
DmMVVerordnung zur Festlegung der nicht geringen Menge von Dopingmitteln (Dopingmittel-Mengen-Verordnung)
DMPDisease-Management-Programm
DMSGDenkmalschutzgesetz (Österreich)
DMTDeutscher Mietgerichtstag
DNADesoxyribonukleinsäure
DNBGGesetz über die Deutsche Nationalbibliothek
DNeuGDienstrechtsneuordnungsgesetz (Gesetz zur Neuordnung und Modernisierung des Bundesdienstrechts)
DNGDatennutzungsgesetz
DNKDeutscher Nachhaltigkeitskodex
DNotIDeutsches Notarinstitut
DNotZDeutsche Notar-Zeitschrift
DNotZBayBBayerische Beilage zur DNotZ
DNVDie Neue Verwaltung (Zeitschrift)
DODurchführungsordnung (auch DVO) oder Dienstordnung
DÖDDer Öffentliche Dienst (Zeitschrift)
DÖVDie Öffentliche Verwaltung (Zeitschrift)
DOHGDopingopfer-Hilfegesetz (Gesetz über eine finanzielle Hilfe für Doping-Opfer der DDR)
DOK-VOVerordnung über Sicherheits- und Gesundheitsschutzdokumente (Österreich)
DonauSchPVDonauschifffahrtspolizeiverordnung
DONotDienstordnung für Notarinnen und Notare
DoPLeistungserklärung (Declaration of Performance – DoP) (siehe Verordnung (EU) Nr. 305/2011)
DPAiiEuropäische Plattform für Aktionärsidentifikation- und -information
DPMADeutsches Patent- und Markenamt
DPolBlDeutsches Polizeiblatt. Fachzeitschrift für die Aus- und Fortbildung in Bund und Ländern
DPRDeutsche Prüfstelle für Rechnungslegung
DPRANach dem deutsch-polnischen Rentenabkommen vom 9. Oktober 1975 anerkannte Zeiten
DPWVDeutscher Paritätischer Wohlfahrtsverband Gesamtverband e. V. (Der Paritätische) (siehe Der Paritätische Wohlfahrtsverband)
Dr.Doktor oder Drucksache
DRDeutsches Reich oder Deutsches Recht (1931–1945) oder Deutsche Reichsbahn (1920–1945) oder Deutsche Reichsbahn (1945–1993)
DRBDeutscher Richterbund
DRGDiagnosis Related Groups (kurz DRG, deutsch Diagnosebezogene Fallgruppen)
DrittelbGDrittelbeteiligungsgesetz
DRiGDeutsches Richtergesetz
DRiZDeutsche Richterzeitung
DRKGDRK-Gesetz, Gesetz über das Deutsche Rote Kreuz
DRK-SDDSGGesetz zur Regelung des Datenschutzes für den Suchdienst des Deutschen Roten Kreuzes (DRK-Suchdienstdatenschutzgesetz)
Drs.Drucksache
DRSCDeutsches Rechnungslegungs Standards Committee
DruckbehVODruckbehälterverordnung
DRVDeutsche Rentenversicherung
DRV-BundDeutsche Rentenversicherung Bund
DRV KBSDeutsche Rentenversicherung Knappschaft-Bahn-See
DRZDeutsche Rechtszeitschrift
DruckLVDruckluftverordnung (Verordnung über Arbeiten in Druckluft)
DSDer Sachverständige, Fachzeitschrift für Sachverständige, Kammern, Gerichte und Behörden
DSADigital Services Act (dt.: Gesetz über digitale Dienste; franz.: Règlement sur les Services Numériques – RSN)
DSAnpUG-EUGesetz zur Anpassung des Datenschutzrechts an die Verordnung (EU) 2016/679 und zur Umsetzung der Richtlinie (EU) 2016/680 (Datenschutz-Anpassungs- und -Umsetzungsgesetz EU)
DSBDatenschutzbeauftragter
DSchVODeichschutzverordnung
DSEDeutsche Schiedsgerichtsbarkeit für Erbstreitigkeiten e. V.
DSGDatenschutzgesetz (meist gemeint Landesdatenschutzgesetz, z. B. DSG LSA) oder Bundesgesetz zum Schutz natürlicher Personen bei der Verarbeitung personenbezogener Daten (Datenschutzgesetz (Österreich))
DSG-EKDEKD-Datenschutzgesetz
DSGTDeutscher Sozialgerichtstag
DSGVO oder DS-GVODatenschutz-Grundverordnung
DSKDatenschutzkonzept oder Datenschutzkommission (Österreich; aufgehoben, jetzt Datenschutzbehörde – DSB)
DSLDrittschadensliquidation
DSM oder DSM-RLRichtlinie (EU) 2019/790 (Urheberrecht im digitalen Binnenmarkt)
DSMSDatenschutzmanagementsystem
DSRDeutscher Standardisierungsrat (siehe Deutsches Rechnungslegungs Standards Committee (DRSC))
DSRIDeutsche Stiftung für Recht und Informatik
DSRITBDeutsche Stiftung für Recht und Informatik – Tagungsband
DSRLRichtlinie 2002/58/EG des Europäischen Parlaments und des Rates vom 12. Juli 2002 über die Verarbeitung personenbezogener Daten und den Schutz der Privatsphäre in der elektronischen Kommunikation (Datenschutzrichtlinie für elektronische Kommunikation)
DSRVDatenstelle der Träger der Rentenversicherung
DStDisziplinarstatut für Rechtsanwälte und Rechtsanwaltsanwärter (Österreich)
DSTDeutscher Städtetag
DStGBDeutscher Städte- und Gemeindebund
DStJGDeutsche Steuerjuristische Gesellschaft
DStRDeutsches Steuerrecht (Zeitschrift) (vormals Das deutsche Steuerrecht (Zeitschrift))
DStREDeutsches Steuerrecht – Entscheidungsdienst (Zeitschrift)
DStVDeutscher Steuerberaterverband e. V.
DStZDeutsche Steuer-Zeitung
DSVDeutscher Segler-Verband
DSWDeutsches Studentenwerk
DTSchBDeutscher Tierschutzbund e. V.
DtZ(ehemalige) Deutsch-Deutsche Rechts-Zeitschrift
DTZDeutsch-Test für Zuwanderer
DuDDatenschutz und Datensicherheit (Zeitschrift)
DÜDubliner Übereinkommen
DüBVVerordnung über die Errichtung eines Wissenschaftlichen Beirats für Düngungsfragen
DÜGDiskontsatz-Überleitungs-Gesetz (jeweils geltender Basiszinssatz nach dem DÜG)
DüMSichGDüngemittelsicherungsgesetz
DüMVDüngemittelverordnung
DüngMSaatGGesetz zur Sicherung der Düngemittel- und Saatgutversorgung
DüngeV (DüV)Düngeverordnung (Verordnung über die Anwendung von Düngemitteln, Bodenhilfsstoffen, Kultursubstraten und Pflanzenhilfsmitteln nach den Grundsätzen der guten fachlichen Praxis beim Düngen)
DüngGDüngegesetz
DüngMG 1977Düngemittelgesetz
DüssTabDüsseldorfer Tabelle
DÜVVerordnung über die Anwendung von Düngemitteln, Bodenhilfsstoffen, Kultursubstraten und Pflanzenhilfsmitteln nach den Grundsätzen der guten fachlichen Praxis beim Düngen
DÜV-AnpassGGesetz zur Anpassung von Datenübermittlungsvorschriften im Ausländer- und Sozialrecht
DÜVONach der Datenübermittlungsverordnung (DÜVO) gemeldete Zeiten. Hierüber hat der Arbeitgeber einen Nachweis erteilt.
DuRDemokratie und Recht (Zeitschrift)
DuPMedAusbVVerordnung über die Berufsausbildung zum Mediengestalter Digital und Print und zur Mediengestalterin Digital und Print (Digital- und Print-Mediengestalter-Ausbildungsverordnung)
DVDurchführungsverordnung oder Datenverarbeitung oder Deutscher Verein für öffentliche und private Fürsorge e. V. oder Dienstvereinbarung
DVADeutscher Vergabe- und Vertragsausschuss für Bauleistungen (früher: Deutschen Verdingungsausschuss)
DVALDeutscher Verdingungsausschuss für Leistung
DVBl.Deutsches Verwaltungsblatt
DVDDeutsche Vereinigung für Datenschutz
DV EEmpfehlungen des Deutschen Vereins für öffentliche und private Fürsorge e. V.
DVEVDeutsche Vereinigung für Erbrecht und Vermögensnachfolge e. V.
DVGGesetz für eine bessere Versorgung durch Digitalisierung und Innovation (Digitale-Versorgung-Gesetz)
DVGTDeutscher Verkehrsgerichtstag
DVGWDeutscher Verein des Gas- und Wasserfaches
DV HHinweise des Deutschen Vereins für öffentliche und private Fürsorge e. V.
DVIRDeutsche Vereinigung für Internationales Recht
DVISDeutscher Verein für Internationales Seerecht
DVJJDeutsche Vereinigung für Jugendgerichte und Jugendgerichtshilfen e. V.
DVLStHVDurchführungsverordnung Lohnsteuerhilfevereine (Verordnung zur Durchführung der Vorschriften über Lohnsteuerhilfevereine)
DVO (DV)Durchführungsverordnung
DVO-JuSchGVerordnung zur Durchführung des Jugendschutzgesetzes
DVPMGGesetz zur digitalen Modernisierung von Versorgung und Pflege (Digitale-Versorgung-und-Pflege-Modernisierungsgesetz)
DVRDeutscher Verkehrssicherheitsrat e. V.
DVStBDurchführungsverordnung Steuerberatung (Verordnung zur Durchführung der Vorschriften über Steuerberater, Steuerbevollmächtigte und Steuerberatungsgesellschaften)
DVVRDachverband der Verwaltungsrichterinnen und Verwaltungsrichter (Österreich)
DVZDeutsche Verkehrs-Zeitung (seit 1947) oder Deutsche Verkehrs-Zeitung (1877–1945)
DWDDeutscher Wetterdienst
DWDGGesetz über den Deutschen Wetterdienst
DWWDeutsche Wohnungswirtschaft (Zeitschrift)
DZWIRDeutsche Zeitschrift für Wirtschaftsrecht

## E
EEntwurf oder Entscheidung oder Ergebnis oder Entscheidungssammlung
eAeinstweilige Anordnung
EAEuropa-Archiv (Zeitschrift) oder Elektronische Aufsicht (Österreich) (siehe Elektronische Fußfessel)
EAAVVerordnung über technische Anforderungen an Energieanlagen (Energieanlagen-Anforderungen-Verordnung)
EADEuropäischer Auswärtiger Dienst (engl.: European External Action Service – EEAS) oder European Assessment Document (Europäisches Bewertungsdokument) (siehe Europäische Technische Zulassung)
EAEGEinlagensicherungs- und Anlegerentschädigungsgesetz (2015 umbenannt in Anlegerentschädigungsgesetz)
EAGEuropäische Atomgemeinschaft oder Europarecht-Anpassungsgesetz oder Erneuerbaren-Ausbau-Gesetz (Österreich)
EAG BauEuroparechtsanpassungsgesetz Bau
EAG-BehandVVerordnung über Anforderungen an die Behandlung von Elektro- und Elektronik-Altgeräten
EAGFLEuropäischer Ausrichtungs- und Garantiefonds für Landwirtschaft
EAGVtrVertrag zur Gründung der Europäische Atomgemeinschaft (EURATOM), auch EAGV
EAKEuropäische Abfallartenkatalog (engl.: European Waste Catalogue – EWC)
EAKAVVerordnung zum elektronischen Anzeigeverfahren für inländische Investmentvermögen und EU-Investmentvermögen nach dem Kapitalanlagegesetzbuch
eAktVOeAkten-Verordnung
eAktVO StVollzVerordnung zur elektronischen Aktenführung bei den Gerichten in Verfahren nach dem Strafvollzugsgesetz im Land Nordrhein-Westfalen (eAkten-Verordnung in Strafvollzugssachen)
EALGGesetz über die Entschädigung nach dem Gesetz zur Regelung offener Vermögensfragen und über staatliche Ausgleichsleistungen für Enteignungen auf besatzungsrechtlicher oder besatzungshoheitlicher Grundlage (Entschädigungs- und Ausgleichsleistungsgesetz)
EAMIVVerordnung über die Mindestanforderungen an die Informationen in elektronischen Programmen für die Verordnung von Arzneimitteln durch Vertragsärzte und über die Veröffentlichung der Beschlüsse des Gemeinsamen Bundesausschusses (Elektronische Arzneimittelinformationen-Verordnung)
EAMIVÄndVVerordnung zur Änderung der Elektronische Arzneimittelinformationen-Verordnung
eANVElektronisches Abfallnachweisverfahren
eAOeinstweilige Anordnung
EAOErreichbarkeitsanordnung
EAPatVVerordnung über die elektronische Aktenführung bei dem Deutschen Patent- und Markenamt, dem Patentgericht und dem Bundesgerichtshof
EAREuropäische Agentur für den Wiederaufbau der EU (engl.: European Agency for Reconstruction)
E/A-RechnungEinnahmen-Ausgaben-Rechnung (Österreich)
EASAEuropäische Agentur für Flugsicherheit der EU (engl.: European Aviation Safety Agency – EASA)
EASA-FCLVerordnung (EU) Nr. 1178/2011 der Kommission vom 3. November 2011 zur Festlegung technischer Vorschriften und von Verwaltungsverfahren in Bezug auf das fliegende Personal in der Zivilluftfahrt gemäß der Verordnung (EG) Nr. 216/2008 des Europäischen Parlaments und des Rates
EASOEuropäisches Unterstützungsbüro für Asylfragen
eATElektronischer Aufenthaltstitel
EAÜElektronische Aufenthalts-Überwachung (siehe Elektronische Fußfessel)
EAVEidgenössische Alkoholverwaltung (franz. Régie fédérale des alcools, ital. Regìa federale degli alcool) oder Einzelarbeitsvertrag (nach schweizerischem Obligationenrecht. OR 319ff) oder Ergebnisabführungsvertrag im deutschen Steuer- und Gesellschaftsrecht oder Eignungsauswahlverfahren bei der Bundespolizei, der Polizei der Länder und dem Zoll
EAVGEnergieausweis-Vorlage-Gesetz (Österreich)
EAZVVerordnung zur Regelung der Arbeitszeit der den Gesellschaften des Deutsche-Bahn-Konzerns zugewiesenen Beamtinnen und Beamten des Bundeseisenbahnvermögens
EAZWEidgenössisches Amt für das Zivilstandswesen
EBEmpfangsbekenntnis oder Erziehungsbeistand oder EröffnungsBilanz oder Erziehungsberatung oder Exekutivbediensteter oder europa-blätter (Zeitschrift) oder Einfuhrbewilligung
EBAEisenbahn-Bundesamt oder Europäische Bankenaufsichtsbehörde (engl.: European Banking Authority) oder Europäischer Berufsausweis (engl.: EPC – European Professional Card)
EBABGebVBesondere Gebührenverordnung des Bundesministeriums für Verkehr und digitale Infrastruktur für individuell zurechenbare öffentliche Leistungen des Eisenbahn-Bundesamtes, der benannten Stelle und der bestimmten Stelle
eBAnzVVerordnung über die Übertragung der Führung des Unternehmensregisters
EBAOEinforderungs- und Beitreibungsanordnung
EBArbSchVVerordnung über die Übertragung von Zuständigkeiten im Bereich des technischen Arbeitsschutzes bei Eisenbahnen des Bundes (Eisenbahn-Arbeitsschutzzuständigkeitsverordnung)
EBDDEuropäische Beobachtungsstelle für Drogen und Drogensucht (engl.: European Monitoring Centre for Drugs and Drug Addiction – EMCDDA)
EBEEinzelbetriebserlaubnis
EBE/BGHEildienst: Bundesgerichtliche Entscheidungen – Die Entscheidungen des BUNDESGERICHTSHOF (Zeitschrift)
EBE/BAGEildienst: Bundesgerichtliche Entscheidungen – Die Entscheidungen des Bundesarbeitsgerichtes (Zeitschrift)
EbertStiftGGesetz über die Errichtung einer Stiftung Reichspräsident-Friedrich-Ebert-Gedenkstätte
EBeVVerordnung über die Emissionsberichterstattung nach dem Brennstoffemissionshandelsgesetz für die Jahre 2023 bis 2030 (Emissionsberichterstattungsverordnung 2030)
EBGEisenbahngesetz (Schweiz) oder Bundesgesetz über die Haltung von Mindestvorräten an Erdöl und Erdölprodukten (Erdölbevorratungsgesetz 2012) (Österreich) (siehe Strategische Ölreserve)
EBGBEidgenössisches Büro für die Gleichstellung von Menschen mit Behinderungen (Schweiz)
EBHaftPflVEisenbahnhaftpflichtversicherungsverordnung
EBIEuropäische Bürgerinitiative
EBIGGesetz zur Europäischen Bürgerinitiative (Deutschland) oder Bundesgesetz über die Durchführung von Europäischen Bürgerinitiativen (Europäische-Bürgerinitiative-Gesetz) (Österreich)
EBIGÄndGGesetz zur Änderung des Gesetzes zur Europäischen Bürgerinitiative
EBKrGGesetz über Kreuzungen von Eisenbahnen und Straßen (Eisenbahnkreuzungsgesetz)
EBLEuropäische Behörde für Lebensmittelsicherheit (engl.: European Food Safety Authority – EFSA) oder Eisenbahnbetriebsleiter
eBOElektronisches Bürger- und Organisationenpostfach
EBOEisenbahn-Bau- und Betriebsordnung
EBOAEisenbahn-Bau- und Betriebsordnung für Anschlussbahnen
EBPensNOGGesetz zur Neuordnung der Pensionskasse Deutscher Eisenbahnen und Straßenbahnen
EBPfSchGGesetz, betreffend die Unzulässigkeit der Pfändung von Eisenbahnfahrbetriebsmitteln
EBPVEisenbahnbetriebsleiter-Prüfungsverordnung
EBREuropäischer Betriebsrat
EBRDEuropäische Bank für Wiederaufbau und Entwicklung (kurz EBWE oder EBRD, von engl.: European Bank for Reconstruction and Development)
EBRGEuropäische Betriebsräte-Gesetz (Gesetz über Europäische Betriebsräte; Artikel 1 des Gesetzes über Europäische Betriebsräte) (siehe Europäischer Betriebsrat)
EBVEigentümer-Besitzer-Verhältnis oder Eisenbahnbetriebsleiterverordnung oder Verordnung zur Erstellung einer Entgeltbescheinigung nach § 108 Absatz 3 Satz 1 der Gewerbeordnung (Entgeltbescheinigungsverordnung) oder Erdölbevorratungsverband
EBWEEuropäische Bank für Wiederaufbau und Entwicklung (kurz EBWE oder EBRD, von engl.: European Bank for Reconstruction and Development)
EBZugVEisenbahnunternehmer-Berufszugangsverordnung
ECACEuropäische Zivilluftfahrt-Konferenz (englisch: European Civil Aviation Conference (ECAC), französisch: Conférence Européenne de l'Aviation Civile (CEAC))
ECBEuropäische Zentralbank (engl.: European Central Bank – ECB; franz.: Banque centrale européenne – BCE) oder Europäisches Büro für Chemische Stoffe (engl.: European Chemicals Bureau – ECB)
ECBAEuropean cross-border association (dt.: Europäischer grenzüberschreitender Verein)
ECCHREuropean Center for Constitutional and Human Rights (deutsch: Europäisches Zentrum für Verfassungs- und Menschenrechte)
ECCLEuropean Company Case Law (Zeitschrift)
ECDCEuropäisches Zentrum für die Prävention und die Kontrolle von Krankheiten (engl.: European Centre for Disease Prevention and Control)
ECEEconomic Commission for Europe
ECFREuropean Company and Financial Law Review (Zeitschrift)
ECHAEuropean Chemicals Agency (dt.: Europäische Chemikalienagentur)
ECHVertrVertrag über die Energiecharta
ECHVertrProtEnergiechartaprotokoll über Energieeffizienz und damit verbundene Umweltaspekte
ECHVertrSchlASchlussakte der Europäischen Energiechartakonferenz
ECIPEuropäisches Zollinformationsportal (engl.: European Customs Information Portal – ECIP)
ECLIEuropean Case Law Identifier (deutsch: Europäischer Rechtsprechungs-Identifikator)
ECMEntity in Charge of Maintenance (Dt.: die für die Instandhaltung zuständige Stelle)
ECMTEuropäische Verkehrsministerkonferenz (engl.: European Conference of Ministers of Transport; franz.: Conférence Européenne des Ministres des Transports (CEMT))
ECMZECM-Zertifizierungsstelle
ECOFINRat für Wirtschaft und Finanzen (offiziell: Rat „Wirtschaft und Finanzen“)
EComFPrVVerordnung über die Prüfung zum anerkannten Fortbildungsabschluss Geprüfter Fachwirt im E-Commerce oder Geprüfte Fachwirtin im E-Commerce
EComKflAusbVVerordnung über die Berufsausbildung zum Kaufmann im E-Commerce und zur Kauffrau im E-Commerce
E-ControlGBundesgesetz über die Regulierungsbehörde in der Elektrizitäts- und Erdgaswirtschaft (Energie-Control-Gesetz) (Österreich)
ECOSOCWirtschafts- und Sozialrat der Vereinten Nationen (engl.: Economic and Social Council – ECOSOC; franz.: Conseil économique et social de l’ONU)
ECRIEuropäische Kommission gegen Rassismus und Intoleranz (engl.: European Commission against Racism and Intolerance, kurz ECRI)
ECTSEuropean Credit Transfer System (dt.: Europäisches System zur Übertragung und Akkumulierung von Studienleistungen)
ECUEuropäische Währungseinheit (englisch ECU = European Currency Unit)
ECVRREuropean Centralized Virtual Vehicle Register (dt.: Europäisches Fahrzeugeinstellungsregister – EVR)
ECXEuropean Climate Exchange
EDErkennungsdienst, erkennungsdienstlich (siehe Erkennungsdienstliche Behandlung)
EDAEuropäische Demokratische Anwälte oder European Defence Agency (Agentur für die Bereiche Entwicklung der Verteidigungsfähigkeiten, Forschung, Beschaffung und Rüstung der EU (= Europäische Verteidigungsagentur) – EVA) oder Eidgenössisches Departement für auswärtige Angelegenheiten (franz. Département fédéral des affaires étrangères, ital. Dipartimento federale degli affari esteri, rät. Departament federal d’affars exteriurs)
EdelstGrMstrVVerordnung über das Berufsbild und über die Prüfungsanforderungen im praktischen und im fachtheoretischen Teil der Meisterprüfung für das Edelsteingraveur-Handwerk
EdFEntziehung der Fahrerlaubnis (siehe Entziehung und Neuerteilung der Fahrerlaubnis)
EDIElectronic Data Interchange (elektronischer Datenaustausch) oder Eidgenössisches Departement des Innern (franz. Département fédéral de l’intérieur, ital. Dipartimento federale dell’interno, rät. Departament federal da l’intern)
EDL-GGesetz zur Umsetzung der Richtlinie des Europäischen Parlaments und des Rates über Energieeffizienz und Energiedienstleistungen
EdlStFAusbVVerordnung über die Berufsausbildung zum Edelsteinfasser/zur Edelsteinfasserin (Edelsteinfasser-Ausbildungsverordnung)
EDÖBEidgenössischer Datenschutz- und Öffentlichkeitsbeauftragter (französisch Préposé fédéral à la protection des données et à la transparence, italienisch Incaricato federale della protezione dei dati e della trasparenza)
EDPSEuropäischer Datenschutzbeauftragter (EDSB) (aus dem Englischen: EDPS – European Data Protection Supervisor; franz.: CEPD – Contrôleur européen de la protection des données)
EDQMEuropäisches Direktorat für die Qualität von Arzneimitteln (engl.: European Directorate for the Quality of Medicines & HealthCare (EDQM), franz.: Direction européenne de la qualité du médicament et soin de santé)
EDSAEuropäischer Datenschutzausschuss
EDSBEuropäischer Datenschutzbeauftragter (engl.: EDPS – European Data Protection Supervisor; franz.: CEPD – Contrôleur européen de la protection des données) oder Eidgenössischer Datenschutzbeauftragter
EdSchleifAusbVVerordnung über die Berufsausbildung zum Edelsteinschleifer und zur Edelsteinschleiferin
EDUEuropean Drug Unit
EdVEnde der Verhandlung
EDVElektronische Datenverarbeitung
EDVGTEDV-Gerichtstag
EdWEntschädigungseinrichtung der Wertpapierhandelsunternehmen
EdWBeitrVVerordnung über die Beiträge zu der Entschädigungseinrichtung der Wertpapierhandelsunternehmen bei der Kreditanstalt für Wiederaufbau
EEEinsatzeinheit (Österreich) oder Erbrecht effektiv (Zeitschrift)
EEAEinheitliche Europäische Akte oder Europäische Umweltagentur (engl.: European Environment Agency (EEA)) oder Europäische Ermittlungsanordnung oder European Economic Area (Europäischer Wirtschaftsraum)
EEÄndGEntlassungsentschädigungs-Änderungsgesetz
EEAREuropäische EDV-Akademie des Rechts
EEASEuropäischer Auswärtiger Dienst (engl.: European External Action Service)
EEEEinrichtungsbezogener Eigenanteil oder Einheitliche Europäische Eigenerklärung (ein in Umsetzung der RL 2014/24/EU neu eingefügtes Institut im europäischen Vergaberecht zur Feststellung der Eignung der Bieter)
EEffGBundesgesetz über die Steigerung der Energieeffizienz bei Unternehmen und dem Bund (Bundes-Energieeffizienzgesetz) (Österreich)
EEGErneuerbare-Energien-Gesetz (Gesetz für den Vorrang Erneuerbarer Energien)
EEMD-ZVVerordnung über die Zulassung von Anbietern mautdienstbezogener Leistungen für das EETS-Gebiet Bundesfernstraßenmautgesetz
EEPEnergieeffizienzplan
EESEinreise-/Ausreisesystem nach der Verordnung (EU) 2017/2226
EESDGGesetz zur Durchführung des Einreise-/Ausreisesystems nach der Verordnung (EU) 2017/2226 (EES-Durchführungsgesetz)
EETSEuropean Electronic Toll Service (dt.: Elektronisches Register für den europäischen elektronischen Mautdienst)
EEVVerordnung zur Durchführung des Erneuerbare-Energien-Gesetzes und des Windenergie-auf-See-Gesetzes
EEXEuropean Energy Exchange
EFAEuropäisches Fürsorgeabkommen vom 11. Dezember 1953
EfbEntsorgungsfachbetrieb
EfbVEntsorgungsfachbetriebeverordnung (Verordnung über Entsorgungsfachbetriebe)
EFCAEuropean Fisheries Control Agency (deutsch: Europäische Fischereiaufsichtsagentur)
EFDEuropäischer Freiwilligendienst (engl.: European Voluntary Service – EVS) oder Eidgenössisches Finanzdepartement (Schweiz) (franz. Département fédéral des finances, ital. Dipartimento federale delle finanze, rät. Departament federal da finanzas)
EFDAEuropean Fusion Development Agreement
EFGEntscheidungen der Finanzgerichte (Zeitschrift)
EFKEidgenössische Finanzkontrolle (siehe Rechnungshof#Schweiz)
EFPVVerordnung über die Einsatzbedingungen des fahrenden Personals im interoperablen grenzüberschreitenden Eisenbahnverkehr (Eisenbahn-Fahrpersonalverordnung)
EFREuropäischer Forschungsraum (engl.: European Research Area – ERA)
EFRAGEuropean Financial Reporting Advisory Group
EFREEuropäischer Fonds für regionale Entwicklung
EFSFEuropäische Finanzstabilisierungsfazilität
EFSAEuropäische Behörde für Lebensmittelsicherheit (engl.: European Food Safety Authority – EFSA)
EFSMEuropäischer Finanzstabilisierungsmechanismus (siehe Euro-Rettungsschirm)
EFTAEuropäische Freihandelsassoziation (engl.: European Free Trade Association)
EFVEidgenössische Finanzverwaltung
EF-VOEinreise-Freimengen-Verordnung (siehe Reisefreimenge)
EFZEhefähigkeitszeugnis (Deutschland) oder Eidgenössisches Fähigkeitszeugnis oder Eingeschränktes Funksprechzeugnis (siehe Sprechfunkzeugnis (Luftfahrt)) oder Entgeltfortzahlung (siehe Entgeltfortzahlung im Krankheitsfall) oder Erweitertes Führungszeugnis
EFZGEntgeltfortzahlungsgesetz (Gesetz über die Zahlung des Arbeitsentgelts an Feiertagen und im Krankheitsfall) (auch EntgFG)
eGeingetragene Genossenschaft
EGEuropäische Gemeinschaft (jetzt nur noch Europäische Union (EU)) oder EG-Vertrag oder Einführungsgesetz oder Entschädigungsgesetz oder Entgeltgruppe
eGAElektronische Gesundheitsakte
EGAHiGEG-Amtshilfe-Gesetz
EGAktGEinführungsgesetz zum Aktiengesetz
EGAOEinführungsgesetz zur Abgabenordnung
EG-BewVOVerordnung (EG) Nr. 1206/2001 […] über die Zusammenarbeit […] auf dem Gebiet der Beweisaufnahme in Zivil- und Handelssachen
EGBEuropäischer Gewerkschaftsbund
EGBGBEinführungsgesetz zum Bürgerlichen Gesetzbuche
EGBNichtrSchGGesetz zum Schutz vor den Gefahren des Passivrauchens
EG-EStRGEinführungsgesetz zum Einkommensteuerreformgesetz
EG-FGVVerordnung über die EG-Genehmigung für Kraftfahrzeuge und ihre Anhänger sowie für Systeme, Bauteile und selbstständige technische Einheiten für diese Fahrzeuge (EG-Fahrzeuggenehmigungsverordnung)
EGFLEuropäischer Garantiefonds für die Landwirtschaft
EGGenTDurchfGGentechnikdurchführungsgesetz
EGGVGEinführungsgesetz zum Gerichtsverfassungsgesetz
EGHEhrengerichtshof
EGHGBEinführungsgesetz zum Handelsgesetzbuch
EGInsOEinführungsgesetz zur Insolvenzordnung (Deutschland)
EG-InsVOVerordnung (EG) Nr. 1347/2000 […] über Insolvenzverfahren
eGKElektronische Gesundheitskarte
EGLErmächtigungsgrundlage
EGKSEuropäische Gemeinschaft für Kohle und Stahl
EG-MahnVOVerordnung (EG) […] zur Einführung eines Europäischen Mahnverfahrens
EGMREuropäischer Gerichtshof für Menschenrechte
EG-ObstGemüseVVerordnung über EU-Normen für Obst und Gemüse
EGovGGesetz zur Förderung der elektronischen Verwaltung (E-Government-Gesetz (Deutschland))
EGOWiGEinführungsgesetz zum Gesetz über Ordnungswidrigkeiten
EG-PKHVVVerordnung zur Einführung eines Vordrucks für die Erklärung über die persönlichen und wirtschaftlichen Verhältnisse bei Prozesskostenhilfe sowie eines Vordrucks für die Übermittlung der Anträge auf Bewilligung von Prozesskostenhilfe im grenzüberschreitenden Verkehr (EG-Prozesskostenhilfevordruckverordnung)
EGRDGEinführungsgesetz zum Rechtsdienstleistungsgesetz
EgRLEntsorgergemeinschaftenrichtlinie (Richtlinie für die Tätigkeit und Anerkennung von Entsorgergemeinschaften)
EGRLEG-Richtlinie
eGruV0 NRWVerordnung über den elektronischen Rechtsverkehr mit den Grundbuchämtern und die elektronische Führung der Grundakten im Land Nordrhein-Westfalen (eGrundakten-Einführungsverordnung NRW)
EGScheckGEinführungsgesetz zum Scheckgesetz
EGStGBEinführungsgesetz zum Strafgesetzbuch
EGStPOEinführungsgesetz zur Strafprozessordnung
EGVVertrag zur Gründung der Europäischen Gemeinschaft (abgelöst durch EUV aufgrund des Vertrages von Lissabon) oder Eingliederungsvereinbarung
EGVerfVerbDVEG-Verfütterungsverbotsdurchführungsverordnung (Verordnung zur Durchführung des gemeinschaftlichen Verfütterungsverbotsrechts)
EGVGEinführungsgesetz zu den Verwaltungsverfahrensgesetzen 2008 (Österreich)
EG-VollstrTitelVOVerordnung (EG) Nr. 805/2004 […] zur Einführung eines europäischen Vollstreckungstitels für unbestrittene Forderungen
EGVPElektronisches Gerichts- und Verwaltungspostfach
EGVVGEinführungsgesetz zum Versicherungsvertragsgesetz (Deutschland)
EGWGEinführungsgesetz zum Wechselgesetz
EGWStGEinführungsgesetz zum Wehrstrafgesetz
EGZPOEinführungsgesetz zur Zivilprozessordnung
EG-ZustellVOZustellungsverordnung (Verordnung (EG) Nr. 1348/2000 […] über die Zustellung gerichtlicher und außergerichtlicher Schriftstücke in Zivil- oder Handelssachen in den Mitgliedstaaten)
EGZVGEinführungsgesetz zum ZVG
EHB (auch EuHB)Europäischer Haftbefehl
EHEAEuropäische Hochschulraum (engl.: European Higher Education Area – EHEA)
EheGEhegesetz (Deutschland) oder Ehegesetz (Österreich)
EheRGEherechts-Reformgesetz
EheGVVOEhe-Gerichtsstands- und Vollstreckungsverordnung (Verordnung (EG) Nr. 2201/2003 […] über die Zuständigkeit und die Anerkennung und Vollstreckung von Entscheidungen in Ehesachen und in Verfahren betreffend die elterliche Verantwortung und zur Aufhebung der Verordnung (EG) Nr. 1347/2000)
EhfGEntwicklungshelfer-Gesetz
EhrAmtStGEhrenamtsstärkungsgesetz
EhrRiEG (EhrRiEntschG)Gesetz über die Entschädigung der ehrenamtlichen Richter (aufgehoben, jetzt: JVEG)
EHUGGesetz über elektronische Handelsregister und Genossenschaftsregister sowie das Unternehmensregister
EHVVerordnung zur Durchführung des Treibhausgas-Emissionshandelsgesetzes in der Handelsperiode 2021 bis 2030 (Emissionshandelsverordnung 2030)
EIBEuropäische Investitionsbank
EIBVEisenbahninfrastruktur-Benutzungsverordnung (aufgehoben; abgelöst seit dem 2. September 2016 durch das Eisenbahnregulierungsgesetz (ERegG))
EichGEichgesetz (aufgehoben; jetzt Mess- und Eichgesetz (MessEG))
EichOEichordnung (aufgehoben; jetzt Mess- und Eichverordnung (MessEV))
eIDelektronischer Identitätsnachweis
eID-Karte-GesetzGesetz über eine Karte für Unionsbürger und Angehörige des Europäischen Wirtschaftsraums mit Funktion zum elektronischen Identitätsnachweis
eIDASelektronische Identifizierung und Vertrauensdienste für elektronische Transaktionen (IVT) (engl.: electronic IDentification, Authentication and trust Services) (siehe auch Verordnung (EU) Nr. 910/2014 (eIDAS-Verordnung))
EIFEuropäischer Investitionsfonds
EigenBetrVOEigenbetriebsverordnung
EIGVVerordnung über die Erteilung von Inbetriebnahmegenehmigungen für das Eisenbahnsystem (Eisenbahn-Inbetriebnahmegenehmigungsverordnung)
EigZulGEigenheimzulagengesetz (siehe Eigenheimzulage)
EINECSEuropean Inventory of Existing Commercial Chemical Substances (= Altstoffverzeichnis der EU)
Einf.Einführung
EinhVEinheitenverordnung (Ausführungsverordnung zum Gesetz über die Einheiten im Messwesen und die Zeitbestimmung)
EinhZeitG (EinhG)Einheiten- und Zeitgesetz
EinigungsStVVEinigungsstellen-Verfahrensverordnung
EinglMVVerordnung über andere und ergänzende Maßstäbe zur Verteilung der Mittel für Eingliederungsleistungen und für Verwaltungskosten zur Durchführung der Grundsicherung für Arbeitsuchende (Eingliederungsmittel-Verordnung)
EinglVerbGGesetz zur Verbesserung der Eingliederungschancen am Arbeitsmarkt
Einl.Einleitung
EinsatzVGEinsatzversorgungsgesetz (Gesetz zur Regelung der Versorgung bei besonderen Auslandsverwendungen)
EinsatzVVerbGEinsatzversorgungs-Verbesserungsgesetz (Gesetz zur Verbesserung der Versorgung bei besonderen Auslandsverwendungen)
EinsatzWVGEinsatz-Weiterverwendungsgesetz (Gesetz zur Regelung der Weiterverwendung nach Einsatzunfällen)
EinSiGEinlagensicherungsgesetz
einstw.einstweilig
EinwVVerordnung über Dienste zur Einwilligungsverwaltung nach dem Telekommunikation-Digitale-Dienste-Datenschutz-Gesetz (Einwilligungsverwaltungsverordnung)
EIOPAEuropäische Aufsichtsbehörde für das Versicherungswesen und die betriebliche Altersversorgung (engl.: European Insurance and Occupational Pensions Authority – EIOPA)
EIRDImplantateregister-Errichtungsgesetz
EisbGEisenbahngesetz 1957 (Österreich)
EisbVOEisenbahnverordnung (Österreich)
EIUEisenbahninfrastrukturunternehmen
EJDMEuropäische Vereinigung von Juristinnen und Juristen für Demokratie und Menschenrechte in der Welt e. V.
EJGEurojust-Gesetz
EJNEuropäisches Justizielles Netz (engl.: European Judicial Network)
EJPDEidgenössisches Justiz- und Polizeidepartement (franz. Département fédéral de justice et police, ital. Dipartimento federale di giustizia e polizia, rät. Departament federal da giustia e polizia)
EJTAnVEurojust-Anlaufstellen-Verordnung (Verordnung über die Benennung und Einrichtung der nationalen Eurojust-Anlaufstelle für Terrorismusfragen)
EJTNEuropean Judicial Training Network
e. K. (e. Kfr./Kfm.)eingetragener Kaufmann
EKEigenkapital oder Eisenbahnkreuzung (Österreich)
EKAGBundesgesetz, mit dem ein Energiekostenausgleich eingeführt wird (Energiekostenausgleichsgesetz) (Österreich)
EKDEvangelische Kirche in Deutschland
EKEGEigenkapitalersatz-Gesetz (Österreich)
EKFElektrokleinstfahrzeug
eKFVElektrokleinstfahrzeuge-Verordnung
EKHGEisenbahn- und Kraftfahrzeug-Haftpflichtgesetz (Österreich)
EKMREuropäische Kommission für Menschenrechte
EKO-CobraEinsatzkommando Cobra (Österreich)
EKrGGesetz über Kreuzungen von Eisenbahnen und Straßen (Eisenbahnkreuzungsgesetz)
EKSEvangelisch-reformierte Kirche Schweiz
ELErgänzungslieferung
ElComEidgenössische Elektrizitätskommission (franz. Commission fédérale de l’électricité, ital. Commissione federale dell’energia elettrica)
EleGElektrizitätsgesetz (Schweiz)
ElektroGElektro- und Elektronikgerätegesetz
ElektroGGebVGebührenverordnung zum Elektro- und Elektronikgerätegesetz (Elektro- und Elektronikgerätegesetz-Gebührenverordnung)
ElektroMbMstrVVerordnung über die Meisterprüfung in den Teilen I und II im Elektromaschinenbauer-Handwerk (Elektromaschinenbauermeisterverordnung)
ElektroStoffVVerordnung zur Beschränkung der Verwendung gefährlicher Stoffe in Elektro- und Elektronikgeräten (Elektro- und Elektronikgeräte-Stoff-Verordnung)
ElektroTechMstrVVerordnung über die Meisterprüfung in den Teilen I und II im Elektrotechniker-Handwerk (Elektrotechnikermeisterverordnung)
ELEREuropäischer Landwirtschaftsfonds für die Entwicklung des ländlichen Raums
ElexVVerordnung über elektrische Anlagen in explosionsgefährdeten Bereichen
ELGAElektronische Gesundheitsakte (Österreich)
ElGVGGesetz zur Vereinheitlichung von Vorschriften über bestimmte elektronische Informations- und Kommunikationsdienste (Elektronischer-Geschäftsverkehr-Vereinheitlichungsgesetz)
ELREuropean Law Reporter (Zeitschrift)
ELStAMElektronische Lohnsteuerabzugsmerkmale
ELSTERelektronische Steuererklärung – ELSTER
EltLastVElektrizitätslastverteilungs-Verordnung
EltSVElektrizitätssicherungsverordnung
EltZSoldVElternzeitverordnung für Soldatinnen und Soldaten
ELWISElektronisches Wasserstraßen-Informationssystem (siehe ELWIS)
ElWOGBundesgesetz, mit dem die Organisation auf dem Gebiet der Elektrizitätswirtschaft neu geregelt wird (Elektrizitätswirtschafts- und -organisationsgesetz 2010) (Österreich), soll ab 2024 oder später ersetzt werden durch das ElWG.
ElWGElektrizitätswirtschaftsgesetz (2024 oder später kommend, ersetzt das ElWOG, Österreich)
EMAEinwohnermeldeamt oder Einwohnermeldeauskunft oder Europäische Arzneimittel-Agentur (englisch European Medicines Agency – EMA)
EMASEco Management and Audit Scheme
EMASPrivilegVVerordnung über immissionsschutz- und abfallrechtliche Überwachungserleichterungen für nach der Verordnung (EG) Nr. 761/2001 registrierte Standorte und Organisationen (EMASPrivilegierungs-Verordnung)
EMCDDAEuropäische Beobachtungsstelle für Drogen und Drogensucht (engl.: European Monitoring Centre for Drugs and Drug Addiction)
EMCSExcise Movement and Control System(ECMS) (dt.: Beförderungs- und Kontrollsystem für verbrauchsteuerpflichtige Waren)
EMEAEuropäische Arzneimittel-Agentur
EMFAEuropean Media Freedom Act (VO (EU) 2024/1083 des Europäischen Parlaments und des Rates v. 11.4.2024 zur Schaffung eines gemeinsamen Rahmens für Mediendienste im Binnenmarkt und zur Änderung der RL 2010/13/EU (dt.: Europäisches Medienfreiheitsgesetz))
EMFAFEuropäischer Meeres-, Fischerei- und Aquakulturfonds (engl.: European Maritime, Fisheries and Aquaculture Fund)
EMFUVerordnung über elektromagnetische Felder (= 26. BImSchV)
EMFVVerordnung zum Schutz der Beschäftigten vor Gefährdungen durch elektromagnetische Felder (Arbeitsschutzverordnung zu elektromagnetischen Feldern)
EmoGElektromobilitätsgesetz
EMPEuropäische Mediterrane Partnerschaft
EMRKEuropäische Konvention zum Schutze der Menschenrechte
EMSEpidemiologisches Meldesystem (Österreich)
EMSAEuropäische Agentur für die Sicherheit des Seeverkehrs der EU (englisch European Maritime Safety Agency)
EmsSchEVSchifffahrtsordnung Ems-Einführungsverordnung
EmsSchOSchifffahrtordnung Ems
EMVElektromagnetische Verträglichkeit
EMVBeitrVVerordnung über Beiträge nach dem Gesetz über die elektromagnetische Verträglichkeit von Geräten
EMVGGesetz über die elektromagnetische Verträglichkeit von Betriebsmitteln
EMVUElektromagnetische Umweltverträglichkeit
EMZErtragsmesszahl (siehe Bodenschätzung)
ENEuropäische Norm
ENAEuropäisches Niederlassungsabkommen
EndlagerVlVEndlager-Vorausleistungs-Verordnung (Verordnung über Vorausleistungen für die Einrichtung von Anlagen des Bundes zur Sicherstellung und zur Endlagerung radioaktiver Abfälle)
EnEfGGesetz zur Steigerung der Energieeffizienz in Deutschland (Energieeffizienzgesetz (Deutschland))
EnEGEnergieeinsparungsgesetz (Gesetz zur Einsparung von Energie in Gebäuden)
EnergieStGEnergiesteuergesetz
EnergieStSenkGGesetz zur Änderung des Energiesteuerrechts zur temporären Absenkung der Energiesteuer für Kraftstoffe (Energiesteuersenkungsgesetz)
EnergieStVVerordnung zur Durchführung des Energiesteuergesetzes (Energiesteuer-Durchführungsverordnung)
ENeuOGEisenbahnneuordnungsgesetz
EnEVEnergieeinsparverordnung
EnFGGesetz zur Finanzierung der Energiewende im Stromsektor durch Zahlungen des Bundes und Erhebung von Umlagen (Energiefinanzierungsgesetz)
EnGEnergiegesetz (Schweiz)
ENISAEuropäische Agentur für Netz- und Informationssicherheit der EU (englisch European Network and Information Security Agency)
EnLAGGesetz zum Ausbau von Energieleitungen (Energieleitungsausbaugesetz)
EnLGBundesgesetz über Lenkungsmaßnahmen zur Sicherung der Energieversorgung (Energielenkungsgesetz 2012) (Österreich)
ENPEuropäische Nachbarschaftspolitik
EnSiGGesetz zur Sicherung der Energieversorgung bei Gefährdung oder Störung der Einfuhren von Erdöl, Erdölerzeugnissen oder Erdgas (Energiesicherungsgesetz)
EnSikuMaVVerordnung zur Sicherung der Energieversorgung über kurzfristig wirksame Maßnahmen (Kurzfristenergieversorgungssicherungsmaßnahmenverordnung)
EnSimiMaVVerordnung zur Sicherung der Energieversorgung über mittelfristig wirksame Maßnahmen (Mittelfristenergieversorgungssicherungsmaßnahmenverordnung)
EnSiTrVVerordnung zur priorisierten Abwicklung von schienengebundenen Energieträgertransporten zur Sicherung der Energieversorgung (Energiesicherungstransportverordnung)
EnStatGEnergiestatistikgesetz
EntgFGEntgeltfortzahlungsgesetz (Gesetz über die Zahlung des Arbeitsentgelts an Feiertagen und im Krankheitsfall) (auch EFZG)
EntgTranspGGesetz zur Förderung der Entgelttransparenz zwischen Männern und Frauen (Entgelttransparenzgesetz)
EntlGEntlastungsgesetz
EntschRGEntschädigungsrentengesetz
EntsorgÜGGesetz zur Regelung des Übergangs der Finanzierungs- und Handlungspflichten für die Entsorgung radioaktiver Abfälle der Betreiber von Kernkraftwerken (Entsorgungsübergangsgesetz)
EntwLStGEntwicklungsländer-Steuergesetz (Gesetz über steuerliche Maßnahmen zur Förderung von privaten Kapitalanlagen in Entwicklungsländern)
EnVHVVerordnung über Energieverbrauchshöchstwerte von Haushaltskühl- und Haushaltsgefriergeräten
EnVKGEnergieverbrauchskennzeichnungsgesetz
EnVKVVerordnung über die Kennzeichnung von Haushaltsgeräten mit Angaben über den Verbrauch an Energie und anderen wichtigen Ressourcen (Energieverbrauchskennzeichnungsverordnung)
EnWGEnergiewirtschaftsgesetz (Gesetz über die Elektrizitäts- und Gasversorgung)
EnWGKostVVerordnung über die Gebühren und Auslagen für Amtshandlungen der Bundesnetzagentur nach dem Energiewirtschaftsgesetz (Energiewirtschaftskostenverordnung)
EnWG-SubVOVerordnung zur Subdelegation der Verordnungsermächtigung nach Energiewirtschaftsgesetz
EnWNGGesetz zur Neuregelung energiewirtschaftsrechtlicher Vorschriften
EnWZZeitschrift für das gesamte Recht der Energiewirtschaft
ENZEuropäisches Nachlasszeugnis
EOEichordnung oder Exekutionsordnung (Österreich) oder Erwerbsersatzordnung (Schweiz)
EOTAEuropäischen Organisation für Technische Bewertung (European Organisation for Technical Assessment – EOTA) (siehe Europäische Technische Zulassung)
EPEuropäisches Parlament oder Europäisches Patent oder Einheitspapier (siehe Zollanmeldung)
ePAElektronische Patientenakte
EPAEuropäisches Patentamt (siehe Europäische Patentorganisation) oder Europäische Polizeiakademie (auch CEPOL für franz.: Collège Européen de Police) oder Eidgenössisches Personalamt oder Wirtschaftspartnerschaftsabkommen der EU (engl.: Economic Partnership Agreements) oder Einheitspreisabkommen
EPBDEU-Gebäuderichtlinie (engl.: Energy Performance of Buildings Directive – EPBD)
EPCEuropean Professional Card (dt.: Europäischer Berufsausweis)
EPEREuropäisches Schadstoffemissionsregister (engl.: European Pollutant Emission Register – EPER)
EpGBundesgesetz über die Bekämpfung übertragbarer Krankheiten des Menschen (Epidemiengesetz) (Schweiz)
EPGEuropäische Politische Gemeinschaft oder Eingetragene Partnerschaft-Gesetz (Österreich) oder Europäische Privatgesellschaft oder Einheitliches Patentgericht
EPGÜÜbereinkommen über ein Einheitliches Patentgericht
EPLAEuropäisches Übereinkommen über Patentstreitigkeiten (engl.: European Patent Litigation Agreement – EPLA)
EPLJEuropean Property Law Journal (Zeitschrift)
EPLPEuropean Patent Litigation in Practice (Zeitschrift)
EPOEuropäische Patentorganisation
EPPSGGesetz zur Zahlung einer einmaligen Energiepreispauschale für Studierende, Fachschülerinnen und Fachschüler sowie Berufsfachschülerinnen und Berufsfachschüler in Bildungsgängen mit dem Ziel eines mindestens zweijährigen berufsqualifizierenden Abschlusses (Studierenden-Energiepreispauschalengesetz)
EPREuropäische Gefängnisregeln (engl.: European Prison Rules – EPR)
E-PSEuropäische Patentschrift (siehe Europäisches Patent)
EPSCORat für Beschäftigung, Sozialpolitik, Gesundheit und Verbraucherschutz der EU (BeSoGeKo) (engl.: Employment, Social Policy, Health and Consumer Affairs Council – EPSCO)
EPÜEuropäisches Patentübereinkommen (englisch: European Patent Litigation Agreement – EPLA)
EPZEuropäische Politische Zusammenarbeit
EQEinstiegsqualifizierung
EQJEinstiegsqualifizierung Jugendlicher
EREinstweiliger Rechtsschutz oder Ermittlungsrichter oder Einzelrichter oder Europäischer Rat oder Europarat (englisch Council of Europe, franz. Conseil de l’Europe) oder EnergieRecht. Zeitschrift für die gesamte Energierechtspraxis
ERAEuropäische Eisenbahnagentur (engl.: European Railway Agency – ERA) oder Entgelt-Rahmenabkommen oder European Research Area (Europäischer Forschungsraum) oder Empfehlungen für Radverkehrsanlagen oder Europäische Rechtsakademie oder Einheitliche Richtlinien und Gebräuche für Dokumenten-Akkreditive (z. B. ERA 500) der Internationalen Handelskammer (ICC) Paris
ERA-TVTarifvertrag über das Entgelt-Rahmenabkommen
ERATVEuropean Register of Authorised Types of Vehicles (dt.: Europäisches Register genehmigter Fahrzeugtypen)
ErbbauRGErbbaurechtsgesetz (vormals ErbbauV bzw. ErbbauVO (Verordnung über das Erbbaurecht))
ErbbauZZeitschrift für Erbbaurecht
ErbGleichGErbrechtsgleichstellungsgesetz
ErbRZeitschrift für die gesamte erbrechtliche Praxis oder Erbrecht
ErbStBDer Erbschaftssteuer-Berater (Zeitschrift)
ErbStDV 1998 (ErbStDVO)Erbschaftsteuer-Durchführungsverordnung
ErbStGErbschaftsteuer- und Schenkungsteuergesetz
ErbStRGErbschaftssteuerreformgesetz (Gesetz zur Reform des Erbschaftsteuer- und Schenkungsteuerrechts)
ERCCZentrum für die Koordination von Notfallmaßnahmen (engl.: Emergency Response Coordination Centre)
ERCLEuropean Review of Contract Law (Zeitschrift)
ErdölBevGGesetz über die Bevorratung mit Erdöl und Erdölerzeugnissen (Erdölbevorratungsgesetz) (siehe Strategische Ölreserve)
ERechVVerordnung über die elektronische Rechnungsstellung im öffentlichen Auftragswesen des Bundes (E-Rechnungsverordnung)
ERegGEisenbahnregulierungsgesetz
erg.ergänzend
ERGExportrisikogarantie oder Einheitliche Richtlinien für auf Anforderung zahlbare Garantien der Internationalen Handelskammer (ICC) Paris
ErgThAPrVErgotherapeuten-Ausbildungs- und Prüfungsverordnung (siehe Ergotherapeut)
ErlErlass
ERPEuropean Recovery Program (Europäisches Wiederaufbauprogramm, Marshallplan) oder Enterprise-Resource-Planning
ERPWiPlanGGesetz über die Feststellung des Wirtschaftsplans des ERP-Sondervermögens (ERP-Wirtschaftsplangesetz)
ErrVVerordnung zur Regelung weiterer Voraussetzungen der Erreichbarkeit erwerbsfähiger Leistungsberechtigter nach dem Zweiten Buch Sozialgesetzbuch (Erreichbarkeits-Verordnung)
ErsatzbaustoffVVerordnung über Anforderungen an den Einbau von mineralischen Ersatzbaustoffen in technische Bauwerke (Ersatzbaustoffverordnung)
ErsDiGErsatzdienstgesetz (Gesetz über den Zivildienst der Kriegsdienstverweigerer) (aufgehoben; nunmehr Zivildienstgesetz (Deutschland) – ZDG)
ErstrGErstreckungsgesetz
ERTMSEuropean Rail Traffic Management System
ERVEinheitliche Richtlinien für Vertragsgarantien oder Elektronischer Rechtsverkehr
ERVBElektronischer-Rechtsverkehr-Bekanntmachung
ERVGerFöGGesetz zur Förderung des elektronischen Rechtsverkehrs mit den Gerichten
ERVVVerordnung über die technischen Rahmenbedingungen des elektronischen Rechtsverkehrs und über das besondere elektronische Behördenpostfach (Elektronischer-Rechtsverkehr-Verordnung)
ErwSchGErwachsenenschutz-Gesetz (Österreich)
ErwSÜHaager Übereinkommen über den internationalen Schutz von Erwachsenen vom 13. Januar 2000
ErzUrlVErziehungsurlaubsverordnung (Verordnung über Erziehungsurlaub für Bundesbeamte und Richter im Bundesdienst)
eSelterliche Sorge
e.S.eingetragene Stiftung
ESAEuratom-Versorgungsagentur der EU (engl.: Euratom Supply Agency – ESA) oder European Space Agency oder Europäisches System Volkswirtschaftlicher Gesamtrechnungen (engl.: European System of Accounts – ESA)
ESanMVVerordnung zur Bestimmung von Mindestanforderungen für energetische Maßnahmen bei zu eigenen Wohnzwecken genutzten Gebäuden nach § 35c des Einkommensteuergesetzes (Energetische Sanierungsmaßnahmen-Verordnung) (siehe Energieeffizientes Gebäude)
ESBOEisenbahn-Bau- und Betriebsordnung für Schmalspurbahnen
ESCEuropäische Sozialcharta
ESchGEmbryonenschutzgesetz
ESDEuropäische Zinssteuerrichtlinie (engl.: European Savings Tax Directive – ESD)
ESEFEuropean Single Electronic Format (siehe EU-einheitliches elektronisches Berichtsformat)
ESFEuropäischer Sozialfonds
ESFSEuropäisches Finanzaufsichtssystem (engl.: European System of Financial Supervision – ESFS)
ESGErnährungssicherstellungsgesetz (aufgehoben) oder Environmental Social Governance (dt.: Umwelt, Soziales und Unternehmensführung) oder Zeitschrift für nachhaltige Unternehmensführung
ESGZZeitschrift für Nachhaltigkeit und Recht
ESISEuropäisches Standardisiertes Merkblatt
ESiVEisenbahn-Sicherheitsverordnung
ESMEuropäischer Stabilitätsmechanismus (engl.: rescue funding programm; umgangssprachlich Euro-Rettungsschirm)
ESMAEuropäische Wertpapier- und Marktaufsichtsbehörde (kurz ESMA von engl.: European Securities and Markets Authority)
ESMFinGGesetz zur finanziellen Beteiligung am Europäischen Stabilitätsmechanismus (ESM-Finanzierungsgesetz)
ESO (ESO 1959)Eisenbahn-Signalordnung
ESRBEuropäischer Ausschuss für Systemrisiken (auch EU-Systemrisiko-Rat; European Systemic Risk Board – ESRB)
ESRSEuropean Sustainability Reporting Standards (deutsch: Nachhaltigkeitsberichtserstattung)
EssigVVerordnung über den Verkehr mit Essig und Essigessenz
ESt.Einkommensteuer oder Einkommensteuer (Österreich)
EStabGGesetz zur Übernahme von Gewährleistungen im Rahmen eines europäischen Stabilisierungsmechanismus (Euro-Stabilisierungsmechanismusgesetz) (auch StabMechG abgekürzt)
EStDVEinkommensteuer-Durchführungsverordnung
EStGEinkommensteuergesetz (Deutschland) oder Einkommensteuergesetz 1988 (Österreich)
EStREinkommensteuer-Richtlinien
EStRefGEinkommensteuer-Reformgesetz
EStSchlEVEinkommensteuerschlüsselzahlenermittlungsverordnung
ESTVEidgenössische Steuerverwaltung (franz. Administration fédérale des contributions, ital. Amministrazione federale delle contribuzioni)
ESÜLuxemburger Europäisches Übereinkommen vom 20. Mai 1980 über die Anerkennung und Vollstreckung von Entscheidungen über das Sorgerecht für Kinder und die Wiederherstellung des Sorgeverhältnisses (BGBl. 1990 II S. 220) – kurz: Europäisches Sorgerechtsübereinkommen
ESUGGesetz zur weiteren Erleichterung der Sanierung von Unternehmen
ESVGEuropäisches System Volkswirtschaftlicher Gesamtrechnungen (engl.: European System of Accounts – ESA) oder Gesetz über die Sicherstellung der Grundversorgung mit Lebensmitteln in einer Versorgungskrise und Maßnahmen zur Vorsorge für eine Versorgungskrise (Ernährungssicherstellungs- und -vorsorgegesetz)
ESVGHEntscheidungssammlung des Hessischen Verwaltungsgerichtshofes und des Verwaltungsgerichtshofes Baden-Württemberg mit Entscheidungen der Staatsgerichtshöfe beider Länder
ESVPEuropäische Sicherheits- und Verteidigungspolitik
ESZBEuropäisches System der Zentralbanken
ETErörterungstermin
et al.et alii (lateinisch und andere)
ETAEuropäische Technische Zulassung (engl.: European Technical Approval – ETA)
ETAGLeitlinien für die Europäische Technische Zulassung
ETBIErlaubnistatbestandsirrtum (auch: Erlaubnistatumstandsirrtum)
ETCSEuropean Train Control System (dt.: Europäisches Zugbeeinflussungssystem)
ETFEuropäische Stiftung für Berufsbildung (engl.: European Training Foundation)
EthRGEthikratgesetz
ETIASEuropäisches Reiseinformations- und -genehmigungssystem nach der Verordnung (EU) 2018/1240
ETIASDGGesetz zur Durchführung des Europäischen Reiseinformations- und -genehmigungssystems nach der Verordnung (EU) 2018/1240 (ETIAS-Durchführungsgesetz)
ETLEuropean Transport Law (Zeitschrift)
ETREuropäisches Transportrecht (Zeitschrift)
ETSIEuropäisches Institut für Telekommunikationsnormen (engl.: European Telecommunications Standards Institute)
ETZEuropäische Technische Zulassung (engl.: European Technical Approval – ETA)
EUEuropäische Union oder EU-Vertrag
EUAEuropäische Umweltagentur (engl.: European Environment Agency (EEA))
EuAbgGEuropaabgeordnetengesetz
EuAHiGGesetz über die Durchführung der gegenseitigen Amtshilfe in Steuersachen zwischen den Mitgliedstaaten der Europäischen Union
EuAlÜbkEuropäisches Auslieferungsübereinkommen
EUAufhAsylRUGGesetz zur Umsetzung aufenthalts- und asylrechtlicher Richtlinien der Europäischen Union
EUBEisenbahn-Unfalluntersuchungsstelle des Bundes (bis 2016; nunmehr Bundesstelle für Eisenbahnunfalluntersuchung)
EuBagatellVOEuropäische Bagatellverordnung (Verordnung (EG) Nr. 861/2007 […] zur Einführung eines europäischen Verfahrens für geringfügige Forderungen)
EU-BauPVOEU-Bauprodukteverordnung (Verordnung (EU) Nr. 305/2011)
EUBEisenbahn-Unfalluntersuchungsstelle des Bundes (aufgelöst; nunmehr: Bundesstelle für Eisenbahnunfalluntersuchung – BEU)
EUBeitrGGesetz über die Durchführung der Amtshilfe bei der Beitreibung von Forderungen (EU-Beitreibungsgesetz)
EUBestGGesetz zu dem Protokoll vom 27. September 1996 zum Übereinkommen über den Schutz der finanziellen Interessen der Europäischen Gemeinschaften
EuBVOVerordnung (EG) Nr. 1206/2001 […] über die Zusammenarbeit zwischen den Gerichten der Mitgliedstaaten auf dem Gebiet der Beweisaufnahme in Zivil- oder Handelssachen (siehe u. a. Internationales Zivilverfahrensrecht (Deutschland))
EUCARISEuropean Car and Driving License Information System (siehe Zentrales Fahrerlaubnisregister#Regelung auf EU-Ebene)
EUCLREuropean Criminal Law Review (Zeitschrift)
EuCMLJournal of European Consumer and Market Law (Zeitschrift)
EUCUEuropean Union Customs Union (dt.: Europäische Zollunion)
EuEheVOEhe-Gerichtsstands- und Vollstreckungsverordnung (Verordnung (EG) Nr. 2201/2003 […] über die Zuständigkeit und die Anerkennung und Vollstreckung von Entscheidungen in Ehesachen und in Verfahren betreffend die elterliche Verantwortung und zur Aufhebung der Verordnung (EG) Nr. 1347/2000) (siehe Verordnung (EG) Nr. 2201/2003 (Brüssel IIa))
EUFAEuropäische Fischereiaufsichtsagentur
EU-FCLVerordnung (EU) Nr. 1178/2011 der Kommission vom 3. November 2011 zur Festlegung technischer Vorschriften und von Verwaltungsverfahren in Bezug auf das fliegende Personal in der Zivilluftfahrt gemäß der Verordnung (EG) Nr. 216/2008 des Europäischen Parlaments und des Rates
EUFinSchStGGesetz zur Stärkung des Schutzes der finanziellen Interessen der Europäischen Union (EU-Finanzschutzstärkungsgesetz)
EuGEuropäisches Gericht erster Instanz oder Kostenerstattungsrechtliche Entscheidungen der Sozial- und Verwaltungsgerichte sowie der Spruchstelle Stuttgart (Zeitschrift)
EÜGEignungsübungsgesetz (Gesetz über den Einfluss von Eignungsübungen der Streitkräfte auf Vertragsverhältnisse der Arbeitnehmer und Handelsvertreter sowie auf Beamtenverhältnisse)
EuGeldGGesetz zur Umsetzung des Rahmenbeschlusses 2005/214/JI des Rates vom 24. Februar 2005 über die Anwendung des Grundsatzes der gegenseitigen Anerkennung von Geldstrafen und Geldbußen
EUGFVOVerordnung (EG) Nr. 861/2007 vom 11. Juli 2007 des Europäischen Parlaments und des Rates zur Einführung eines europäischen Verfahrens für geringfügige Forderungen
EuGHEuropäischer Gerichtshof
EuGHESammlung der Entscheidungen des EUGH
EuGHMREuropäischer Gerichtshof für Menschenrechte
EuGöDGericht für den öffentlichen Dienst der Europäischen Union
EU-GRC (auch GRC)Grundrechtecharta der EU (siehe Charta der Grundrechte der Europäischen Union)
EuGRZEuropäische Grundrechte-Zeitschrift
EuGüVOVerordnung (EU) 2016/1103 des Rates vom 24. Juni 2016 zur Durchführung einer Verstärkten Zusammenarbeit im Bereich der Zuständigkeit, des anzuwendenden Rechts und der Anerkennung und Vollstreckung von Entscheidungen in Fragen des ehelichen Güterstands
EÜGVVerordnung zum Eignungsübungsgesetz
EuGVO (EuGVVO oder EuGÜbk)Verordnung (EG) Nr. 44/2001 […] über die gerichtliche Zuständigkeit und die Anerkennung und Vollstreckung von Entscheidungen in Zivil- und Handelssachen
EuGVÜEuropäisches Gerichtsstands- und Vollstreckungsübereinkommen (außer für Dänemark; ersetzt durch EuGVVO)
EuGVVO (EuGVO)Verordnung (EG) Nr. 44/2001 […] über die gerichtliche Zuständigkeit und die Anerkennung und Vollstreckung von Entscheidungen in Zivil- und Handelssachen
EuHB (auch EHB)Europäischer Haftbefehl
EuHbGGesetz zur Umsetzung des Rahmenbeschlusses über den Europäischen Haftbefehl und die Übergabeverfahren zwischen den Mitgliedstaaten der Europäischen Union (Europäisches Haftbefehlsgesetz)
EuInsVOEuropäische Insolvenzverordnung (Verordnung (EG) Nr. 1346/2000 über Insolvenzverfahren)
EUIPOAmt der Europäischen Union für geistiges Eigentum
EUKiGAbVVerordnung über den automatisierten Abruf von Daten der Familienkassen durch Mitgliedstaaten der Europäischen Union (EU-Kindergelddaten-Abrufverordnung)
EUISSEU-Institut für Sicherheitsstudien (engl.: EU Institute for Security Studies)
EuLFThe European Legal Forum (Zeitschrift)
EU-LISARaum der Freiheit, der Sicherheit und des Rechts der EU
EuMahnVOEuropäische Mahnverordnung (Verordnung (EG) Nr. 1896/2006 […] zur Einführung eines Europäischen Mahnverfahrens)
EUMCEuropäische Stelle zur Beobachtung von Rassismus und Fremdenfeindlichkeit (engl.: European Monitoring Centre on Racism and Xenophobia)
EUMVVOVerordnung (EG) Nr. 1896/2006 vom 12. Juni 2006 zur Einführung eines Europäischen Mahnverfahrens
EU-OSHAEuropäische Agentur für Sicherheit und Gesundheitsschutz am Arbeitsplatz der EU
EÜPVEuropäisches Übereinkommen über die Regelung des Personenverkehrs zwischen den Mitgliedstaaten des Europarats vom 13. Dezember 1957
EÜREinnahmenüberschussrechnung
EuREuroparecht oder Europarecht (Zeitschrift)
EuRAGGesetz über die Tätigkeit europäischer Rechtsanwälte in Deutschland
EURATOMEuropäische Atomgemeinschaft
EUREKEuropäische Raumentwicklungskonzept
EURESEuropean Employment Services (siehe EURES)
EuRHEuropäischer Rechnungshof
EuRHÜbkEuropäisches Übereinkommen über die Rechtshilfe in Strafsachen (siehe Rechtshilfe)
EURIBOREuro Interbank Offered Rate
EURLRichtlinie (EU)
EUrlVErholungsurlaubverordnung (Verordnung über den Erholungsurlaub der Bundesbeamten und Richter im Bundesdienst)
EURODACEuropäisches Fingerabdruck-Identifizierungssystem (EURODAC)
EUROEGEURO-Einführungsgesetz
EurojustEuropäische Einheit für justizielle Zusammenarbeit (kurz: Eurojust)
EUROMEDEuro-mediterrane Partnerschaft
EuropolGGesetz zur Anwendung der Verordnung (EU) 2016/794 des Europäischen Parlaments und des Rates vom 11. Mai 2016 über die Agentur der Europäischen Union für die Zusammenarbeit auf dem Gebiet der Strafverfolgung (Europol) und zur Ersetzung und Aufhebung der Beschlüsse 2009/371/JI, 2009/934/JI, 2009/935/JI, 2009/936/JI und 2009/968/JI des Rates (Europol-Gesetz)
EUROSTATStatistisches Amt der Europäischen Union (kurz Eurostat bzw. ESTAT)
EUROFOUNDEuropäische Stiftung zur Verbesserung der Lebens- und Arbeitsbedingungen
EurUPZeitschrift für Europäisches Umwelt- und Planungsrecht
EUSCSatellitenzentrum der Europäischen Union
EuSchutzMVOVerordnung über die gegenseitige Anerkennung von Schutzmaßnahmen in Zivilsachen
EUSEEuropean Union of Supported Employment
EuSorgeRÜbkEuropäisches Sorgerechtsübereinkommen (Europäisches Übereinkommen über die Anerkennung und Vollstreckung von Entscheidungen über das Sorgerecht für Kinder und die Wiederherstellung des Sorgeverhältnisses)
EUSt.Einfuhrumsatzsteuer (Deutschland)
EUStAEuropäische Staatsanwaltschaft
EUStAGEuropäische-Staatsanwaltschaft-Gesetz (Deutschland)
EUStBVEinfuhrumsatzsteuer-Befreiungsverordnung
EU-TAM-VOVerordnung (EU) 2019/6 des Europäischen Parlaments über Tierarzneimittel
EUTBergänzende unabhängige Teilhabeberatung (siehe auch Peer-Beratung)
EUTBVVerordnung zur Weiterführung der Ergänzenden unabhängigen Teilhabeberatung (Teilhabeberatungsverordnung)
EUTMEuropean Union Training Mission (dt.: Ausbildungsmission der Europäischen Union)
EU-Typ-BVVerordnung über die Ahndung von Zuwiderhandlungen gegen EU-Typgenehmigungsvorschriften (EU-Typgenehmigungs-Bußgeldverordnung)
EU-UStBEU-Umsatz-Steuer-Berater (Zeitschrift)
EUVVertrag über die Europäische Union oder Verordnung über die Untersuchung gefährlicher Ereignisse im Eisenbahnbetrieb (Eisenbahn-Unfalluntersuchungsverordnung)
EU-VSchDGGesetz zur Durchführung der Verordnung (EU) 2017/2394 ... über die Zusammenarbeit zwischen den für die Durchsetzung der Verbraucherschutzgesetze zuständigen nationalen Behörden und zur Aufhebung der Verordnung (EG) Nr. 2006/2004 (EU-Verbraucherschutzdurchführungsgesetz)
EuVTEuropäischer Vollstreckungstitel
EuVTVOEuropäische Vollstreckungstitelverordnung (Verordnung (EG) Nr. 805/2004 […] zur Einführung eines europäischen Vollstreckungstitels für unbestrittene Forderungen)
EuWGEuropawahlgesetz (Gesetz über die Wahl der Abgeordneten des Europäischen Parlaments aus der Bundesrepublik Deutschland)
EuWO 1988 (auch EWO)Europawahlordnung
eUZElektronisches Ursprungszeugnis
EuZAEuropäische Zeitschrift für Arbeitsrecht
EUZBLG (auch ZEUBLG)Gesetz über die Zusammenarbeit von Bund und Ländern in Angelegenheiten der Europäischen Union
EuZVOZustellungsverordnung (Verordnung (EG) Nr. 1348/2000 […] über die Zustellung gerichtlicher und außergerichtlicher Schriftstücke in Zivil- oder Handelssachen in den Mitgliedstaaten)
EuZWEuropäische Zeitschrift für Wirtschaftsrecht
e. V.eingetragener Verein (siehe Verein) oder Eidesstattliche Versicherung oder einstweilige Verfügung oder Eingliederungsvereinbarung
EVEigentumsvorbehalt oder Einigungsvertrag oder Ermittlungsverfahren oder Eingangsverfahren (nach § 40 SGB IX, siehe u. a. Werkstatt für behinderte Menschen) oder Versicherung an Eides statt (= eidesstattliche Versicherung) oder Endverbraucher oder Einwilligungsvorbehalt oder Erbvertrag oder Ehevertrag
EVAAgentur für die Bereiche Entwicklung der Verteidigungsfähigkeiten, Forschung, Beschaffung und Rüstung der EU (= Europäische Verteidigungsagentur) (engl.: European Defence Agency (EDA))
eVBelektronische Versicherungsbestätigung
EvBlEvidenzblatt (Österreich)
EVDEidgenössisches Volkswirtschaftsdepartement (franz. Département fédéral de l’économie, ital. Dipartimento federale dell’economia, rät. Departament federal d’economia) oder elektronisches Verwaltungsdokument
EVertrEinigungsvertrag
EVGErnährungsvorsorgegesetz (aufgehoben zum 11. April 2017; jetzt Ernährungssicherstellungs- und -vorsorgegesetz – ESVG) oder Europäische Verteidigungsgemeinschaft oder Eidgenössisches Versicherungsgericht
EVOEisenbahn-Verkehrsordnung
EVREuropäisches Fahrzeugeinstellungsregister (engl.: ECVRR – European Centralized Virtual Vehicle Register)
e.VS.eingetragene Verbrauchsstiftung
EVSEinkommens- und Verbrauchsstichprobe oder Europäischer Freiwilligendienst (EFD) (engl.: European Voluntary Service – EVS)
EVSPEuropäische Sicherheits- und Verteidigungspolitik
evtl.eventuell
EVTZEuropäischer Verbund für territoriale Zusammenarbeit
EVÜÜbereinkommen von Rom über das auf vertragliche Schuldverhältnisse anzuwendende Recht
EVUEnergieversorgungsunternehmen oder Eisenbahnverkehrsunternehmen
EVVVerordnung zur Berechnung von Einkommen sowie zur Nichtberücksichtigung von Einkommen und Vermögen bei den Besonderen Leistungen im Einzelfall im Sozialen Entschädigungsrecht (Verordnung zum Einkommen und Vermögen im SGB XIV)
EVZEmpfangs- und Verfahrenszentren für Asylsuchende (Schweiz) (siehe Bundesamt für Migration)
EWCEuropean Waste Catalogue (dt.: Europäische Abfallartenkatalog – EAK)
EWeRKEnergie- und Wettbewerbsrecht in der kommunalen Wirtschaft (Zeitschrift)
EWGEuropäische Wirtschaftsgemeinschaft (nunmehr Europäische Union)
EWGRLEWG-Richtlinie (siehe Richtlinie (EU))
EWGVVertrag zur Gründung der europäischen Wirtschaftsgemeinschaft
EWiREntscheidungen zum Wirtschaftsrecht (Zeitschrift)
EWIVEuropäische wirtschaftliche Interessenvereinigung
EWIVAGAusführungsgesetz zur EWIV
EWIVOVerordnung über die Schaffung einer Europäischen wirtschaftlichen Interessenvereinigung
EWKFondsGGesetz über den Einwegkunststofffonds (Einwegkunststofffondsgesetz)
EWKKennzVEinwegkunststoffkennzeichnungsverordnung
EWKRLRichtlinie (EU) 2019/904 (Einwegkunststoff-Richtlinie)
EWKVerbotsVVerordnung über das Verbot des Inverkehrbringens von bestimmten Einwegkunststoffprodukten und von Produkten aus oxo-abbaubarem Kunststoff (Einwegkunststoffverbotsverordnung)
EWO (auch EuWO)Europawahlordnung
EWPBGGesetz zur Einführung von Preisbremsen für leitungsgebundenes Erdgas und Wärme (Erdgas-Wärme-Preisbremsengesetz)
eWpGGesetz über elektronische Wertpapiere
eWpRVVerordnung über Anforderungen an elektronische Wertpapierregister
EWREuropäischer Wirtschaftsraum (engl.: European Economic Area – EEA)
EWSEuropäisches Währungssystem oder Europäisches Wirtschafts- und Steuerrecht, Betriebs-Berater für Europarecht (Zeitschrift)
EWSAEuropäischer Wirtschafts- und Sozialausschuss
EWSGGesetz über eine Soforthilfe für Letztverbraucher von leitungsgebundenem Erdgas und Kunden von Wärme (Erdgas-Wärme-Soforthilfegesetz)
EWUEuropäische Währungsunion (siehe Europäische Wirtschafts- und Währungsunion)
EWWUEuropäische Wirtschafts- und Währungsunion
ExMinVExistenzminimum-Verordnung (Österreich)
EXWEx Works (ab Werk) (siehe Incoterms)
EYCRat für Bildung, Jugend, Kultur und Sport der EU (engl.: Education, Youth and Culture Council)
EZErhebungszeitraum oder Einzelzimmer oder Einlagezahl (Grundbuch)
EzAEntscheidungen zum Arbeitsrecht
EZAEisenbahn-Zentralamt oder Einzelzollanmeldung
EZAREntscheidungssammlung zum Ausländer- und Asylrecht
EZAR NFEntscheidungssammlung zum Ausländer- und Asylrecht, neue Folge ab 2005
EZBEuropäische Zentralbank (engl.: European Central Bank – ECB; franz.: Banque centrale européenne – BCE)
EZGEmissionszertifikategesetz (Österreich)
EZHWErster Zollhauptwachtmeister
EzStEntscheidungssammlung zum Straf- und Ordnungswidrigkeitenrecht (Loseblattsammlung)
EZTElektronischer Zoll-Tarif (siehe TARIC)
EZVEidgenössische Zollverwaltung (franz. Administration fédérale des douanes, ital. Amministrazione federale delle dogane)
EZulVErschwerniszulagenverordnung (Verordnung über die Gewährung von Erschwerniszulagen)

## F
F-PlanFlächennutzungsplan
FAFinanzamt oder Fachanwalt (Deutschland) oder Fachanwalt (Schweiz) oder Führungsaufsicht oder Facharzt oder Fachaufsicht oder Fachanwalt Arbeitsrecht (Zeitschrift)
FABaumPflPrVVerordnung über die Prüfung zum anerkannten Abschluss Geprüfter Fachagrarwirt Baumpflege – Bachelor Professional Baumpflege oder Geprüfte Fachagrarwirtin Baumpflege – Bachelor Professional Baumpflege
FABECVtrGGesetz zu dem Vertrag vom 2. Dezember 2010 über die Errichtung des Funktionalen Luftraumblocks „Europe Central“ zwischen der Bundesrepublik Deutschland, dem Königreich Belgien, der Französischen Republik, dem Großherzogtum Luxemburg, dem Königreich der Niederlande und der Schweizerischen Eidgenossenschaft (FABEC-Vertrag)
FABSFahrerlaubnis-Bewertungssystem
FACRat für Auswärtige Angelegenheiten der EU (engl.: Foreign Affairs Council)
FachbauTischlPrVVerordnung über die Prüfung zum anerkannten Abschluss Geprüfter Fachbauleiter/Geprüfte Fachbauleiterin im Tischlerhandwerk
FachHwirtPrVVerordnung über die Prüfung zum anerkannten Abschluss Geprüfte Fachhauswirtschafterin/Geprüfter Fachhauswirtschafter
FachkBüroPrV 2012Verordnung über die Prüfung zum anerkannten Fortbildungsabschluss Geprüfter Fachwirt für Büro- und Projektorganisation und Geprüfte Fachwirtin für Büro- und Projektorganisation
FachKrEGFachkräfteeinwanderungsgesetz
FactÜUnidroit-Abkommen über das internationale Factoring
FAERFahreignungsregister
FahrSiLehrgZulVVerordnung über das Zulassungsverfahren sowie die Prüfungsdurchführung für Lehrgänge für Sachkundige für die Fahrgastschifffahrt (Fahrgastsicherheitslehrgänge-Zulassungs- und Prüfungsverordnung)
FAKfreight all kinds
FÄndGFinanz-Änderungsgesetz 1967
FäVVerordnung über den Betrieb der Fähren auf Bundeswasserstraßen (Fährenbetriebsverordnung)
FÄZustFinanzämter-Zuständigkeitsverordnung (Berlin)
FAGFernmeldeanlagengesetz oder Finanzausgleichsgesetz (siehe Finanzausgleich (Deutschland))
FAGOFinanzamt-Geschäftsordnung (Geschäftsordnung für die Finanzämter)
FahrlAusbVFahrlehrer-Ausbildungsverordnung
FahrlGFahrlehrergesetz (Gesetz über das Fahrlehrerwesen)
FahrlG2018DVDurchführungsverordnung zum Fahrlehrergesetz
FahrlPrüfVFahrlehrer-Prüfungsverordnung
FahrmAusbVVerordnung über die Berufsausbildung zum Fahrradmonteur/zur Fahrradmonteurin
FahrschAusbOFahrschüler-Ausbildungsordnung
FahrSiLehrgZulVVerordnung über das Zulassungsverfahren sowie die Prüfungsdurchführung für Lehrgänge für Sachkundige für die Fahrgastschifffahrt
FALBundesforschungsanstalt für Landwirtschaft
FamBhVbg FRAVereinbarung zwischen der Bundesrepublik Deutschland und Frankreich über die Familienbeihilfen für Grenzgänger
FamEntlastGFamilienentlastungsgesetz
FamFGGesetz über das Verfahren in Familiensachen und in den Angelegenheiten der freiwilligen Gerichtsbarkeit
FamFRFamilienrecht und Familienverfahrensrecht (Zeitschrift)
FamGerMKindwGGesetz zur Erleichterung familiengerichtlicher Maßnahmen bei Gefährdung des Kindeswohls
FamGKGGesetz über die Kosten in Familiensachen (siehe Gesetz über Gerichtskosten in Familiensachen)
FamNamÄndGDVVerordnung zur Durchführung des Gesetzes über die Änderung von Familiennamen und Vornamen
FamRÄndGGesetz zur Vereinheitlichung und Änderung familienrechtlicher Vorschriften (Familienrechtsänderungsgesetz)
FamRBDer Familien-Rechts-Berater (Zeitschrift)
FamRBIntFamilien-Rechts-Berater international (Zeitschrift)
FamRMaßnErlGGesetz zur Erleichterung familiengerichtlicher Maßnahmen bei Gefährdung des Kindeswohls (siehe Kinderschutz)
FamRZZeitschrift für das gesamte Familienrecht
FANGGesetz zur Neuregelung des Fremdrenten- und Auslandsrentenrechts und zur Anpassung der Berliner Rentenversicherung an die Vorschriften des Arbeiterrentenversicherungs-Neuregelungsgesetzes und des Angestelltenversicherungs-Neuregelungsgesetzes (Fremdrenten- und Auslandsrenten-Neuregelungsgesetz)
FAnpGGesetz zur Anpassung verschiedener Vorschriften über die Finanzbeziehungen zwischen dem Bund und den Ländern an die Neuregelung der Finanzverfassung (Finanzanpassungsgesetz)
FAOFachanwaltsordnung oder Food and Agriculture Organisation (Ernährungs- und Landwirtschaftsorganisation)
FASFree Alongside Ship (frei längsseits Schiff) (siehe Incoterms)
FASiFachkraft für Arbeitssicherheit
FATCAForeign Account Tax Compliance Act (FATCA)
FATCA-USA-UmsVVerordnung zur Umsetzung der Verpflichtungen aus dem Abkommen zwischen der Bundesrepublik Deutschland und den Vereinigten Staaten von Amerika zur Förderung der Steuerehrlichkeit bei internationalen Sachverhalten und hinsichtlich der als Gesetz über die Steuerehrlichkeit bezüglich Auslandskonten bekannten US-amerikanischen Informations- und Meldebestimmungen
FATFFinancial Action Task Force on Money Laundering (französisch: Groupe d’Action financière – GAFI)
FAVOVerordnung zur Anpassung von Arzneimittel-Festbeträgen
FA-ZVOVerordnung über die Zuständigkeiten der Finanzämter (Finanzamtszuständigkeitsverordnung) (z. B. in NRW)
FBFrachtbrief
FBAFolgenbeseitigungsanspruch oder Fernstraßen-Bundesamt
FBeitrVFrequenznutzungsbeitragsverordnung
FBGFleischerei-Berufsgenossenschaft
FBVFahrzeug-Betriebs-Verordnung
FCAFree Carrier (Frei Frachtführer) (siehe Incoterms)
FCKWFluor-Chlor-Kohlenwasserstoff(e)
FCKWHalonVerbVVerordnung zum Verbot von bestimmten die Ozonschicht abbauenden Halogenkohlenwasserstoffen (siehe FCKW-Halon-Verbots-Verordnung)
FCTForwarding Agent´s Certifikate of Transport
FDAFood and Drug Administration
FDNormVVerordnung zur Anwendung von Normen für voll digitale Fernsehdienste (Fernsehdienstnormenverordnung)
FDVFahrdienstvorschrift (Schweiz)
FDZGesVVerordnung zur Regelung der Verfahren beim Forschungsdatenzentrum Gesundheit (Forschungsdatenzentrum Gesundheit-Verordnung)
FEFahrerlaubnis oder Fahreignung oder Europäische Stiftung (lat.: Fundatio Europaea)
FEBFahrerlaubnisbehörde
fedpolBundesamt für Polizei (Schweiz) (franz. Office fédéral de la police, ital. Ufficio federale di polizia)
FEGFachkräfteeinwanderungsgesetz
FehmarnbeltqVtrVertrag zwischen der Bundesrepublik Deutschland und dem Königreich Dänemark über eine Feste Fehmarnbeltquerung
FehmarnbeltqVtrGGesetz zu dem Vertrag vom 3. September 2008 zwischen der Bundesrepublik Deutschland und dem Königreich Dänemark über eine Feste Fehmarnbeltquerung
FEhrPensAnOAnordnung über Ehrenpensionen für Kämpfer gegen den Faschismus und für Verfolgte des Faschismus sowie für deren Hinterbliebene
FeiertEVVerordnung über die Einführung gesetzlicher Feiertage
FeiertEVDBestDurchführungsbestimmung zur Verordnung über die Einführung gesetzlicher Feiertage
FeinGehGGesetz über den Feingehalt der Gold- und Silberwaren
FeinGehStempGBekanntmachung betreffend die Bestimmung der Form des Stempelzeichens zur Angabe des Feingehalts auf goldenen und silbernen Geräten
FeinOAusbVVerordnung über die Berufsausbildung zum Feinoptiker/zur Feinoptikerin
FeinwAusbVVerordnung über die Berufsausbildung zum Feinwerkmechaniker und zur Feinwerkmechanikerin
FeinwerkMechMstrVVerordnung über das Meisterprüfungsberufsbild und über die Prüfungsanforderungen in den Teilen I und II der Meisterprüfung im Feinwerkmechaniker-Handwerk
FELEGGesetz zur Förderung der Einstellung der landwirtschaftlichen Erwerbstätigkeit
FEMFreiheitsentziehende Maßnahme
FEPFlächenentwicklungsplan
FerkBetSachkVVerordnung zur Durchführung der Betäubung mit Isofluran bei der Ferkelkastration durch sachkundige Personen
FernAbsGFernabsatzgesetz
FernStrÜGGesetz zu Überleitungsregelungen zum Infrastrukturgesellschaftserrichtungsgesetz und zum Fernstraßen-Bundesamt-Errichtungsgesetz sowie steuerliche Vorschriften (Fernstraßen-Überleitungsgesetz)
FernUSGGesetz zum Schutz der Teilnehmer am Fernunterricht (Fernunterrichtsschutzgesetz)
FerReiseVVerordnung zur Erleichterung des Ferienreiseverkehrs auf der Straße (Ferienreiseverordnung) (siehe Wochenendfahrverbot)
FertigPackVFertigpackungsverordnung
FertigPlTischlPrVVerordnung über die Prüfung zum anerkannten Abschluss Geprüfter Fertigungsplaner/Geprüfte Fertigungsplanerin im Tischlerhandwerk
FertigungsMechAusbVVerordnung über die Berufsausbildung zum Fertigungsmechaniker und zur Fertigungsmechanikerin
FeSFahreignungsseminar
FestLSockelOWiZustVVerordnung über die Zuständigkeit für die Verfolgung und Ahndung von Ordnungswidrigkeiten im Bereich des Festlandsockels
FestLSockelProkProklamation der Bundesregierung über die Erforschung und Ausbeutung des deutschen Festlandsockels
FestLSockelProkBekBekanntmachung der Proklamation der Bundesregierung über die Erforschung und Ausbeutung des deutschen Festlandsockels
FeuAOAnordnung über Feuerungsanlagen, Anlagen zur Verteilung von Wärme und zur Warmwasserversorgung sowie Brennstofflagerung (Feuerungsanordnung)
FeuerbrandVVerordnung zur Bekämpfung der Feuerbrandkrankheit
FeuerschStGFeuerschutzsteuergesetz
FeVFahrerlaubnis-Verordnung
FEVSFürsorgerechtliche Entscheidungen der Verwaltungs- und Sozialgerichte (Zeitschrift)
FFFrachtführer oder Forum Familienrecht (Zeitschrift)
FFGFilmförderungsgesetz (Gesetz über Maßnahmen zur Förderung des deutschen Films) (siehe Filmförderungsgesetz (Deutschland))
FFGFrauenförderungsgesetz
FFGVVerordnung zum Filmförderungsgesetz
FFHFauna-Flora-Habitat
FFH-RichtlinieRichtlinie 92/43/EWG (Fauna-Flora-Habitat-Richtlinie)
FFKFortsetzungsfeststellungsklage
FFVAVVerordnung über die Verbrauchserfassung und Abrechnung bei der Versorgung mit Fernwärme oder Fernkälte (Fernwärme- oder Fernkälte-Verbrauchserfassungs- und -Abrechnungsverordnung)
FGFinanzgericht oder Festgabe
FGBFamiliengesetzbuch (DDR)
FGebVFrequenzgebührenverordnung
FGGGesetz über die Angelegenheiten der freiwilligen Gerichtsbarkeit (aufgehoben; abgelöst durch das FamFG)
FGG-RGGesetz zur Reform des Verfahrens in Familiensachen und in den Angelegenheiten der freiwilligen Gerichtsbarkeit
FGlGGesetz zur Gleichstellung stillgelegter und landwirtschaftlich genutzter Flächen
FGNVVerordnung zur Neubestimmung von Arzneimittel-Festbetragsgruppen
FGOFinanzgerichtsordnung
FGPraxPraxis der freiwilligen Gerichtsbarkeit (Zeitschrift)
FGRVOFluggastrechteverordnung der EU (siehe Fahrgastrechte)
FGVFahrzeug-Genehmigungs-Verordnung oder Flüssiggasverordnung (Österreich)
FHFachhochschule
FHBFachhochschule des Bundes für öffentliche Verwaltung
FHBLeistBVVerordnung über Leistungsbezüge und Zulagen an der Fachhochschule des Bundes für öffentliche Verwaltung
FHGöDGesetz über die Fachhochschulen für den öffentlichen Dienst im Lande Nordrhein-Westfalen
FHKBeauftrVVerordnung zur Beauftragung des Flughafenkoordinators
FHKVVerordnung über die Durchführung der Flughafenkoordinierung
FHöVFachhochschule für öffentliche Verwaltung
FIAFFinanzinstrument für die Ausrichtung der Fischerei der EU
FIATAInternationaler Spediteurverband (siehe FIATA)
FIAusbVVerordnung über die Berufsausbildung zum Fachinformatiker und zur Fachinformatikerin (Fachinformatikerausbildungsverordnung)
FideiAuflAufhGGesetz zur Aufhebung von Fideikommiss-Auflösungsrecht
FIDEVerzVVerordnung zum Verzeichnis der Zuwiderhandlungen, die in das Aktennachweissystem für Zollzwecke aufgenommen werden sollen (FIDE-Verzeichnis-Verordnung)
FiFFachkraft im Fahrbetrieb
FilmDigitVVerordnung über die Förderung der erstmaligen technischen Umstellung von Filmtheatern auf digitales Filmabspiel
FilmFöFRAVVerordnung zur verstärkten Förderung deutsch-französischer Filmvorhaben
FinAnVFinanzanalyseverordnung (Verordnung über die Analyse von Finanzinstrumenten)
FinaRisikoVVerordnung zur Einreichung von Finanz- und Risikotragfähigkeitsinformationen nach dem Kreditwesengesetz (Finanz- und Risikotragfähigkeitsinformationenverordnung)
FinAusglG2023DV 1Erste Verordnung zur Durchführung des Finanzausgleichsgesetzes im Ausgleichsjahr 2023
FinB (auch FinBeh)Finanzbehörde
FinBerG DDRGesetz zur Bereinigung von in der ehemaligen Deutschen Demokratischen Republik zwischen den öffentlichen Haushalten und volkseigenen Unternehmen, Genossenschaften sowie Gewerbetreibenden begründeten Finanzbeziehungen (Finanzbereinigungsgesetz-DDR)
FinDAGGesetz über die Bundesanstalt für Finanzdienstleistungsaufsicht (Finanzdienstleistungsaufsichtsgesetz)
FinDAGebVBesondere Gebührenverordnung des Bundesministeriums der Finanzen zur Finanzdienstleistungsaufsicht
FinDAGKostVVerordnung über die Umlegung von Kosten nach dem Finanzdienstleistungsaufsichtsgesetz
FinDASaSatzung der Bundesanstalt für Finanzdienstleistungsaufsicht
FinDASaVVerordnung über die Satzung der Bundesanstalt für Finanzdienstleistungsaufsicht
FinDiszErstVVerordnung zur Durchführung der Erstattung von Mitteln aus der Finanzdisziplin des Europäischen Garantiefonds für die Landwirtschaft an die Empfänger von Direktzahlungen (Finanzdisziplin-Erstattungsverordnung)
FinDPrVVerordnung über die Prüfung zu anerkannten Fortbildungsabschlüssen in der Finanzdienstleistungswirtschaft
FINMAEidgenössische Finanzmarktaufsicht (franz.: Autorité fédérale de surveillance des marchés financiers, ital.: Autorità federale di vigilanza sui mercati finanziari, rätoromanisch: Autoritad federala per la surveglianza dals martgads da finanzas)
FINMAGBundesgesetz über die Eidgenössische Finanzmarktaufsicht (Finanzmarktaufsichtsgesetz)
FinPlGErstes Gesetz zur Überleitung der Haushaltswirtschaft des Bundes in eine mehrjährige Finanzplanung (Finanzplanungsgesetz)
FinRVVVerordnung über Finanzrückversicherungsverträge und Verträge ohne hinreichenden Risikotransfer (Finanzrückversicherungsverordnung)
FinStabDEVVerordnung zur Durchführung von Datenerhebungen durch die Deutsche Bundesbank zur Erfüllung der Aufgaben nach dem Finanzstabilitätsgesetz
FinStabGFinanzstabilitätsgesetz
FinStrGBundesgesetz vom 26. Juni 1958, betreffend das Finanzstrafrecht und das Finanzstrafverfahrensrecht (Finanzstrafgesetz) (Österreich)
FinSVVerordnung über die Verbraucherschlichtungsstellen im Finanzbereich nach § 14 des Unterlassungsklagengesetzes und ihr Verfahren
FintMechAusbVVerordnung über die Berufsausbildung zum Fahrzeuginterieur-Mechaniker und zur Fahrzeuginterieur-Mechanikerin
FinVermStVtrStaatsvertrag über die abschließende Aufteilung des Finanzvermögens gemäß Artikel 22 des Einigungsvertrages zwischen dem Bund, den neuen Ländern und dem Land Berlin (Finanzvermögen-Staatsvertrag)
FinVermStVtrGGesetz zu dem Staatsvertrag vom 14. Dezember 2012 über die abschließende Aufteilung des Finanzvermögens gemäß Artikel 22 des Einigungsvertrages zwischen dem Bund, den neuen Ländern und Berlin (Finanzvermögen-Staatsvertrag)
FinVermVVerordnung über die Finanzanlagenvermittlung (Finanzanlagenvermittlungsverordnung)
FISFachinformationsstelle Zivil- und Katastrophenschutz oder Fédération Internationale de Ski
FIS-RegelnVerhaltens-Regeln des Internationalen Skiverbandes FIS für Skifahrer und Snowboarder (siehe FIS-Regeln)
FischBeihVVerordnung über die Gewährung von Beihilfen für die private Lagerhaltung bestimmter Fischereierzeugnisse
FischDNKVtrGGesetz zu dem Abkommen vom 29. Mai 1958 zwischen der Bundesrepublik Deutschland und dem Königreich Dänemark über die gemeinsame Fischerei in der Flensburger Innenförde
FischEtikettGGesetz zur Durchführung der Rechtsakte der Europäischen Gemeinschaft über die Etikettierung von Fischen und Fischereierzeugnissen (Fischetikettierungsgesetz)
FischEtikettVVerordnung zur Durchführung des Fischetikettierungsgesetzes
FischHVFischhygieneverordnung (Verordnung über die hygienischen Anforderungen an Fischereierzeugnisse und lebende Muscheln)
FischNATÜbkÜbereinkommen über das Verhalten beim Fischfang im Nordatlantik
FischNATÜbkGGesetz zu dem Übereinkommen vom 1. Juni 1967 über das Verhalten beim Fischfang im Nordatlantik
FischRDV 1998Verordnung zur Durchsetzung des Fischereirechts der Europäischen Union (Seefischerei-Bußgeldverordnung)
FischSeuchVFischseuchenverordnung (siehe u. a. Fischkrankheit)
FischSubvÜbkÜbereinkommen über Fischereisubventionen
FischVergünstVVerordnung über die Gewährung von Vergünstigungen im Rahmen der gemeinsamen Marktorganisation für Fischereierzeugnisse
FischVermNV 1993Verordnung über Vermarktungsnormen für Fischereierzeugnisse
FischwAusbStEignVVerordnung über die Eignung der Ausbildungsstätte für die Berufsausbildung zum Fischwirt und zur Fischwirtin
FischwAusbVVerordnung über die Berufsausbildung zum Fischwirt und zur Fischwirtin
FischWiMeistPrVVerordnung über die Anforderungen in der Meisterprüfung für den Beruf Fischwirt
FischWiVorschrAufhGGesetz zur Aufhebung des Fischwirtschaftsgesetzes und der Fischwirtschaftsverordnung
FIUZentralstelle für Finanztransaktionsuntersuchungen (engl.: Financial Intelligence Unit – FIU)
FJDFreiwilliges Jahr in der Denkmalpflege
FKAGGesetz zur zusätzlichen Aufsicht über beaufsichtigte Unternehmen eines Finanzkonglomerats
FKAustGGesetz zum automatischen Austausch von Informationen über Finanzkonten in Steuersachen (Finanzkonten-Informationsaustauschgesetz)
FKEGFachkräfteeinwanderungsgesetz
FKeramAusbVVerordnung über die Berufsausbildung zum Figurenkeramformer/zur Figurenkeramformerin
FKNFachkundenachweis für Seenotsignalmittel
FKPGGesetz zur Umsetzung des Föderalen Konsolidierungsprogramms
FKrFBAusbVVerordnung über die Berufsausbildung zur Fachkraft im Fahrbetrieb
FKSFachkundige Stelle (nach § 84 SGB III) oder Finanzkontrolle Schwarzarbeit der Bundeszollverwaltung
FKSDVOVerordnung zur Bestimmung weiterer Daten, die im zentralen Informationssystem für die Finanzkontrolle Schwarzarbeit gespeichert werden
FKüAusbVVerordnung über die Berufsausbildung zur Fachkraft Küche (Fachkraft-Küche-Ausbildungsverordnung)
FKVFusionskontrollverordnung (siehe Zusammenschlusskontrolle oder Kartellrecht)
FLAFFamilienlastenausgleichsfonds (Österreich)
FlaggAOFlaggenanordnung (Anordnung über die deutschen Flaggen)
FlaggRG (FlRG)Flaggenrechtsgesetz (Gesetz über das Flaggenrecht der Seeschiffe und die Flaggenführung der Binnenschiffe) (siehe Flaggenrecht)
FlBeihVVerordnung über die Gewährung von Beihilfen für die private Lagerhaltung von Fleisch und Fleischerzeugnissen von Schweinen, Rindern und Schafen
FlBGFleischbeschaugesetz
FlechtwAusbVVerordnung über die Berufsausbildung zum Flechtwerkgestalter/zur Flechtwerkgestalterin
FleiAusbV 2005Verordnung über die Berufsausbildung zum Fleischer/zur Fleischerin
FleiMstrVVerordnung über die Meisterprüfung in den Teilen I und II im Fleischer-Handwerk
FlErwVVerordnung über den Erwerb land- und forstwirtschaftlicher Flächen und das Verfahren nach dem Ausgleichsleistungsgesetz (Flächenerwerbsverordnung)
FlexMstrVVerordnung über das Berufsbild und über die Prüfungsanforderungen im praktischen und im fachtheoretischen Teil der Meisterprüfung für das Flexografen-Handwerk
FlGFleischgesetz
FlGlasTechAusbVVerordnung über die Berufsausbildung zum Flachglastechnologen und zur Flachglastechnologin
FlHGFleischhygienegesetz
FLIFriedrich-Loeffler-Institut, Bundesforschungsinstitut für Tiergesundheit
FLKFluglärmkommission
FlNr.Flurnummer
FloristAusbVVerordnung über die Berufsausbildung zum Floristen/zur Floristin (Floristen-Ausbildungsverordnung)
FloristMFPrVVerordnung über die Prüfung zum anerkannten Abschluss Geprüfter Floristmeister oder Geprüfte Floristmeisterin
FlRGFlaggenrechtsgesetz (siehe Flaggenrecht)
FlRVFlaggenrechtsverordnung
FlsBergVFestlandsockel-Bergverordnung
FlStk. (FlSt.)Flurstück
FlStNr.Flurstücknummer
FlüAbkAbkommen über die Rechtsstellung der Flüchtlinge
FlüAbkProtProtokoll über die Rechtsstellung der Flüchtlinge
FlüHGFlüchtlingshilfegesetz
FlugBelWertVVerordnung über die Ermittlung der Beleihungswerte von Flugzeugen nach § 26d Absatz 1 und 2 des Pfandbriefgesetzes (Flugzeugbeleihungswertermittlungsverordnung)
FlugDaGGesetz über die Verarbeitung von Fluggastdaten zur Umsetzung der Richtlinie (EU) 2016/681 (Fluggastdatengesetz)
FlugElekAusbV 2013Verordnung über die Berufsausbildung zum Fluggerätelektroniker und zur Fluggerätelektronikerin
FlugfunkVVerordnung über Flugfunkzeugnisse
Fluggastrechte-VOVerordnung (EG) Nr. 261/2004 des Europäischen Parlaments und des Rates vom 11. Februar 2004 über eine gemeinsame Regelung für Ausgleichs- und Unterstützungsleistungen für Fluggäste im Fall der Nichtbeförderung und bei Annullierung oder großer Verspätung von Flügen und zur Aufhebung der Verordnung (EWG) Nr. 295/91 (Fluggastrechte-Verordnung)
FluglärmGGesetz zum Schutz gegen Fluglärm (Fluglärmschutzgesetz)
FlugLSVVerordnung zur Durchführung des Gesetzes zum Schutz gegen Fluglärm
FlugMechAusbV 2013Verordnung über die Berufsausbildung zum Fluggerätmechaniker und zur Fluggerätmechanikerin
FlurbGFlurbereinigungsgesetz
FluSiGebVbgMehrseitige Vereinbarung über Flugsicherungs-Streckengebühren
FlUStatVVerordnung über die Durchführung einer Statistik über die Schlachttier- und Fleischuntersuchung
FlUUGGesetz über die Untersuchung von Unfällen und Störungen bei dem Betrieb von zivilen Luftfahrzeugen (Flugunfall-Untersuchungs-Gesetz (Deutschland))
FMFinanzminister oder Finanzministerium
FMAFinanzmarktaufsicht oder Finanzmarktaufsichtsbehörde (Österreich) oder FMA Finanzmarktaufsicht Liechtenstein
FMABGFinanzmarktaufsichtsbehördengesetz (Österreich)
FMAGFinanzmarktaufsichtsgesetz (Liechtenstein)
FMGFernmeldegesetz (Schweiz)
FMFGFinanzmarktförderungsgesetz
FMKFinanzministerkonferenz
FMontAusbVVerordnung über die Berufsausbildung zum Fassadenmonteur/zur Fassadenmonteurin
FMSFinanzmarktstabilisierungsfonds
FMSABundesanstalt für Finanzmarktstabilisierung
FMSAKostVVerordnung über die Erstattung und Umlage von Kosten der Bundesanstalt für Finanzmarktstabilisierung
FMSASatz 2011Satzung der Bundesanstalt für Finanzmarktstabilisierung
FMSASatzVVerordnung über die Satzung der Bundesanstalt für Finanzmarktstabilisierung
FMStErgGGesetz zur weiteren Stabilisierung des Finanzmarktes (Finanzmarktstabilisierungsergänzungsgesetz)
FMStFGFinanzmarktstabilisierungsfondsgesetz
FMStGFinanzmarktstabilisierungsgesetz
FMStFVVerordnung zur Durchführung des Stabilisierungsfondsgesetzes (Finanzmarktstabilisierungsfonds-Verordnung)
Fn.Fußnote
FNFirmenbuchnummer (Österreich)
FNAFundstellennachweis A (für Bundesgesetzblatt Teil I)
FNBFundstellennachweis B (für Bundesgesetzblatt Teil II)
FNPFlächennutzungsplan
FOBFree On Board (siehe Incoterms)
FOCJFunctional, Overlapping, Competing Jurisdictions
FödRefBeglGFöderalismusreform-Begleitgesetz
FöGbGFördergebietsgesetz (Gesetz über Sonderabschreibungen und Abzugsbeträge im Fördergebiet; Artikel 6 des Gesetzes zur Förderung von Investitionen und Schaffung von Arbeitsplätzen im Beitrittsgebiet sowie zur Änderung steuerrechtlicher und anderer Vorschriften)
FÖJFGGesetz zur Förderung eines Freiwilligen Ökologischen Jahres
FördStEGGesetz zur Förderung der Steuerehrlichkeit
FördElRVGesetz zur Förderung des elektronischen Rechtsverkehrs mit den Gerichten
FORFachoberschulreife (siehe Fachoberschule)
Form.Formular
FormAnpGFormanpassungsgesetz
ForstSchAusglGGesetz zum Ausgleich von Auswirkungen besonderer Schadensereignisse in der Forstwirtschaft
ForstWiAusbStV 2002Verordnung über die Eignung der Ausbildungsstätte für die Berufsausbildung zum Forstwirt/zur Forstwirtin
ForstWiAusbV 1998Verordnung über die Berufsausbildung zum Forstwirt/zur Forstwirtin
ForstWiMeistPrVVerordnung über die Anforderungen in der Meisterprüfung für den Beruf Forstwirt/Forstwirtin
FortentwicklungsGGesetz zur Fortentwicklung der Grundsicherung für Arbeitssuchende
ForumRGGesetz zur Errichtung der „Stiftung Forum Recht“
ForUmVVerordnung über Erhebungen zum forstlichen Umweltmonitoring
FOSFachoberschule
FotoAusbVVerordnung über die Berufsausbildung zum Fotografen und zur Fotografin (Fotografen-Ausbildungsverordnung)
FotografMstrVVerordnung über die Meisterprüfung in den Teilen I und II im Fotografen-Handwerk
FotoMedFachAusbVVerordnung über die Berufsausbildung zum Fotomedienfachmann/zur Fotomedienfachfrau
FoVDVForstvermehrungsgut-Durchführungsverordnung
FoVGForstvermehrungsgut-Gesetz
FoVHgVVerordnung über Herkunftsgebiete für forstliches Vermehrungsgut
FoVoForderung und Vollstreckung (Zeitschrift)
FoVZVForstvermehrungsgut-Zulassungsverordnung
FPackVVerordnung über Fertigpackungen und andere Verkaufseinheiten (Fertigpackungsverordnung)
FPersGGesetz über das Fahrpersonal von Kraftfahrzeugen und Straßenbahnen (Fahrpersonalgesetz)
FPersVVerordnung zur Durchführung des Fahrpersonalgesetzes (Fahrpersonalverordnung)
FPflZG (FPfZG)Gesetz über die Familienpflegezeit (Familienpflegezeitgesetz)
FPGFremdenpolizeigesetz 2005 (Österreich) (siehe u. a. Aufenthaltsstatus)
FPG-DVFremdenpolizeigesetz-Durchführungsverordnung (Österreich)
FPMMstrVVerordnung über das Meisterprüfungsberufsbild und über die Prüfungsanforderungen in den Teilen I und II der Meisterprüfung im Fliesen-, Platten- und Mosaikleger-Handwerk
FPRFamilie, Partnerschaft und Recht (Zeitschrift) (siehe Familie Partnerschaft Recht)
FPStatGGesetz über die Statistiken der öffentlichen Finanzen und des Personals im öffentlichen Dienst
FRFinanz-Rundschau, Ertragssteuerrecht (Zeitschrift)
FRAAgentur der Europäischen Union für Grundrechte (engl.: European Union Agency for Fundamental Rights)
FrÄGFremdenrechtsänderungsgesetz (Österreich)
FrBordÜbkInternationales Freibord-Übereinkommen
FrBordÜbkGGesetz zu dem Internationalen Freibord-Übereinkommen von 1966 vom 5. April 1966
FreihEntzGFreiheitsentziehungsgesetz (z. B. hessisches Gesetz über die Entziehung der Freiheit geisteskranker, geistesschwacher, rauschgift- oder alkoholsüchtiger Personen – FreihEntzG HE)
FreiwFortbVFahranfängerfortbildungsverordnung (aufgehoben)
FreizügEGVFreizügigkeitsverordnung (Verordnung über die allgemeine Freizügigkeit von Staatsangehörigen der Mitgliedstaaten der Europäischen Union)
FreizügG/EUGesetz über die allgemeine Freizügigkeit von Unionsbürgern (Freizügigkeitsgesetz/EU)
FremdSprPrVVerordnung über die Prüfung zum anerkannten Abschluss Geprüfter Fremdsprachenkorrespondent/Geprüfte Fremdsprachenkorrespondentin
FreqBZPVFrequenzbereichszuweisungsplanverordnung
FreqNPAVVerordnung über das Verfahren zur Aufstellung des Frequenznutzungsplanes
FreqVFrequenzverordnung
FreqZutVFrequenzzuteilungsverordnung
FrFGFrauenfördergesetz (Sachsen-Anhalt)
FRGFremdrentengesetz
FRG§ 15VVerordnung über die Anerkennung von Systemen und Einrichtungen der sozialen Sicherheit als gesetzliche Rentenversicherungen
FRGBAnerkannte Beschäftigungszeiten nach § 16 des Fremdrentengesetzes (FRGB).
FRGNZeiten einer Nachversicherung nach Art. 6 § 23 FANG
FrhEntzGFreiheitsentziehungsgesetz (Gesetz über das gerichtliche Verfahren bei Freiheitsentziehungen)
FrHfBremhGrV 2001Verordnung über die Grenze des Freihafens Bremerhaven
FrHfCuxGrV 2001Verordnung über die Grenze des Freihafens Cuxhaven
FrHfDEG/DUGGesetz zur Errichtung neuer Freihäfen und zur Änderung des Zollgesetzes
FrHfEmd/KielAufhGGesetz zur Aufhebung der Freihäfen Emden und Kiel
FrHfHbgAufhGGesetz zur Aufhebung des Freihafens Hamburg
FrischzellenverordnungVerordnung über das Verbot der Verwendung von Frischzellen tierischen Ursprungs bei der Herstellung von Arzneimitteln
Friseur-MstrVVerordnung über das Meisterprüfungsberufsbild und über die Prüfungsanforderungen in den Teilen I und II der Meisterprüfung im Friseur-Handwerk
FriseurAusbV 2008Verordnung über die Berufsausbildung zum Friseur/zur Friseurin
FRONTEXEuropäische Agentur für die operative Zusammenarbeit an den Außengrenzen der Mitgliedstaaten der Europäischen Union (franz.: Frontières extérieures)
FR-PSfranzösische Patentschrift
FrSaftAusbVVerordnung über die Berufsausbildung zur Fachkraft für Fruchtsafttechnik
FrSaftErfrischGetrVVerordnung über Fruchtsaft, einige ähnliche Erzeugnisse, Fruchtnektar und koffeinhaltige Erfrischungsgetränke
FrStllgVVerordnung über die Befreiung bestimmter Beförderungsfälle von den Vorschriften des Personenbeförderungsgesetzes (Freistellungs-Verordnung)
FrühVVerordnung zur Früherkennung und Frühförderung behinderter und von Behinderung bedrohter Kinder (Frühförderungsverordnung)
FRUG (auch FinMarktRL-UmsG)Gesetz zur Umsetzung der Richtlinie über Märkte für Finanzinstrumente und der Durchführungsrichtlinie der Kommission (Finanzmarktrichtlinie-Umsetzungsgesetz)
FRVPaulskirchenverfassung (auch: Frankfurter Reichsverfassung, abgekürzt FRV)
FSFestschrift oder  Führerschein oder Freiheitsstrafe
FSAFreistellungsauftrag für Kapitalerträge
FSAAKVVerordnung über die Erhebung von Kosten für die Inanspruchnahme von Diensten und Einrichtungen der Flugsicherung beim An- und Abflug (FS-An- und Abflug-Kostenverordnung)
FS-AuftragsVVerordnung zur Beauftragung eines Flugsicherungsunternehmens
FSAVFlugsicherungsausrüstung-Verordnung (Verordnung über die Flugsicherungsausrüstung der Luftfahrzeuge)
FSBSecretariat to the Financial Stability Board Bank for International Settlements (kurz: Financial Stability Board – FSB; dt.: Finanzstabilitätsrat)
FSBeitrVVerordnung über Beiträge zum Schutz einer störungsfreien Frequenznutzung
FSBVVerordnung zur Regelung des Verfahrens der Beauftragung von Flugsicherungsorganisationen
FSDurchführungsVVerordnung über die Durchführung der Flugsicherung
FSGFührerscheingesetz (Österreich)
FSHGGesetz über den Feuerschutz und die Hilfeleistung (NRW)
FSJFreiwilliges Soziales Jahr
FSJGGesetz zur Förderung eines freiwilligen ökologischen Jahres
FSKFreiwillige Selbstkontrolle der Filmwirtschaft
FSMusterzulVVerordnung über Art, Umfang, Beschaffenheit, Zulassung, Kennzeichnung und Betrieb von Anlagen und Geräten für die Flugsicherung
FSPersAVVerordnung über das erlaubnispflichtige Personal der Flugsicherung und seine Ausbildung
FSStrKVVerordnung über die Erhebung von Kosten für die Inanspruchnahme von Streckennavigations-Diensten und Streckennavigations-Einrichtungen der Flugsicherung
FStatAusnVVerordnung über Ausnahmen bei filmstatistischen Erhebungen
FStrAbGGesetz über den Ausbau der Bundesfernstraßen (Fernstraßenausbaugesetz)
FStrBAGGesetz zur Errichtung eines Fernstraßen-Bundesamtes
FStrGBundesfernstraßengesetz
FStrKrVVerordnung über Kreuzungsanlagen im Zuge von Bundesfernstraßen
FStrPrivFinBestVVerordnung zur Bestimmung von privatfinanzierten Abschnitten von Bundesfernstraßen
FStrPrivFinGFernstraßenbauprivatfinanzierungsgesetz (Gesetz über den Bau und die Finanzierung von Bundesfernstraßen durch Private) (siehe u. a. F-Modell)
FSVVerordnung über Sicherheitspersonal in der Fahrgastschifffahrt oder Verordnung über die Voraussetzungen für die Stilllegung von Flächen bei Bezug einer Rente aus der Alterssicherung der Landwirte oder einer Produktionsaufgaberente
FSVGSozialversicherung freiberuflich selbständig Erwerbstätiger (Österreich)
FTEGGesetz über Funkanlagen und Telekommunikationsendeinrichtungen (aufgehoben zum 4. Juli 2017; abgelöst durch Funkanlagengesetz – FuAG)
FuAGGesetz über die Bereitstellung von Funkanlagen auf dem Markt (Funkanlagengesetz)
FuRFamilie und Recht (Zeitschrift)
FusGSchweizer Bundesgesetz über Fusion, Spaltung, Umwandlung und Vermögensübertragung (Fusionsgesetz)
Fußn.Fußnote
FuttMGFuttermittelgesetz (siehe Futtermittel)
FuttMKontrVVerordnung über die fachlichen Anforderungen an die in der Futtermittelüberwachung tätigen Kontrolleure
FuttMV 1981Futtermittelverordnung
FuttMVerwVerbV 2Zweite Futtermittel-Verwertungsverbotsverordnung
FVFahrverbot oder Verordnung über die Zulassung von Fahrlehrern und ihre Berufsausübung (Fahrlehrerverordnung) (Liechtenstein) oder Fahrdienstvorschrift
FVerkWBVFernverkehrswegebestimmungsverordnung
FVerlVVerordnung zur Anwendung des Fremdvergleichsgrundsatzes nach § 1 Abs. 1 des Außensteuergesetzes in Fällen grenzüberschreitender Funktionsverlagerungen (Funktionsverlagerungsverordnung)
FVGGesetz über die Finanzverwaltung (Finanzverwaltungsgesetz)
FvPFachtechnisch verantwortliche Person (Schweiz)
FWDFreiwilliger Wehrdienst
FWDLFreiwillig Wehrdienst Leistender
FwGFeuerwehrgesetz (z. B. in Baden-Württemberg)
FWiStatVVerordnung zur Aussetzung der statistischen Erhebungen im Bereich der Filmwirtschaft
FWMRForschungsstelle für Wirtschafts- und Medienrecht der Uni Bayreuth
FWRFiata Warehouse Receipt (ein von der FIATA entwickelter Lagerschein)
FZFührungszeugnis
FZAFunkzellenabfrage
FZGBundesgesetz über die Freizügigkeit in der beruflichen Alters-, Hinterlassenen- und Invalidenvorsorge (Schweiz)
FzgLackAusbVVerordnung über die Berufsausbildung zum Fahrzeuglackierer/zur Fahrzeuglackiererin
FzgLiefgMeldVFahrzeuglieferungs-Meldepflichtverordnung
FZRVerdienst für den Beiträge zur Freiwilligen Zusatzrentenversicherung in der ehemaligen DDR (Beitrittsgebiet) gezahlt wurden
FzTVVerordnung über die Prüfung und Genehmigung der Bauart von Fahrzeugteilen sowie deren Kennzeichnung
FZulBVVerordnung zur Durchführung von § 14 Absatz 1 des Forschungszulagengesetzes (Forschungszulagen-Bescheinigungsverordnung)
FZulGGesetz zur steuerlichen Förderung von Forschung und Entwicklung (Forschungszulagengesetz)
FZVFahrzeug-Zulassungsverordnung
FZVAusnVVerordnung über Ausnahmen von den Vorschriften der Fahrzeug-Zulassungsverordnung

## G
G.Gesetz oder Gehbehinderung oder Gutachten
G 10 (G 10 2001)Gesetz zur Beschränkung des Brief-, Post- und Fernmeldegeheimnisses
gAgewöhnlicher Aufenthalt
GAGoltdammer’s Archiv für Strafrecht (Zeitschrift) oder General Assembly (Vollversammlung der Vereinten Nationen) oder Generalanwalt (EuGH) oder Referatsleiter der Generalprokurator am OGH in Österreich oder erster schweizerischer Bundesanwalt oder Geschäftsanweisung oder Allgemeine Luftfahrt (General Aviation) oder Gemeinschaftsaufgabe oder Gutachterausschuss
GAAGewerbeaufsichtsamt oder Geldausgabeautomat
GABl.Gemeinsames Amtsblatt
GACRat für Allgemeine Angelegenheiten der EU (engl.: General Affairs Council)
GADGesetz über den Auswärtigen Dienst oder Grenzaufsichtsdienst
GADVDVVerordnung über den Vorbereitungsdienst für den gehobenen Auswärtigen Dienst
GärtnAusbVVerordnung über die Berufsausbildung zum Gärtner/zur Gärtnerin
GaFGGesetz zur Errichtung des Sondervermögens „Ausbau ganztägiger Bildungs- und Betreuungsangebote für Kinder im Grundschulalter“ (Ganztagsfinanzierungsgesetz)
GaFinHGGesetz über Finanzhilfen des Bundes zum Ausbau ganztägiger Bildungs- und Betreuungsangebote für Kinder im Grundschulalter (Ganztagsfinanzhilfegesetz)
GaFöGGesetz zur ganztägigen Förderung von Kindern im Grundschulalter (Ganztagsförderungsgesetz)
GAFTAGrain and Feed Trade Association
gAGGemeinnützige Aktiengesellschaft
GAGGemeindeaufgabengesetz (z. B. in Bayern) oder Gesplittete Abwassergebühr
GAK-GesetzGesetz über die Gemeinschaftsaufgabe „Verbesserung der Agrarstruktur und des Küstenschutzes“
GalvMstrVVerordnung über die Meisterprüfung in den Teilen I und II im Galvaniseur-Handwerk
GAnwZBayerische Geschäftsanweisung in Zivilsachen
GAPGemeinsame Agrarpolitik der EU oder Gute landwirtschaftliche Praxis oder Gasanlagenprüfung
GAPAusnVVerordnung zur Durchführung der im Rahmen der Gemeinsamen Agrarpolitik geltenden Ausnahmeregelungen hinsichtlich der Anwendung der Standards für den guten landwirtschaftlichen und ökologischen Zustand (GLÖZ-Standards) 7 und 8 für das Antragsjahr 2023 (GAP-Ausnahmen-Verordnung)
GAPDZGGesetz zur Durchführung der im Rahmen der Gemeinsamen Agrarpolitik finanzierten Direktzahlungen (GAP-Direktzahlungen-Gesetz)
GAPDZVVerordnung zur Durchführung der GAP-Direktzahlungen (GAP-Direktzahlungen-Verordnung)
GAPFinISchGGesetz zur Regelung einzelner dem Schutz der finanziellen Interessen der Union dienender Bestimmungen im Rahmen der Gemeinsamen Agrarpolitik (GAP-Finanzinteressen-Schutz-Gesetz)
GAPInVeKoSGGesetz zur Durchführung des im Rahmen der Gemeinsamen Agrarpolitik einzuführenden Integrierten Verwaltungs- und Kontrollsystems
GAPInVeKoSVVerordnung zur Durchführung des Integrierten Verwaltungs- und Kontrollsystems (GAPInVeKoS-Verordnung)
GAPKondGGesetz zur Durchführung der im Rahmen der Gemeinsamen Agrarpolitik geltenden Konditionalität (GAP-Konditionalitäten-Gesetz)
GAPKondVVerordnung zur Durchführung der im Rahmen der Gemeinsamen Agrarpolitik geltenden Konditionalität (GAP-Konditionalitäten-Verordnung)
GAPStatGGesetz über die Statistiken zu Gesundheitsausgaben und ihrer Finanzierung, zu Krankheitskosten sowie zum Personal im Gesundheitswesen
GAPStatVVerordnung zur Durchführung der Erhebungen nach dem Gesundheitsausgaben- und -personalstatistikgesetz (Gesundheitsausgaben- und -personalstatistikverordnung)
GarBBAnOAnordnung über den Bau und Betrieb von Garagen (der DDR)
GartAusbStEignVVerordnung über die Eignung der Ausbildungsstätte für die Berufsausbildung zum Gärtner/zur Gärtnerin
GartenKundenBerPrVVerordnung über die Prüfung zum anerkannten Abschluss Geprüfter Kundenberater/Geprüfte Kundenberaterin – Gartenbau
GartMStrVVerordnung über die Anforderungen in der Meisterprüfung für den Beruf Gärtner/Gärtnerin
GarVOGaragenverordnung (z. B. in HH)
GasgeräteDGGesetz zur Durchführung der Verordnung (EU) 2016/426 des Europäischen Parlaments und des Rates vom 9. März 2016 über Geräte zur Verbrennung gasförmiger Brennstoffe und zur Aufhebung der Richtlinie 2009/142/EG (Gasgerätedurchführungsgesetz)
GasGKErstVVerordnung zu Kostenerstattungsansprüchen für Gasgeräte (Gasgerätekostenerstattungsverordnung)
GasGVVVerordnung über Allgemeine Bedingungen für die Grundversorgung von Haushaltskunden und die Ersatzversorgung mit Gas aus dem Niederdrucknetz (Gasgrundversorgungsverordnung)
GasHDrLtgVVerordnung über Gashochdruckleitungen
GasLastVVerordnung über die Sicherstellung der Gasversorgung (Gaslastverteilungs-Verordnung)
GasNEVGasnetzentgeltverordnung
GasNZVVerordnung über den Zugang zu Gasversorgungsnetzen (Gasnetzzugangsverordnung)
GASPGemeinsame Außen- und Sicherheitspolitik der Europäischen Union
GasPrAnpVVerordnung nach § 26 des Energiesicherungsgesetzes über einen finanziellen Ausgleich durch eine saldierte Preisanpassung (Gaspreisanpassungsverordnung)
GasSpBefüllVVerordnung zur Zurverfügungstellung unterbrechbarer Speicherkapazitäten zur Gewährleistung der Versorgungssicherheit (Gasspeicherbefüllungsverordnung)
GasSpFüllstVVerordnung zur Anpassung von Füllstandsvorgaben für Gasspeicheranlagen (Gasspeicherfüllstandsverordnung)
GaStatAusVVerordnung zur Aussetzung der Erhebung über Kinder in den Klassenstufen eins bis vier nach dem Achten Buch Sozialgesetzbuch (Ganztagsstatistikaussetzungsverordnung)
GastroAusbVVerordnung über die Berufsausbildungen zur Fachkraft für Gastronomie, zum Fachmann für Restaurants und Veranstaltungsgastronomie und zur Fachfrau für Restaurants und Veranstaltungsgastronomie sowie zum Fachmann für Systemgastronomie und zur Fachfrau für Systemgastronomie (Gastronomieberufeausbildungsverordnung)
GASVVerordnung zur Bestimmung von weiteren grundlegenden Anforderungen an Geräte sowie zur Bestimmung von Äquivalenzen nationaler Schnittstellen und Geräteklassenkennungen auf dem Gebiet der Funkanlagen und Telekommunikationsendeinrichtungen (Grundlegende Anforderungen- und Schnittstellen-Verordnung)
GasSVVerordnung zur Sicherung der Gasversorgung in einer Versorgungskrise (Gassicherungsverordnung) (siehe Gasreserve)
GAStGrenzaufsichtsstelle
GastGGaststättengesetz
GastgewAusbVVerordnung über die Berufsausbildung im Gastgewerbe
GastStGGaststaatgesetz
GATSAllgemeines Abkommen über den Handel mit Dienstleistungen (englisch General Agreement on Trade in Services)
GATTAllgemeines Zoll- und Handelsabkommen (engl.: General Agreement on Tariffs and Trade – GATT) (heute: WTO)
GATTGGesetz über das Protokoll von Torquay vom 21. April 1951 und über den Beitritt der Bundesrepublik Deutschland zum Allgemeinen Zoll- und Handelsabkommen
GaufzVVerordnung zu Art, Inhalt und Umfang von Aufzeichnungen im Sinne des § 90 Absatz 3 der Abgabenordnung (Gewinnabgrenzungsaufzeichnungsverordnung)
GAVGesamtarbeitsvertrag (Schweiz)
GAVOGaragenverordnung (z. B. in BW)
GAWGleichbehandlungsanwaltschaft (Österreich) oder Gesetz über den Außenwirtschafts-, Kapital- und Zahlungsverkehr
GBGrundbuch oder Gerichtsbescheid
G-BA (auch GemBA oder GBA)Gemeinsamer Bundesausschuss
GBAGeneralbundesanwalt oder Grundbuchamt oder Gemeinsamer Bundesausschuss
GBankDVDVVerordnung über den Vorbereitungsdienst für den gehobenen Bankdienst der Deutschen Bundesbank
GbAusVVerordnung über die Berufsausbildung zum Geigenbauer und zur Geigenbauerin
GBBerGGrundbuchbereinigungsgesetz
GBGGrundbuchsgesetz (Österreich)
GBKGleichbehandlungskommission (Österreich)
GBK/GAW-GesetzBundesgesetz über die Gleichbehandlungskommission und die Gleichbehandlungsanwaltschaft (Österreich)
GBlGesetzblatt
GBMaßnGGesetz über Maßnahmen auf dem Gebiete des Grundbuchwesens
GBOGrundbuchordnung
GBOERAGrundbuch- und Öffentlichkeitsregisteramt (Liechtenstein)
GB-PSBritische Patentschrift
GbRGesellschaft bürgerlichen Rechts (= BGB-Gesellschaft)
GBRGesamtbetriebsrat
GbVGefahrgutbeauftragtenverordnung
GBVGrundbuchverfügung oder Schweizerische Verordnung betreffend das Grundbuch oder Geschäftsbesorgungsvertrag
GBZugVBerufszugangsverordnung für den Güterkraftverkehr
GCMGlobaler Pakt für sichere, geordnete und reguläre Migration (englisch: Global Compact for Save, Regular, and Orderly Migration)
GCPGood Clinical Practice (deutsch: „Gute klinische Praxis“)
GCP-VVerordnung über die Anwendung der Guten klinischen Praxis bei der Durchführung von klinischen Prüfungen mit Arzneimitteln zur Anwendung am Menschen (GCP-Verordnung)
GDGeneraldirektion der EU-Kommission (auch DG für engl. Directorate General / franz. Direction générale)
GDAGemeinsame Deutsche Arbeitsschutzstrategie
GdBGrad der Behinderung
GDBGrundstücksdatenbank (Österreich)
GDDGesellschaft für Datenschutz und Datensicherheit e. V.
GDEWGesetz zur Digitalisierung der Energiewende
GDföSGeneraldirektion für die öffentliche Sicherheit (Österreich)
GDGGesundheitsdienstgesetz
GDNGGesetz zur Nutzung von Gesundheitsdaten zu gemeinwohlorientierten Forschungszwecken und zur datenbasierten Weiterentwicklung des Gesundheitswesens (Gesundheitsdatennutzungsgesetz)
GDolmGGesetz über die allgemeine Beeidigung von gerichtlichen Dolmetschern (Gerichtsdolmetschergesetz)
GDPdUGrundsätze zum Datenzugriff und zur Prüfbarkeit digitaler Unterlagen (GDPdU)
GDRG / G-DRGGerman Diagnosis Related Groups (dt.: diagnosebezogene Fallgruppen)
GdSGrad der Schädigungsfolgen (seit dem 21. Dezember 2007; vorher MdE – Minderung der Erwerbsfähigkeit) oder Gewerkschaft der Sozialversicherung
GDVGesamtverband der Deutschen Versicherungswirtschaft e. V.
GdWEGemeinschaft der Wohnungseigentümer
GDWSGeneraldirektion Wasserstraßen und Schifffahrt
GEDas Grundeigentum (Zeitschrift) oder Geistiges Eigentum oder Gemeinschaftseigentum
GEAGemeinsame Ermittlungsgruppen Arbeit
GEASGemeinsames Europäisches Asylsystem (siehe Asylpolitik der Europäischen Union)
geb.geboren oder gebunden
Geb.Gebühr(en)
GebGGebührengesetz (siehe z. B.: Gebührengesetz 1957, Österreich)
GebGabeGeburtstagsgabe
GebrMGebrauchsmuster
GebrMGGebrauchsmustergesetz
GedSchrGedächtnisschrift
GEEVVerordnung zur grenzüberschreitenden Ausschreibung für Strom aus erneuerbaren Energien (Grenzüberschreitende-Erneuerbare-Energien-Verordnung)
GefBeitrVVerordnung über die Pauschalberechnung der Beiträge zur Arbeitsförderung für Gefangene (Gefangenen-Beitragsverordnung)
GeflPestV (auch GeflPestSchV)Verordnung zum Schutz gegen die Geflügelpest (Geflügelpest-Verordnung)
GefStoffVGefahrstoffverordnung
GEGGebäudeenergiegesetz
GEIGGebäude-Elektromobilitätsinfrastruktur-Gesetz
GEK (auch GEKR)Gemeinsames Europäisches Kaufrecht
GeldStrTVVerordnung über die Tilgung uneinbringlicher Geldstrafen durch freie Arbeit (NRW)
GelverkGBundesgesetz über die nichtlinienmäßige gewerbsmäßige Beförderung von Personen mit Kraftfahrzeugen (Gelegenheitsverkehrs-Gesetz 1996) (Österreich)
gem.gemäß oder gemeinsam
GemA (auch GemAus)Gemeinsamer Ausschuss
GemAusGOGeschäftsordnung für den Gemeinsamen Ausschuß
GEMAGesellschaft für musikalische Aufführungs- und mechanische Vervielfältigungsrechte
GemBA (auch G-BA oder GBA)Gemeinsamer Bundesausschuss
GemO (GO)Gemeindeordnung oder Gemeinschaftsordnung einer Wohnungseigentümergemeinschaft
GemFinRefGGesetz zur Neuordnung der Gemeindefinanzen (Gemeindefinanzreformgesetz)
GemSOGB (GmS-OGB)Gemeinsamer Senat der obersten Gerichtshöfe des Bundes
Gen.Genehmigung oder Genossenschaft
GenBeschlGGenehmigungsbeschleunigungsgesetz (Gesetz zur Beschleunigung von Genehmigungsverfahren)
GenDGGesetz über genetische Untersuchungen beim Menschen (Gendiagnostikgesetz)
GenGGenossenschaftsgesetz
GenRegVGenossenschaftsregister-Verordnung (Verordnung über das Genossenschaftsregister)
GenTGGentechnikgesetz
GenTPflEVVerordnung über die gute fachliche Praxis bei der Erzeugung gentechnisch veränderter Pflanzen (Gentechnik-Pflanzenerzeugungsverordnung)
GenTSVGentechniksicherheits-Verordnung (Verordnung über die Sicherheitsstufen und Sicherheitsmaßnahmen bei gentechnischen Arbeiten in gentechnischen Anlagen)
GenTVfVGentechnikverfahrens-Verordnung (Verordnung über Antrags- und Anmeldeunterlagen und über Genehmigungs- und Anmeldeverfahren nach dem Gentechnikgesetz)
GeRGemeinsamer europäischer Referenzrahmen für Sprachen
GERGemeinsame Ermittlungsgruppe Rauschgift
GerüstbauerArbbVVerordnung über zwingende Arbeitsbedingungen im Gerüstbauerhandwerk (Gerüstbauerarbeitsbedingungenverordnung)
GerZVGerichtszuständigkeitsverordnung
Ges.Gesetz oder Gesellschaft oder Gesellschafter
GesamtKiZGesamtkinderzuschlag (siehe Kinderzuschlag)
GesBergVBergverordnung zum gesundheitlichen Schutz der Beschäftigten (Gesundheitsschutz-Bergverordnung)
GesbRGesellschaft nach bürgerlichem Recht (Österreich)
GeschGBundesgesetz zum Schutz vor Gewalt in der Familie (Gewaltschutzgesetz) (Österreich)
GeschGehGGesetz zum Schutz von Geschäftsgeheimnissen (Geschäftsgeheimnisgesetz)
GeschmMGGeschmacksmustergesetz (heißt seit 2014 Designgesetz)
GeschO (GO)Geschäftsordnung
GESGGesundheits- und Ernährungssicherheitsgesetz (Österreich)
GesLVVerordnung über die Ausgestaltung der Gesellschafterliste (Gesellschafterlistenverordnung)
GesRZeitschrift für Gesundheitsrecht oder Gesellschaftsrecht
GesRuaCovBekGGesetz über Maßnahmen im Gesellschafts-, Genossenschafts-, Vereins-, Stiftungs- und Wohnungseigentumsrecht zur Bekämpfung der Auswirkungen der COVID-19-Pandemie
GesRVVerordnung über die Einrichtung und Führung des Gesellschaftsregisters (Gesellschaftsregisterverordnung)
GESTAStand der Gesetzgebung des Bundes
GewAbfVVerordnung über die Bewirtschaftung von gewerblichen Siedlungsabfällen und von bestimmten Bau- und Abbruchabfällen (Gewerbeabfallverordnung)
GewAnzVVerordnung zur Ausgestaltung des Gewerbeanzeigeverfahrens (Gewerbeanzeigeverordnung)
GewArch (auch GewA)Gewerbearchiv – Zeitschrift für Wirtschaftsverwaltungsrecht
GewebeGGesetz über Qualität und Sicherheit von menschlichen Geweben und Zellen (Gewebegesetz)
GewHGGesetz zur Sicherung des Zugangs zu Schutz und Beratung bei geschlechtsspezifischer und häuslicher Gewalt (Gewalthilfegesetz)
GewinnungsAbfVGewinnungsabfallverordnung (Verordnung zur Umsetzung der Richtlinie 2006/21/EG des europäischen Parlaments und des Rates vom 15. März 2006 über die Bewirtschaftung von Abfällen aus der mineralgewinnenden Industrie und zur Änderung der Richtlinie 2004/35/EG; Errichtung, Betrieb, Stilllegung und Nachsorge für Beseitigungsanlagen für Gewinnungsabfälle, Lagerung, Ablagerung und Verwertung von Gewinnungsabfällen)
GewOGewerbeordnung (Deutschland) oder Gewerbeordnung (Österreich)
GewO§ 34cDVVerordnung über die Pflichten der Makler, Darlehens- und Anlagenvermittler, Bauträger und Baubetreuer
GewSchGGewaltschutzgesetz
GewStGewerbesteuer (Deutschland)
GewStDVGewerbesteuer-Durchführungsverordnung
GewStGGewerbesteuergesetz
GewStRGewerbesteuer-Richtlinien
gez.gezeichnet
GEZGebühreneinzugszentrale
GFGeschäftsführer, bzw. Geschäftsführung oder Grundfläche (Architektur)
GFABPrVVerordnung über die Prüfung zum anerkannten Fortbildungsabschluss Geprüfte Fachkraft zur Arbeits- und Berufsförderung (Arbeits- und Berufsförderungsfortbildungsprüfungsverordnung)
GFDVVerordnung über die Art der Daten, die nach § 30 Absatz 1 Satz 1 und § 31 Absatz 1 Satz 1 des Bundespolizeigesetzes zur Grenzfahndung und zur grenzpolizeilichen Beobachtung gespeichert werden dürfen (Grenzfahndungsdatenverordnung)
GFGGemeinsame Finanzermittlungsgruppe oder Gesetz über die Förderung des wissenschaftlichen Nachwuchses an den Hochschulen
GFKAbkommen über die Rechtsstellung der Flüchtlinge (Genfer Flüchtlingskonvention)
GFlFleischVVerordnung über Vermarktungsnormen für Geflügelfleisch
GFlHGGeflügelfleischhygienegesetz
GflSalmoVVerordnung zum Schutz gegen bestimmte Salmonelleninfektionen beim Haushuhn und bei Puten (Geflügel-Salmonellen-Verordnung)
GFZGeschossflächenzahl (siehe Maß der baulichen Nutzung#Geschossflächenzahl (GFZ))
GFPGemeinsame Fischereipolitik der EU oder Grenz- und Fremdenpolizei (Österreich)
GFVVerordnung über die Durchführung der Graduiertenförderung
GGGrundgesetz oder Gefahrgut
GGAVGefahrgut-Ausnahmeverordnung (Verordnung über Ausnahmen von den Vorschriften über die Beförderung gefährlicher Güter)
GGBefGGefahrgutbeförderungsgesetz
GGBGGefahrgutbeförderungsgesetz (Österreich)
GGBVGefahrgutbeförderungsverordnung (Österreich)
GGGGerichtsgebührengesetz (Österreich)
GGKontrollVVerordnung über die Kontrollen von Gefahrguttransporten auf der Straße und in den Unternehmen (Gefahrgutkontrollverordnung)
GGKostVKostenverordnung für Maßnahmen bei der Beförderung gefährlicher Güter (Gefahrgutkostenverordnung)
gGmbHGemeinnützige GmbH
GGOGemeinsame Geschäftsordnung der Bundesministerien
GgVGeburtsgebrechenverordnung (Schweiz)
GGVGebäudegrundbuchverfügung (Verordnung über die Anlegung und Führung von Gebäudegrundbüchern)
GGVBinSchVerordnung über die Beförderung gefährlicher Güter auf Binnengewässern (Gefahrgutverordnung Binnenschifffahrt)
GGVSEBGefahrgutverordnung Straße, Eisenbahn und Binnenschifffahrt
GGVSeeGefahrgutverordnung See
GHGeschäftsherr
GHSGlobal harmonisiertes System zur Einstufung und Kennzeichnung von Chemikalien
GiftTier-DÜVO NRWVerordnung über die automatisierte Übermittlung von Daten im Anwendungsbereich des Gifttiergesetzes an die Kreisordnungsbehörden und örtlichen Ordnungsbehörden (Gifttier-Datenübermittlungsverordnung NRW)
GiftTierG NRWGesetz zum Schutz der Bevölkerung vor sehr giftigen Tieren (Gifttiergesetz NRW)
GiMedAusbVVerordnung über die Berufsausbildung zum Gestalter für immersive Medien und zur Gestalterin für immersive Medien (Gestalter-immersive-Medien-Ausbildungsverordnung)
GIRLGeruchsimmissions-Richtlinie
GlRStGGesetz zur Verkürzung des Restschuldbefreiungsverfahrens und zur Stärkung der Gläubigerrechte
GjSGesetz über die Verbreitung jugendgefährdender Schriften und Medieninhalte
GKGemeinschaftskommentar oder Großkommentar
GkGGesetz über die kommunale Gemeinschaftsarbeit (z. B. in NRW)
GKGGerichtskostengesetz oder Güterkontrollgesetz (Schweiz)
GKVGesetzliche Krankenversicherung oder Gesamtkostenverfahren oder Gesamtkirchenverwaltung oder Gesamtkreditvolumen oder Spitzenverband Bund der Krankenkassen oder Grenzwerteverordnung (Österreich)
GKV-BRGGesetz zur Einführung eines Freibetrages in der gesetzlichen Krankenversicherung zur Förderung der betrieblichen Altersvorsorge (GKV-Betriebsrentenfreibetragsgesetz)
GKV-FQWGGesetz zur Weiterentwicklung der Finanzstruktur und der Qualität in der gesetzlichen Krankenversicherung (GKV-Finanzstruktur- und Qualitäts-Weiterentwicklungsgesetz)
GKV-IPReGGesetz zur Stärkung von intensivpflegerischer Versorgung und medizinischer Rehabilitation in der gesetzlichen Krankenversicherung (Intensivpflege- und Rehabilitationsstärkungsgesetz)
GKV-SolGGesetz zur Stärkung der Solidarität in der gesetzlichen Krankenversicherung
GKV-VSGGKV-Versorgungsstärkungsgesetz
GKV-VStGVersorgungsstrukturgesetz
GKV-WSGGesetz zur Stärkung des Wettbewerbs in der gesetzlichen Krankenversicherung
GlBGBundesgesetz über die Gleichbehandlung (Gleichbehandlungsgesetz) (Österreich)
GlasappAusbVVerordnung über die Berufsausbildung zum Glasapparatebauer und zur Glasapparatebauerin (Glasapparatebauer-Ausbildungsverordnung)
GlAusbV 2001Verordnung über die Berufsausbildung zum Glaser/zur Glaserin
GleibWVVerordnung über die Wahl der Gleichstellungsbeauftragten und ihrer Stellvertreterin in Dienststellen des Bundes (Gleichstellungsbeauftragten-Wahlverordnung)
GleichberGGesetz über die Gleichberechtigung von Mann und Frau auf dem Gebiet des bürgerlichen Rechts (Gleichberechtigungsgesetz)
GleichstG THThüringer Gleichstellungsgesetz
GleiStatVVerordnung über statistische Erhebungen zur Gleichstellung von Frauen und Männern in Dienststellen des Bundes
GlGGleichstellungsgesetz (Schweiz) oder Gesetz zur Gleichstellung von Frauen und Männern im öffentlichen Dienst des Landes Mecklenburg-Vorpommern (Gleichstellungsgesetz M-V) oder Bayerisches Gesetz zur Gleichstellung von Frauen und Männern (Bayerisches Gleichstellungsgesetz – GlG Bay)
GLSGrundlohnsumme
GlüStVGlücksspielstaatsvertrag
GMGebrauchsmuster
GmbHGesellschaft mit beschränkter Haftung oder Gesellschaft mit beschränkter Haftung (Österreich) oder Gesellschaft mit beschränkter Haftung (Liechtenstein) oder Gesellschaft mit beschränkter Haftung (Schweiz)
GmbHGGmbH-Gesetz in Deutschland oder GmbH-Gesetz in Österreich
GmbHRGmbH-Rundschau (Zeitschrift)
GMBlGemeinsames Ministerialblatt
GMGGesetz zur Modernisierung der gesetzlichen Krankenversicherung, kurz: GKV-Modernisierungsgesetz
GMKGesundheitsministerkonferenz
GMLZGemeinsames Melde- und Lagezentrum von Bund und Ländern
GMPGute Herstellungspraxis (engl.: Good Manufacturing Practice – GMP)
GmS-OGB (GemSOGB)Gemeinsamer Senat der obersten Gerichtshöfe des Bundes
GNGGesetz über die Neuordnung zentraler Einrichtungen des Gesundheitswesens
GnOGnadenordnung
GnRGenossenschaftsregister
GNTGüternahverkehrstarif
GntDAIVAPrVVerordnung über die Ausbildung und Prüfung für den gehobenen nichttechnischen Dienst in der allgemeinen und inneren Verwaltung des Bundes
GOGemeindeordnung oder Geschäftsordnung oder Gebührenordnung
GoAGeschäftsführung ohne Auftrag
GOÄGebührenordnung für Ärzte
GoBGrundsätze ordnungsmäßiger Buchführung
GoBDGrundsätze zur ordnungsmäßigen Führung und Aufbewahrung von Büchern, Aufzeichnungen und Unterlagen in elektronischer Form sowie zum Datenzugriff
GOBR (auch GO BR)Geschäftsordnung des Bundesrates (Deutschland)
GOBReg (auch GO BReg)Geschäftsordnung der Bundesregierung
GoBSGrundsätze ordnungsmäßiger DV-gestützter Buchführungssysteme
GOBT (auch GO BT)Geschäftsordnung des Deutschen Bundestages
GOBVerfG (auch GO BVerfG)Geschäftsordnung des Bundesverfassungsgerichts
GOJILGoettingen Journal of International Law (Zeitschrift)
GoldfrUmrGGesetz zu den Protokollen vom 19. November 1976 und vom 5. Juli 1978 über die Ersetzung des Goldfrankens durch das Sonderziehungsrecht des Internationalen Währungsfonds sowie zur Regelung der Umrechnung des Goldfrankens in haftungsrechtlichen Bestimmungen
GoldSchmAusbVVerordnung über die Berufsausbildung zum Goldschmied/zur Goldschmiedin
GoldSilberschmiedMstrVVerordnung über das Meisterprüfungsberufsbild und über die Prüfungsanforderungen in den Teilen I und II der Meisterprüfung im Gold- und Silberschmiede-Handwerk
GoltdAGoltdammers Archiv für Strafrecht
GOPGebührenordnung für Psychologische Psychotherapeuten und Kinder- und Jugendlichenpsychotherapeuten
GoSiAusbVVerordnung über die Berufsausbildung zum Gold- und Silberschmied und zur Gold- und Silberschmiedin (Gold- und Silberschmied-Ausbildungsverordnung)
GOTGebührenordnung für Tierärzte und Tierärztinnen
GO-VermAGeschäftsordnung Vermittlungsausschuss
GOZGebührenordnung für Zahnärzte
GPAGovernment Procurement Agreement oder Gemeindeprüfungsamt
gpaNRWGemeindeprüfungsamt NRW
GPatGGesetz über das Gemeinschaftspatent und zur Änderung patentrechtlicher Vorschriften
GPEVVerordnung zur Erhebung von Garantieprämien für die ergänzende staatliche Absicherung von Reisegutscheinen wegen der COVID-19-Pandemie
GPRGesamtpersonalrat oder Zeitschrift für das Privatrecht der Europäischen Union
GPSGGeräte- und Produktsicherheitsgesetz
GPSGV 1Erste Verordnung zum Geräte- und Produktsicherheitsgesetz (Verordnung über das Inverkehrbringen elektrischer Betriebsmittel zur Verwendung innerhalb bestimmter Spannungsgrenzen)
GPSGV 2Zweite Verordnung zum Geräte- und Produktsicherheitsgesetz (Verordnung über die Sicherheit von Spielzeug)
GPSGV 3Dritte Verordnung zum Geräte- und Produktsicherheitsgesetz
GPSGV 6Sechste Verordnung zum Geräte- und Produktsicherheitsgesetz (Verordnung über das Inverkehrbringen von einfachen Druckbehältern)
GPSGV 7Siebte Verordnung zum Geräte- und Produktsicherheitsgesetz (Gasverbrauchseinrichtungsverordnung)
GPSGV 8Achte Verordnung zum Geräte- und Produktsicherheitsgesetz (Verordnung über das Inverkehrbringen von persönlichen Schutzausrüstungen)
GPSGV 9Neunte Verordnung zum Geräte- und Produktsicherheitsgesetz (Maschinenverordnung)
GPSGV 10Zehnte Verordnung zum Geräte- und Produktsicherheitsgesetz (Verordnung über das Inverkehrbringen von Sportbooten)
GPSGV 11Elfte Verordnung zum Geräte- und Produktsicherheitsgesetz (Explosionsschutzverordnung)
GPSGV 12Zwölfte Verordnung zum Geräte- und Produktsicherheitsgesetz (Aufzugsverordnung)
GPSGV 13Dreizehnte Verordnung zum Geräte- und Produktsicherheitsgesetz (Aerosolverpackungsverordnung)
GPSGV 14Vierzehnte Verordnung zum Geräte- und Produktsicherheitsgesetz (Druckgeräteverordnung)
GPSRGeneral Product Safety Regulation (Verordnung (EU) 2023/988 des Europäischen Parlaments und des Rates vom 10. Mai 2023 über die allgemeine Produktsicherheit; Kurzfassung deutsch: Allgemeine Produktsicherheitsverordnung (ProdSVO))
GPVVerordnung über die Zulassung privater Gegenprobensachverständiger und über Regelungen für amtliche Gegenproben
GRGüterrechtsregister oder Gemeinderat oder Grundrecht
GRAGemeinsame Rechtliche Anweisungen (z. B. der Dt. Rentenversicherung Bund)
GräbGGesetz über die Erhaltung der Gräber der Opfer von Krieg und Gewaltherrschaft (Gräbergesetz)
GräbGÄndGGesetz zur Änderung des Gesetzes über die Erhaltung der Gräber der Opfer von Krieg und Gewaltherrschaft
GrÄndStVtrStaatsvertrag zwischen Bundesländern über die Änderung der gemeinsamen Landesgrenze
GrAusbVVerordnung über die Berufsausbildung zum Graveur und zur Graveurin
GravMStrVVerordnung über das Meisterprüfungsberufsbild und über die Prüfungsanforderungen in den Teilen I und II der Meisterprüfung im Graveur-Handwerk
GrBrückAbkAbkommen zwischen zwei Staaten über Grenzbrücke(n)
GRC (auch EU-GRC)Grundrechtecharta der EU (siehe Charta der Grundrechte der Europäischen Union)
grds.grundsätzlich
GrdstVGGesetz über Maßnahmen zur Verbesserung der Agrarstruktur und zur Sicherung land- und forstwirtschaftlicher Betriebe (Grundstückverkehrsgesetz)
GrenzAVVerordnung über die Ausdehnung des grenznahen Raumes und die der Grenzaufsicht unterworfenen Gebiete (nicht amtlich)
GrenzVerkVtrGrenzverkehrsvertrag zwischen zwei Staaten
GrEStGGrunderwerbsteuergesetz (Deutschland) oder Grunderwerbsteuergesetz 1987 (Österreich)
GRGGesetz zur Strukturreform im Gesundheitswesen
GrHdlKfmAusbVVerordnung über die Berufsausbildung zum Kaufmann im Groß- und Außenhandel/zur Kauffrau im Groß- und Außenhandel
GrImpfStRüVVerordnung über die Rückerstattung nicht genutzter saisonaler Grippeimpfstoffe (Grippeimpfstoffrückerstattungsverordnung)
GRMGGeschäftsraummietengesetz
GRNGeschäftsreglement des Nationalrates (Schweiz)
GrOGrundordnung des kirchlichen Dienstes im Rahmen kirchlicher Arbeitsverhältnisse der katholischen Kirche (siehe Arbeitsrecht der Kirchen) oder Grundordnung der EKD
GroMiKVVerordnung über die Erfassung, Bemessung, Gewichtung und Anzeige von Krediten im Bereich der Großkredit- und Millionenkreditvorschriften des Kreditwesengesetzes (Großkredit- und Millionenkreditverordnung)
GrPfREuroVVerordnung über Grundpfandrechte in ausländischer Währung und in Euro
GrSGroßer Senat
GRSGeschäftsreglement des Ständerates (Schweiz)
GrSiDAVVerordnung über den automatisierten Datenabgleich bei Leistungen der Grundsicherung für Arbeitsuchende (Grundsicherungs-Datenabgleichsverordnung) (siehe auch Leistungsmissbrauch)
GrStGGrundsteuergesetz
GrStG-SaarSaarländisches Grundsteuergesetz
GrStDVGrundsteuerdurchführungsverordnung
GrStRefGGrundsteuer-Reformgesetz
GrStRefUGGrundsteuerreform-Umsetzungsgesetz
GrundVtrVertrag vom 21. Dezember 1972 zwischen der Bundesrepublik Deutschland und der Deutschen Demokratischen Republik über die Grundlagen der Beziehungen zwischen der Bundesrepublik Deutschland und der Deutschen Demokratischen Republik (Grundlagenvertrag (auch Grundvertrag genannt))
GrundVtrGGesetz zum (Grundlagenvertrag)
GRURGewerblicher Rechtsschutz und Urheberrecht (Zeitschrift)
GRUR-RRGewerblicher-Rechtsschutz-und-Urheberrecht-Rechtsprechungsreport
GRVGesetzliche Rentenversicherung (Deutschland)
GRWGemeinschaftsaufgabe Verbesserung der regionalen Wirtschaftsstruktur
GRWGGesetz über die Gemeinschaftsaufgabe Verbesserung der regionalen Wirtschaftsstruktur
GrwVVerordnung zum Schutz des Grundwassers (Grundwasserverordnung)
GRZGrundflächenzahl (siehe Maß der baulichen Nutzung#Grundflächenzahl (GRZ))
GrZSGroßer Zivilsenat des Bundesgerichtshofes
GSGroßer Senat oder Gedächtnisschrift oder Gesetzessammlung oder Geprüfte Sicherheit
GSAAgentur für das Europäische GNSS (engl.: European GNSS Agency)
GSA FleischGesetz zur Sicherung von Arbeitnehmerrechten in der Fleischwirtschaft
GSBGGesundheits- und Sozialbereichsbeihilfengesetz (Österreich)
GSchGGewässerschutzgesetz (Schweiz)
GSchVGewässerschutzverordnung (Schweiz)
GSGGesundheitsstrukturgesetz oder Grenzschutzgruppe
GSiGrundsicherung
GSiGGrundsicherungsgesetz
GSODGroßer Sicherheits- und Ordnungsdienst (Österreich)
GSpGGlücksspielgesetz
GStAGeneralstaatsanwalt
GStGGesetz zur Gleichstellung der Frauen im öffentlichen Dienst (Schleswig-Holstein)
GStrukGGesetz zur Sicherung und Strukturverbesserung der gesetzlichen Krankenversicherung (Gesundheitsstrukturgesetz)
GStWGebührenstreitwert
GsRGesellschaftsregister
GSStGroßer Senat für Strafsachen (des Bundesgerichtshofes)
GSVGGewerbliches Sozialversicherungsgesetz (Österreich)
GSVPGemeinsame Sicherheits- und Verteidigungspolitik der EU
GSZGroßer Senat für Zivilsachen (des Bundesgerichtshofes) oder Zeitschrift für das Gesamte Sicherheitsrecht
GTGerichtstag
gtaiGermany Trade and Invest – Gesellschaft für Außenwirtschaft und Standortmarketing mbH
GTelGGesundheitstelematikgesetz (Österreich)
GTGGentechnikgesetz (Österreich)
GTÜGesellschaft für Technische Überwachung
GÜGGesetz zur Überwachung des Verkehrs mit Grundstoffen, die für die unerlaubte Herstellung von Betäubungsmitteln missbraucht werden können (Grundstoffüberwachungsgesetz)
GÜGKostVGrundstoff-Kostenverordnung
GüKBillBGGesetz zur illegalen Beschäftigung im gewerblichen Güterkraftverkehr
GüKGGüterkraftverkehrsgesetz
GüKGrKabotageVVerordnung über den grenzüberschreitenden Verkehr und den Kabotageverkehr
GüKUMBBeförderungsbedingungen für den Umzugsverkehr und für die Beförderung von Handelsmöbeln
GüKVOVerordnung über den Güterkraftverkehr
GütbefGGüterbeförderungsgesetz 1995 (Österreich)
GÜLGemeinsame Überwachungsstelle der Länder (siehe Elektronische Fußfessel)
GütVerkFwFortbVVerordnung über die Prüfung zum anerkannten Fortbildungsabschluss Geprüfter Fachwirt für Güterverkehr und Logistik und Geprüfte Fachwirtin für Güterverkehr und Logistik (siehe Verkehrsfachwirt)
GUGeneralunternehmer oder Gerichtsurkunde
gUGgemeinnützige Unternehmergesellschaft (haftungsbeschränkt)
GUGGrundbuchumstellungsgesetz (Österreich) oder Grundstücksmarkt und Grundstückswert (Zeitschrift)
GuKGBundesgesetz über Gesundheits- und Krankenpflegeberufe (Gesundheits- und Krankenpflegegesetz) (Österreich)
GUMGBundesgesetz über genetische Untersuchungen beim Menschen (Schweiz)
GUMVVerordnung über genetische Untersuchungen beim Menschen (Schweiz)
GuPGesundheit und Pflege. Rechtszeitschrift für das gesamte Gesundheitswesen
GUSGemeinschaft Unabhängiger Staaten
GuTGewerbemiete und Teileigentum (Zeitschrift)
GuVGewinn- und Verlustrechnung
GUVGesetzliche Unfallversicherung (Deutschland) oder Gesetzliche Unfallversicherung (Österreich)
g. V.gesetzlicher Vertreter
GVGerichtsvollzieher oder Geschlechtsverkehr oder Generalversammlung
GVBl. (GVOBl.)Gesetz- und Verordnungsblatt
GVFGGesetz über Finanzhilfen des Bundes zur Verbesserung der Verkehrsverhältnisse der Gemeinden (Gemeindeverkehrsfinanzierungsgesetz)
GVGGerichtsverfassungsgesetz
GVGAGerichtsvollzieher-Geschäftsanweisung
GVG-BGrundversorgungsgesetz – Bund 2005 (Österreich)
GVKostGGerichtsvollzieherkostengesetz
GvKostRNeuOGGesetz zur Neuordnung des Gerichtsvollzieherkostenrechts
GV.NRW. (GVNW.)Gesetz- und Verordnungsblatt für das Land Nordrhein-Westfalen
GVOGruppenfreistellungsverordnung oder Grundstücksverkehrsordnung oder Gentechnisch veränderter Organismus oder Gerichtsvollzieherordnung
GVO-ITGerichtsvollzieherordnung für den Einsatz von Informationstechnik
GVSGGesetz zur Stärkung der Gesundheitsversorgung in der Kommune (Gesundheitsversorgungsstärkungsgesetz)
GVSPGemeinsame Sicherheits- und Verteidigungspolitik der EU (engl.: Common Security and Defence Policy (CSDP), französisch Politique commune de sécurité et de défense (PCSD))
gVVGemeinschaftliches Versandverfahren (siehe Gemeinschaftliches und gemeinsames Versandverfahren)
GVWGGesundheitsversorgungsweiterentwicklungsgesetz
GWBGesetz gegen Wettbewerbsbeschränkungen oder Grundqualifikations- und Weiterbildungsverordnung – Berufskraftfahrer (Österreich)
GWDSGeneraldirektion Wasserstraßen und Schifffahrt
GwGGeldwäschegesetz (Gesetz über das Aufspüren von Gewinnen aus schweren Straftaten)
GWGGeringwertiges Wirtschaftsgut
GwGEGGesetz zur Umsetzung der Vierten EU-Geldwäscherichtlinie, zur Ausführung der EU-Geldtransferverordnung und zur Neuorganisation der Zentralstelle für Finanztransaktionsuntersuchungen
GwGMeldV-ImmobilienVerordnung zu den nach dem Geldwäschegesetz meldepflichtigen Sachverhalten im Immobilienbereich (Geldwäschegesetzmeldepflichtverordnung-Immobilien)
GWKSchweizer Grenzwache (Grenzwachtkorps) (franz. Corps suisse des gardes-frontière, ital. Guardie di confine svizzere) oder Gemeinsame Wissenschaftskonferenz
GWKHVVerordnung über das Herkunftsnachweisregister für Gas und das Herkunftsnachweisregister für Wärme oder Kälte (Gas-Wärme-Kälte-Herkunftsnachweisregister-Verordnung)
g. w. o.geschehen wie oben (= actum ut supra), bestätigt durch den Beurkundenden bei einer Niederschrift (veraltet)
GWRGesellschafts- und Wirtschaftsrecht (Zeitschrift)
GWRLRichtlinie 2006/118/EG des Europäischen Parlaments und des Rates vom 12. Dezember 2006 zum Schutz des Grundwassers vor Verschmutzungen und Verschlechterungen
GWStatGGesetz über die Statistik zu globalen Wertschöpfungsketten
GYILGerman Yearbook of International Law
Gz.Geschäftszeichen
GZGrünlandzahl oder Geschäftszeichen oder Geschäftszahl (siehe Aktenzeichen (Österreich))
GZDGeneralzolldirektion
GZKGATT-Zollwertkodex
GZRGewerbezentralregister
GZTGemeinsamer Zolltarif
GZVGerichtliche Zuständigkeitsverordnung
GZVJuGerichtliche Zuständigkeitsverordnung Justiz (Verordnung über gerichtliche Zuständigkeiten im Bereich des Bayerischen Staatsministeriums der Justiz)

## H
H.Heft
h. A.herrschende Auffassung
HaagÜbkAGGesetz zur Ausführung des Haager Übereinkommens vom 15. November 1965 über die Zustellung gerichtlicher und außergerichtlicher Schriftstücke im Ausland in Zivil- oder Handelssachen und des Haager Übereinkommens vom 18. März 1970 über die Beweisaufnahme im Ausland in Zivil- oder Handelssachen
HABMHarmonisierungsamt für den Binnenmarkt (Marken, Muster und Modelle) (englisch OHIM)
HACCPGefahrenanalyse und kritische Kontrollpunkte (englisch hazard analysis and critical control points)
HADVDVVerordnung über den Vorbereitungsdienst für den höheren Auswärtigen Dienst
HärteVVerordnung über Zusatzleistungen in Härtefällen nach dem Bundesausbildungsförderungsgesetz
HafenlogAusbVVerordnung über die Berufsausbildung zur Fachkraft für Hafenlogistik
HafenSchAusbVVerordnung über die Berufsausbildung zum Hafenschiffer/zur Hafenschifferin
HAfGGesetz über den Holzabsatzfonds (Holzabsatzfondsgesetz)
HaftEntschBefStoffeSeeÜbkInternationales Übereinkommen über die Haftung und Entschädigung für Schäden bei der Beförderung schädlicher und gefährlicher Stoffe auf See
HaftPflGHaftpflichtgesetz
HAGHeimarbeitsgesetz
HAGDVHeimarbeitsgesetz-Durchführungsverordnung (Rechtsverordnung zur Durchführung des Heimarbeitsgesetzes)
HalblSchGHalbleiterschutzgesetz
HalblSchVVerordnung zur Ausführung des Halbleiterschutzgesetzes
Halbs.Halbsatz
HaldeRlAnOAnordnung über Halden und Restlöcher
Hamb. (hamb.)Hamburg, hamburgisch
HambGEHamburger Grundeigentum (Zeitschrift)
HmbTGHamburgisches Transparenzgesetz
HandelsfachwPrVVerordnung über die Prüfung zum anerkannten Abschluss Geprüfter Handelsfachwirt/Geprüfte Handelsfachwirtin
HandwOHandwerksordnung
HandzMstrVVerordnung über das Berufsbild und über die Prüfungsanforderungen im praktischen und im fachtheoretischen Teil der Meisterprüfung für das Handzuginstrumentenmacher-Handwerk
HanfEinfVVerordnung über die Einfuhr von Hanf aus Drittländern
HansaHansa – International Maritime Journal (Zeitschrift, siehe Hansa)
HApoQualVOVerordnung der Österreichischen Tierärztekammer über den Erwerb der Zusatzqualifikation zur Führung einer Hausapotheke (Hausapothekenqualifikationsordnungsverordnung)
HaRÄGHandelsrechtsänderungsgesetz (Österreich)
HArchDVDVVerordnung über den Vorbereitungsdienst für den höheren Archivdienst des Bundes
HärteVVerordnung über Zusatzleistungen in Härtefällen nach dem Bundesausbildungsförderungsgesetz
HAuslGGesetz über die Rechtsstellung heimatloser Ausländer im Bundesgebiet
HausratsVHausratsverordnung (weitgehend aufgehoben; jetzt §§ 1568 a, b BGB)
HausratsVOHausratsverordnung
HAVVerordnung zur Abstimmung über die Aufnahme in die hüttenknappschaftliche Zusatzversicherung
HaWiAusbVVerordnung über die Berufsausbildung zum Hauswirtschafter und zur Hauswirtschafterin
HBHansestadt Bremen oder Handelsbilanz
HBAElektronischer Heilberufsausweis
HBankDVDVVerordnung über den Vorbereitungsdienst für den höheren Bankdienst der Deutschen Bundesbank
HBauStatGGesetz über die Statistik der Bautätigkeit im Hochbau und die Fortschreibung des Wohnungsbestandes
HBeGHausbetreuungsgesetz (Österreich)
HBegleitGGesetz über Maßnahmen zur Entlastung der öffentlichen Haushalte und zur Stabilisierung der Finanzentwicklung in der Rentenversicherung sowie über die Verlängerung der Investitionshilfeabgabe (Haushaltsbegleitgesetz 1984)
HBeglGGesetz über Maßnahmen zur Entlastung der öffentlichen Haushalte sowie über strukturelle Anpassungen in dem in Artikel 3 des Einigungsvertrages genannten Gebiet (Haushaltsbegleitgesetz 1991)
HBFGHochschulbauförderungsgesetz
HBGHypothekenbankgesetz (aufgehoben; abgelöst durch Pfandbriefgesetz)
HBKGHeilberufe-Kammergesetz (z. B. Baden-Württembergisches HBKG)
HBPolVDAufstVVerordnung über die Ausbildung und Prüfung für den verkürzten Aufstieg in den höheren Polizeivollzugsdienst in der Bundespolizei
HBÜHaager Übereinkommen über die Beweisaufnahme im Ausland in Zivil- und Handelssachen oder Londoner Übereinkommen von 1976 über die Beschränkung der Haftung für Seeforderungen
HCCHHaager Konferenz für Internationales Privatrecht
HCVOVerordnung (EG) Nr. 1924/2006 des Europäischen Parlaments und des Rates vom 20. Dezember 2006 über nährwert- und gesundheitsbezogene Angaben über Lebensmittel (Verordnung (EG) Nr. 1924/2006 (Health Claims))
HDAHostingdiensteanbieter
HDARLHochschuldiplomanerkennungsrichtlinie der EU
Hdb.Handbuch
HdBALBVVerordnung über die Leistungsbezüge und Zulagen an der Hochschule der Bundesagentur für Arbeit
HDGHeeresdisziplinargesetz (Österreich)
HdGStiftGGesetz zur Errichtung einer Stiftung „Haus der Geschichte der Bundesrepublik Deutschland“ (Artikel 1 d. Gesetzes zur Errichtung einer Stiftung „Haus der Geschichte der Bundesrepublik Deutschland“)
HDiszErstVVerordnung zur Durchführung der Erstattung von Mitteln aus der Haushaltsdisziplin des Europäischen Garantiefonds für die Landwirtschaft (EGFL) an die Empfänger von Direktzahlungen
HdlFachwPrVVerordnung über die Prüfung zum anerkannten Fortbildungsabschluss Geprüfter Handelsfachwirt und Geprüfte Handelsfachwirtin
HdlKlGHandelsklassengesetz (siehe Güteklasse)
HdlKlSchafFlVVerordnung über gesetzliche Handelsklassen für Schaffleisch
HdlStatGGesetz über die Statistik im Handel und Gastgewerbe (Handels- und Dienstleistungsstatistikgesetz)
HebGGesetz über das Studium und den Beruf von Hebammen (Hebammengesetz) (siehe Hebammengesetz (Deutschland))
HebRefGHebammenreformgesetz
HebStPrVStudien- und Prüfungsverordnung für Hebammen
HEheSchlAHaager Abkommen zur Regelung des Geltungsbereichs der Gesetze auf dem Gebiete der Eheschließung
HeilBerGHeilberufegesetz (z. B. HeilBerG NRW)
HeilprG (HeilpraktG)Gesetz über die berufsmäßige Ausübung der Heilkunde ohne Bestallung (Heilpraktikergesetz)
HeilprGDVHeilpraktikergesetz-Durchführungsverordnung
HeilVfVVerordnung über die Durchführung von Heilverfahren nach § 33 des Beamtenversorgungsgesetzes (Heilverfahrensverordnung)
HeimAGHeimarbeitergesetz 1961 (Österreich)
HeimGHeimgesetz
HeimGÄndGÄnderungsgesetz zum Heimgesetz
HeimMindBauVVerordnung über bauliche Mindestanforderungen für Altenheime, Altenwohnheime und Pflegeheime für Volljährige (Heimmindestbauverordnung)
HeimMitwirkungsV (HeimmwV)Heimmitwirkungsverordnung (Verordnung über die Mitwirkung der Heimbewohner in Angelegenheiten des Heimbetriebs)
HeimPersVHeimpersonalverordnung (Verordnung über personelle Anforderungen für Heime)
HeimsicherungsVHeimsicherungsverordnung (Verordnung über die Pflichten der Träger von Altenheimen, Altenwohnheimen und Pflegeheimen für Volljährige im Fall der Entgegennahme von Leistungen zum Zweck der Unterbringung eines Bewohners oder Bewerbers)
HeizAnlVHeizungsanlagen-Verordnung (aufgehoben; jetzt aufgegangen in der Energieeinsparverordnung)
HeizkostenVVerordnung über die verbrauchsabhängige Abrechnung der Heiz- und Warmwasserkosten (Heizkostenverordnung)
HeizkZuschGGesetz zur Gewährung eines Heizkostenzuschusses aufgrund stark gestiegener Energiekosten (Heizkostenzuschussgesetz)
HeizölLBVVerordnung über Lieferbeschränkungen für leichtes Heizöl in einer Versorgungskrise (Heizöl-Lieferbeschränkungs-Verordnung)
HELCOMHelsinki-Kommission (engl.: Baltic Marine Environment Protection Commission)
HEMBVVerordnung über die Organisation der nach dem Hinweisgeberschutzgesetz einzurichtenden externen Meldestelle des Bundes (Hinweisgeberschutzgesetz-Externe-Meldestelle-des-Bundes-Verordnung)
hENEuropäische harmonisierte Normen (siehe Harmonisierte Norm)
HerrentunnelMautHVVerordnung über die Höhe der Maut für die Benutzung des Herrentunnels
Hess. (hess.)Hessen, hessisch
HessStGHHessischer Staatsgerichtshof (siehe Staatsgerichtshof des Landes Hessen)
HEStHöchstrichterliche Entscheidungen. Sammlung von Entscheidungen der Oberlandesgerichte und der Oberen Gerichte in Strafsachen.
HeuerVtrÜbkGGesetz betreffend das Internationale Übereinkommen über den Heuervertrag der Schiffsleute
HFEGHessisches Freiheitsentziehungsgesetz
HFlVHackfleisch-Verordnung (aufgehoben; aufgegangen in der Tierische Lebensmittel-Hygieneverordnung (Tier-LMHV))
HFRHöchstrichterliche Finanzrechtsprechung oder Humboldt Forum Recht (Zeitschrift)
HGHochschulgesetz oder Handelsgericht (Österreich; siehe Gerichtsorganisation in Österreich)
Hg. (Hrsg.)Herausgeber
HGBHandelsgesetzbuch
HGBPHessisches Gesetz über Betreuungs- und Pflegeleistungen
HGIGHessisches Gleichberechtigungsgesetz (siehe Gesetze und amtliche Regelungen zur geschlechtergerechten Sprache)
HGOHessische Gemeindeordnung
HGrGHaushaltsgrundsätzegesetz
HGrGMoGGesetz zur Modernisierung des Haushaltsgrundsätzegesetzes (Haushaltsgrundsätzemodernisierungsgesetz)
HGrStGHessisches Grundsteuergesetz
HGÜ (HGÜ 2005)Haager Übereinkommen über Gerichtsstandsvereinbarungen
HHHamburg
HHGHäftlingshilfegesetz (Gesetz über Hilfsmaßnahmen für Personen, die aus politischen Gründen außerhalb der Bundesrepublik Deutschland in Gewahrsam genommen wurden)
HIAHonorarinformationen zur Architekturleistung (Österreich)
HiKassGAufhGGesetz betreffend die Aufhebung des Hilfskassengesetzes
HiKGHilfskassengesetz
HilfsM-RLRichtlinie über die Verordnung von Hilfsmitteln in der vertragsärztlichen Versorgung (Hilfsmittel-Richtlinie)
HinSchGGesetz für einen besseren Schutz hinweisgebender Personen sowie zur Umsetzung der Richtlinie zum Schutz von Personen, die Verstöße gegen das Unionsrecht melden (Hinweisgeberschutzgesetz) oder Gesetz für einen besseren Schutz hinweisgebender Personen (Hinweisgeberschutzgesetz)
HinSchGOWiZustVVerordnung über die Zuständigkeit des Bundesamtes für Justiz für die Verfolgung und Ahndung von Ordnungswidrigkeiten nach § 40 des Hinweisgeberschutzgesetzes (Hinweisgeberschutzgesetz-Ordnungswidrigkeiten-Zuständigkeitsverordnung)
HinterlO (HintO)Hinterlegungsordnung (aufgehoben zum 1. Dezember 2010; jetzt Länderangelegenheit)
HintGHinterlegungsgesetz (z. B. von Nordrhein-Westfalen)
HIVHGGesetz über die humanitäre Hilfe für durch Blutprodukte HIV-infizierte Personen
HJAVHauptjugend- und Auszubildendenvertretung (siehe Jugend- und Auszubildendenvertretung)
HKHeidelberger Kommentar(e) oder Handkommentar oder Hotelkosten (siehe Pflegesatz) oder Havariekommando
HKaGGesetz über die Berufsausübung, die Berufsvertretungen und die Berufsgerichtsbarkeit der Ärzte, Zahnärzte, Tierärzte, Apotheker sowie der Psychologischen Psychotherapeuten und der Kinder- und Jugendlichenpsychotherapeuten (Heilberufe-Kammergesetz) (Bayern)
HkGHeimkehrergesetz
HkNDVDurchführungsverordnung über Herkunftsnachweise für Strom aus erneuerbaren Energien (Herkunftsnachweis-Durchführungsverordnung)
HkNGebVGebührenverordnung zur Herkunftsnachweisverordnung (Herkunftsnachweis-Gebührenverordnung)
HKNRHerkunftsnachweisregister (siehe Herkunftsnachweis (Energiewirtschaft))
HkNVVerordnung über Herkunftsnachweise für Strom aus erneuerbaren Energien (Herkunftsnachweisverordnung)
HKPHeil- und Kostenplan oder Häusliche Krankenpflege
HKrimDAPrVVerordnung über die Ausbildung und Prüfung für den höheren Kriminaldienst des Bundes
HkRNDVDurchführungsverordnung über Herkunfts- und Regionalnachweise für Strom aus erneuerbaren Energien (Herkunfts- und Regionalnachweis-Durchführungsverordnung)
HkRNGebVGebührenverordnung zur Herkunftsnachweisverordnung (Herkunftsnachweis-Gebührenverordnung)
HKStAufhGHeimkehrerstiftungsaufhebungsgesetz
HKStGHeimkehrerstiftungsgesetz (Gesetz über die Heimkehrerstiftung; Artikel 4 des Gesetzes zur Bereinigung von Kriegsfolgengesetzen)
HKÜHaager Übereinkommen über die zivilrechtlichen Aspekte internationaler Kindesentführung (siehe auch Internationale Kindesentführung)
HKVBund/Küstenländer-Vereinbarung über die Errichtung des Havariekommandos
HKWAbfVVerordnung über die Entsorgung gebrauchter halogenierter Lösemittel
h. L.herrschende Lehre
HLKAHessisches Landeskriminalamt
HLPHauptleistungspflicht (§ 241 I BGB)
HLPGHessisches Landesplanungsgesetz
HlSchGHalbleiterschutzgesetz (Österreich) (siehe Halbleiterschutzrecht)
HlSchVHalbleiterschutzverordnung (Österreich)
HLUHilfe zum Lebensunterhalt
h. M.herrschende Meinung
HMAHaager Abkommen über die internationale Hinterlegung gewerblicher Muster und Modelle (kurz: Haager Musterabkommen – HMA)
Hmb.Hamburg
HmbBGHamburgisches Beamtengesetz
HmbGleiGHamburgisches Gleichstellungsgesetz
HmbGrStGHamburgisches Grundsteuergesetz
HmbMedHygVOHamburgische Verordnung über die Hygiene und Infektionsprävention in medizinischen Einrichtungen
HmbPsychKGHamburgisches Gesetz über Hilfen und Schutzmaßnahmen bei psychischen Krankheiten
HmbSchRZHamburger Zeitschrift für Schifffahrtsrecht
HmbVgGHamburgisches Vergabegesetz
HMGHeilmittelgesetz (Schweiz)
HNShazardous noxious substances
HNSAusfGGesetz zur Ausführung des HNS-Übereinkommens 2010 und zur Änderung des Ölschadengesetzes, der Schifffahrtsrechtlichen Verteilungsordnung und des Handelsgesetzbuches
HNSGGesetz über die Haftung und Entschädigung für Schäden bei der Beförderung gefährlicher und schädlicher Stoffe auf See (HNS-Gesetz)
HNS-MittVVerordnung über Mitteilungen zu beitragspflichtigen Ladungen nach dem HNS-Gesetz (HNS-Mitteilungsverordnung)
HNS-Ü (auch HNS-Übk)HNS-Übereinkommen (Internationales Übereinkommen vom 3. Mai 1996 über die Haftung und Entschädigung bei der Beförderung gefährlicher und schädlicher Stoffe auf See)
HOAIHonorarordnung für Architekten und Ingenieure
HöfeOHöfeordnung
HöfeVfOVerfahrensordnung für Höfesachen
HofVVerordnung über die grundbuchmäßige Behandlung von Anteilen an ungetrennten Hofräumen
HoheSeeEinbrGGesetz über das Verbot der Einbringung von Abfällen und anderen Stoffen und Gegenständen in die Hohe See (Artikel 1 des Gesetzes zur Ausführung des Protokolls vom 7. November 1996 zum Übereinkommen über die Verhütung der Meeresverschmutzung durch das Einbringen von Abfällen und anderen Stoffen von 1972)
HohSeeEinbrVVerordnung zur Durchführung des Gesetzes zu den Übereinkommen vom 15. Februar 1972 und 29. Dezember 1972 zur Verhütung der Meeresverschmutzung durch das Einbringen von Abfällen durch Schiffe und Luftfahrzeuge
HoheSeeÜbkÜbereinkommen über die Hohe See (= Genfer Seerechtskonventionen)
HoheSeeÜbkGGesetz zum Übereinkommen vom 29. April 1958 über die Hohe See
HolzblMstrVVerordnung über die Meisterprüfung in den Teilen I und II im Holzblasinstrumentenmacher-Handwerk (Holzblasinstrumentenmachermeisterverordnung)
HolzhandelsVOVerordnung (EU) Nr. 995/2010 (Holzhandelsverordnung)
HolzSiGGesetz gegen den Handel mit illegal eingeschlagenem Holz (Holzhandels-Sicherungs-Gesetz)
HomTAMRegVVerordnung über die Registrierung homöopathischer Tierarzneimittel (Homöopathische Tierarzneimittel-Registrierungsverordnung)
HonigVHonigverordnung
HopfG (auch HopfenG)Hopfengesetz
HopfVVerordnung zur Durchführung des gemeinschaftlichen Hopfenrechts
HörgAkMstrVVerordnung über das Berufsbild und über die Prüfungsanforderungen im praktischen und im fachtheoretischen Teil der Meisterprüfung für das Hörgeräteakustiker-Handwerk (Hörgeräteakustikermeisterverordnung)
HotelAusbVVerordnung über die Berufsausbildungen zum Hotelfachmann und zur Hotelfachfrau sowie zum Kaufmann für Hotelmanagement und zur Kauffrau für Hotelmanagement (Hotelberufeausbildungsverordnung)
HPflGHaftpflichtgesetz
HPflEGRLDVVerordnung über die Kraftfahrzeug-Haftpflichtversicherung ausländischer Kraftfahrzeuge und Kraftfahrzeuganhänger
HPGGesetz zur Verbesserung der Hospiz- und Palliativversorgung in Deutschland (Hospiz- und Palliativgesetz)
HPRHauptpersonalrat
HRHandelsregister (Deutschland) oder Handelsrecht oder Haager Regeln (ein völkerrechtlicher Vertrag aus dem Seefrachtrecht) oder Hamburg-Regeln (ein völkerrechtlicher Vertrag aus dem Seefrachtrecht) (vgl. Haager Regeln) oder Human Resources
HRAHandelsregister Abteilung A oder kantonales Handelsregisteramt (Schweiz)
HRBHandelsregister Abteilung B
HRCUN-Menschenrechtsausschuss (engl.: Human Rights Committee – HRC)
HRefGHandelsrechtsreformgesetz
HRegHandelsregister (Schweiz)
HRegGebVHandelsregistergebührenverordnung (Verordnung über Gebühren in Handels-, Partnerschafts- und Genossenschaftsregistersachen)
HRegVHandelsregisterverordnung (Schweiz) oder Handelsregisterverordnung (Deutschland)
HRFEGGesetz zur Fortentwicklung des Haushaltsrechts von Bund und Ländern
HRGHochschulrahmengesetz
HR NordNorddeutsche Hochschule für Rechtspflege
HRRHöchstrichterliche Rechtsprechung oder Höchstrichterliche Rechtsprechung (Zeitschrift)
HRRSOnline-Zeitschrift Höchstrichterliche Rechtsprechung Strafrecht & Rechtsprechungsdatenbank (Zeitschrift)
HRVHandelsregisterverordnung oder Handelsregisterverfügung
Hs.Halbsatz
HSHalbsatz oder Harmonisiertes System
HS BundHochschule des Bundes für öffentliche Verwaltung
HSchBauFGHochschulbauförderungsgesetz
HSchulBGHochschulbauförderungsgesetz
HSDARLHochschuldiplomanerkennungsrichtlinie der EU
HSOGHessisches Gesetz über die öffentliche Sicherheit und Ordnung
HSPVHochschule für Polizei und öffentliche Verwaltung Nordrhein-Westfalen
HStatGGesetz über die Statistik für das Hochschulwesen sowie für die Berufsakademien (Hochschulstatistikgesetz)
HStruktGGesetz zur Verbesserung der Haushaltsstruktur
HUHauptuntersuchung
HufBeschlGHufbeschlaggesetz (Gesetz über den Beschlag von Hufen und Klauen)
HufBeschlVHufbeschlagverordnung (Verordnung über den Beschlag von Hufen und Klauen)
HumHAGFlüchtlingsmaßnahmengesetz (Gesetz über Maßnahmen für im Rahmen humanitärer Hilfsaktionen aufgenommene Flüchtlinge)
HumHiGFlüchtlingsmaßnahmengesetz (Gesetz über Maßnahmen für im Rahmen humanitärer Hilfsaktionen aufgenommene Flüchtlinge)
HundVerbrEinfGGesetz zur Beschränkung des Verbringens oder der Einfuhr gefährlicher Hunde in das Inland (Hundeverbringungs- und -einfuhrbeschränkungsgesetz)
HundVerbrEinfVOVerordnung über Ausnahmen zum Verbringungs- und Einfuhrverbot von gefährlichen Hunden in das Inland (Hundeverbringungs- und Einfuhrverordnung)
HUntVÜ (HUntVÜ 1973)Haager Übereinkommen über die Anerkennung und Vollstreckung von Unterhaltsentscheidungen
HVHoher Vertreter der Europäischen Union für Außen- und Sicherheitspolitik oder Verfassung des Landes Hessen oder Haftpflichtversicherung oder Handlungsvollmacht oder Haushaltsvorstand oder Hauptversammlung einer Aktiengesellschaft oder Hauptverwaltung oder Hauptvertretung oder Hausverwaltung oder Haltverbot oder Hörerversammlung an einer Universität
HVAHauptverwaltung A des MfS der DDR oder Handbuch für die Vergabe und Ausführung (siehe Vergabehandbuch)
HVBGHauptverband der gewerblichen Berufsgenossenschaften
HVgGHessisches Gesetz über die Vergabe öffentlicher Aufträge (Hessisches Vergabegesetz)
HVPIHarmonisierter Verbraucherpreisindex
HVRHaag-Visby-Regeln (ein völkerrechtlicher Vertrag aus dem Seefrachtrecht) (vgl. Haager Regeln)
HWHeranwachsender
HWaGHamburgisches Wassergesetz (siehe Landeswassergesetz)
HWGGesetz über die Werbung auf dem Gebiete des Heilwesens (Heilmittelwerbegesetz) oder Hamburgisches Wegegesetz oder Hamburgisches Wassergesetz (siehe Landeswassergesetz) oder Hessisches Wassergesetz (siehe Landeswassergesetze) oder Haustürwiderrufsgesetz (bis zum 31. Dezember 2011; dann Vorschriften in das BGB überführt)
HWiGHaustürwiderrufsgesetz (im Jahr 2002 aufgehoben und in das BGB überführt)
HwKHandwerkskammer
HwOHandwerksordnung
HygKontrAPrOAusbildungs- und Prüfungsverordnung für Hygienekontrolleurinnen und Hygienekontrolleure (Berlin)
HygMedVVerordnung über die Hygiene und Infektionsprävention in medizinischen Einrichtungen
HypDckHypothekenpfandbriefe – Deckung
HZAHauptzollamt
HZAZustVVerordnung zur Übertragung von Zuständigkeiten auf Hauptzollämter für den Bereich mehrerer Hauptzollämter (Hauptzollamtszuständigkeitsverordnung)
HzEHilfen zur Erziehung (nach KJHG, bzw. SGB VIII)
HzLHilfe zum Lebensunterhalt
HZPAHaager Zivilprozessabkommen (1905)
HZPÜHaager Übereinkommen über den Zivilprozess (1954)
HZÜ (HZÜ 1965)Haager Zustellungsübereinkommen (Haager Übereinkommen über die Zustellung gerichtlicher und außergerichtlicher Schriftstücke im Ausland in Zivil- oder Handelssachen)

## I
i. A.im Auftrag
IAEOInternationale Atomenergie-Organisation (engl.: IAEA – International Atomic Energy Agency)
IAGInstitut für Arbeit und Gesundheit der Deutschen Gesetzlichen Unfallversicherung
IAOInternationale Arbeitsorganisation (International Labour Organization)
IARInformationsbrief Ausländerrecht (Zeitschrift)
IASInternational Accounting Standards (Internationaler Rechnungslegungsstandard)
IASBInternational Accounting Standards Board
IASCInternational Accounting Standards Committee
IASCFInternational Accounting Standards Committee Foundation
IATAInternational Air Transport Association
IATEInter-Active Terminology for Europe (= Terminologiedatenbank für die Institutionen der Europäischen Union)
IBMGInternationales Büro für Maß und Gewicht (franz.: Bureau International des Poids et Mesures – BIPM)
IBRImmobilien- und Baurecht (Zeitschrift)
IBRDInternationale Bank für Wiederaufbau und Entwicklung (engl.: International Bank for Reconstruction and Development – IBRD)
IBSInformations- und Beratungsstelle Studium und Behinderung des DSW (Deutsches Studentenwerk) oder Internationaler Bootsschein
ICAOInternational Civil Aviation Organisation (= Internationale Zivilluftfahrtorganisation)
ICCInstitute Cargo Clauses oder Internationaler Strafgerichtshof (franz.: Cour pénale internationale – CPI; engl. International Criminal Court – ICC) oder Internationale Handelskammer (engl.: International Chamber of Commerce – ICC, franz.: Chambre de commerce internationale)
ICCPRInternationaler Pakt über bürgerliche und politische Rechte (engl.: International Covenant on Civil and Political Rights – ICCPR), kurz UN-Zivilpakt (in der Schweiz auch UNO-Pakt II genannt)
ICDInternational Classification of Diseases
ICERDInternationales Übereinkommen zur Beseitigung jeder Form von Rassendiskriminierung (kurz: UN-Rassendiskriminierungskonvention; internationale Abkürzung: ICERD)
ICESInternational Council for the Exploration of the Sea (deutsch: Internationaler Rat für Meeresforschung)
ICESCRInternationaler Pakt über wirtschaftliche, soziale und kulturelle Rechte – kurz: IPwskR (engl.: International Covenant on Economic, Social and Cultural Rights), kurz UN-Sozialpakt (in der Schweiz auch UNO-Pakt I genannt)
ICFInternationale Klassifikation der Funktionsfähigkeit, Behinderung und Gesundheit (engl.: International Classification of Functioning, Disability and Health – ICF)
ICGInter-Cargo-Güterzusystem
ICHInternational Council for Harmonisation of Technical Requirements for Pharmaceuticals for Human Use
ICIDHInternational Classification of Impairments, Disabites and Handicaps
ICPMInternationale Klassifikation der Behandlungsmethoden in der Medizin (International Classification of Procedures in Medicine)
ICRMWInternationale Konvention zum Schutz der Rechte aller Wanderarbeitnehmer und ihrer Familienangehörigen (kurz: UN-Wanderarbeiterkonvention; englisch: International Convention on the Protection of the Rights of All Migrant Workers and Members of Their Families)
ICRPInternationale Strahlenschutzkommission (International Commission on Radiological Protection)
ICSIDInternationales Zentrum zur Beilegung von Investitionsstreitigkeiten (englisch International Centre for Settlement of Investment Disputes – ICSID)
ICTRInternationaler Strafgerichtshof für Ruanda (engl.: International Criminal Tribunal for Rwanda – ICTR; franz.: Tribunal pénal international pour le Rwanda; kinyarwanda: Urukiko Nshinjabyaha Mpuzamahanga rwagenewe u Rwanda)
ICTYInternationaler Strafgerichtshof für das ehemalige Jugoslawien (franz.: Tribunal pénal international pour l'ex-Yougoslavie – TPIY; engl.: International Criminal Tribunal for the former Yugoslavia – ICTY; umgangssprachlich häufig auch UN-Kriegsverbrechertribunal oder Haager Tribunal genannt)
ICWCInternationales Forschungs- und Dokumentationszentrum Kriegsverbrecherprozesse
i. d. F.in der Fassung
 i. d. g. F.in der geltenden Fassung
IDÜVIndexdatenübermittlungsverordnung
IDURInformationsdienst Umweltrecht (Zeitschrift)
i. E.im Einzelnen oder im Ergebnis
IEAInternationale Energieagentur (engl.: International Energy Agency)
IEDRichtlinie 2010/75/EU über Industrieemissionen (Industrieemissionsrichtlinie; engl.: Industrial Emissions Directive – IED)
IE-RL (auch IERL)Richtlinie 2010/75/EU über Industrieemissionen (Industrieemissionsrichtlinie; engl.: Industrial Emissions Directive – IED)
i. e. S.im engeren Sinne
IFAInstitut für Arbeitsschutz der Deutschen Gesetzlichen Unfallversicherung oder Informationsstelle für Arzneispezialitäten
IFACInternational Federation of Accountants
IFDIntegrationsfachdienst (nach SGB IX)
IFGInformationsfreiheitsgesetz
IFGGebVInformationsgebührenverordnung (Verordnung über die Gebühren und Auslagen nach dem Informationsfreiheitsgesetz)
IFRInstrumentenflugregeln (siehe Instrumentenflug#Instrumentenflugregeln)
IFRICInternational Financial Reporting Interpretations Committee
IFRSInternational Financial Reporting Standards (Internationaler Rechnungslegungsstandard)
IfSG (auch InfSchG)Infektionsschutzgesetz
IFVInternationaler Fernmeldevertrag (englisch International Telecommunication Convention – ITC)
i.G.in Gründung
IGIndustrie-Gewerkschaft
i.g.E.Innergemeinschaftlicher Erwerb (Deutschland)
IGEEidgenössisches Institut für Geistiges Eigentum (franz. Institut Fédéral de la Propriété Intellectuelle, ital. Istituto Federale della Proprietà Intellettuale, rät. Institut Federal da Proprietad Intellectuala)
IGeLIndividuelle Gesundheitsleistungen
IGGInklusionsgrundsätzegesetz (NRW)
IGHInternationaler Gerichtshof
IG-LImmissionsschutzgesetz-Luft (Österreich)
IGZ-InfoZeitschrift der Interessengemeinschaft Zwangsverwaltung e. V.
i. H. a.in Hinsicht auf
IHKDeutsche Industrie- und Handelskammer
IHKGGesetz zur vorläufigen Regelung des Rechts der Industrie- und Handelskammern (IHK-Gesetz) oder Gesetz über die Industrie- und Handelskammern im Lande Nordrhein-Westfalen
IHRInternationales Handelsrecht (Zeitschrift)
i. H. v.in Höhe von
IKInvestitionskosten (siehe Pflegesatz)
IKRKInternationales Komitee vom Roten Kreuz (siehe Internationale Rotkreuz- und Rothalbmond-Bewegung)
IKTKonGInformations- und Kommunikationstechnik-Konsolidierungsgesetz (Österreich)
IKTZZentrum für Informations- und Kommunikationstechnik der Bundespolizei
i. L.in Liquidation
ILCInternational Law Commission (Internationale Rechtskommission) oder Völkerrechtskommission (engl. International Law Commission, ILC; franz. commission du droit international, CDI)
ILMRInternationale Liga für Menschenrechte (Berlin)
ILOInternational Labour Organization (Internationale Arbeitsorganisation)
IMAInterministerielle Arbeitsgruppe
IMBInternational Maritime Bureau der Internationalen Handelskammer
IMCOAusschuss für Binnenmarkt und Verbraucherschutz im Europäisches Parlament (englisch: Committee on the Internal Market and Consumer Protection, französisch: Commission du marché intérieur et de la protection des consommateurs)
IMFInternational Monetary Fund (= Internationaler Währungsfonds (IWF); auch bekannt als Weltwährungsfonds)
IMIBinnenmarkt-Informationssystem (engl.: Internal Market Information System – IMI)
IMISIntegriertes Mess- und Informationssystem zur Überwachung der Radioaktivität
IMKStändige Konferenz der Innenminister und -senatoren der Länder, kurz Innenministerkonferenz oder  Internationale Moselkommission
ImmoKWPLVImmobiliar-Kreditwürdigkeitsleitlinien-Verordnung
ImmoStRZeitschrift zum Immobiliensteuerrecht
ImmoWertVImmobilienwertermittlungsverordnung (siehe Wertermittlungsverordnung)
ImmVermVVerordnung über Immobiliardarlehensvermittlung (Immobiliardarlehensvermittlungsverordnung)
IMOInternationale Seeschifffahrts-Organisation (International Maritime Organization)
IMRImmobilien- und Mietrecht (Fachzeitschrift)
InbeQMaßnahme zur individuellen betrieblichen Qualifizierung
IndKflAusbVVerordnung über die Berufsausbildung zum Industriekaufmann und zur Industriekauffrau (Industriekaufleuteausbildungsverordnung)
InEKInstitut für das Entgeltsystem im Krankenhaus
INESInternationale Bewertungsskala für nukleare Ereignisse
INFDie Information über Steuer und Wirtschaft (Zeitschrift)
info alsoInformationen zum Arbeitslosenrecht und Sozialhilferecht (Zeitschrift)
InflAusGGesetz zum Ausgleich der Inflation durch einen fairen Einkommensteuertarif sowie zur Anpassung weiterer steuerlicher Regelungen (Inflationsausgleichsgesetz)
InfAuslRInformationsbrief Ausländerrecht
InformationsTechMstrVVerordnung über die Meisterprüfung in den Teilen I und II im Informationstechniker-Handwerk (Informationstechnikermeisterverordnung)
InfrAGInfrastrukturabgabengesetz
InfraStrPlanVBeschlGGesetz zur Beschleunigung von Planungsverfahren für Infrastrukturvorhaben (Infrastrukturplanungsbeschleunigungsgesetz)
InfrGGGesetz zur Errichtung einer Infrastrukturgesellschaft für Autobahnen und andere Bundesfernstraßen (Infrastrukturgesellschaftserrichtungsgesetz)
InfrGGBVVerordnung über die Beleihung der Gesellschaft privaten Rechts im Sinne des Infrastrukturgesellschaftserrichtungsgesetzes (InfrGG-Beleihungsverordnung)
InfSchG (auch IfSG)Infektionsschutzgesetz
InsbürOZeitschrift für das Insolvenzbüro, inzwischen: Zeitschrift für die Insolvenzpraxis
InsOInsolvenzordnung (Deutschland)
InsoGeldFestV 2023Verordnung zur Festsetzung des Umlagesatzes für das Insolvenzgeld für das Kalenderjahr 2023 (Insolvenzgeldumlagesatzverordnung 2023)
InstitutsVergVVerordnung über die aufsichtsrechtlichen Anforderungen an Vergütungssysteme von Instituten (Institutsvergütungsverordnung)
InsVfVOInsolvenzverfahrenverordnung (Verordnung über Insolvenzverfahren)
InsVVInsolvenzrechtliche Vergütungsverordnung (siehe Kosten des Insolvenzverfahrens)
IntBestGGesetz zur Bekämpfung internationaler Bestechung (Gesetz zu dem Übereinkommen vom 17. Dezember 1997 über die Bekämpfung der Bestechung ausländischer Amtsträger im internationalen Geschäftsverkehr)
InTeRZeitschrift zum Innovations- und Technikrecht
IntermErsAufwVVerordnung über den Ersatz von Aufwendungen der Intermediäre (Intermediäre-Aufwendungsersatz-Verordnung)
IntFamRVGInternationales Familienrechtsverfahrensgesetz (Gesetz zur Durch- und Ausführung bestimmter Rechtsinstrumente auf dem Gebiet des internationalen Familienrechts)
IntGesRInternationales Gesellschaftsrecht
IntKfzVVerordnung über internationalen Kraftfahrzeugverkehr (Deutschland) (seit Juli 2008 aufgehoben)
IntVIntegrationskurs-Verordnung (Verordnung über die Durchführung von Integrationskursen für Ausländer und Spätaussiedler) (siehe auch Integrationskurs)
IntPatÜbkGGesetz zu dem Übereinkommen vom 27. November 1963 zur Vereinheitlichung gewisser Begriffe des materiellen Rechts der Erfindungspatente, dem Vertrag vom 19. Juni 1970 über die internationale Zusammenarbeit auf dem Gebiet des Patentwesens und dem Übereinkommen vom 5. Oktober 1973 über die Erteilung europäischer Patente (Gesetz über internationale Patentübereinkommen)
IntTestVVerordnung über die Prüfungs- und Nachweismodalitäten für die Abschlusstests des Integrationskurses (Integrationskurstestverordnung)
INVEKOSIntegriertes Verwaltungs- und Kontrollsystem
InVeKoS-VerordnungVerordnung über die Durchführung von Stützungsregelungen und des Integrierten Verwaltungs- und Kontrollsystems
InvErlGInvestitionserleichterungsgesetz
InvGInvestmentgesetz (aufgehoben zum 22. Juli 2013; jetzt geregelt im Kapitalanlagegesetzbuch)
InvKGInvestitionsgesetz Kohleregionen
InVoInsolvenz & Vollstreckung (Zeitschrift)
InvStGInvestmentsteuergesetz
InvStRefGGesetz zur Reform der Investmentbesteuerung (Investmentsteuerreformgesetz)
InvZulGInvestitionszulagengesetz (siehe Investitionszulage)
IOInsolvenzordnung (Österreich)
IÖDInformationsdienst Öffentliches Dienstrecht (Zeitschrift)
IOSCOInternationale Organisation der Wertpapieraufsichtsbehörden (englisch International Organization of Securities Commissions – IOSCO)
IOSSImport-One-Stop-Shop
IPAInstitut für Prävention und Arbeitsmedizin der Deutschen Gesetzlichen Unfallversicherung
IPbpRInternationaler Pakt über bürgerliche und politische Rechte (ICCPR-International Covenant on Civil and Political Rights), kurz UN-Zivilpakt (in der Schweiz auch UNO-Pakt II genannt)
IPGInternationale Politik und Gesellschaft
IPJIntellectual Property Journal (siehe Zeitschrift für Geistiges Eigentum)
IPRInternationales Privatrecht
IPRaxPraxis des Internationalen Privat- und Verfahrensrechts (Zeitschrift)
IPREGGesetz zur Stärkung von intensivpflegerischer Versorgung und medizinischer Rehabilitation in der gesetzlichen Krankenversicherung (Intensivpflege- und Rehabilitationsstärkungsgesetz)
IPwskRInternationaler Pakt über wirtschaftliche, soziale und kulturelle Rechte (engl.: International Covenant on Economic, Social and Cultural Rights – ICESCR), kurz UN-Sozialpakt (in der Schweiz auch UNO-Pakt I)
IQIntelligenzquotient
IQTIGInstitut für Qualitätssicherung und Transparenz im Gesundheitswesen
IQWiGInstitut für Qualität und Wirtschaftlichkeit im Gesundheitswesen
IRinternational registriert oder InfrastrukturRecht (Zeitschrift)
IRDImplantateregister Deutschland
IRegBVVerordnung zum Betrieb des Implantateregisters Deutschland (Implantateregister-Betriebsverordnung)
IRegGGesetz zum Implantateregister Deutschland (Implantateregistergesetz)
IRegGebVImplantateregister-Gebührenverordnung
IRGInternationales Rechtshilfegesetz
IRLRichtlinie 2003/6/EG über Insider-Geschäfte und Marktmanipulation
IRPInvestitionsrahmenplan für die Verkehrsinfrastruktur des Bundes
IRZZeitschrift für Internationale Rechnungslegung oder Deutsche Stiftung für Internationale Rechtliche Zusammenarbeit e. V. (siehe IRZ-Stiftung)
 i. S.im Sinne
ISAInternational Standards on Auditing
ISBInformatikstrategieorgan Bund (Schweiz)
iSdim Sinne des
 i. S. d.im Sinne des/der Verweis auf Norm
ISOInternationale Organisation für Normung (englisch: International Organization for Standardization)
IsraelAufenthÜVVerordnung zur vorübergehenden Befreiung vom Erfordernis eines Aufenthaltstitels von anlässlich des Krieges in Israel eingereisten israelischen Staatsangehörigen (Israel-Aufenthalts-Übergangsverordnung)
IStGHInternationaler Strafgerichtshof (franz. Cour pénale internationale – CPI; engl. International Criminal Court – ICC)
IStRInternationales Steuerrecht (Zeitschrift)
 i. S. v.im Sinne von Gesetz
ITInformationstechnologie
IT-AmtBwBundesamt für Informationsmanagement und Informationstechnik der Bundeswehr
IT-AVVerordnung über Aufenthaltserlaubnisse für Fachkräfte (Verordnung über Aufenthaltserlaubnisse für hoch qualifizierte ausländische Fachkräfte der Informations- und Kommunikationstechnologie) (siehe Greencard (Deutschland))
IT-ArGVVerordnung über Arbeitsgenehmigung Fachkräfte (IT-Arbeitsgenehmigungsverordnung; Verordnung über die Arbeitsgenehmigung für hoch qualifizierte ausländische Fachkräfte der Informations- und Kommunikationstechnologie)
ITFInvestitions- und Tilgungsfonds oder International Transport Forum (dt.: Weltverkehrsforum)
ITFGGesetz zur Errichtung eines Sondervermögens „Investitions- und Tilgungsfonds“
ITTAInternationales Tropenholz-Übereinkommen (englisch International Tropical Timber Agreement – ITTA)
ITRBDer IT-Rechts-Berater (Zeitschrift)
ITSImplementing Technical Standard (deutsch: Technischer Durchführungsstandard – TDS)
ITUInternationale Fernmeldeunion (englisch International Telecommunication Union – ITU; französisch Union internationale des télécommunications – UIT)
ITZBundInformationstechnikzentrum Bund
IUAInternational Underwriting Association of London
iÜim Übrigen
IUGGesetz über Investmentunternehmen (Liechtenstein)
IuKDGInformations- und Kommunikationsdienste-Gesetz
IUVIndustrieunfallverordnung (Österreich) (siehe Störfallverordnung)
i. V.in Vollmacht oder in Vertretung
IVInvalidenversicherung (Schweiz)
IVBVInformationsverbund der Bundesverwaltung
IVDIn-vitro-Diagnostikum
IVDRVitro Diagnostic Medical Devices Regulation (siehe In-vitro-Diagnostikum)
IVGBundesgesetz über die Invalidenversicherung (Schweiz) (siehe Invalidenversicherung (Schweiz))
IVIInstitut für Virologie und Immunologie (Schweiz) (früher Institut für Viruskrankheiten und Immunprophylaxe) (französisch: Institut de virologie et d’immunologie, italienisch: Istituto di virologia e di immunologia)
 i. V. m.in Verbindung mit Verweis auf Norm
IVRImmobilien- und Vollstreckungsrecht (Zeitschrift)
IVU-RichtlinieRichtlinie 96/61/EG über die integrierte Vermeidung und Verminderung der Umweltverschmutzung
IWCInternationales Übereinkommen zur Regelung des Walfangs (engl.: International Convention for the Regulation of Whaling – IWC)
IWFInternationaler Währungsfonds (engl.: International Monetary Fund, IMF; auch bekannt als Weltwährungsfonds)
IWGInformationsweiterverwendungsgesetz
IWRZZeitschrift für Internationales Wirtschaftsrecht
i. w. S.im weiteren Sinne
IZPRInternationales Zivilprozessrecht
IZVRInternationales Zivilverfahrensrecht

## J
JAJuristische Arbeitsblätter (Zeitschrift) oder Jugendamt oder Justizanstalt (Österreich) oder Justizangestellter oder Jahresabschluss
JAAJugendarrestanstalt oder Joint Aviation Authorities
JABl.Juristische Arbeitsblätter (Zeitschrift)
JAbschlWUVVerordnung über die Gliederung des Jahresabschlusses von Wohnungsunternehmen
JAEGJahresarbeitsentgeltgrenze (= Versicherungspflichtgrenze)
JAGJuristenausbildungsgesetz (des jeweiligen Bundeslandes)
JagdzeitVVerordnung über die Jagdzeiten
JAktAVVerordnung über die Aufbewahrung und Speicherung von Justizakten (Justizaktenaufbewahrungsverordnung)
JAmtZeitschrift „Das Jugendamt“
JAOJuristenausbildungsordnung
JAPJuristische Ausbildung und Praxisvorbereitung (österreichische Fachzeitschrift)
JARJoint Aviation Requirements (siehe Joint Aviation Authorities)
JArbSchGJugendarbeitsschutzgesetz
JArbSchSittVVerordnung über das Verbot der Beschäftigung von Personen unter 18 Jahren mit sittlich gefährdenden Tätigkeiten (aufgehoben zum 13. Dezember 2024)
JArbSchUVVerordnung über die ärztlichen Untersuchungen nach dem Jugendarbeitsschutzgesetz (Jugendarbeitsschutzuntersuchungsverordnung)
JAVJugend- und Auszubildendenvertretung nach §§ 60 ff. BetrVG (Deutschland)
JAVollzOJugendarrestvollzugsordnung
JBAJustizbetreuungsagentur (Österreich)
JBA-GJustizbetreuungsagentur-Gesetz (Österreich)
JBeitrGJustizbeitreibungsgesetz
JBeitrOJustizbeitreibungsordnung
JBl.Justizblatt
JBlRPJustizblatt Rheinland-Pfalz
JCJobcenter
JCERJournal of Contemporary European Research
JCMSJournal of Common Market Studies
JDRJuristischer Dienst des Rates der Europäischen Union
JdSJournal des Stiftungsrechts
JEIHJournal of European Integration History
JEPPJournal of European Public Policy
JETLJournal of European Tort Law (Zeitschrift)
JFAngAusbVVerordnung über die Berufsausbildung zum Justizfachangestellten und zur Justizfachangestellten (Justizfachangestellten-Ausbildungsverordnung)
JFDGJugendfreiwilligendienstegesetz (Gesetz zur Förderung von Jugendfreiwilligendiensten)
JFGJahrbuch für Entscheidungen in Angelegenheiten der Freiwilligen Gerichtsbarkeit und des Grundbuchrechts
JGGJugendgerichtsgesetz (Deutschland) oder Jugendgerichtsgesetz 1988 (Österreich)
JGHJugendgerichtshilfe
JGSJustizgesetzsammlung (österreichischer Begriff)
JGTJugendgerichtstag
JHARat für Justiz und Inneres der EU (englisch Justice and Home Affairs Council)
JIJoint Implementation (Gemeinsame Projektumsetzung; Art. 6 Kyoto-Protokoll; § 2 Nr. 7 ProMechG)
JIBLJournal of International Biotechnology Law (Zeitschrift)
JIMLThe Journal of International Maritime Law (Zeitschrift)
JI-RatRat für Justiz und Inneres der EU (englisch Justice and Home Affairs Council – JHA)
JITJust-in-time-Vertrag
JKIJulius Kühn-Institut – Bundesforschungsinstitut für Kulturpflanzen
JKomGJustizkommunikationsgesetz (Gesetz über die Verwendung elektronischer Kommunikationsformen in der Justiz)
JMBl.Justizministerialblatt
JMBl. NRWJustizministerialblatt für das Land Nordrhein-Westfalen
JMSJugend Medien Schutz-Report. Fachzeitschrift für Jugendmedienschutz
JMStVJugendmedienschutz-Staatsvertrag
JNJurisdiktionsnorm (Österreich)
JöRJahrbuch des öffentlichen Rechts der Gegenwart
JÖSchGGesetz zum Schutze der Jugend in der Öffentlichkeit, (jetzt: Jugendschutzgesetz)
JoJZGJournal der Juristischen Zeitgeschichte (Zeitschrift)
JORJahrbuch für Ostrecht
JPSJahrbuch für die Praxis der Schiedsgerichtsbarkeit
JRJuristische Rundschau (Zeitschrift)
JSGJugendschutzgesetze in Österreich
JStGJahressteuergesetz
JStVollzGJugendstrafvollzugsgesetz
JugdlJugendlicher
JugGJugendgericht
JugKJugendkammer
JugRJugendrecht oder Jugendrichter
JugSchGJugendschöffengericht
JuHiJugendhilfe
JuHiSJugendhilfe im oder in Strafverfahren
JuMiGJustizmitteilungsgesetz (Justizmitteilungsgesetz und Gesetz zur Änderung kostenrechtlicher und anderer Gesetze)
JuMoGJustizmodernisierungsgesetz
jur.juristisch
JurAJuristische Analysen (Zeitschrift von 1969 bis 1971)
JuraJuristische Ausbildung (Zeitschrift)
JurBüroDas juristische Büro (Zeitschrift)
JuRiJugendrichter
JurPCJurPC. Internet-Zeitschrift für Rechtsinformatik
JuSJuristische Schulung (Zeitschrift)
JuSchGJugendschutzgesetz (Deutschland)
JustG NRWJustizgesetz Nordrhein-Westfalen (Gesetz über die Justiz im Land Nordrhein-Westfalen)
JustizDie Justiz. Amtsblatt des Justizministeriums von Baden-Württemberg.
JuStrJugendstrafe
JVJustizverwaltung
JVAJustizvollzugsanstalt oder Justizverwaltungsakt
JVBl.Justizverwaltungsblatt
JVEGJustizvergütungs- und -entschädigungsgesetz
JVerwAJustizverwaltungsakt
JVerwBJustizverwaltungsbehörde
JVKostGJustizverwaltungskostengesetz (Gesetz über Kosten im Bereich der Justizverwaltung)
JVKostOJustizverwaltungskostenordnung (Gesetz über Kosten im Bereich der Justizverwaltung)
JVollzDSG NRWGesetz zum Schutz personenbezogener Daten im Justizvollzug in Nordrhein-Westfalen (Justizvollzugsdatenschutzgesetz Nordrhein-Westfalen)
JVollzGB BWGesetzbuch über den Justizvollzug in Baden-Württemberg
JWJuristische Wochenschrift (Zeitschrift)
JWGJugendwohlfahrtsgesetz oder Jugendwohlfahrtsgesetz (Österreich)
JZJuristenzeitung
JZZJustizielle Zusammenarbeit in Zivilsachen (englisch Judicial Cooperation in Civil Matters, französisch Coopération judiciaire en matière civile)

## K
K.Kärnten (Österreich)
KAKriminalakte oder Kontrollaufforderung oder Konkursamt (Schweiz) oder Konzessionsabgabe
KAEAnordnung über die Zulässigkeit von Konzessionsabgaben der Unternehmen und Betriebe zur Versorgung mit Elektrizität, Gas und Wasser an Gemeinden und Gemeindeverbände
KäseVKäseverordnung
KaFbMstrVVerordnung über die Meisterprüfung in den Teilen I und II im Karosserie- und Fahrzeugbauer-Handwerk (Karosserie- und Fahrzeugbauermeisterverordnung)
KaffeeStGKaffeesteuergesetz
KaffeeStVKaffeesteuerverordnung (Verordnung zur Durchführung des Kaffeesteuergesetzes)
KaffeeVKaffeeverordnung (Verordnung über Kaffee, Kaffee- und Zichorien-Extrakte)
KAGKommunalabgabengesetz oder Kapitalanlagegesellschaft oder Bundesgesetz über die kollektiven Kapitalanlagen (Kollektivanlagengesetz) (Schweiz)
KAGBKapitalanlagegesetzbuch
KAGBAuslAnzVVerordnung über die Anzeigen und die Vorlage von Unterlagen nach § 36 des Kapitalanlagegesetzbuchs (KAGB-Auslagerungsanzeigenverordnung)
KAGGGesetz über Kapitalanlagegesellschaften
KakaoVKakaoverordnung (Verordnung über Kakao- und Schokoladenerzeugnisse)
KAKuGBundesgesetz über Krankenanstalten und Kuranstalte (Österreich)
KalVVerordnung über die versicherungsmathematischen Methoden zur Prämienkalkulation und zur Berechnung der Alterungsrückstellung in der privaten Krankenversicherung (Kalkulationsverordnung)
KAMaRiskMindestanforderungen an das Risikomanagement von Kapitalverwaltungsgesellschaften
KanalStTOVerordnung über die Entgelte der Kanalsteurer auf dem Nord-Ostsee-Kanal (Kanalsteurertarifverordnung)
KAnGBundes-Klimaanpassungsgesetz
Kap.Kapitel
KapAusstVKapitalausstattungs-Verordnung
KapErtSt (auch KESt, KapESt, KapSt)Kapitalertragsteuer
KapErhGKapitalerhöhungsgesetz
KapErhStGKapitalerhöhungssteuergesetz
KapInHaGKapitalmarktinformations-Haftungsgesetz
KapMuGKapitalanleger-Musterverfahrensgesetz (Gesetz über Musterverfahren in kapitalmarktrechtlichen Streitigkeiten)
KAPOVAZKapazitätsorientierte variable Arbeitszeit (siehe KAPOVAZ)
KapResVVerordnung zur Regelung des Verfahrens der Beschaffung, des Einsatzes und der Abrechnung einer Kapazitätsreserve (Kapazitätsreserveverordnung)
KapVO NRWVerordnung zur Ermittlung der Aufnahmekapazität an Hochschulen in Nordrhein-Westfalen für Studiengänge außerhalb des zentralen Vergabeverfahrens (Kapazitätsverordnung NRW)
KartG 2005Bundesgesetz gegen Kartelle und andere Wettbewerbsbeschränkungen (Kartellgesetz 2005) (Österreich)
KartKrebs/KartZystVVerordnung zur Bekämpfung des Kartoffelkrebses und der Kartoffelzystennematoden
KartringfVVerordnung zur Bekämpfung der Bakteriellen Ringfäule und der Schleimkrankheit
KASKommission für Anlagensicherheit
KassenSichVVerordnung zur Bestimmung der technischen Anforderungen an elektronische Aufzeichnungs- und Sicherungssysteme im Geschäftsverkehr (Kassensicherungsverordnung)
KastrGGesetz über die freiwillige Kastration und andere Behandlungsmethoden
kath.katholisch
KatSGKatastrophenschutzgesetz (mehrerer Bundesländer, u. a. Schleswig-Holstein)
KAVKonzessionsabgabenverordnung oder Kompetenzzentrum Amtliche Veröffentlichungen (Schweiz) oder Kölner Anwaltverein oder Kommunale Ausländervertretung
KAVerOVKapitalanlage-Verhaltens- und Organisationsverordnung
KBAKraftfahrt-Bundesamt
KBFGGesetz zur Errichtung eines Sondervermögens „Kinderbetreuungsausbau“ (Kinderbetreuungsfinanzierungsgesetz)
KBGKinderbetreuungsgeld (Österreich)
KBG.EKDKirchengesetz über die Kirchenbeamtinnen und Kirchenbeamten in der Evangelischen Kirche in Deutschland
(Kirchenbeamtengesetz der EKD)
KBGGKinderbetreuungsgeldgesetz (Österreich)
KBRKonzernbetriebsrat
KBSKnappschaft Bahn-See (siehe Deutsche Rentenversicherung Knappschaft-Bahn-See)
KBVKleinbetragsverordnung oder Kassenärztliche Bundesvereinigung
KCanGGesetz zum Umgang mit Konsumcannabis (Konsumcannabisgesetz)
KDGGesetz über den Kirchlichen Datenschutz der römisch-katholischen Kirche in Deutschland
K. d. ö. R.Körperschaft des öffentlichen Rechts (Deutschland)
KDOAnordnung über den kirchlichen Datenschutz der katholischen Kirche
KdUKosten der Unterkunft
KDVKriegsdienstverweigerung oder Kraftfahrgesetz-Durchführungsverordnung (Österreich) oder Verordnung zur Krisendestillation von Wein (Krisendestillationsverordnung)
KDVGKriegsdienstverweigerungsgesetz (Gesetz über die Verweigerung des Kriegsdienstes mit der Waffe aus Gewissensgründen)
KEKabinettsentwurf oder Kontrollexemplar
keAkleine einzige Anlaufstelle
KEFÜKontrolleinheit Flughafen Überwachung
KEGKernenergiegesetz (Schweiz) (siehe Atomgesetz (Schweiz)) oder Kommandit-Erwerbsgesellschaft (Österreich) (bis zu 31. Dezember 2006; aufgehoben durch das HaRäG. Siehe Erwerbsgesellschaft (Österreich))
KEnGKantonale(s) Energiegesetz(e) (Schweiz)
KennVKennzeichnungsverordnung zur Kennzeichnung von Behältern und Bereichen, in denen Arbeitsstoffe gelagert werden (Österreich)
KEPKontrolleinheit Prävention (siehe Finanzkontrolle Schwarzarbeit der Bundeszollverwaltung) oder Kurier-Express-Paket-Dienst
kERKurzfristige Erfolgsrechnung
KERKosten- und Erlösrechnung (siehe Kosten- und Leistungsrechnung – KLR)
KES (KE See)Kontrolleinheit See
KESBKindes- und Erwachsenenschutzbehörde (Schweiz) (siehe Kindes- und Erwachsenenschutzrecht)
KEStKapitalertragsteuer oder Kapitalertragsteuer (Österreich)
KEVKontrolleinheit Verkehrswege des Zolls
KFAKostenfestsetzungsantrag oder Kommunaler Finanzausgleich (siehe Finanzausgleich (Deutschland))
KFBKostenfestsetzungsbeschluss
KFBauMechAusbVVerordnung über die Berufsausbildung zum Karosserie- und Fahrzeugbaumechaniker und zur Karosserie- und Fahrzeugbaumechanikerin (Karosserie- und Fahrzeugbaumechanikerausbildungsverordnung)
KfBGKriegsfolgenbereinigungsgesetz (siehe Volksdeutsche#Kriegsfolgenbereinigungsgesetz)
KFGKraftfahrgesetz 1967 (Österreich)
KfHKammer für Handelssachen
KfiHKammer für internationale Handelssachen
KfiHGGesetz zur Einführung von Kammern für internationale Handelssachen
KFRGKrebsfrüherkennungs- und -registergesetz (siehe Krebsregister)
KfvKostenfestsetzungsverfahren
KFVVerordnung zur vorübergehenden Abweichung von der Binnenschiffspersonalverordnung für kleine Fahrgastschiffe (Kleine-Fahrgastschiffe-Verordnung)
KfWKreditanstalt für Wiederaufbau (siehe KfW Bankengruppe)
KfWVVerordnung zur Anwendung von bankaufsichtsrechtlichen Vorschriften auf die Kreditanstalt für Wiederaufbau sowie zur Zuweisung der Aufsicht über die Einhaltung dieser Vorschriften an die Bundesanstalt für Finanzdienstleistungsaufsicht (KfW-Verordnung)
KfWVÄndVVerordnung zur Änderung der KfW-Verordnung
KfzKraftfahrzeug
KfzHVVerordnung über Kraftfahrzeughilfe zur beruflichen Rehabilitation (Kraftfahrzeughilfe-Verordnung)
KfzPflVVKraftfahrzeug-Pflichtversicherungsverordnung (Verordnung über den Versicherungsschutz in der Kraftfahrzeug-Haftpflichtversicherung)
KfzStGBundesgesetz über die Erhebung einer Kraftfahrzeugsteuer (Kraftfahrzeugsteuergesetz 1992) (Österreich)
KGKommanditgesellschaft (Deutschland/Österreich/Schweiz) oder Kammergericht (Berlin) oder Konsulargesetz (Deutschland) oder Konsulargesetz (Österreich) oder Kartellgesetz (Schweiz) oder Kirchengericht
KGaAKommanditgesellschaft auf Aktien
KgfEGKriegsgefangenenentschädigungsgesetz
KGHKirchengerichtshof (z. B. Kirchengerichtshof der Evangelischen Kirche in Deutschland – KGH EKD)
KGHHKrankenhausgestaltungsgesetz des Landes Nordrhein—Westfalen
KGRKammergericht-Report (Zeitschrift)
KGSGGesetz zum Schutz von Kulturgut (kurz: Kulturgutschutzgesetz)
KHBVKrankenhaus-Buchführungsverordnung
KHEntgGKrankenhausentgeltgesetz (Gesetz über die Entgelte für voll- und teilstationäre Krankenhausleistungen)
KHfEVerbGKatzen- und Hundefell-Einfuhr-Verbotsgesetz (aufgehoben; abgelöst durch Tiererzeugnisse-Handels-Verbotsgesetz (TierErzHaVerbG))
KHGGesetz zur wirtschaftlichen Sicherung der Krankenhäuser und zur Regelung der Krankenhauspflegesätze (Krankenhausfinanzierungsgesetz)
KHKKriminalhauptkommissar
KHPflEGGesetz zur Pflegepersonalbemessung im Krankenhaus sowie zur Anpassung weiterer Regelungen im Krankenhauswesen und in der Digitalisierung (Krankenhauspflegeentlastungsgesetz)
KHSFVVerordnung zur Verwaltung des Strukturfonds im Krankenhausbereich (Krankenhausstrukturfonds-Verordnung)
KHSGKrankenhausstrukturgesetz
KHTFVVerordnung zur Verwaltung des Transformationsfonds im Krankenhausbereich (Krankenhaustransformationsfonds-Verordnung)
KhuRKrankenhaus und Recht (Zeitschrift)
KHVKommunikationshilfenverordnung
KHVVGGesetz zur Verbesserung der Versorgungsqualität im Krankenhaus und zur Reform der Vergütungsstrukturen (Krankenhausversorgungsverbesserungsgesetz)
KHZGGesetz für ein Zukunftsprogramm Krankenhäuser (Krankenhauszukunftsgesetz)
KiKind(er)
KiAustrGGesetz zur Regelung des Austritts aus Kirchen, Religionsgemeinschaften und Weltanschauungsgemeinschaften des öffentlichen Rechts (Kirchenaustrittsgesetz) (NRW)
KiBeGKinderbetreuungsgesetz
KiBizKinderbildungsgesetz (in NRW)
KICKKinder- und Jugendhilfeweiterentwicklungsgesetz
KIDKontoinformationsdienst
KIDLKontoinformationsdienstleister
KiEStKircheneinkommensteuer
KiFöGKinderförderungsgesetz
KiGKindergeld oder Kirchengesetz
KiGGKirchengerichtsgesetz (z. B. KiGG EKD)
KIJAKinder- und Jugendanwaltschaft (Österreich)
KindArbSchVKinderarbeitsschutzverordnung (Verordnung über den Kinderarbeitsschutz)
KindEntfÜbkHaager Kindesentführungsübereinkommen (Übereinkommen über die zivilrechtlichen Aspekte internationaler Kindesentführung)
KindPraxKindschaftsrechtliche Praxis (ehemalige Zeitschrift)
KindRGKindschaftsrechtsreformgesetz
KindUGKindesunterhaltsgesetz (Gesetz zur Vereinheitlichung des Unterhaltsrechts minderjähriger Kinder)
KInvFGGesetz zur Förderung von Investitionen finanzschwacher Kommunen (Kommunalinvestitionsförderungsgesetz)
KiQuTGGesetz zur Weiterentwicklung der Qualität und zur Verbesserung der Teilhabe in Tageseinrichtungen und in der Kindertagespflege (KiTa-Qualitäts- und -Teilhabeverbesserungsgesetz)
KirchEEntscheidungen in Kirchensachen seit 1946
KirchStGKirchensteuergesetz (diverser Bundesländer)
KirchStWRGGesetz zur Regelung des Kirchensteuerwesens
KiStKirchensteuer
KIStAMKirchensteuerabzugsmerkmal
KiTaKindertagesstätte
KitaFinHGGesetz über Finanzhilfen des Bundes zum Ausbau der Tagesbetreuung für Kinder
KiTaQGZweites Gesetz zur Weiterentwicklung der Qualität und zur Teilhabe in der Kindertagesbetreuung (KiTa-Qualitätsgesetz)
KiwunschGKinderwunschförderungsgesetz
KiZKinderzuschlag
KiZDAVVerordnung zur Datenübermittlung zwischen den für das Kindergeld nach dem Einkommensteuergesetz und den für den Kinderzuschlag zuständigen Stellen (Kinderzuschlag-Datenabrufverordnung)
KJKritische Justiz (Zeitschrift)
Kj.Kalenderjahr
KJBKarlsruher Juristische Bibliographie
KJBGKinder- und Jugendlichen-Beschäftigungsgesetz (Österreich)
KJHGGesetz zur Neuordnung des Kinder- und Jugendhilferechts (Kinder- und Jugendhilfegesetz), siehe Achtes Buch Sozialgesetzbuch
KJMKommission für Jugendmedienschutz
KJPKinder- und Jugendlichenpsychotherapeut
KJSGKinder- und Jugendstärkungsgesetz
KKKarlsruher Kommentar oder Kasseler Kommentar oder Kriminal-Kommissar oder Krankenkasse
KKGKonsumkreditgesetz (Schweiz) oder Gesetz zur Kooperation und Information im Kinderschutz
KKZKommunal-Kassen-Zeitschrift, Fachzeitschrift für die kommunale Kassen- und Vollstreckungspraxis
Kl.Kläger
KlimRKlima und Recht (Zeitschrift)
KlimaRZZeitschrift für materielles und prozessuales Klimarecht
KlVKlägervertreter(in)
KLRKosten- und Leistungsrechnung
KMKölner Mietrecht (Zeitschrift)
KMBKlein- und Mittelbetriebe (Österreich) (siehe Kleine und mittlere Unternehmen)
KM-DeaktV 2016Verordnung des Bundesministers für Landesverteidigung und Sport über die Deaktivierung von Kriegsmaterial 2016 (Kriegsmaterial-Deaktivierungsverordnung 2016) (Österreich)
KMGBundesgesetz vom 18. Oktober 1977 über die Ein-, Aus- und Durchfuhr von Kriegsmaterial (Kriegsmaterialgesetz) (Österreich) oder Bundesgesetz über das Kriegsmaterial (Kriegsmaterialgesetz) (Schweiz)
KMKKultusministerkonferenz
KMK-HSchRInformationen zum Hochschulrecht (Zeitschrift)
KMMGTheodor Kleinknecht  / Karlheinz Meyer  / Lutz Meyer-Goßner, Strafprozessordnung, Gerichtsverfassungsgesetz, Nebengesetze und ergänzende Bestimmungen, Kurzkommentar, Verlag C. H. Beck München, regelmäßig aufgelegt
KMUKleine und mittlere Unternehmen
KmVKontaminanten-Verordnung (Verordnung zur Begrenzung von Kontaminanten in Lebensmitteln)
KNKombinierte Nomenklatur
KN-VVerordnung über den Vergleich von Kosten und Nutzen der Kraft-Wärme-Kopplung und der Rückführung industrieller Abwärme beider Wärme- und Kälteversorgung (KWK-Kosten-Nutzen-Vergleich-Verordnung)
KOKonkursordnung (jetzt: Insolvenzordnung (Deutschland) / Insolvenzordnung (Österreich))
KochAusbVVerordnung über die Berufsausbildung zum Koch und zur Köchin (Kochausbildungsverordnung)
KODAKommissionen zur Ordnung des Arbeitsvertragsrechts im kirchlichen Bereich der katholischen Kirche (siehe Kommissionen zur Ordnung des diözesanen Arbeitsvertragsrechts)
K. ö. R.Körperschaft des öffentlichen Rechts (Deutschland) oder Körperschaft des öffentlichen Rechts (Österreich)
KöMoGGesetz zur Modernisierung des Körperschaftsteuerrechts
KOGKommunales Optionsgesetz
KohleAGGesetz zur Reduzierung und zur Beendigung der Kohleverstromung und zur Änderung weiterer Gesetze (Kohleausstiegsgesetz) (siehe Ausstieg aus der Kohleverstromung in Deutschland)
Kom.Kommission oder Bezeichnung für Mitteilungen der Europäischen Union
Komm.Kommentar
KommAustriaKommunikationsbehörde Austria
KommHVO NRWVerordnung über das Haushaltswesen der Kommunen im Land Nordrhein-Westfalen (Kommunalhaushaltsverordnung Nordrhein-Westfalen)
KommJurKommunaljurist (Zeitschrift)
KommPKommunalPraxis spezial (Zeitschrift)
KomtrZVKommunalträger-Zulassungsverordnung (Verordnung zur Zulassung von kommunalen Trägern als Träger der Grundsicherung für Arbeitsuchende)
KonBefrVKonzernabschlussbefreiungsverordnung (Verordnung über befreiende Konzernabschlüsse und Konzernlageberichte von Mutterunternehmen mit Sitz in einem Drittstaat)
KonfVKonfitürenverordnung (Verordnung über Konfitüren und einige ähnliche Erzeugnisse)
KonsGGesetz über die Konsularbeamten, ihre Aufgaben und Befugnisse (Konsulargesetz (Deutschland)) oder Konsulargesetz (Österreich)
KonsHilfGGesetz zur Gewährung von Konsolidierungshilfen (Konsolidierungshilfengesetz) (siehe Schuldenbremse (Deutschland))
KonTraGGesetz zur Kontrolle und Transparenz im Unternehmensbereich
KonzVgVVerordnung über die Vergabe von Konzessionen (Konzessionsvergabeverordnung)
KonzVOKonzentrationsverordnung
KorruptionsbGGesetz zur Verbesserung der Korruptionsbekämpfung (Korruptionsbekämpfungsgesetz) (NRW)
KostÄndGGesetz zur Änderung und Ergänzung kostenrechtlicher Vorschriften
KostBRÄG 2025Gesetz zur Neuregelung der Vormünder- und Betreuervergütung und zur Entlastung von Betreuungsgerichten und Betreuern sowie zur Änderung des Rechtsanwaltsvergütungsgesetzes und des Justizkostenrechts (Kosten- und Betreuervergütungsrechtsänderungsgesetz 2025)
KostenbeitragsVVerordnung zur Festsetzung der Kostenbeiträge für Leistungen und vorläufige Maßnahmen in der Kinder- und Jugendhilfe (Kostenbeitragsverordnung)
KostOKostenordnung
KostRsp.Kostenrechtsprechung (Zeitschrift)
KostVKostenverordnung
KostVfgKostenverfügung
KoReKostenrechnung (siehe u. a. Kosten- und Leistungsrechnung)
KOVDie Kriegsopferversorgung (Zeitschrift) oder Verordnung des Bundesgerichts vom 13. Juli 1911 über die Geschäftsführung der Konkursämter (Schweiz)
KOVAnpVVerordnung zur Anpassung des Bemessungsbetrages und von Geldleistungen nach dem Bundesversorgungsgesetz (KOV-Anpassungsverordnung)
KOVVfG (KriegsopfVwVfG)Kriegsopfer-Verwaltungsverfahrensgesetz
KPBVVerordnung über das Verfahren zur Zusammenarbeit der Bundesoberbehörden und der registrierten Ethik-Kommissionen bei der Bewertung von Anträgen auf Genehmigung von klinischen Prüfungen mit Humanarzneimitteln (Klinische Prüfung-Bewertungsverfahren-Verordnung)
KPfleGKrankenhauspflegeentlastungsgesetz
KPHKrankenpflegehelfer (siehe Gesundheits- und Krankenpflegehelfer)
KPIKriminalpolizeiinspektion
KpSKriminalpolizeiliche Sammlung(en)
KrAbfWUTechAusbVVerordnung über die Berufsausbildung zum Umwelttechnologen für Kreislauf- und Abfallwirtschaft und zur Umwelttechnologin für Kreislauf- und Abfallwirtschaft (Kreislauf- und Abfallwirtschaftsumwelttechnologen-Ausbildungsverordnung)
KraftNAVVerordnung zur Regelung des Netzanschlusses von Anlagen zur Erzeugung von elektrischer Energie (Kraftwerks-Netzanschlussverordnung)
KraftStDVKraftfahrzeugsteuer-Durchführungsverordnung
KraftStGKraftfahrzeugsteuergesetz
KraftstoffLBVVerordnung über Lieferbeschränkungen für Kraftstoff in einer Versorgungskrise (Kraftstoff-Lieferbeschränkungs-Verordnung)
KrBKriminalbeamter (Österreich) (siehe Kriminalbeamtenkorps)
KrGKreisgericht (DDR)
KRGKontrollratsgesetz oder Karenzgeldgesetz (Österreich)
KrimZKriminologische Zentralstelle e. V.
KRINKOKommission für Krankenhaushygiene und Infektionsprävention
KripoKriminalpolizei
krit.kritisch
KritVKritische Vierteljahresschrift für Gesetzgebung und Rechtswissenschaft (Zeitschrift)
KRKÜbereinkommen über die Rechte des Kindes, kurz UN-Kinderrechtskonvention (englisch Convention on the Rights of the Child – CRC)
KrOLandkreisordnung
KroatienAnpGGesetz zur Anpassung des nationalen Steuerrechts an den Beitritt Kroatiens zur EU und zur Änderung weiterer steuerlicher Vorschriften
KrPflGKrankenpflegegesetz (Deutschland)
KrVKranken- und Pflegeversicherung (Zeitschrift)
KrW-/AbfGKreislaufwirtschafts- und Abfallgesetz (aufgehoben; nun Kreislaufwirtschaftsgesetz)
KrWaffKontrG (KrWaffG)Kriegswaffenkontrollgesetz
KrWGKreislaufwirtschaftsgesetz
KryptoFAVVerordnung über Kryptofondsanteile
KryptoWTransferVVerordnung über verstärkte Sorgfaltspflichten bei dem Transfer von Kryptowerten (Kryptowertetransferverordnung)
KrZwMGGesetz über den Zweitmarkt für notleidende Kredite und über Kreditdienstleistungsinstitute (Kreditzweitmarktgesetz)
KSAStabGKünstlersozialabgabenstabilisierungsgesetz
KSchGKündigungsschutzgesetz oder Konsumentenschutzgesetz (Österreich)
KSGBundes-Klimaschutzgesetz oder Klimaschutzgesetz (Österreich) oder Klimaschutz- und Klimawandelanpassungsgesetz Baden-Württemberg oder Katastrophenschutzgesetz
KSIKrisen-, Sanierungs- und Insolvenzberatung (Zeitschrift)
KSKKünstlersozialkasse
KSpGGesetz zur Demonstration der dauerhaften Speicherung von Kohlendioxid (Kohlendioxid-Speicherungsgesetz) (siehe CO2-Abscheidung und -Speicherung)
KSpVOVerordnung der Landesregierung zur Bestimmung der Gebiete mit verlängerter Kündigungssperrfrist bei Wohnungsumwandlungen in Eigentumswohnungen (Kündigungssperrfristverordnung Baden-Württemberg – KSpVO BW) oder Verordnung zur Bestimmung der Gebiete mit verlängerter Kündigungssperrfrist bei der Begründung und Veräußerung von Wohnungseigentum an vermieteten Wohnungen (Kündigungssperrfristverordnung Nordrhein-Westfalen – KSpVO NRW) (aufgehoben; ersetzt durch Mieterschutzverordnung NRW – MietSchVO NRW)
KStAKorruptionsstaatsanwaltschaft (Österreich, bis zum 1. September 2011 bestehend; amtlich: Zentrale Staatsanwaltschaft zur Bekämpfung von Korruption)
KStDV 1977Körperschaftsteuer-Durchführungsverordnung
KStGKörperschaftsteuergesetz (Deutschland) oder Körperschaftssteuergesetz 1988 (Österreich)
KStiftGKirchengesetz über kirchliche Stiftungen in der Evangelischen Kirche in Mitteldeutschland (Kirchliches Stiftungsgesetz)
KStZKommunale Steuerzeitschrift
KSÜHaager Übereinkommen über den Schutz von Kindern (Haager Kinderschutzübereinkommen) (= Übereinkommen über die Zuständigkeit, das anzuwendende Recht, die Anerkennung, Vollstreckung und Zusammenarbeit auf dem Gebiet der elterlichen Verantwortung und die Maßnahmen zum Schutz von Kindern) (siehe u. a. Familienrecht (Deutschland))
KSVGKünstlersozialversicherungsgesetz (Gesetz über die Sozialversicherung der selbständigen Künstler und Publizisten) oder Saarländisches Kommunalselbstverwaltungsgesetz (siehe Gemeindeordnungen in Deutschland)
KSzWKölner Schrift zum Wirtschaftsrecht (Zeitschrift)
KTKommunaler Träger
KTFGGesetz zur Errichtung eines Sondervermögens „Klima- und Transformationsfonds“ (Klima- und Transformationsfondsgesetz)
KTIKriminaltechnisches Institut
KtrStZulVOVerordnung zur Zulassung privater Kontrollstellen zum Schutz von geografischen Angaben, Ursprungsbezeichnungen und garantiert traditionellen Spezialitäten für Agrarerzeugnisse und Lebensmittel im Land Nordrhein-Westfalen (Kontrollstellen-Zulassungsverordnung NRW)
KTSZeitschrift für Insolvenzrecht
KündSchFristVOVerordnung zur Verlängerung der Kündigungsschutzfrist für Wohnraum (Kündigungsschutzfristverordnung Hamburg)
KünSchKlVOVerordnung im Sinne des § 577a Absatz 2 BGB über den verlängerten Kündigungsschutz bei Umwandlung einer Mietwohnung in eine Eigentumswohnung (Kündigungsschutzklausel-Verordnung Berlin)
KÜOVerordnung über die Kehrung und Überprüfung von Anlagen (Kehr- und Überprüfungsordnung)
KüSchVVerordnung über die Küstenschifffahrt (aufgehoben zum 14. Dezember 2024)
KUG (KunstUrhG)Gesetz betreffend das Urheberrecht an Werken der bildenden Künste und der Photographie (Kunsturhebergesetz)
KugZuVVerordnung zur Verlängerung der Zugangserleichterungen für den Bezug von Kurzarbeitergeld (Kurzarbeitergeldzugangsverordnung)
KUIKoordinierungsstelle für Umweltinformationen beim Umweltbundesamt
KultGüRückGKulturgüterrückgabegesetz
KultgVVKulturgüterverzeichnis-Verordnung (Verordnung über das Verzeichnis wertvollen Kulturgutes nach dem Kulturgüterrückgabegesetz)
KunstUrhG (KUG)Kunsturheberrechtsgesetz
KUPKriminologie und Praxis (Schriftenreihe des Kriminologische Zentralstelle e. V.)
KURKunst und Recht – Journal für Kunstrecht, Urheberrecht und Kulturpolitik (Zeitschrift)
KuR (K&R)Kommunikation und Recht (Zeitschrift) oder Kirche & Recht (Zeitschrift)
KURS NiedersachsenKonzeption zum Umgang mit rückfallgefährdeten Sexualstraftäterinnen und Sexualstraftätern in Niedersachsen
KUVGKranken- und Unfallversicherungsgesetz von 1911 (Schweiz) (aufgehoben; jetzt KVG – Krankenversicherungsgesetz)
KVKlägervertreter(in) oder Kommunalverfassung oder Krankenversicherung oder Kostenverzeichnis oder Kombinierter Verkehr oder Kassenärztliche Vereinigung oder Kollektivvertrag (Österreich) oder Kaufvertrag oder Körperverletzung (Deutschland) oder Körperverletzung (Österreich) oder Kostenvoranschlag oder Kreisverband oder Kurzvortrag
KVBGGesetz zur Reduzierung und zur Beendigung der Kohleverstromung (Kohleverstromungsbeendigungsgesetz)
KVGKrankenversicherungsgesetz (Schweiz) oder Kapitalverwaltungsgesellschaft
KVLGGesetz über die Krankenversicherung der Landwirte (siehe Zweites Gesetz über die Krankenversicherung der Landwirte)
KV MVKommunalverfassung für das Land Mecklenburg-Vorpommern (siehe Gemeindeordnungen in Deutschland)
KVRKollisionsverhütungsregeln oder Kreisverwaltungsreferat (siehe u. a. Stadtverwaltung München)
KVStDVKapitalverkehrsteuer-Durchführungsverordnung
KVStGKapitalverkehrsteuergesetz
KWEAKreiswehrersatzamt
KWEGKriegswirtschaftliches Ermächtigungsgesetz (Gesetz vom 24. Juli 1917, mit welchem die Regierung ermächtigt wird, aus Anlass der durch den Kriegszustand verursachten außerordentlichen Verhältnisse die notwendigen Verfügungen auf wirtschaftlichem Gebiete zu treffen)
KWGKreditwesengesetz
KWGWpIGVermVVerordnung über die vertraglich gebundenen Vermittler und das öffentliche Register nach § 2 Absatz 10 Satz 5 des Kreditwesengesetzes und nach § 3 Absatz 2 Satz 5 des Wertpapierinstitutsgesetzes (KWG-WpIG-Vermittlerverordnung)
KWahlGKommunalwahlgesetz (siehe Kommunalwahlrecht)
KWKGKriegswaffenkontrollgesetz
KWKG 2002Kraft-Wärme-Kopplungsgesetz
KZBVKassenzahnärztliche Bundesvereinigung
KZVKassenzahnärztliche Vereinigung

## L
L-G/hFSDBWFSVVerordnung über die Laufbahnen des gehobenen und höheren Fachschuldienstes an Bundeswehrfachschulen
LA-ADBWVVVerordnung über die Laufbahn und Ausbildung für den Amtsgehilfendienst in der Bundeswehrverwaltung
LabMeldAnpVVerordnung zur Anpassung der Meldepflicht nach § 7 des Infektionsschutzgesetzes an die epidemische Lage (Labormeldepflicht-Anpassungsverordnung)
LADGLandesantidiskriminierungsgesetz (des Landes Berlin)
LA-eLDBWVVVerordnung über die Laufbahn und Ausbildung für den einfachen Lagerverwaltungsdienst in der Bundeswehrverwaltung
LadSchlGLadenschlussgesetz (Gesetz über den Ladenschluss)
LärmVibrationsArbSchVVerordnung zum Schutz der Beschäftigten vor Gefährdungen durch Lärm und Vibrationen (Lärm- und Vibrations-Arbeitsschutzverordnung)
LAGLandesarbeitsgericht oder Lastenausgleichsgesetz oder Landesarbeitsgemeinschaft oder Landarbeitsgesetz (Österreich)
LAGEEntscheidungen der Landesarbeitsgerichte, Loseblattsammlung Neuwied (Luchterhand Fachverlag)
LAGPflBLandesausführungsgesetz Pflegeberufe (NRW)
LANUVLandesamt für Natur, Umwelt und Verbraucherschutz Nordrhein-Westfalen
LAnzVLeerverkaufs-Anzeigeverordnung
LAP-gehDAAV 2004Verordnung über die Laufbahn, Ausbildung und Prüfung für den gehobenen Auswärtigen Dienst
LAP-gntDBWVVVerordnung über die Laufbahn, Ausbildung und Prüfung für den gehobenen nichttechnischen Verwaltungsdienst in der Bundeswehrverwaltung
LAP-gtDBWVVVerordnung über die Laufbahn, Ausbildung und Prüfung für den gehobenen technischen Dienst in der Bundeswehrverwaltung – Fachrichtung Wehrtechnik
LAP-hADV 2004Verordnung über die Laufbahn, Ausbildung und Prüfung für den höheren Auswärtigen Dienst
LAP-htDBWVVVerordnung über die Laufbahn, Ausbildung und Prüfung für den höheren technischen Dienst in der Bundeswehrverwaltung – Fachrichtung Wehrtechnik
LAP-mDAAV 2004Verordnung über die Laufbahn, Ausbildung und Prüfung für den mittleren Auswärtigen Dienst
LAP-mDFm/EloAufklBundVVerordnung über die Laufbahn, Ausbildung und Prüfung für den mittleren Dienst der Fernmelde- und Elektronischen Aufklärung des Bundes
LAP-mftDBwVVerordnung über die Laufbahn, Ausbildung und Prüfung für den mittleren feuerwehrtechnischen Dienst in der Bundeswehr
LAP-mntDBWVVVerordnung über die Laufbahn, Ausbildung und Prüfung für den mittleren nichttechnischen Verwaltungsdienst in der Bundeswehrverwaltung
LAP-mtDBWVVVerordnung über die Laufbahn, Ausbildung und Prüfung für den mittleren technischen Dienst in der Bundeswehrverwaltung – Fachrichtung Wehrtechnik –
LaPlaG (auch LPlG)Landesplanungsgesetz
LaReDaLandesrechtsprechungsdatenbank
LASILänderausschuss für Arbeitsschutz und Sicherheitstechnik
LasthandhabVLastenhandhabungsverordnung
laTPSLärmabhängiges Trassenpreissystem
LAWABund/Länder-Arbeitsgemeinschaft Wasser
LBLandesbank
LBALuftfahrt-Bundesamt
LBGLandesbeamtengesetz oder Gesetz über die Landbeschaffung für Aufgaben der Verteidigung (Landbeschaffungsgesetz)
LBOLandesbauordnung
LBauOLandesbauordnung
LBtGLandesbetreuungsgesetz (mehrerer Bundesländer, z. B. NRW)
LDSGLandesdatenschutzgesetz
l. d. u. g.laut diktiert und genehmigt
l. d. k. E.laut diktiert, kein Einwand
LDüngVOLandesdüngeverordnung (z. B. in NRW)
LELadungseinheit oder Lerneinheit
leg. cit.legis citatae (lat.: des zitierten Gesetzes), benutzt bei wiederholter Zitierung desselben Gesetzes
LegRegGGesetz über die Registrierung von Betrieben zur Haltung von Legehennen (Legehennenbetriebsregistergesetz)
LEILegal Entity Identifier (dt.: Rechtsträger-Kennung)
LEntwGLandesentwicklungsgesetz (z. B. in Sachsen-Anhalt)
LEPLandesentwicklungsplan (siehe Landesentwicklungsprogramm)
LEP NRWLandesentwicklungsplan Nordrhein-Westfalen (siehe Landesentwicklungsprogramm)
LEProLandesentwicklungsprogramm (siehe Landesentwicklungsprogramm)
LESLiechtensteinische Entscheidungssammlung oder Leistungen zur Eingliederung von Selbständigen
LFALänderfinanzausgleich
LfBLandesbevollmächtigter für Bahnaufsicht
lfd.laufend
LfDLandesbeauftragter für den Datenschutz
LFGLuftfahrtgesetz (Österreich) oder Luftfahrtgesetz (Schweiz) oder Luftfahrtgesetz (Liechtenstein)
LFGBLebensmittel-, Bedarfsgegenstände- und Futtermittelgesetzbuch
LFGGLandesgesetz über die freiwillige Gerichtsbarkeit (Baden-Württemberg)
LfPBayerisches Landesamt für Pflege
LfStLandesamt für Steuern (eines Bundeslandes, z. B. Bayerisches Landesamt für Steuern – BayLfSt)
LFVVVerordnung mit Durchführungsvorschriften über die Verbringung von Lebensmitteln und Futtermitteln in die Europäische Union und über die amtlichen Kontrollen der Verbringung (Lebensmittel-und-Futtermittel-Verbringungs-Verordnung)
LGLandgericht oder Lebensgemeinschaft oder Landesgerichte (Österreich; siehe Gerichtsorganisation in Österreich)
LGBl.Landesgesetzblatt
LGebGLandesgebührengesetz
LGGLandesgleichstellungsgesetz (Berlin, Brandenburg, Bremen, NRW, Rheinland-Pfalz) (siehe Gesetze und amtliche Regelungen zur geschlechtergerechten Sprache)
LGrStGLandesgrundsteuergesetz (z. B. in Baden-Württemberg)
LGuVBl.Landesgesetz- und Verordnungsblatt (eines Bundeslandes in Österreich)
LGVÜLuganer Übereinkommen über die gerichtliche Zuständigkeit und die Vollstreckung gerichtlicher Entscheidungen in Zivil- und Handelssachen (Lugano-Übereinkommen)
LGZLandesgerichte für Zivilrechtssachen (Österreich; siehe Gerichtsorganisation in Österreich)
LHBLuftfahrt-Haftpflichtversicherungs-Bedingungen
LHGLandeshochschulgesetz
LHmVLösungsmittel-Höchstmengenverordnung
LHOLandeshaushaltsordnung
LHundGLandeshundegesetz (z. B. LHundG NRW)
LiegTGLiegenschaftsteilungsgesetz (Österreich) (siehe Grundbuch#Österreich)
LImSchGLandesimmissionsschutzgesetz
lit.Litera (lat. Buchstabe) – wird bei alphabetischer Aufzählung verwendet (siehe Zitieren von Rechtsnormen#Aufzählung)
Lit.Literatur (oft für Lehrmeinung)
LJALandesjugendamt
LJVLandesjustizverwaltung
LJZLiechtensteinische Juristenzeitung
LKLeipziger Kommentar oder Lehrkontrolle
LKALandeskriminalamt
LKOLandkreisordnung
LKÖLandwirtschaftskammer Österreich
LKRZZeitschrift für Landes- und Kommunalrecht Hessen – Rheinland-Pfalz – Saarland
LkSGGesetz über unternehmerische Sorgfaltspflichten in Lieferketten (Lieferkettensorgfaltspflichtengesetz) (siehe Lieferkettengesetz)
LKVLandes- und Kommunalverwaltung (Zeitschrift) oder  Los-Kennzeichnungs-Verordnung
LKW-MautVLKW-Maut-Verordnung
LKWÜberlStVAusnVVerordnung über Ausnahmen von straßenverkehrsrechtlichen Vorschriften für Fahrzeuge und Fahrzeugkombinationen mit Überlänge
LLCLimited Liability Company
LLGLandwirtschafts- und Landeskulturgesetz (Baden-Württemberg)
LLMCConvention on Limitation of Liability for Maritime Claims (= Internationales „Übereinkommen über die Beschränkung der Haftung für Seeforderungen“ vom 19. November 1976 in der Fassung des Protokolls von 1996)
LLPLimited Liability Partnership
LM (LMK)Entscheidungen des Bundesgerichtshofes im Nachschlagewerk von Lindenmaier-Möhring
LMBestrVVerordnung über die Behandlung von Lebensmitteln mit Elektronen-, Gamma- und Röntgenstrahlen, Neutronen oder ultravioletten Strahlen (siehe Lebensmittelbestrahlung)
LMBGLebensmittel- und Bedarfsgegenständegesetz (Gesetz über den Verkehr mit Lebensmitteln, Tabakerzeugnissen, kosmetischen Mitteln und sonstigen Bedarfsgegenständen)
LMEVLebensmitteleinfuhr-Verordnung (Verordnung über die Durchführung der veterinärrechtlichen Kontrollen bei der Einfuhr und Durchfuhr von Lebensmitteln tierischen Ursprungs aus Drittländern sowie über die Einfuhr sonstiger Lebensmittel aus Drittländern)
LMG (auch LMedG oder LMedienG)Landesmediengesetz
LMHVLebensmittelhygiene-Verordnung (Verordnung über Anforderungen an die Hygiene beim Herstellen, Behandeln und Inverkehrbringen von Lebensmitteln)
LMIDVVerordnung zur Durchführung unionsrechtlicher Vorschriften betreffend die Information der Verbraucher über Lebensmittel (Lebensmittelinformations-Durchführungsverordnung)
LMIVLebensmittel-Informationsverordnung (Verordnung (EU) Nr. 1169/2011)
LMIDVLebensmittelinformations-Durchführungsverordnung
LMK (LM)Entscheidungen des Bundesgerichtshofes im Nachschlagewerk von Lindenmaier-Möhring
LMKÜVVerordnung mit Übergangsregelungen zur Einführung der Informationen zur Lebensmittelkette
LMKVLebensmittel-Kennzeichnungsverordnung
LMRLokales Melderegister (Österreich)
LMRStVVerordnung zur Durchsetzung lebensmittelrechtlicher Rechtsakte der Europäischen Gemeinschaft (Lebensmittelrechtliche Straf- und Bußgeldverordnung)
LMSVGLebensmittelsicherheits- und Verbraucherschutzgesetz (Österreich)
LMÜTranspGGesetz zur Transparenzmachung von Ergebnissen amtlicher Kontrollen in der Lebensmittelüberwachung (Lebensmittelüberwachungstransparenzgesetz) (Berlin)
LMuRLebensmittel & Recht (Zeitschrift)
LMZDVVerordnung zur Durchführung unionsrechtlicher Vorschriften über Lebensmittelzusatzstoffe (Lebensmittelzusatzstoff-Durchführungsverordnung)
LNatSchG NRWLandesnaturschutzgesetz Nordrhein-Westfalen
LNGGGesetz zur Beschleunigung des Einsatzes verflüssigten Erdgases (LNG-Beschleunigungsgesetz)
LOBleistungsorientierte Bezahlung (siehe Leistungsorientierte Vergütung)
LobbyRGGesetz zur Einführung eines Lobbyregisters für die Interessenvertretung gegenüber dem Deutschen Bundestag und gegenüber der Bundesregierung (Lobbyregistergesetz)
LOGLandesorganisationsgesetz (z. B. in NRW)
LogisVVerordnung über die Unterbringung der Besatzungsmitglieder an Bord von Kauffahrteischiffen
LogopGGesetz über den Beruf des Logopäden
LogRLogistik & Recht (Zeitschrift)
LohnfortzGLohnfortzahlungsgesetz (Gesetz über die Zahlung des Arbeitsentgelts an Feiertagen und im Krankheitsfall)
LOStALeitender Oberstaatsanwalt
LotterieStVLotteriestaatsvertrag (siehe Glücksspielstaatsvertrag)
LottStVLotteriestaatsvertrag (siehe Glücksspielstaatsvertrag)
LQNLeistungs- und Qualitätsnachweis
LQVLeistungs- und Qualitätsvereinbarung
LPLegislaturperiode oder Leistungspflicht
LPDLandespolizeidirektion (Österreich)
LPachtVGLandpachtverkehrsgesetz (siehe Landpacht)
LPartGLebenspartnerschaftsgesetz
LPKLehr- und Praxiskommentar (zu diversen Gesetzen) oder Landespolizeikommando (Österreich)
LPlG (auch LaPlaG)Landesplanungsgesetz
LPVGLandespersonalvertretungsgesetz (siehe z. B. Landespersonalvertretungsgesetz (Nordrhein-Westfalen))
LPZVLeistungsprämien- und Zulagenverordnung (Verordnung über die Gewährung von Prämien und Zulagen für besondere Leistungen)
LRLöwe / Rosenberg, Die Strafprozessordnung und das Gerichtsverfassungsgesetz mit Nebengesetzen, Großkommentar oder Landrat oder Lehrerrat
LRALandratsamt oder Lohnrahmenabkommen
LRCAllgemeines Funkbetriebszeugnis (englisch Long Range Certificate)
LRDLeitender Regierungsdirektor
LRESammlung lebensmittelrechtlicher Entscheidungen
LRGLandesrundfunkgesetz
LRHLandesrechnungshof (siehe Rechnungshof > Landesrechnungshof)
LROPLandes-Raumordnungsprogramm Niedersachsen
LRPLandschaftsrahmenplan
LRVLuftreinhalte-Verordnung (Schweiz)
Ls.Leitsatz
LSALand Sachsen-Anhalt oder Lichtsignalanlage
LSD-BGLohn- und Sozialdumping-Bekämpfungsgesetz (Österreich)
LSGLandessozialgericht oder Landschaftsschutzgebiet
LSpGGesetz zur Durchführung der Rechtsakte der Europäischen Union über Qualitätsregelungen betreffend garantiert traditionelle Spezialitäten und fakultative Qualitätsangaben (Lebensmittelspezialitätengesetz)
LSt.Lohnsteuer (Deutschland) oder Lohnsteuer (Österreich)
LStDVLohnsteuer-Durchführungsverordnung
LStRLohnsteuer-Richtlinien
LStuVLohnstufenverordnung (Verordnung über das leistungsabhängige Aufsteigen in den Grundgehaltsstufen)
LStVG(Bayerisches) Landesstraf- und Verordnungsgesetz (siehe auch Polizei Bayern)
LSVLadesäulenverordnung oder Lärmschutz-Verordnung (Schweiz)
LSVALeistungsabhängige Schwerverkehrsabgabe (Schweiz)
LSVMGGesetz zur Modernisierung des Rechts der landwirtschaftlichen Sozialversicherung
LSV-NOGGesetz zur Neuordnung der Organisation der landwirtschaftlichen Sozialversicherung
LTLandtag
lt.laut (gemäß)
lt. d. u. g.laut diktiert und genehmigt
Ltd.Kapitalgesellschaft (Vereinigtes Königreich) (Limited) oder leitend
LTOLegal Tribune Online (Zeitschrift)
LTranspGLandestransparenzgesetz (z. B. in Rheinland-Pfalz)
LTTGLandesgesetz zur Gewährleistung von Tariftreue und Mindestentgelt bei öffentlicher Auftragsvergabe Rheinland-Pfalz
LTVVerordnung über die Tarifordnung für die Seelotsreviere (Lotstarifverordnung)
LTZLegalTech – Zeitschrift für die digitale Rechtsanwendung
LuFLand- und Forstwirtschaft
LufABwLuftfahrtamt der Bundeswehr
LuftBauOBauordnung für Luftfahrtgerät
LuftBOBetriebsordnung für Luftfahrtgerät
LuftEBVVerordnung zur Regelung des Betriebs von nicht als Luftfahrtgerät zugelassenen elektronischen Geräten in Luftfahrzeugen (Luftfahrzeug-Elektronik-Betriebs-Verordnung)
LuftGerPVVerordnung zur Prüfung von Luftfahrtgerät
LuftKostVKostenverordnung der Luftfahrtverwaltung
LuftPersVVerordnung über Luftfahrtpersonal
LuftSchlichtVVerordnung nach § 57c des Luftverkehrsgesetzes zur Schlichtung im Luftverkehr (Luftverkehrsschlichtungsverordnung)
LuftSiGLuftsicherheitsgesetz
LuftSiGebVLuftsicherheitsgebührenverordnung
LuftSiSchulVLuftsicherheits-Schulungsverordnung
LuftVGLuftverkehrsgesetz
LuftVOLuftverkehrs-Ordnung
LuftVStAbsenkVLuftverkehrsteuer-Absenkungsverordnung
LuftVStGLuftverkehrsteuergesetz (siehe Luftverkehrabgabe)
LuftVZOLuftverkehrs-Zulassungs-Ordnung
LugÜLugano-Übereinkommen
LuKrFrühErkVVerordnung über die Zulässigkeit der Anwendung der Niedrigdosis-Computertomographie zur Früherkennung von Lungenkrebs bei rauchenden Personen (Lungenkrebs-Früherkennungs-Verordnung)
LVLandesverfassung (Deutschland) oder Landesverfassung(Österreich) oder Leistungsverzeichnis oder Landesverfügung oder Lebensversicherung oder Verfassung des Fürstentums Liechtenstein
LVALandesversicherungsanstalt
LVerbOLandschaftsverbandsordnung (siehe Landschaftsverbände in Nordrhein-Westfalen)
LVerfGLandesverfassungsgericht
LVGLandesverwaltungsgesetz
LVGG (oder LvwGG)Landesverwaltungsgericht (in Österreich)
LVRLandschaftsverband Rheinland oder Luftverkehrsregeln (Österreich)
LVRGLebensversicherungsreformgesetz
LVTLandesamt für Verfassungsschutz und Terrorismusbekämpfung (Österreich)
LVwVfGLandesverwaltungsverfahrensgesetz
LVwVGLandesverwaltungsvollstreckungsgesetz
LWaGLandeswassergesetz
LwAltschGLandwirtschaft-Altschuldengesetz
LwAltschVLandwirtschaft-Altschuldenverordnung
LwAnpGLandwirtschaftsanpassungsgesetz
LWGLandeswassergesetz oder Bayerische Landesanstalt für Weinbau und Gartenbau
LwGLandwirtschaftsgesetz (Deutschland) oder Landwirtschaftsgesetz (Schweiz) oder Landwirtschaftsgericht
LWKLandwirtschaftskammer
LWLLandschaftsverband Westfalen-Lippe
LWNDLuftwaffennachrichtendienst (Schweiz; bis 2007) (siehe Schweizer Nachrichtendienste)
LWVLandeswohlfahrtsverband
LwVfGLandwirtschaftsverfahrensgesetz (Gesetz über das Verfahren in Landwirtschaftssachen)
LZLichtzeichen oder Lebensmittel Zeitung oder Lieferzeit
LZALichtzeichenanlage (= Ampel)
LZG NRWLandeszentrum Gesundheit Nordrhein-Westfalen

## M
MAMannheimer Akte (offiziell: Revidierte Rheinschifffahrtsakte vom 17. Oktober 1868)
MABl.Ministerialamtsblatt
MaBVVerordnung über die Pflichten der Makler, Darlehens- und Anlagenvermittler, Anlageberater, Bauträger und Baubetreuer (Makler- und Bauträgerverordnung)
MADMilitärischer Abschirmdienst
MADGMAD-Gesetz (Gesetz über den Militärischen Abschirmdienst)
MADVDVVerordnung über den Vorbereitungsdienst für den mittleren Auswärtigen Dienst
MAEMehraufwandsentschädigung
MaGOMindestanforderungen an die Geschäftsorganisation von Versicherungsunternehmen
MAKMaximale Arbeitsplatz-Konzentration
MaklerGMaklergesetz (Österreich)
MaklKostVertGGesetz über die Verteilung der Maklerkosten bei der Vermittlung von Kaufverträgen über Wohnungen und Einfamilienhäuser
MaKonVMarktmanipulations-Konkretisierungsverordnung (Verordnung zur Konkretisierung des Verbotes der Marktmanipulation) (siehe Marktmanipulation)
MalerArbbVVerordnung über zwingende Arbeitsbedingungen im Maler- und Lackiererhandwerk (Malerarbeitsbedingungenverordnung)
MaPrVVerordnung über die Höhe der Managementprämie für Strom aus Windenergie und solarer Strahlungsenergie (Managementprämienverordnung)
MariMedVVerordnung über maritime medizinische Anforderungen auf Kauffahrteischiffen (Maritime-Medizin-Verordnung)
MaRisk (BA)Mindestanforderungen an das Risikomanagement (BA)
MarkenGMarkengesetz
MarkenRMarkenrecht (Zeitschrift)
MarkenRRGMarkenrechtsreformgesetz (Gesetz zur Reform des Markenrechts und zur Umsetzung der Ersten Richtlinie 89/104/EWG des Rates vom 21. Dezember 1988 zur Angleichung der Rechtsvorschriften der Mitgliedstaaten über die Marken)
MarkenVVerordnung zur Ausführung des Markengesetzes (Markenverordnung)
MarktAngVMarktzugangsangabenverordnung (siehe Wertpapierhandelsgesetz)
MARPOLInternationales Übereinkommen zur Verhütung der Meeresverschmutzung durch Schiffe (engl.: International Convention for the Prevention of Marine Pollution from Ships, auch MARPOL 73/78 (von marine pollution))
MaschVVerordnung über die Sicherheit von Maschinen (Maschinenverordnung) (Schweiz)
MaßstGGesetz über verfassungskonkretisierende allgemeine Maßstäbe für die Verteilung des Umsatzsteueraufkommens, für den Finanzausgleich unter den Ländern sowie für die Gewährung von Bundesergänzungszuweisungen (Maßstäbegesetz) (siehe Finanzausgleich (Deutschland))
MaStRMarktstammdatenregister
MaStRVVerordnung über das zentrale elektronische Verzeichnis energiewirtschaftlicher Daten (Marktstammdatenregisterverordnung)
MauerGGesetz über den Verkauf von Mauer- und Grenzgrundstücken an die früheren Eigentümer (Mauergrundstücksgesetz)
MauerVVerordnung nach § 6 des Mauergrundstücksgesetzes (Mauergrundstücksverordnung)
MautHVMauthöheverordnung (Verordnung zur Festsetzung der Höhe der Autobahnmaut für schwere Nutzfahrzeuge)
MautStrAusdehnVMautstreckenausdehnungsverordnung
MautSysGMautsystemgesetz (Deutschland)
MAVMitarbeitervertretung oder maschinelles Anfrageverfahren
MAVOMitarbeitervertretungsordnung der katholischen Kirche
MBMahnbescheid
MbBOMagnetschwebebahn-Bau und Betriebsordnung
MBergGMeeresbodenbergbaugesetz
MBGMitbestimmungsgesetz (z. B. in Schleswig-Holstein) oder (österreichisches) Bundesgesetz über Aufgaben und Befugnisse im Rahmen der militärischen Landesverteidigung (Militärbefugnisgesetz)
MBl.Ministerialblatt
MBl.NRW.Ministerialblatt für das Land Nordrhein-Westfalen
MBOMusterentwurf zur Bauordnung
MBPlGMagnetschwebebahnplanungsgesetz
MdB, M. d. B.Mitglied des Bundestages
MDDRichtlinie 93/42/EWG über Medizinprodukte (engl.: Medical Device Directive – MDD)
MdEMitglied des Europäischen Parlaments (auch MdEP) oder Minderung der Erwerbsfähigkeit (bis zum 21. Dezember 2007; nunmehr GdS – Grad der Schädigungsfolgen)
Mdj.Minderjähriger
MDKMedizinischer Dienst der Krankenversicherung
MdL, M. d. L.Mitglied des Landtags
MdPMitteilungen der deutschen Patentanwälte (Zeitschrift)
m. d. P. n. v. u. n. v.mit den Parteien nicht verwandt und nicht verschwägert
MDRMonatsschrift für Deutsches Recht oder Verordnung (EU) 2017/745 über Medizinprodukte (engl.: Medical Device Regulation – MDR) oder Mitteldeutscher Rundfunk
MDStVMediendienste-Staatsvertrag
MEMusterentwurf
MEAMiteigentumsanteil
MedBGMedizinalberufegesetz (Schweiz)
MedBVSVVerordnung zur Sicherstellung der Versorgung der Bevölkerung mit Produkten des medizinischen Bedarfs bei der durch das Coronavirus SARS-CoV-2 verursachten Epidemie (Medizinischer Bedarf Versorgungssicherstellungsverordnung)
MedCanGGesetz zur Versorgung mit Cannabis zu medizinischen und medizinisch-wissenschaftlichen Zwecken (Medizinal-Cannabisgesetz)
MEDELMagistrats Européens pour la Démocratie et les Libertés
MedFAngAusbVVerordnung über die Berufsausbildung zum Medizinischen Fachangestellten/zur Medizinischen Fachangestellten
MedGVMedizingeräteverordnung (Verordnung über die Sicherheit medizinisch-technischer Geräte; aufgehoben und ersetzt zum 1. Januar 2002 durch Medizinproduktegesetz)
MedHygV (MedHygVO)Verordnung zur Hygiene und Infektionsprävention in medizinischen Einrichtungen (diverser Bundesländer)
MediationsGMediationsgesetz
MedienGBundesgesetz vom 12. Juni 1981 über die Presse und andere publizistische Medien (Mediengesetz) (Österreich)
MedizinalfachberufeVVerordnung über die Ausbildungsförderung für Medizinalfachberufe (aufgehoben; ersetzt durch BAföG-Medizinalfach- und Pflegeberufe-Verordnung – BAföG-MedPflegbV)
MedRMedizinrecht (Zeitschrift)
MedSachDer medizinische Sachverständige (Zeitschrift)
medstraZeitschrift für Medizinstrafrecht
MEGMaß- und Eichgesetz (Österreich)
MEKMobiles Einsatzkommando
MeldeGMeldegesetz 1991 (Österreich)
MeldFortGGesetz zur Fortentwicklung des Meldewesens (siehe Bundesmeldegesetz)
MeMBVMedizinproduktemethodenbewertungsverordnung
MEPMitglied des Europäischen Parlaments (englisch Member of the European Parliament)
MEPolGMusterentwurf eines einheitlichen Polizeigesetzes des Bundes und der Länder
MepVMedizinprodukteverordnung (Schweiz)
MERLRichtlinie 98/59/EG des Rates vom 20. Juli 1998 zur Angleichung der Rechtsvorschriften der Mitgliedsstaaten über Massenentlassungen (Massenentlassungs-Richtlinie)
MessEGGesetz über das Inverkehrbringen und die Bereitstellung von Messgeräten auf dem Markt, ihre Verwendung und Eichung sowie über Fertigpackungen (Mess- und Eichgesetz)
MessEVVerordnung über das Inverkehrbringen und die Bereitstellung von Messgeräten auf dem Markt sowie über ihre Verwendung und Eichung (Mess- und Eichverordnung)
MessZVVerordnung über Rahmenbedingungen für den Messstellenbetrieb und die Messung im Bereich der leitungsgebundenen Elektrizitäts- und Gasversorgung (Messzugangsverordnung) (aufgehoben, ersetzt durch Messstellenbetriebsgesetz – MsbG)
METASBundesamt für Metrologie (Schweiz) (französisch Office fédéral de métrologie, italienisch Ufficio federale di metrologia, rät. Uffizi federal per metrologia)
Met/GlockAusbVVerordnung über die Berufsausbildung zum Metall- und Glockengießer/zur Metall- und Glockengießerin
MFEMobile Fahndungseinheit
MFGGesetz zur Förderung des Mittelstandes (Mittelstandsförderungs- und Vergabegesetz) Schleswig-Holstein
MFKMotorfahrzeugkontrolle (siehe Strassenverkehrsamt) oder Musterfeststellungsklage
MFKRegVVerordnung über das Register für Musterfeststellungsklagen(Musterfeststellungsklagenregister-Verordnung)
MFRMehrjähriger Finanzrahmen der Europäischen Union
MfSMinisterium für Staatssicherheit
MGBundesgesetz über die Armee und die Militärverwaltung (Militärgesetz) (Schweiz)
MgFSGGesetz zur Umsetzung der Bestimmungen der Umwandlungsrichtlinie über die Mitbestimmung der Arbeitnehmer bei grenzüberschreitenden Umwandlungen, Verschmelzungen und Spaltungen
MgVGMitbestimmungsgesetz bei einer grenzüberschreitenden Verschmelzung (Gesetz über die Mitbestimmung der Arbeitnehmer bei einer grenzüberschreitenden Verschmelzung)
MgvGGesetz zur Vorbereitung der Schaffung von Baurecht durch Maßnahmengesetz im Verkehrsbereich (Maßnahmengesetzvorbereitungsgesetz)
MHbeGGesetz zur Beschränkung der Haftung Minderjähriger (Minderjährigenhaftungsbeschränkungsgesetz)
MHDMindesthaltbarkeitsdatum
MHGMiethöheregelungsgesetz
MIASMehrwertsteuer-Informationsaustauschsystem der Europäischen Kommission (engl.: VAT Information Exchange System – VIES)
MIBMelde- und Informationssystem Binnenschifffahrt
MicroBilGGesetz zur Umsetzung der Richtlinie 2012/6/EU des Europäischen Parlaments und des Rates vom 14. März 2012 zur Änderung der Richtlinie 78/660/EWG des Rates über den Jahresabschluss von Gesellschaften bestimmter Rechtsformen hinsichtlich Kleinstbetrieben (Kleinstkapitalgesellschaften-Bilanzrechtsänderungsgesetz)
MIDRichtlinie 2004/22/EG über Messgeräte (Messgeräterichtlinie; engl.: Measuring Instruments Directive – MID)
MietAnpGMietrechtsanpassungsgesetz
MietbegrenzVMietpreisbegrenzungsverordnung (Brandenburg)
MietbegrenzVOMietpreisbegrenzungsverordnung (Nordrhein-Westfalen)
MietBegrVOMietpreisbegrenzungsverordnung (Rheinland-Pfalz oder Thüringen)
MietBgKaLVOMietpreisbegrenzungs- und Kappungsgrenzenlandesverordnung (Mecklenburg-Vorpommern)
MietBgVOMietpreisbegrenzungsverordnung (Baden-Württemberg)
MietPrVOMietpreisverordnung (Schleswig-Holstein)
MietRBDer Miet-Rechts-Berater (Zeitschrift)
MietSchVOMieterschutzverordnung (Nordrhein-Westfalen)
MiFIDRichtlinie 2004/39/EG über Märkte für Finanzinstrumente (engl.: MiFID = Markets in Financial Instruments Directive)
MiFIRMarkets in Financial Instruments Regulation (VO[EU] 600/2014)
MikrozensusG (MZG)Mikrozensusgesetz (Gesetz zur Durchführung einer Repräsentativstatistik über die Bevölkerung und den Arbeitsmarkt sowie die Wohnsituation der Haushalte)
MilchAbgVMilchabgabenverordnung (Verordnung zur Durchführung der EG-Milchabgabenregelung)
MilchErzVMilcherzeugnisverordnung
MilchFettGMilch- und Fettgesetz
MilchGüVMilch-Güteverordnung (aufgehoben zum 1. Juli 2021 und ersetzt durch Verordnung zur Förderung der Güte von Rohmilch (Rohmilchgüteverordnung -RohmilchGütV))
MilchMagGGesetz über Milch, Milcherzeugnisse, Margarineerzeugnisse und ähnliche Erzeugnisse (Milch- und Margarinegesetz)
MilchQuotVMilchquotenverordnung
MilchSonMaßGGesetz zur Durchführung von Sondermaßnahmen der Europäischen Union im Milchmarktbereich
MilchSoPrGMilch-Sonderprogrammgesetz (Gesetz über ein Sonderprogramm mit Maßnahmen für Milchviehhalter)
MilchVOMilchverordnung (aufgehoben)
MiLoAufzVVerordnung zu den Dokumentationspflichten nach den §§ 16 und 17 des Mindestlohngesetzes und den §§ 18 und 19 des Arbeitnehmer-Entsendegesetzes in Bezug auf bestimmte Arbeitnehmergruppen (Mindestlohnaufzeichnungsverordnung)
MiLoDokVMindestlohndokumentationspflichtenverordnung
MiLoGGesetz zur Regelung eines allgemeinen Mindestlohns (Mindestlohngesetz)
MiLoMeldVVerordnung über Meldepflichten nach dem Mindestlohngesetz, dem Arbeitnehmer-Entsendegesetz und dem Arbeitnehmerüberlassungsgesetz (Mindestlohnmeldeverordnung)
MiLoVMindestlohnanpassungsverordnung
MilStGMilitärstrafgesetz (Österreich) oder Militärstrafgesetz (Schweiz)
MilzbRbVVerordnung zum Schutz gegen den Milzbrand und den Rauschbrand
Min/TafelWVMineral- und Tafelwasser-Verordnung (Verordnung über natürliches Mineralwasser, Quellwasser und Tafelwasser)
MinBestRL-UmsGGesetz zur Umsetzung der Richtlinie (EU) 2022/2523 des Rates zur Gewährleistung einer globalen Mindestbesteuerung und weiterer Begleitmaßnahmen (Mindestbesteuerungsrichtlinie-Umsetzungsgesetz)
MinBlFinMinisterialblatt des Bundesministeriums der Finanzen
MindArbBedG (MiArbG)Mindestarbeitsbedingungengesetz
MindNamÄndGMinderheitennamensänderungsgesetz (siehe Namensrecht (Deutschland))
MindSchRÜbkGGesetz zu dem Rahmenübereinkommen des Europarats vom 1. Februar 1995 zum Schutz nationaler Minderheiten
MindZVVerordnung über die Mindestbeitragsrückerstattung in der Lebensversicherung (Mindestzuführungsverordnung)
MinNettoV 2000Mindestnettobeträge-Verordnung 2000 (Verordnung über die Mindestnettobeträge nach dem Altersteilzeitgesetz für das Jahr 2000)
MinÖlBewVMineralölbewirtschaftungs-Verordnung
MinölStGMineralölsteuergesetz
MinöStGMineralölsteuergesetz (Schweiz) (siehe Mineralölsteuer (Schweiz))
MinöStVMineralölsteuerverordnung (Verordnung zur Durchführung des Mineralölsteuergesetzes)
MinroGMineralrohstoffgesetz (Österreich)
MinStGGesetz zur Gewährleistung einer globalen Mindestbesteuerung für Unternehmensgruppen (Mindeststeuergesetz)
MiSchuVMieterschutzverordnung (Bayern oder Hessen oder Niedersachsen)
MissbrauchEindämmGGesetz zur Eindämmung missbräuchlicher Steuergestaltungen
MiStraAnordnung über Mitteilungen in Strafsachen
MitbestGMitbestimmungsgesetz
MittMitteilungen der deutschen Patentanwälte (Zeitschrift)
MittBayNotMitteilungen des Bayerischen Notarvereins, der Notarkasse und der Landesnotarkammer Bayern (siehe MittBayNot)
MittdtschPatAnwMitteilungen deutscher Patentanwälte
MiZiAnordnung über Mitteilungen in Zivilsachen
MJMinderjähriger
MJVVerordnung über die Militärjustiz (Schweiz)
MKMinisterkonferenz
MKGMobile Kontrollgruppe(n) oder Militärkassationsgericht (Schweiz; franz.: Tribunal militaire de cassation; ital.: Tribunale militare di cassazione – TMC)
MKROMinisterkonferenz für Raumordnung
MKSeuchV (MKSV)Verordnung zum Schutz gegen die Maul- und Klauenseuche
MKSVMaul- und Klauenseuche-Verordnung (Verordnung zur Bekämpfung der Maul- und Klauenseuche)
MKÜMobile Kontroll- und Überwachungseinheit der Bundespolizei
MLAnpVVerordnung zur Anpassung der Mindestleistung nach dem Unterhaltssicherungsgesetz (Mindestleistungsanpassungsverordnung)
MLEMagister Legum Europae (Studienabschluss im Europarecht)
MLRMarburg Law Review (Zeitschrift)
MMMindermeinung oder Minderheitsmeinung oder MieterMagazin (Zeitschrift)
MMAMadrider Abkommen über die internationale Registrierung von Marken (kurz: Madrider Markenabkommen – MMA)
MMilchPulvVVerordnung zur Durchführung der öffentlichen Lagerhaltung von Magermilchpulver
MMRMultimedia und Recht (Zeitschrift)
MNDMilitärischer Nachrichtendienst (Schweiz) (siehe Schweizer Nachrichtendienste)
MntDBwVVDVVerordnung über den Vorbereitungsdienst für den mittleren nichttechnischen Verwaltungsdienst in der Bundeswehrverwaltung
MobHVMobilitätshilfenverordnung
ModEnGGesetz zur Förderung der Modernisierung von Wohnungen und von Maßnahmen zur Einsparung von Heizenergie (Modernisierungs- und Energieeinsparungsgesetz)
ModGModulationsgesetz (Gesetz zur Modulation von Direktzahlungen im Rahmen der Gemeinsamen Agrarpolitik)
ModGAufhGGesetz zur Aufhebung des Modulationsgesetzes
ModistAusbVVerordnung über die Berufsausbildung zum Modisten/zur Modistin
ModMstrVVerordnung über das Berufsbild und über die Prüfungsanforderungen im praktischen und im fachtheoretischen Teil der Meisterprüfung für das Modisten-Handwerk
MOEMittel- und Osteuropa
MOELMittel- und osteuropäische Länder (kurz MOEL)
MÖStMineralölsteuer (Österreich)
MÖStGMineralölsteuergesetz (Österreich)
MOGMarktorganisationsgesetz (Gesetz zur Durchführung der Gemeinsamen Marktorganisation und der Direktzahlungen)
MolkMeistPrVVerordnung über die Meisterprüfung zum anerkannten Fortbildungsabschluss Molkereimeister – Bachelor Professional in Milchtechnologie und Molkereimeisterin – Bachelor Professional in Milchtechnologie
MoMiGGesetz zur Modernisierung des GmbH-Rechts und zur Bekämpfung von Missbräuchen
MontanMitbestGMontan-Mitbestimmungsgesetz
MontanMitbestErgGMontan-Mitbestimmungsergänzungsgesetz
MoPeGGesetz zur Modernisierung des Personengesellschaftsrechts
MoselSchPVMoselschifffahrtspolizeiverordnung
MOSSMini-One-Stop-Shop
MoUMemorandum of Understanding
MPMinisterpräsident
MPAMIVVerordnung über die Meldung von mutmaßlichen schwerwiegenden Vorkommnissen bei Medizinprodukten sowie zum Informationsaustausch der zuständigen Behörden (Medizinprodukte Anwendermelde- und Informationsverordnung)
MPAVVerordnung zur Regelung der Abgabe von Medizinprodukten (Medizinprodukte-Abgabeverordnung)
MPBetreibVVerordnung über das Errichten, Betreiben und Anwenden von Medizinprodukten (Medizinprodukte-Betreiberverordnung)
MPDGGesetz zur Durchführung unionsrechtlicher Vorschriften betreffend Medizinprodukte (Medizinprodukterecht-Durchführungsgesetz)
MPEUAnpGGesetz zur Anpassung des Medizinprodukterechts an die Verordnung (EU) 2017/745 und die Verordnung (EU) 2017/746 (Medizinprodukte-EU-Anpassungsgesetz)
MPGMedizinproduktegesetz (Deutschland/Österreich)
MPGebVGebührenverordnung zum Medizinproduktegesetz und den zu seiner Ausführung ergangenen Rechtsverordnungen (Medizinprodukte-Gebührenverordnung)
MPhGMasseur- und Physiotherapeutengesetz
MPKMinisterpräsidentenkonferenz
MPKPVVerordnung über klinische Prüfungen von Medizinprodukten
MPRMedizin Produkte Recht (Zeitschrift)
MPSVMedizinprodukte-Sicherheitsplanverordnung (Verordnung über die Erfassung, Bewertung und Abwehr von Risiken bei Medizinprodukten) [aufgehoben; ersetzt durch Medizinprodukte Anwendermelde- und Informationsverordnung (MPAMIV)]
MPUMedizinisch-Psychologische Untersuchung
MPVMedizinprodukte-Verordnung
MPVerschrVVerordnung über die Verschreibungspflicht von Medizinprodukten
MPVertrVVerordnung über Vertriebswege für Medizinprodukte
MRMusterregister (vergleiche jetzt: Geschmacksmuster)
MRB-VMenschenrechtsbeiratverordnung (Österreich)
MRGMietrechtsgesetz (Österreich) (siehe auch Mietvertrag (Österreich))
MRIMax Rubner-Institut, Bundesforschungsinstitut für Ernährung und Lebensmittel
MRKMenschenrechtskonvention, siehe Europäische Menschenrechtskonvention (EMRK)
MRLRichtlinie 2006/42/EG (Maschinenrichtlinie)
MRMMenschenRechtsMagazin des MenschenRechtsZentrum (Potsdam) (MRZ)
MRNMovement Reference Number (dt. etwa Versandreferenznummer) (siehe Versandanmeldung)
MRRGMelderechtsrahmengesetz
MRZMenschenRechtsZentrum (Potsdam)
MSAHaager Minderjährigenschutzabkommen vom 5. November 1961 (= Übereinkommen über die Zuständigkeit der Behörden und das anzuwendende Recht auf dem Gebiet des Schutzes von Minderjährigen)
MsbLärmSchVMagnetschwebebahn-Lärmschutzverordnung
MsbGGesetz über den Messstellenbetrieb und die Datenkommunikation in intelligenten Energienetzen (Messstellenbetriebsgesetz)
MSchGMarkenschutzgesetz
MSchGMutterschutzgesetz (Österreich)
MsRGGesetz zur Reform des Mietspiegelrechts (Mietspiegelreformgesetz)
MSchKrimMonatsschrift für Kriminologie und Strafrechtsreform
MStGMilitärstrafgesetz (Schweiz)
MStGBMilitär-Strafgesetzbuch für das Deutsche Reich (siehe unter Wehrstrafgesetz)
MStPMilitärstrafprozess (Schweiz)
MStVMedienstaatsvertrag
MsVVerordnung über den Inhalt und das Verfahren zur Erstellung und zur Anpassung von Mietspiegeln sowie zur Konkretisierung der Grundsätze für qualifizierte Mietspiegel (Mietspiegelverordnung)
MSZMaritimes Sicherheitszentrum
MTMultimodaler Transport
MTAMedizinisch-technischer Assistent oder Manteltarifvertrag für Auszubildende [aufgehoben; jetzt Tarifvertrag für Auszubildende des öffentlichen Dienstes – TVAöD]
MTA-APrVAusbildungs- und Prüfungsverordnung für technische Assistenten in der Medizin
MTAGGesetz über technische Assistenten in der Medizin
MTD-GesetzBundesgesetz über die Regelung der gehobenen medizinisch-technischen Dienste (Österreich)
MTSMarkttransparenzstelle für den Großhandel im Bereich Strom und Gas
MTVManteltarifvertrag
mtl.monatlich
MÜMontrealer Übereinkommen
MüGGesetz zur Marktüberwachung und zur Sicherstellung der Konformität von Produkten (Marktüberwachungsgesetz)
MüKo (auch MK oder MünchKomm)Münchner Kommentar (Gesetzeskommentar zu verschiedenen Gesetzen)
MuFKlaGGesetz zur Einführung einer zivilprozessualen Musterfeststellungsklage
MuSchBVVerordnung über den Mutterschutz für Beamtinnen
MuSchEltZVVerordnung über den Mutterschutz für Beamtinnen des Bundes und die Elternzeit für Beamtinnen und Beamte des Bundes (Mutterschutz- und Elternzeitverordnung)
MuSchRiVRichtlinie 92/85/EWG (Mutterschutzrichtlinie)
MuSchGMutterschutzgesetz
MuSchSoldVMutterschutzverordnung für Soldatinnen
MuSchVMutterschutzverordnung (aufgehoben: jetzt Mutterschutz- und Elternzeitverordnung – MuSchEltZV)
MuWMarkenschutz und Wettbewerb, eine ehemalige Monatsschrift für Marken-, Patent- und Wettbewerbsrecht
MVMitteilungsverordnung (Verordnung über Mitteilungen an die Finanzbehörden durch andere Behörden und öffentlich-rechtliche Rundfunkanstalten) oder Mecklenburg-Vorpommern oder Mitarbeitervertretung oder Multimodaler Verkehr oder Mitgliederversammlung (Verein) oder Mitgliederversammlung (Partei) oder Militärversicherung (Schweiz)
MVVerfVerfassung des Landes Mecklenburg-Vorpommern
MVGMitarbeitervertretungsgesetz der evangelischen Kirche oder Bundesgesetz über die Militärversicherung (Schweiz)
MVG-EKDMitarbeitervertretungsgesetz der EKD
MVZMedizinisches Versorgungszentrum
MWMinderwert oder Mietwagen für Selbstfahrer oder Mietwagen mit Fahrer
MWBOMuster-Weiterbildungsordnung
MwStMehrwertsteuer oder Mehrwertsteuer (Schweiz)
MwStRMehrwertsteuerrecht (Zeitschrift)
MwStSystRLRichtlinie 2006/112/EG (Mehrwertsteuer-Systemrichtlinie)
MWSTGMehrwertsteuergesetz (Schweiz) (siehe Mehrwertsteuer (Schweiz))
m. w. N., m. weit. Nachw.mit weiterem Nachweis/weiteren Nachweisen
m. W. v.mit Wirkung vom
MZG (MikrozensusG)Mikrozensusgesetz (Gesetz zur Durchführung einer Repräsentativstatistik über die Bevölkerung und den Arbeitsmarkt sowie die Wohnsituation der Haushalte)
MZKModernisierter Zollkodex (siehe auch Zollkodex)

## N
NABEGNetzausbaubeschleunigungsgesetz Übertragungsnetz
NachhGGesetz zur Nachhaftung für Abbau- und Entsorgungskosten im Kernenergiebereich (Nachhaftungsgesetz)
Nachw.Nachwort
NachwGGesetz über den Nachweis der für ein Arbeitsverhältnis geltenden wesentlichen Bedingungen (Nachweisgesetz)
NachwVNachweisverordnung (Verordnung über die Nachweisführung bei der Entsorgung von Abfällen)
NÄGNamensänderungsgesetz (Österreich)
NAFTANordamerikanisches Freihandelsabkommen (englisch North American Free Trade Agreement)
NAGNiederlassungs- und Aufenthaltsgesetz (Österreich)
NAG-DVNiederlassungs- und Aufenthaltsgesetz-Durchführungsverordnung (Österreich)
NagProtUmsG/EUV511/2014DGGesetz zur Umsetzung der Verpflichtungen nach dem Nagoya-Protokoll und zur Durchführung der Verordnung (EU) Nr. 511/2014
NamÄndGNamensänderungsgesetz (Gesetz über die Änderung von Familiennamen und Vornamen) (siehe auch Namensrecht (Deutschland))
NamÄndVwVNamensänderungsverwaltungsvorschrift
NANDONew Approach Notified and Designated Organisations
NAPNationaler Aktionsplan für ein kindergerechtes Deutschland oder Nationaler Allokationsplan oder Nationaler Aktionsplan
NaStraGGesetz zur Namensaktie und zur Erleichterung der Stimmrechtsausübung
NastVNadelstichverordnung (Österreich)
NatKautschOrgVorRVVerordnung über die Gewährung von Vorrechten und Immunitäten an die Internationale Naturkautschukorganisation
NatKautschOrgVorRV 1989Verordnung über die Gewährung von Vorrechten und Immunitäten an die Internationale Naturkautschukorganisation
NATONordatlantik-Pakt (englisch North Atlantic Treaty Organisation – NATO; französisch Organisation du Traité de l’Atlantique du Nord – OTAN)
NATOHQAbkAbkommen zwischen der Bundesrepublik Deutschland und dem Obersten Hauptquartier der Alliierten Mächte, Europa, über die besonderen Bedingungen für die Einrichtung und den Betrieb internationaler militärischer Hauptquartiere in der Bundesrepublik Deutschland
NATOHQProtProtokoll über die Rechtsstellung der auf Grund des Nordatlantikvertrags errichteten internationalen militärischen Hauptquartiere
NATOStatÜbkÜbereinkommen über den Status der Nordatlantikvertrags-Organisation, der nationalen Vertreter und des internationalen Personals
NATOProtGGesetz zu dem Protokoll vom 28. August 1952 über die Rechtsstellung der auf Grund des Nordatlantikvertrags errichteten internationalen militärischen Hauptquartiere und zu den dieses Protokoll ergänzenden Vereinbarungen
NATOTrStatAbkommen zwischen den Parteien des Nordatlantikvertrags über die Rechtsstellung ihrer Truppen
NATOTrStatVtrGGesetz zu dem Abkommen zwischen den Parteien des Nordatlantikvertrags vom 19. Juni 1951 über die Rechtsstellung ihrer Truppen und zu den Zusatzvereinbarungen vom 3. August 1959 zu diesem Abkommen
NATOVorRVVerordnung über die Gewährung von Vorrechten und Befreiungen an die Nordatlantikvertrags-Organisation, die nationalen Vertreter, das internationale Personal und die für die Organisation tätigen Sachverständigen
NATOVtrNordatlantikvertrag
NatPDrömlVVerordnung über die Festsetzung von Naturschutzgebieten und einem Landschaftsschutzgebiet von zentraler Bedeutung als Naturpark „Drömling“
NatPMSchweizVVerordnung über die Festsetzung von Naturschutzgebieten und einem Landschaftsschutzgebiet von zentraler Bedeutung als Naturpark „Märkische Schweiz“
NatSGmElbeVVerordnung über die Festsetzung von Naturschutzgebieten und einem Landschaftsschutzgebiet von zentraler Bedeutung „Biosphärenreservat Mittlere Elbe“
Natur/LandschaftsPflPrVVerordnung über die Prüfung zum anerkannten Abschluss Geprüfter Natur- und Landschaftspfleger/Geprüfte Natur- und Landschaftspflegerin
NaturwMechAusbV 2003Verordnung über die Berufsausbildung zum Naturwerksteinmechaniker/zur Naturwerksteinmechanikerin
NAVNiederspannungsanschlussverordnung oder Normalarbeitsverhältnis
NBNotifizierte Stelle (Notified body – NB) (siehe Benannte Stelle)
NBANeues Begutachtungsassessment (nach § 15 SGB XI) (siehe unter Pflegebedürftigkeit)
NBauO (NBO)Niedersächsische Bauordnung
NBGNiedersächsisches Beamtengesetz
NBVNorddeutsche Bundesverfassung (siehe Norddeutscher Bund)
NCNumerus clausus oder Numerus clausus (Recht)
NCTSNew Computerized Transit System
NDAVertraulichkeitsvereinbarung (Abkürzung für englisch: non-disclosure agreement)
NDAVVerordnung über Allgemeine Bedingungen für den Netzanschluss und dessen Nutzung für die Gasversorgung in Niederdruck (Niederdruckanschlussverordnung)
NdBNetze des Bundes
NDBNachrichtendienst des Bundes (Schweiz) (siehe Schweizer Nachrichtendienste)
NDBZNeue Deutsche Beamtenzeitung (Zeitschrift)
NDIGNiedersächsisches Gesetz über digitale Verwaltung und Informationssicherheit
NDKontrGNachrichtendienstekontrollgesetz (Gesetz über die parlamentarische Kontrolle nachrichtendienstlicher Tätigkeit des Bundes)
NDPHSGGesetz zu dem Übereinkommen vom 25. November 2011 über die Errichtung des Sekretariats der Partnerschaft für öffentliche Gesundheit und soziales Wohlergehen im Rahmen der Nördlichen Dimension (NDPHS)
Nds.Niedersachsen, niedersächsisch
Nds. GVBl.Niedersächsisches Gesetz- und Verordnungsblatt
NdsLVergabeGNiedersächsisches Landesvergabegesetz
NdsOVGNiedersächsisches Oberverwaltungsgericht
NdsRPflNiedersächsische Rechtspflege (Zeitschrift)
Nds. SOGNiedersächsisches Gesetz über die öffentliche Sicherheit und Ordnung
NdsStGHNiedersächsischer Staatsgerichtshof
NdsVBl.Niedersächsische Verwaltungsblätter (Zeitschrift)
NDÜVVerordnung über die Übermittlung von Auskünften an die Nachrichtendienste des Bundes (Nachrichtendienste-Übermittlungsverordnung)
NDVNachrichtendienst des Deutschen Vereins für öffentliche und private Fürsorge
NDV-RDRechtsprechungsdienst zum NDV
NDWVVerordnung zur Festlegung von Dosiswerten für frühe Notfallschutzmaßnahmen (Notfall-Dosiswerte-Verordnung)
nenichtehelich
Neckar/MainGGesetz über die Enteignung von Grundeigentum und über die Beitragsleistung bei der Kanalisierung des Neckars von Mannheim bis Plochingen und des Mains von Aschaffenburg bis Bamberg sowie zum Ausbau der Donau von Passau bis Kelheim
NECPNationaler Energie- und Klimaplan (engl.: National Energy and Climate Plan)
NEhelGNichtehelichengesetz (Gesetz über die rechtliche Stellung der nichtehelichen Kinder)
nEHSNationales Emissionshandelssystem
NELEVVerordnung zum Nachweis von elektrotechnischen Eigenschaften von Energieanlagen (Elektrotechnische-Eigenschaften-Nachweis-Verordnung)
NelkenwVVerordnung zur Bekämpfung von Nelkenwicklern
NEMV (NemV)Nahrungsergänzungsmittelverordnung (Verordnung über Nahrungsergänzungsmittel)
NEPNetzentwicklungsplan
NetzDGGesetz zur Verbesserung der Rechtsdurchsetzung in sozialen Netzwerken (Netzwerkdurchsetzungsgesetz)
NetzResVVerordnung zur Regelung der Beschaffung und Vorhaltung von Anlagen in der Netzreserve (Netzreserveverordnung)
NeuGlVVerordnung zur Durchführung des Gesetzes nach Artikel 29 Abs.6 des Grundgesetzes (Neugliederungsdurchführungsverordnung)
n.F. (auch nF)neue Fassung
NfDnur für den Dienstgebrauch (siehe Geheimhaltungsgrad)
NfLNachrichten für Luftfahrer
NfSNachrichten für Seefahrer
NGefAGNiedersächsisches Gefahrenabwehrgesetz (bis Ende 2003, jetzt: Nds. SOG)
NGGNiedersächsisches Gleichberechtigungsgesetz oder Gewerkschaft Nahrung-Genuss-Gaststätten
NGlüSpGNiedersächsisches Glücksspielgesetz
NGONiedersächsische Gemeindeordnung oder Nichtregierungsorganisation (englisch non-governmental organisation)
NGrStGNiedersächsisches Grundsteuergesetz
NHGBundesgesetz über den Natur- und Heimatschutz (Schweiz) oder Niedersächsisches Hochschulgesetz
NINotarius International (Zeitschrift)
NichtAnpGGesetz über die Nichtanpassung von Amtsgehalt und Ortszuschlag der Mitglieder der Bundesregierung und der Parlamentarischen Staatssekretäre
NiederlFrhEWGDGGesetz zur Durchführung von Richtlinien der Europäischen Wirtschaftsgemeinschaft über die Niederlassungsfreiheit und den freien Dienstleistungsverkehr
NiederlFrhEWGDVVerordnung zur Durchführung von Richtlinien über die Niederlassungsfreiheit und den freien Dienstleistungsverkehr in der Europäischen Wirtschaftsgemeinschaft
NIMEXENomenklatur für die Import- und Exportstatistiken der Europäischen Gemeinschaften (siehe KN: Kombinierte Nomenklatur)
NIPNettoinlandsprodukt
NISNetwork Information Service oder Netzwerk- und Informationssicherheit
NiSGGesetz zum Schutz vor nichtionisierender Strahlung bei der Anwendung am Menschen (siehe Nichtionisierende Strahlung)
NiSVVerordnung zum Schutz vor schädlichen Wirkungen nichtionisierender Strahlung bei der Anwendung beim Menschen
NISVVerordnung über den Schutz vor nichtionisierender Strahlung (Schweiz)
NJNeue Justiz (Zeitschrift)
NJGNiedersächsisches Justizgesetz
NJOZNeue Juristische Online-Zeitschrift
NJvollzGNiedersächsisches Justizvollzugsgesetz
NJWNeue Juristische Wochenschrift (Zeitschrift)
NJW-RRNeue Juristische Wochenschrift – Rechtsprechungsreport
NKNeue Kriminalpolitik. Forum für Praxis, Recht und Kriminalwissenschaften (Zeitschrift) oder Nebenkosten oder Normenkontrolle (Normenkontrollverfahren)
NKAGNiedersächsisches Kommunalabgabengesetz
NKomVGNiedersächsisches Kommunalverfassungsgesetz
NKRNationaler Normenkontrollrat
NKRGGesetz zur Einsetzung eines Nationalen Normenkontrollrates (siehe Nationaler Normenkontrollrat)
NKTNormalkostentarif (Österreich)
NKVNährwert-Kennzeichnungsverordnung (Verordnung über nährwertbezogene Angaben bei Lebensmitteln und die Nährwertkennzeichnung von Lebensmitteln) (siehe Nährwertkennzeichnung) oder Nutzen-Kosten-Verhältnis
NKWGNiedersächsisches Kommunalwahlgesetz
NLFNew Legislative Framework (Neues Konzept für die Produktkonformität in der Europäischen Union)
NLMRNewsletter Menschenrechte (Zeitschrift)
NLONiedersächsische Landkreisordnung
NLottGNiedersächsisches Lotteriegesetz
NLPNebenleistungspflicht (§ 241 Ⅱ BGB)
NLPosVVerordnung zur Konkretisierung der Mitteilungs- und Veröffentlichungspflichten für Netto-Leerverkaufspositionen
NLVNeuartige Lebensmittel- und Lebensmittelzutaten-Verordnung (siehe u. a. Novel Food) oder Nettolohnvereinbarung
NMVVerordnung über die Ermittlung der zulässigen Miete für preisgebundene Wohnungen (Neubaumietenverordnung)
NONotariatsordnung (Österreich)
NÖNiederösterreich, niederösterreichisch
NOEPnicht öffentlich ermittelnde Polizeibeamte
NOKNord-Ostsee-Kanal
NOK-GefAbwVVerordnung über die Gefahrenabwehr in den bundeseigenen Schleusenanlagen im Nord-Ostsee-Kanal (Nord-Ostsee-Kanal-Gefahrenabwehrverordnung)
NOK-LVVerordnung über die Verwaltung und Ordnung der Seelotsreviere Nord-Ostsee-Kanal I und Nord-Ostsee-Kanal II/Kieler Förde/Trave/Flensburger Förde
NOKBefAbgVVerordnung über die Befahrungsabgaben auf dem Nord-Ostsee-Kanal
NordBinSchHfVVerordnung über die Schutz- und Sicherheitshäfen der Bundesrepublik Deutschland an Binnenschifffahrtsstraßen im Bereich der Wasser- und Schifffahrtsdirektion Nord
NordÖRZeitschrift für Öffentliches Recht in Norddeutschland
NordSBefVVerordnung über das Befahren der Bundeswasserstraßen in Nationalparken im Bereich der Nordsee (Nordsee-Befahrensverordnung)
NordSBrWeinGGesetz betreffend die Ausführung des internationalen Vertrages vom 16. November 1887/14. Februar 1893 zur Unterdrückung des Branntweinhandels unter den Nordseefischern auf hoher See
NordSFischZProkProklamation der Bundesrepublik Deutschland über die Errichtung einer Fischereizone der Bundesrepublik Deutschland in der Nordsee
NordSFischZProkBekBekanntmachung der Proklamation der Bundesrepublik Deutschland über die Errichtung einer Fischereizone der Bundesrepublik Deutschland in der Nordsee
NotAktVVVerordnung über die Führung notarieller Akten und Verzeichnisse
NOTAMNOTAM (Akronym für Notice to Airmen, auch Notice to Air Missions)
NotBZZeitschrift für die notarielle Beratungs- und Beurkundungspraxis
NotFVVerordnung über die notarielle Fachprüfung (Notarfachprüfungsverordnung) (siehe Notar)
NotKNotarkammer
NotLPlVbgGGesetz zu der Vereinbarung über die Zuweisung eines Notliegeplatzes im Rahmen der Maritimen Notfallvorsorge
NotrufVVerordnung über Notrufverbindungen
NotSan-APrVAusbildungs- und Prüfungsverordnung für Notfallsanitäterinnen und Notfallsanitäter
NotSanGGesetz über den Beruf der Notfallsanitäterin und des Notfallsanitäters (Notfallsanitätergesetz)
NotVNotverordnung
NotViKoVVerordnung über den Betrieb eines Videokommunikationssystems für notarielle Urkundstätigkeiten
NotVPVVerordnung über das Notarverzeichnis und die besonderen elektronischen Notarpostfächer (Notarverzeichnis- und -postfachverordnung)
NoVANormverbrauchsabgabe (Österreich)
NPNeue Praxis (Zeitschrift) oder Nebenpflicht
NPANeues Polizei-Archiv (Zeitschrift)
NPBefVMVKVerordnung über das Befahren der Bundeswasserstraßen in Nationalparks und Naturschutzgebieten im Bereich der Küste von Mecklenburg-Vorpommern
NPNordSBefVVerordnung über das Befahren der Bundeswasserstraßen in Nationalparken im Bereich der Nordsee
NPONon-Profit-Organisation (dt.: nicht gewinnorientierte Organisation)
npoRZeitschrift für das Recht der Non Profit Organisationen
NpSGGesetz zur Bekämpfung der Verbreitung neuer psychoaktiver Stoffe (Neue-psychoaktive-Stoffe-Gesetz)
NPsychKGNiedersächsisches Gesetz über Hilfen und Schutzmaßnahmen für psychisch Kranke
Nr.Nummer (in einer Aufzählungsliste in einer Norm)
NRNationalrat (Schweiz) (französisch Conseil national (CN), italienisch Consiglio nazionale, rät. Cussegl naziunal)
NRGNachbarrechtsgesetz (Gesetz über das Nachbarrecht)
NRGNutzungsrechtsgesetz
nrkrnicht rechtskräftig in Deutschland oder Österreich
NRONichtregierungsorganisation
NROGNiedersächsisches Raumordnungsgesetz
NRSGNichtraucher-Schutzgesetz
NRÜNomos Rechtsprechungsübersicht (Zeitschrift)
NRVNeue Richtervereinigung e. V.
NRVPNationaler Radverkehrsplan
NRW oder NWNordrhein-Westfalen, nordrhein-westfälisch
NRWONationalratswahlordnung
NSAhndGGesetz zur Ahndung nationalsozialistischer Straftaten
NS-AufhGGesetz zur Aufhebung nationalsozialistischer Unrechtsurteile in der Strafrechtspflege (NS-Unrechtsurteileaufhebungsgesetz)
NS-VEntschGNS-Verfolgtenentschädigungsgesetz
NSAhndGGesetz zur Ahndung nationalsozialistischer Straftaten (diverser Bundesländer, z. B. Bayern)
NSchGNiedersächsisches Schulgesetz oder Nachtschwerarbeitsgesetz (Österreich)
NSGNaturschutzgebiet (Deutschland)
NSGBefVNaturschutzgebietsbefahrensverordnung (Verordnung über das Befahren der Bundeswasserstraßen in bestimmten Naturschutzgebieten)
NSGBRgVVerordnung über die Festsetzung des Naturschutzgebietes „Borkum Riffgrund“
NSOEBGGGesetz über Entschädigungen für Opfer des Nationalsozialismus im Beitrittsgebiet
NStENeue Entscheidungssammlung für das Strafrecht
NStZNeue Zeitschrift für Strafrecht
NStZ-RRNeue Zeitschrift für Strafrecht – Rechtsprechungsreport
NSUnrAnORechtsanordnung zur Beseitigung nationalsozialistischen Unrechts in der Strafrechtspflege
NSUnrGGesetz zur Wiedergutmachung nationalsozialistischen Unrechts in der Strafrechtspflege (diverser Bundesländer, z. B. Hessen)
NSUnrUrtBesGGesetz zur Beseitigung nationalsozialistischer Unrechtsurteile
NSVerbGGesetz zur Regelung der Verbindlichkeiten nationalsozialistischer Einrichtungen und der Rechtsverhältnisse an deren Vermögen
NTSNATO-Truppenstatut
NTSGNATO-Truppen-Schutzgesetz (Gesetz über den Schutz der Truppen des Nordatlantikpaktes durch das Straf- und Ordnungswidrigkeitenrecht)
NtVNebentätigkeitsverordnung
NukHaftÜbk/AtHaftÜbkGemProtGGesetz zu dem Gemeinsamen Protokoll vom 21. September 1988 über die Anwendung des Wiener Übereinkommens und des Pariser Übereinkommens (Gesetz zu dem Gemeinsamen Protokoll über die Anwendung des Wiener Übereinkommens und des Pariser Übereinkommens)
NuRNatur und Recht (Zeitschrift) oder Netzwirtschaften & Recht (Zeitschrift)
NutzEVVerordnung über eine angemessene Gestaltung von Nutzungsentgelten (Nutzungsentgeltverordnung)
NVNiedersächsische Verfassung
n. v.nicht veröffentlicht
n. v. u. n. v.nicht verwandt und nicht verschwägert
NVANationale Volksarmee
NVAbstGNiedersächsisches Gesetz über Volksinitiative, Volksbegehren und Volksentscheid (Niedersächsisches Volksabstimmungsgesetz)
NVBNichtveranlagungsbescheinigung
NVersZNeue Zeitschrift für Versicherung und Recht (Zeitschrift)
NVGNotarversicherungsgesetz (Österreich)
NVOCCNon-vessel operating common carrier (dt. schiffsbuchender Verfrachter)
NVRNationales Fahrzeugeinstellungsregister
NVVAtomwaffensperrvertrag, bzw. Nichtverbreitungsvertrag (englisch Treaty on the Non-Proliferation of Nuclear Weapons – NPT)
NvWVVerordnung über ergänzende Bestimmungen zur Nutzung nicht verfügbarer Werke nach dem Urheberrechtsgesetz und dem Verwertungsgesellschaftengesetz (Nicht-verfügbare-Werke-Verordnung)
NVwZNeue Zeitschrift für Verwaltungsrecht
NVwZ-RRNeue Zeitschrift für Verwaltungsrecht – Rechtsprechungsreport
NW oder NRWNordrhein-Westfalen, nordrhein-westfälisch
NWBNeue Wirtschafts-Briefe (Zeitschrift)
NWVBl.Nordrhein-Westfälische Verwaltungsblätter (Zeitschrift)
NYCNew Yorker Übereinkommen über die Anerkennung und Vollstreckung ausländischer Schiedssprüche (englisch Convention on the Recognition and Enforcement of Foreign Arbitral Awards), kurz „New Yorker Übereinkommen“ bzw. „New York Convention“
NZANeue Zeitschrift für Arbeitsrecht (bis 1991: Neue Zeitschrift für Arbeits- und Sozialrecht; Zeitschrift)
NZA-RRNeue Zeitschrift für Arbeitsrecht – Rechtsprechungsreport (Zeitschrift)
NZBNationale Zentralbank oder Nichtzulassungsbeschwerde
NZBauNeue Zeitschrift für Baurecht und Vergaberecht
NZFamNeue Zeitschrift für Familienrecht
NZGNeue Zeitschrift für Gesellschaftsrecht
NZINeue Zeitschrift für das Recht der Insolvenz und Sanierung (Zeitschrift)
NZMNeue Zeitschrift für Miet- und Wohnungsrecht (Zeitschrift)
NZKartNeue Zeitschrift für Kartellrecht (Zeitschrift)
NZSNeue Zeitschrift für Sozialrecht (Zeitschrift)
NZWehrRNeue Zeitschrift für Wehrrecht
NZWiStNeue Zeitschrift für Wirtschafts-, Steuer- und Unternehmensstrafrecht
NZVNetzzugangsverordnung oder Neue Zeitschrift für Verkehrsrecht
NZZNebenzollzahlstelle
N&RNetzwirtschaften und Recht (Zeitschrift)

## O
OAPIAfrikanische Organisation für geistiges Eigentum (Organisation Africaine de la Propriété Intellectuelle – OAPI)
OASOrganisation Amerikanischer Staaten (englisch Organization of American States – OAS)
OASGGesetz zur Sicherung der zivilrechtlichen Ansprüche der Opfer von Straftaten (Opferanspruchssicherungsgesetz)
OBOberbürgermeister
OBAOberbundesanwalt (aufgelöst; jetzt Vertreter des Bundesinteresses beim Bundesverwaltungsgericht)
OberflbeschAusbVVerordnung über die Berufsausbildung zum Oberflächenbeschichter/zur Oberflächenbeschichterin
OBGOrdnungsbehördengesetz (in mehreren Bundesländern, unter anderem Ordnungsbehördengesetz (Nordrhein-Westfalen))
OBUOn-Board-Unit (Mautsystem)
OCG NRWGesetz über die Zulassung von Online-Casinospielen im Land Nordrhein-Westfalen (Online-Casinospiel Gesetz NRW)
ODR-VOVerordnung (EU) Nr. 524/2013 des Europäischen Parlaments und des Rates vom 21. Mai 2013 über die Online-Beilegung verbraucherrechtlicher Streitigkeiten und zur Änderung der Verordnung (EG) Nr. 2006/2004 und der Richtlinie 2009/22/EG (siehe Verordnung über Online-Streitbeilegung in Verbraucherangelegenheiten)
ODV (auch OrtsDruckV)Ortsbewegliche-Druckgeräte-Verordnung
OECDOrganisation für wirtschaftliche Zusammenarbeit und Entwicklung (englisch Organisation for Economic Co-operation and Development – OECD)
OECD-MA InfOECD-Musterabkommen über den Informationsaustausch in Steuersachen
OEECOrganization for European Economic Co-operation (1961 in die OECD überführt)
OEGGesetz über die Entschädigung für Opfer von Gewalttaten (Opferentschädigungsgesetz) oder offene Erwerbsgesellschaft (Österreich) (bis zum 31. Dezember 2006; aufgehoben durch das HaRäG. Siehe Erwerbsgesellschaft (Österreich))
OER (OstEurR)Osteuropa-Recht (Zeitschrift)
OEZObservationseinheit Zoll
OFDOberfinanzdirektion
OFDAufgÜbertrVVerordnung zur Übertragung von Aufgaben der Oberfinanzdirektionen Berlin, Bremen, Chemnitz, Düsseldorf, Erfurt, Frankfurt am Main, Hannover, Kiel, Magdeburg, München, Münster, Rostock, Saarbrücken und Stuttgart
OFDAufgÜbertrV 2004Verordnung zur Übertragung von Aufgaben der Oberfinanzdirektionen Chemnitz, Cottbus, Hamburg, Hannover, Karlsruhe, Koblenz, Köln und Nürnberg
OfenbAusbVVerordnung über die Berufsausbildung zum Ofen- und Luftheizungsbauer/zur Ofen- und Luftheizungsbauerin
OfenLufthMstrVVerordnung über das Meisterprüfungsberufsbild und über die Prüfungsanforderungen in den Teilen I und II der Meisterprüfung im Ofen- und Luftheizungsbauer-Handwerk
Offshore-ArbZVVerordnung über die Arbeitszeit bei Offshore-Tätigkeiten (Offshore-Arbeitszeitverordnung)
OffshoreBergVBergverordnung für das Gebiet der Küstengewässer und des Festlandsockels (Offshore-Bergverordnung)
OffshStAbkGÄndGGesetz zur Änderung des Offshore-Steuergesetzes
OGBundesgesetz über die Organisation der Bundesrechtspflege (Schweiz) oder Oberstes Gericht der Deutschen Demokratischen Republik oder Offene Gesellschaft (Österreich) oder Obergericht
OGAVVerordnung über die elektronische Aktenführung in Ordnungsgeldverfahren beim Bundesamt für Justiz (Ordnungsgeld-Aktenführungsverordnung)
OGAWOrganismus für gemeinsame Anlagen in Wertpapieren (franz.: OPCVM – Organisme de placement collectif en valeurs mobilières; englisch UCITS – Undertakings for Collective Investments in Transferable Securities) (siehe OGAW-Richtlinie)
OGAWRLOGAW-Richtlinie (Richtlinie 85/611/EWG […] zur Koordinierung der Rechts- und Verwaltungsvorschriften betreffend bestimmte Organismen für gemeinsame Anlagen in Wertpapieren)
OGErzeugerOrgDVVerordnung zur Durchführung der unionsrechtlichen Regelungen über Erzeugerorganisationen im Sektor Obst und Gemüse (Obst-Gemüse-Erzeugerorganisationendurchführungsverordnung)
OGewVVerordnung zum Schutz der Oberflächengewässer (Oberflächengewässerverordnung)
OGHOberster Gerichtshof (Österreich) oder Oberster Gerichtshof für die Britische Zone
OGHGBundesgesetz über den Obersten Gerichtshof (Österreich)
oHG (OHG)offene Handelsgesellschaft
OHIMHarmonisierungsamt für den Binnenmarkt (Marken, Muster und Modelle) (kurz: HABM)
oHvAohne Hinterlassung von Abkömmlingen (Erbrecht)
OIEWeltorganisation für Tiergesundheit (englisch World Organisation for Animal Health)
OKOrganisierte Kriminalität oder Offener Kommentar oder Online-Kommentar
OKrDOberkreisdirektor (früher in NRW)
OLAOperational Level Agreement oder Office of Legal Affairs der UN (dt.: Bereich Rechtsangelegenheiten der UN)
OLAFEuropäisches Amt für Betrugsbekämpfung (französisch Office Européen de Lutte Anti-Fraude)
OLGOberlandesgericht
OLGESammlung der Rechtsprechung der Oberlandesgerichte
OLGROLG-Report (Zeitschrift)
OLGStEntscheidungen der Oberlandesgerichte zum Straf- und Strafverfahrensrecht
OLGZEntscheidungen der Oberlandesgerichte in Zivilsachen einschließlich der freiwilligen Gerichtsbarkeit
OLSchVOOrderlagerscheinverordnung (aufgehoben durch das Transportrechtsreformgesetz 1998)
OlympSchGOlympiaschutzgesetz (Gesetz zum Schutz des olympischen Emblems und der olympischen Bezeichnungen)
OMCOrganisation mondiale du commerce (= Welthandelsorganisation)
OPAOberprüfungsamt für das technische Referendariat
OnlWahlVVerordnung über die technischen und organisatorischen Vorgaben für die Durchführung einer Online-Wahl im Rahmen des Modellprojekts nach § 194a des Fünften Buches Sozialgesetzbuch (Online-Wahl-Verordnung)
OPCATFakultativprotokoll zum Übereinkommen gegen Folter und andere grausame, unmenschliche oder erniedrigende Behandlung oder Strafe (engl.: Optional Protocol to the Convention against Torture and other Cruel, Inhuman or Degrading Treatment or Punishment – OPCAT)
OPCWOrganisation für das Verbot chemischer Waffen (engl.: Organization for the Prohibition of Chemical Weapons)
OpfBEinr/BArchG2017uaÄndGGesetz zur Änderung des Bundesarchivgesetzes, des Stasi-Unterlagen-Gesetzes und zur Einrichtung einer oder eines SED-Opferbeauftragten
OpfBGGesetz über die Bundesbeauftragte oder den Bundesbeauftragten für die Opfer der SED-Diktatur beim Deutschen Bundestag
OPFEPOptimierte Praktische Fahrerlaubnisprüfung
OPrAGebGGesetz über die Gebühren des Oberprüfungsamtes für die höheren technischen Verwaltungsbeamten
OpferRRGOpferrechtsreformgesetz (Gesetz zur Verbesserung der Rechte von Verletzten im Strafverfahren)
OPSOperationen- und Prozedurenschlüssel
ORObligationenrecht (Schweiz)
OrdenErlErlass über die Genehmigung der Stiftung und Verleihung von Orden und Ehrenzeichen und über die Anerkennung als Ehrenzeichen
OrdenErsUrkAnOAnordnung über die Ausstellung von Ersatzurkunden nach § 9 des Gesetzes über Titel, Orden und Ehrenzeichen für Berechtigte im Ausland
OrdenGGesetz über Titel, Orden und Ehrenzeichen
OrdenNachwVVerordnung über den Besitznachweis für Orden und Ehrenzeichen und den Nachweis von Verwundungen und Beschädigungen
OrgBAusbVVerordnung über die Berufsausbildung zum Orgelbauer und zur Orgelbauerin
OrgErlOrganisationserlass des Bundeskanzlers
OrgHbMstrVVerordnung über das Berufsbild und über die Prüfungsanforderungen im praktischen und im fachtheoretischen Teil der Meisterprüfung für das Orgel- und Harmoniumbauer-Handwerk
OrgHGOrganhaftpflichtgesetz (Österreich)
OrgKGGesetz zur Bekämpfung des illegalen Rauschgifthandels und anderer Erscheinungsformen der organisierten Kriminalität
OrgStAAnordnung über Organisation und Dienstbetrieb der Staatsanwaltschaften
OrgStrVOrganstrafverfügungsverordnung (Österreich)
OrgKGOrganisierte-Kriminalität-Gesetz (Gesetz zur Bekämpfung des illegalen Drogenhandels und anderer Erscheinungsformen der organisierten Kriminalität)
ORheinLotsOEVVerordnung zur Einführung der Lotsenordnung für den Oberrhein
ORROberregierungsrat
OrtedtDGStiftGGesetz zur Errichtung einer „Stiftung Orte der deutschen Demokratiegeschichte“
OrthAusbVOVerordnung über die Berufsausbildung zum Orthopädietechnik-Mechaniker und zur Orthopädietechnik-Mechanikerin
OrthBandMstrVVerordnung über das Berufsbild und über die Prüfungsanforderungen im praktischen und im fachtheoretischen Teil der Meisterprüfung für das Orthopädiemechaniker- und Bandagisten-Handwerk
OrthopschuhmAusbVVerordnung über die Berufsausbildung zum Orthopädieschuhmacher und zur Orthopädieschuhmacherin
OrthoptAPrVAusbildungs- und Prüfungsverordnung für Orthoptistinnen und Orthoptisten
OrthoptGGesetz über den Beruf der Orthoptistin und des Orthoptisten
OrthSchMstrVVerordnung über das Meisterprüfungsberufsbild und über die Prüfungsanforderungen in den Teilen I und II der Meisterprüfung im Orthopädieschuhmacher-Handwerk
OrthVVerordnung über die Versorgung mit Hilfsmitteln und über Ersatzleistungen nach dem Bundesversorgungsgesetz
OrthVersorgUVVVerordnung über die orthopädische Versorgung Unfallverletzter
OrtsDruckV (ODV)Verordnung über ortsbewegliche Druckgeräte
OSOffenlegungsschrift
OSCOMOslo-Konvention
OSPARÜbkÜbereinkommen zum Schutz der Meeresumwelt des Nordostatlantiks
OSSOne-Stop-Shop
OStAOberstaatsanwalt
OstEurR (OER)Osteuropa-Recht (Zeitschrift)
OStrVVerordnung zum Schutz der Beschäftigten vor Gefährdungen durch künstliche optische Strahlung (Arbeitsschutzverordnung zu künstlicher optischer Strahlung)
OstseeschutzÄndV 1Erste Verordnung zu Änderungen der Anlagen III und IV zum Übereinkommen von 1992 über den Schutz der Meeresumwelt des Ostseegebiets
OstseeSHNSGBefVVerordnung über das Befahren von Bundeswasserstraßen in bestimmten schleswig-holsteinischen Naturschutzgebieten im Bereich der Ostsee
OstSFischZProkProklamation der Bundesrepublik Deutschland über die Errichtung einer Fischereizone der Bundesrepublik Deutschland in der Ostsee
OstSFischZProkBekBekanntmachung der Proklamation der Bundesrepublik Deutschland über die Errichtung einer Fischereizone der Bundesrepublik Deutschland in der Ostsee
OstSUmwSchÜbkÜbereinkommen über den Schutz der Meeresumwelt des Ostseegebiets
OSZEOrganisation für Sicherheit und Zusammenarbeit in Europa
OSZEVorRV 2016Verordnung über Vorrechte und Immunitäten der Organisation für Sicherheit und Zusammenarbeit in Europa (OSZE)
OTohne Tarifbindung
OTIFZwischenstaatliche Organisation für den internationalen Eisenbahnverkehr (französisch: Organisation intergouvernementale pour les transports internationaux ferroviaires (OTIF), englisch: Intergovernmental Organisation for International Carriage by Rail)
OTPGOrgantransplantationsgesetz (Österreich)
OVGOberverwaltungsgericht
OVGEEntscheidungen der Oberverwaltungsgerichte und Verwaltungsgerichtshöfe
o. V. i. A.oder Vertreter im Amt
OVPOrdnung des Vorbereitungsdienstes und der Zweiten Staatsprüfung für Lehrämter an Schulen (NRW)
OWiOrdnungswidrigkeit
OWiGGesetz über Ordnungswidrigkeiten
OWiG§ 124VVerordnung über die Zuständigkeit für die Verfolgung und Ahndung von Ordnungswidrigkeiten nach § 124 des Gesetzes über Ordnungswidrigkeiten
OWVOOrdnungswidrigkeitenverordnung (Verordnung zur Bekämpfung von Ordnungswidrigkeiten)
OZDOberzolldirektion
OZGGesetz zur Verbesserung des Onlinezugangs zu Verwaltungsleistungen (Onlinezugangsgesetz)
OZG§ 3Abs2S2VVerordnung nach § 3 Absatz 2 Satz 2 des Onlinezugangsgesetzes
OzonSÜbkWiener Übereinkommen zum Schutz der Ozonschicht
OzonSÜbkGGesetz zu dem Übereinkommen vom 22. März 1985 zum Schutz der Ozonschicht

## Ö
öATZeitschrift für das öffentliche Arbeits- und Tarifrecht
ÖÄKÖsterreichische Ärztekammer
ÖBGBl.Bundesgesetzblatt für die Republik Österreich
ÖBlÖsterreichische Blätter für gewerblichen Rechtsschutz und Urheberrecht (Zeitschrift)
ö. b. u. v.öffentlich bestellt und vereidigt, siehe öffentlich bestellte und vereidigte Sachverständige
ÖBVÖffentlich bestellter Vermessungsingenieur
ÖDZustGGesetz über die Zuständigkeit auf dem Gebiet des Rechts des öffentlichen Dienstes
ÖffBetGGesetz über die Öffentlichkeitsbeteiligung in Umweltangelegenheiten nach der EG-Richtlinie 2003/35/EG (Öffentlichkeitsbeteiligungsgesetz)
ÖGAMÖsterreichische Gesellschaft für Allgemeinmedizin
ÖGBÖsterreichischer Gewerkschaftsbund
ÖGDÖffentlicher Gesundheitsdienst
ÖGVÖsterreichischer Genossenschaftsverband
ÖJZÖsterreichische Juristen-Zeitung (Zeitschrift)
ÖkoKennzGÖko-Kennzeichengesetz (Gesetz zur Einführung und Verwendung eines Kennzeichens für Erzeugnisse des ökologischen Landbaus)
ÖkoKennzVÖko-Kennzeichenverordnung
ÖkoVVerordnung (EG) Nr. 834/2007 (Öko-Verordnung)
ÖLGGesetz zur Durchführung der Rechtsakte der Europäischen Union auf dem Gebiet des ökologischen Landbaus sowie zur Regelung der Anforderungen an die Bio-Kennzeichnung in gemeinschaftlichen Verpflegungseinrichtungen (Öko-Landbaugesetz)
ÖLG-DVVerordnung zur Durchführung des Öko-Landbaugesetzes (Öko-Landbaugesetz-Durchführungsverordnung)
ÖlHaftÜbkProtProtokoll zum Internationalen Übereinkommen von 1969 über die zivilrechtliche Haftung für Ölverschmutzungsschäden
ÖlHÜ (auch ÖlHaftÜbk)Internationales Übereinkommen vom 29. November 1969 über die zivilrechtliche Haftung für Ölverschmutzungsschäden (Ölhaftungsübereinkommen)
ÖLMBÖsterreichisches Lebensmittelbuch (siehe Codex Alimentarius Austriacus)
ÖlmeldVVerordnung zur Ermittlung der zum Internationalen Entschädigungsfonds für Ölverschmutzungsschäden nach dem Ölschadengesetz beitragspflichtigen Ölmengen (Ölmeldeverordnung)
ÖlPflichtVersBeschVVerordnung über die Ausstellung von Pflichtversicherungsbescheinigungen nach dem Ölschadengesetz (Artikel 1 der Verordnung über die Ausstellung von Bescheinigungen nach dem Ölschadengesetz und zur Änderung der Kostenverordnung für Amtshandlungen des Bundesamtes für Seeschifffahrt und Hydrographie)
ÖlSGGesetz über die Haftung und Entschädigung für Ölverschmutzungsschäden durch Seeschiffe (Ölschadengesetz)
ÖlUnfÜbkInternationales Übereinkommen über Maßnahmen auf Hoher See bei Ölverschmutzungs-Unfällen
ÖLVermehrAnzVVerordnung über die Anzeige von Vermehrungsflächen im ökologischen Landbau (Öko-Landbau-Vermehrungsflächen-Anzeigeverordnung)
ÖlVerschmSchIFÜbk 1992Internationales Übereinkommen von 1992 über die Errichtung eines Internationalen Fonds zur Entschädigung für Ölverschmutzungsschäden
ÖlVerschmÜbk 1990Internationales Übereinkommen von 1990 über Vorsorge, Bekämpfung und Zusammenarbeit auf dem Gebiet der Ölverschmutzung
ÖPAÖsterreichisches Patentamt
ÖPAKÖsterreichische Patentanwaltskammer
ÖPGGesetz über die Pfandbriefe und verwandten Schuldverschreibungen öffentlich-rechtlicher Kreditanstalten (aufgehoben; abgelöst durch Pfandbriefgesetz)
ÖPNVÖffentlicher Personennahverkehr
ÖPNRV-G 1999Öffentlicher Personennah- und Regionalverkehrsgesetz 1999 (Österreich)
ÖPPBeschlGGesetz zur Beschleunigung der Umsetzung von Öffentlich Privaten Partnerschaften und zur Verbesserung gesetzlicher Rahmenbedingungen für Öffentlich Private Partnerschaften (ÖPP-Beschleunigungsgesetz)
ÖPULÖsterreichisches Programm für umweltgerechte Landwirtschaft
ÖPPÖffentlich Private Partnerschaft
ÖRÖffentliches Recht, öffentlich-rechtlich
ÖRAKÖsterreichischer Rechtsanwaltskammertag
ÖRegVÖffentlichkeitsregisterverordnung (Liechtenstein)
ÖRKÖsterreichisches Rotes Kreuz
ÖROKÖsterreichische Raumordnungskonferenz
ÖSPVÖffentlicher Straßenpersonennahverkehr
österrösterreichisch
ÖStZÖsterreichische Steuerzeitung (Zeitschrift)
ÖTZÖsterreichische Technische Zulassung
ÖVÖsterreichische Vereinigung für gewerblichen Rechtsschutz und Urheberrecht
ÖZPRÖsterreichische Zeitschrift für Pflegerecht
ÖZWÖsterreichische Zeitschrift für Wirtschaftsrecht

## P
PAPrüfungsausschuss
PACEParlamentarische Versammlung des Europarates
PachtkredGPachtkreditgesetz
PackmAusbVVerordnung über die Berufsausbildung zum Packmitteltechnologen und zur Packmitteltechnologin
PackungsVVerordnung über die Bestimmung und Kennzeichnung von Packungsgrößen für Arzneimittel in der vertragsärztlichen Versorgung (Packungsverordnung) (siehe Packungsgrößenkennzeichnung)
PädVPädagogische Führung. Zeitschrift für Schulleitung und Schulberatung
PAGPolizeiaufgabengesetz (in Bayern oder in Thüringen oder in Brandenburg) oder Patentanwaltsgesetz (Schweiz) oder Pensionsanpassungsgesetz 2020 (Österreich)
PalPalandt (Gesetzeskommentar)
PAngVPreisangabenverordnung
PAOPatentanwaltsordnung
PAO157Abs2DVVerordnung zur Durchführung des § 157 Absatz 2 der Patentanwaltsordnung
PapKuVerarbIndMeistPrVVerordnung über die Prüfung zum anerkannten Abschluss Geprüfter Industriemeister/Geprüfte Industriemeisterin – Fachrichtung Papier- und Kunststoffverarbeitung
PaPkGPreisangaben- und Preisklauselgesetz
PapTechAusbV 2010Verordnung über die Berufsausbildung zum Papiertechnologen/zur Papiertechnologin
ParkettlAusbV 2002Verordnung über die Berufsausbildung zum Parkettleger/zur Parkettlegerin
ParkettlMstrVVerordnung über die Meisterprüfung in den Teilen I und II im Parkettleger-Handwerk
ParlBGGesetz über die parlamentarische Beteiligung bei der Entscheidung über den Einsatz bewaffneter Streitkräfte im Ausland (Parlamentsbeteiligungsgesetz)
ParlGParlamentsgesetz (Schweiz)
ParlStGGesetz über die Rechtsverhältnisse der parlamentarischen Staatssekretäre
ParlVVParlamentsverwaltungsverordnung (Schweiz)
ParteienGParteiengesetz
ParteiGParteiengesetz (siehe Gesetz über die politischen Parteien)
PartGParteiengesetz (siehe Gesetz über die politischen Parteien) oder Partnerschaftsgesetz (Schweiz)
PartGGGesetz über Partnerschaftsgesellschaften Angehöriger Freier Berufe (Partnerschaftsgesellschaftsgesetz)
PartGmbBPartnerschaftsgesellschaft mit beschränkter Berufshaftung
PartGGuaÄndGGesetz zur Einführung einer Partnerschaftsgesellschaft mit beschränkter Berufshaftung und zur Änderung des Berufsrechts der Rechtsanwälte, Patentanwälte, Steuerberater und Wirtschaftsprüfer
PassDEÜVVerordnung zur Erfassung und Qualitätssicherung des Lichtbildes und der Fingerabdrücke in den Passbehörden und der Übermittlung der Passantragsdaten an den Passhersteller
PassG (PaßG)Passgesetz
PassVVerordnung zur Durchführung des Passgesetzes (Passverordnung)
PatAnwAPOPatentanwaltsausbildungs- und Prüfungsordnung (siehe Patentassessor)
PatAnwGPatentanwaltsgesetz (Österreich)
PatAnwO (auch PatAO oder PAO)Patentanwaltsordnung (siehe Patentanwalt)
PatAnwVVVerordnung über das Patentanwaltsverzeichnis (Patentanwaltsverzeichnisverordnung)
PatBeteiligungsVVerordnung zur Beteiligung von Patientinnen und Patienten in der Gesetzlichen Krankenversicherung (Patientenbeteiligungsverordnung) (siehe auch bei Gesetz zur Verbesserung der Rechte von Patientinnen und Patienten)
PatGPatentgesetz oder Patentgesetz 1970 (Österreich) oder Schweizer Patentgesetz
PatGGBundesgesetz vom 20. März 2009 über das Bundespatentgericht (Patentgerichtsgesetz) (Schweiz)
PatKPatentanwaltskammer
PatKostGPatentkostengesetz (Gesetz über die Kosten des Deutschen Patent- und Markenamts und des Bundespatentgerichts)
PatRGGesetz zur Verbesserung der Rechte von Patientinnen und Patienten (Patientenrechtegesetz)
PatVPatentverordnung (Verordnung zum Verfahren in Patentsachen vor dem Deutschen Patent- und Markenamt)
PatVGPatientenverfügungs-Gesetz (Österreich)
PAuswG (PersAuswG)Personalausweisgesetz
PAuswGebVPersonalausweisgebührenverordnung
PAuswVVerordnung über Personalausweise, eID-Karten für Unionsbürger und Angehörige des Europäischen Wirtschaftsraums und den elektronischen Identitätsnachweis (Personalausweisverordnung)
PBPolizeibezirk oder Polizeiliche Beobachtung oder Persönliches Budget oder Pflegebudget
PBeaKKPostbeamtenkrankenkasse
PBefAusglVVerordnung über den Ausgleich gemeinwirtschaftlicher Leistungen im Straßenpersonenverkehr
PBefGPersonenbeförderungsgesetz (Deutschland)
PBGPersonenbeförderungsgesetz (Schweiz) oder Planungsbeschleunigungsgesetz
PBLEntgVPostbankleistungsentgeltverordnung
PBVVerordnung über die Rechnungs- und Buchführungspflichten der Pflegeeinrichtungen (Pflege-Buchführungsverordnung)
PBZugVBerufszugangsverordnung für den Straßenpersonenverkehr
PCBAbfallVVerordnung über die Entsorgung polychlorierter Biphenyle, polychlorierter Terphenyle und halogenierter Monomethyldiphenylmethane (PCB/PCT-Abfallverordnung)
PBRüVVerordnung zur Rückforderung überzahlter Entlastungen nach dem Strompreisbremsegesetz und dem Erdgas-Wärme-Preisbremsengesetz sowie zum Übergang von Rückforderungsansprüchen auf den Bund (Preisbremsen-Entlastungsrückforderungsverordnung)
PCKPost-Control-Kommission (Österreich)
PCTVertrag über die Internationale Zusammenarbeit auf dem Gebiet des Patentwesens (kurz Patent-Zusammenarbeitsvertrag oder PCT, nach englisch Patent Cooperation Treaty)
PCTAOAusführungsordnung zum Vertrag über die internationale Zusammenarbeit auf dem Gebiet des Patentwesens
PDPolizeidirektion
PDKPrüfdienst Krankenversicherung im Bundesamt für Soziale Sicherung
PDLVPostdienstleistungsverordnung (siehe u. a. Postreform)
PDSVPostdienste-Datenschutzverordnung
PECLGrundregeln des Europäischen Vertragsrechts („Principles of European Contract Law“)
PEDPressure Equipment Directive (Richtlinie 97/23/EG über Druckgeräte, kurz: Druckgeräterichtlinie)
PEGPrivate-Equity-Gesellschaft (siehe Private Equity)
PEIPaul-Ehrlich-Institut, Bundesinstitut für Impfstoffe und biomedizinische Arzneimittel
PELPrinciples of European Law
PERPräsident des Europäischen Rates
PersAuswGPersonalausweisgesetz
PersRPersonalrat oder Der Personalrat (Zeitschrift)
PersVDie Personalvertretung. Fachzeitschrift des gesamten Personalwesens für Personalvertretungen und Dienststellen
PersVGPersonalvertretungsgesetz
PFAPolizei-Führungsakademie (aufgehoben; jetzt Deutsche Hochschule der Polizei)
PfandBarwertVVerordnung über die Sicherstellung der jederzeitigen Deckung von Hypothekenpfandbriefen, Öffentlichen Pfandbriefen, Schiffspfandbriefen und Flugzeugpfandbriefen nach dem Barwert und dessen Berechnung bei Pfandbriefbanken (Pfandbrief-Barwertverordnung)
PfandBGPfandbriefgesetz
PfandlVPfandleiherverordnung
PfandMeldeVVerordnung über pfandbriefrechtliche Meldungen (Pfandbrief-Meldeverordnung)
PfG NWGesetz zur Umsetzung des Pflege-Versicherungsgesetzes (Landespflegegesetz Nordrhein-Westfalen)
PflAFinVVerordnung über die Finanzierung der beruflichen Ausbildung nach dem Pflegeberufegesetz sowie zur Durchführung statistischer Erhebungen (Pflege-Ausbildungsfinanzierungsverordnung)
PflAPrVPflegeausbildungs- und Prüfungsverordnung
PflAVPflichtablieferungs-Verordnung in Deutschland oder in Österreich; Verordnung über die Ablieferung von Medienwerken an die Deutsche Nationalbibliothek bzw. die Österreichische Nationalbibliothek
PflBestSchVVerordnung zum Schutz von Beständen zur Erzeugung oder zum Erhalt von Obstanbaumaterial sowie Erwerbsobstbeständen vor besonderen unionsgeregelten Nicht-Quarantäneschadorganismen (Pflanzenbeständeschutzverordnung)
PflBGGesetz über die Pflegeberufe (Pflegeberufegesetz)
PflBRefGGesetz zur Reform der Pflegeberufe (Pflegeberufereformgesetz)
PflegeArbbVVerordnung über zwingende Arbeitsbedingungen für die Pflegebranche (Pflegearbeitsbedingungenverordnung) (siehe Mindestarbeitsbedingungen (Pflegebranche))
PflStudStGGesetz zur Stärkung der hochschulischen Pflegeausbildung, zu Erleichterungen bei der Anerkennung ausländischer Abschlüsse in der Pflege und zur Änderung weiterer Vorschriften (Pflegestudiumstärkungsgesetz)
PflegeVGPflegeversicherungsgesetz
PflegeWEGPflege-Weiterentwicklungsgesetz
PflegeZGPflegezeitgesetz
PflKartVPflanzkartoffelverordnung
PflRPflegerecht
PflSchAnwVPflanzenschutzanwendungsverordnung (Verordnung über Anwendungsverbote für Pflanzenschutzmittel)
PflSchGPflanzenschutzgesetz
PflSchMGebVPflanzenschutzmittel-Gebührenverordnung
PflSchMGVVerordnung über Pflanzenschutzmittel und Pflanzenschutzgeräte (Pflanzenschutzmittelverordnung)
PflSchSachkVPflanzenschutz-Sachkundeverordnung
PflVG (PflVersG)Pflichtversicherungsgesetz
PflZVVerordnung über einen Vorschuss bei der Inanspruchnahme von Familienpflegezeit oder Pflegezeit (Pflegezeitvorschussverordnung nach § 7 Abs. 7 BBesG)
PFVPlanfeststellungsverfahren oder Personenfeststellungsverfahren
pFVpositive Forderungsverletzung (siehe positive Vertragsverletzung)
PfWGPflege-Weiterentwicklungsgesetz
PGPersonengesellschaft oder Postgesetz (Schweiz)
PGRPersonen- und Gesellschaftsrecht (Liechtenstein)
PGVVerordnung der Bundesministerin für Arbeit, Gesundheit und Soziales über die Untergrenzen einer großen Menge (Grenzmengen) bezüglich der psychotropen Stoffe (Psychotropen-Grenzmengenverordnung) (Österreich)
PharmRPharma Recht (Zeitschrift)
pHGpersönlich haftender Gesellschafter
PHGProdukthaftungsgesetz (Österreich)
PHi
PHKPolizeihauptkommissar oder Pflegehilfskraft
PHVPrivathaftpflichtversicherung
PIPolizeiinspektion oder Polizeiinspektion (Österreich)
PinGPrivacy in Germany. Datenschutz und Compliance (Zeitschrift)
PIZPatentinformationszentrum
PJZSPolizeiliche und justizielle Zusammenarbeit in Strafsachen (engl.: police and judicial cooperation in criminal matters (PJCCM), franz.: coopération policière et judiciaire en matière pénale (CPJMP))
PKPolizeikommissariat (Deutschland) oder Polizeikommissariat (Österreich) oder Polizeikommissar oder Praxis-Kommentar oder Pflegekosten (siehe Pflegesatz) oder Pflegekasse
PKBGBundesgesetz über die Pensionskasse des Bundes (Schweiz)
PKGPensionskassengesetz (siehe Pensionskasse#Österreich) oder Parlamentarisches Kontrollgremium
PKGrParlamentarisches Kontrollgremium
PKGrGGesetz über die parlamentarische Kontrolle nachrichtendienstlicher Tätigkeit des Bundes (Kontrollgremiumgesetz)
PKHProzesskostenhilfe
PKHFVVerordnung zur Verwendung eines Formulars für die Erklärung über die persönlichen und wirtschaftlichen Verhältnisse bei Prozess- und Verfahrenskostenhilfe
PKW-EnVKVVerordnung über Verbraucherinformationen zu Kraftstoffverbrauch, CO2-Emissionen und Stromverbrauch neuer Personenkraftwagen (PKW-Energieverbrauchskennzeichnungsverordnung)
PKVPrivate Krankenversicherung
PKZPersonenkennzeichen (siehe Steuer-Identifikationsnummer#Vorläufer und europäische Entsprechungen oder Personenkennzahl, DDR)
PlanSiGGesetz zur Sicherstellung ordnungsgemäßer Planungs- und Genehmigungsverfahren während der COVID-19-Pandemie (Plansicherstellungsgesetz)
Plan-UPPlan-Umweltprüfung (siehe Strategische Umweltprüfung)
PlanzVVerordnung über die Ausarbeitung der Bauleitpläne und die Darstellung des Planinhalts (Planzeichenverordnung)
PLCPublic Limited Company
PlfZVVerordnung über die Zuweisung der Planfeststellung für länderübergreifende und grenzüberschreitende Höchstspannungsleitungen auf die Bundesnetzagentur (Planfeststellungszuweisungverordnung)
PlVereinfGGesetz zur Vereinfachung der Planungsverfahren für Verkehrswege (Planungsvereinfachungsgesetz)
PlVereinhGGesetz zur Verbesserung der Öffentlichkeitsbeteiligung und Vereinheitlichung von Planfeststellungsverfahren
PLZPostleitzahl
PMPolizeimeister(in) oder Pressemitteilung
PMElekPrVVerordnung über die Prüfung zum anerkannten Fortbildungsabschluss Geprüfter Prozessmanager Elektrotechnik und Geprüfte Prozessmanagerin Elektrotechnik (Certified Process Manager – Electric/Electronics)
PMMAProtokoll zum Madrider Abkommen über die internationale Registrierung von Marken (siehe Madrider Abkommen über die internationale Registrierung von Marken#Protokoll zum Madrider Abkommen über die internationale Registrierung von Marken (PMMA))
PMMPrVVerordnung über die Prüfung zum anerkannten Abschluss Geprüfter Prozessmanager – Mikrotechnologie und Geprüfte Prozessmanagerin – Mikrotechnologie (Certified Process Manager – Microtechnology)
PMZBlatt für Patent-, Muster- und Zeichenwesen (Zeitschrift)
PNGPflege-Neuausrichtungs-Gesetz
PNUPZVVerordnung über Leistungsprämien und -zulagen für Beamtinnen und Beamte der Postnachfolgeunternehmen
PodAPrVAusbildungs- und Prüfungsverordnung für Podologinnen und Podologen
PodGGesetz über den Beruf der Podologin und des Podologen (Podologengesetz) (siehe Podologie)
POGPolizeiorganisationsgesetz (z. B. in NRW) oder Polizei- und Ordnungsbehördengesetz
POGRPPolizei- und Ordnungsbehördengesetz Rheinland-Pfalz
POKPolizeioberkommissar
POLASPOLizeiAuskunftsSystem (POLAS)
PolBeauftrGGesetz über die Polizeibeauftragte oder den Polizeibeauftragten des Bundes beim Deutschen Bundestag (Polizeibeauftragtengesetz)
PolBTLVVerordnung über die Laufbahnen des Polizeivollzugsdienstes beim Deutschen Bundestag
PolGPolizeigesetz
PolierPrVVerordnung über die Prüfung zum anerkannten Fortbildungsabschluss Geprüfter Polier und Geprüfte Polierin
PolioVVerordnung zur Vernichtung und zum Laborcontainment des Poliovirus Typ 3
PolstAusbVVerordnung über die Berufsausbildung zum Polsterer und zur Polsterin (Polstererausbildungsverordnung)
Polst/DekoAusbVVerordnung über die Berufsausbildung zum Polster- und Dekorationsnäher/zur Polster- und Dekorationsnäherin
PolVBDVorgVVerordnung zu § 82 des Bundesdisziplinargesetzes
PolZusuaVtrCHEGGesetz zu den Verträgen vom 27. April 1999 und 8. Juli 1999 zwischen der Bundesrepublik Deutschland und der Schweizerischen Eidgenossenschaft über grenzüberschreitende polizeiliche Zusammenarbeit, Auslieferung, Rechtshilfe sowie zu dem Abkommen vom 8. Juli 1999 zwischen der Bundesrepublik Deutschland und der Schweizerischen Eidgenossenschaft über Durchgangsrechte
POP-Abfall-ÜberwVVerordnung über die Getrenntsammlung und Überwachung von nicht gefährlichen Abfällen mit persistenten organischen Schadstoffen
PORPolizei- und Ordnungsrecht
PortalVVerordnung zu den Voraussetzungen und dem Verfahren der Zulassung von in nicht öffentlich-rechtlicher Form betriebenen Portalen zur Durchführung von einfachen Melderegisterauskünften über das Internet (Portalverordnung)
PornoGPornographiegesetz (Österreich)
POSPoint Of Sale
PostAnwAbk 1984Postanweisungs- und Postreisescheckabkommen
PostAnwÜbkVollzOVollzugsordnung zum Postanweisungsübereinkommen
Post-AZVVerordnung über die Arbeitszeit der Beamtinnen und Beamten bei der Deutschen Post AG
PostBATZVVerordnung über die Bewilligung von Altersteilzeit und die Gewährung eines Altersteilzeitzuschlags für die Beamtinnen und Beamten bei der Deutschen Post AG
PostComEidgenössische Postkommission (Schweiz) (franz.: La Commission de la poste, ital.: La Commissione federale delle poste)
PostGPostgesetz
PostG-ÜbertrVVerordnung zur Übertragung der Befugnis zum Erlass einer Rechtsverordnung nach § 18a des Postgesetzes (PostG-Übertragungsverordnung)
PostgiroAbkPostgiroabkommen
PostgiroÜbkVollzOVollzugsordnung zum Postgiroübereinkommen
PostLEntgVVerordnung über die Gewährung von Leistungsentgelten an Beamtinnen und Beamte bei der Deutschen Post AG
PostLVVerordnung über die Laufbahnen der Beamtinnen und Beamten im Geltungsbereich des Postpersonalrechtsgesetzes (Postlaufbahnverordnung)
PostModGGesetz zur Modernisierung des Postrechts (Postrechtsmodernisierungsgesetz)
PostnachnAbk 1984Postnachnahmeabkommen
PostnachnÜbkVollzOVollzugsordnung zum Postnachnahmeübereinkommen
PostPakAbk 1984Postpaketabkommen
PostPakÜbkVollzOVollzugsordnung zum Postpaketübereinkommen
PostPersRGGesetz zum Personalrecht der Beschäftigten der früheren Deutschen Bundespost (Postpersonalrechtsgesetz)
PostSchliVVerordnung zur Regelung des Verfahrens der außergerichtlichen Streitbeilegung bei der Schlichtungsstelle Post der Bundesnetzagentur für Elektrizität, Gas, Telekommunikation, Post und Eisenbahnen (Post-Schlichtungsverordnung)
PostSparAbk 1984Postsparkassenabkommen
PostUmwGGesetz zur Umwandlung der Unternehmen der Deutschen Bundespost in die Rechtsform der Aktiengesellschaft
PostZahlÜbkPostzahlungsdienste-Übereinkommen
PostZtgAbk 1984Postzeitungsabkommen
pp.per Prokura, auch ppa., (Zusatz vor Unterschriften in Vertretung für einen Vollkaufmann durch einen Prokuristen)
PPPolizeipräsidium
ppa.per Prokura, auch pp., (Zusatz vor Unterschriften in Vertretung für einen Vollkaufmann durch einen Prokuristen)
PPDAVVerordnung zu automatisierten Datenabrufen aus den Pass- und Personalausweisregistern
PPRPflegepersonal-Regelung
PpSGGesetz zur Stärkung des Pflegepersonals (Pflegepersonal-Stärkungsgesetz)
PPÜPostpaketübereinkommen
PPUGPflegepersonaluntergrenze
PpUGVVerordnung zur Festlegung von Pflegepersonaluntergrenzen in pflegesensitiven Bereichen in Krankenhäusern (Pflegepersonaluntergrenzen-Verordnung) (siehe auch bei Pflegepersonal-Stärkungsgesetz)
PPVPrivate Pflegeversicherung oder Pädiatrische Palliativversorgung
PQsGPflege-Qualitätssicherungsgesetz
Pr.Preußen, preußisch
PRPartnerschaftsregister oder Personalrat oder Privatrecht
Präs.Präsident
PräsLGPräsident des Landgerichts
PräsOLGPräsident des Oberlandesgerichts
PräzwMechMstrVVerordnung über die Meisterprüfung in den Teilen I und II im Präzisionswerkzeugmechaniker-Handwerk
PrALRPreußisches Allgemeines Landrecht
prEGGesetz über die Eisenbahn-Unternehmungen (Preußisches Eisenbahngesetz)
PreisGÜbergangsgesetz über Preisbildung und Preisüberwachung
PreisklauselG (PrkG)Gesetz über das Verbot der Verwendung von Preisklauseln bei der Bestimmung von Geldschulden (Preisklauselgesetz) (siehe Wertsicherungsklausel)
PreisStatGGesetz über die Preisstatistik
PresseratGGesetz zur Gewährleistung der Unabhängigkeit des vom Deutschen Presserat eingesetzten Beschwerdeausschusses
PRevRevisionspraxis – Journal für Revisoren, Wirtschaftsprüfer, IT-Sicherheits- und Datenschutzbeauftragte (Zeitschrift)
PRGPatientenrechtegesetz
PrGSPreußische Gesetzessammlung
PrHaushStatGGesetz über die Statistik der Wirtschaftsrechnungen privater Haushalte
PrHGBundesgesetz über die Produktehaftpflicht (Schweiz)
PrisenGOPrisengerichtsordnung
PrisenOPrisenordnung
PrkGGesetz über das Verbot der Verwendung von Preisklauseln bei der Bestimmung von Geldschulden (Preisklauselgesetz)
PrKultbGGesetz zur Errichtung einer Stiftung Preußischer Kulturbesitz und zur Übertragung von Vermögenswerten des ehemaligen Landes Preußen auf die Stiftung
PrKultbSaVVerordnung über die Satzung der Stiftung „Preußischer Kulturbesitz“
PrKVPreisklauselverordnung (aufgehoben; jetzt PrKG)
PrLagerhBeihVVerordnung über die Gewährung von Beihilfen für die private Lagerhaltung bestimmter Milcherzeugnisse
PRMPersonen mit Behinderung und eingeschränkter Mobilität (englisch Persons with reduced mobility – PRM)
PRM-VOVerordnung (EG) Nr. 1107/2006 über die Rechte von behinderten Flugreisenden (EU-Flugverordnung)
ProblBinSchRProbleme des Binnenschifffahrtsrechts (Zeitschrift)
ProdGewStatGGesetz über die Statistik im Produzierenden Gewerbe
ProdHaftGProdukthaftungsgesetz (Deutschland)
ProdMechTextAusbVVerordnung über die Berufsausbildung zum Produktionsmechaniker Textil/zur Produktionsmechanikerin-Textil
ProdSGGesetz über die Bereitstellung von Produkten auf dem Markt (Produktsicherheitsgesetz (Deutschland))
ProdSVVerordnung zum Produktsicherheitsgesetz
ProdTechAusbVVerordnung über die Berufsausbildung zum Produktionstechnologen/zur Produktionstechnologin
ProMechGProjekt-Mechanismen-Gesetz (Gesetz über projektbezogene Mechanismen nach dem Protokoll von Kyoto zum Rahmenübereinkommen der Vereinten Nationen über Klimaänderungen vom 11. Dezember 1997)
Prot.Protokoll(e)
ProtErklGGesetz zur Umsetzung der Protokollerklärung der Bundesregierung zur Vermittlungsempfehlung zum Gesetz zum Abbau von Steuervergünstigungen und Ausnahmeregelungen (Steuervergünstigungsabbaugesetz – StVergAbG) („Korb II-Gesetz“)
ProstAVVerordnung über das Verfahren zur Anmeldung einer Tätigkeit als Prostituierte oder Prostituierte
ProstGGesetz zur Regelung der Rechtsverhältnisse von Prostituierten (Prostitutionsgesetz)
ProstSchGGesetz zum Schutz von in der Prostitution tätigen Personen (Prostituiertenschutzgesetz)
ProstStatVVerordnung über die Führung einer Bundesstatistik nach dem Prostituiertenschutzgesetz
ProTechPrVVerordnung über die Prüfung zum anerkannten Abschluss Geprüfter Prozessmanager Produktionstechnologie/Geprüfte Prozessmanagerin – Produktionstechnologie
PrOVGPreußisches Oberverwaltungsgericht
ProViDaPolice-Pilot-System
PrSGProduktsicherheitsgesetz (Schweiz)
PRTR-VVerordnung zum Register über die Freisetzung von Schadstoffen sowie den Transfer von Abfällen und von Schadstoffen in Abwasser (Schweiz)
PrüfbVVerordnung über die Prüfung der Jahresabschlüsse der Kreditinstitute und Finanzdienstleistungsinstitute sowie über die darüber zu erstellenden Berichte
PrüflabVVerordnung über die Akkreditierung von Prüflaboratorien als Voraussetzung für die Zulassung privater Gegenprobensachverständiger für die Untersuchung von Proben
PrüfVVerordnung über den Inhalt der Prüfungsberichte zu den Jahresabschlüssen und den Solvabilitätsübersichten von Versicherungsunternehmen
PrümVtrVertrag zwischen dem Königreich Belgien, der Bundesrepublik Deutschland, dem Königreich Spanien, der Französischen Republik, dem Großherzogtum Luxemburg, dem Königreich der Niederlande und der Republik Österreich über die Vertiefung der grenzüberschreitenden Zusammenarbeit, insbesondere zur Bekämpfung des Terrorismus, der grenzüberschreitenden Kriminalität und der illegalen Migration (Prümer Vertrag)
PrümVtrAGAusführungsgesetz zum Prümer Vertrag und zum Ratsbeschluss Prüm
PrüVOFortkfmBfVerordnung über die Prüfung zum anerkannten Fortbildungsabschluss Geprüfter Fachmann für kaufmännische Betriebsführung nach der Handwerksordnung und Geprüfte Fachfrau für kaufmännische Betriebsführung nach der Handwerksordnung
PRVVerordnung über die Einrichtung und Führung des Partnerschaftsregisters
PrVerwBlPreußisches Verwaltungsblatt
PrZBrGleichstVVerordnung zur Gleichstellung von Prüfungszeugnissen der Berufsfachschulen für Bürokaufleute, Bürogehilfinnen und Teilezurichter in Bremen mit den Zeugnissen über das Bestehen der Abschlussprüfung in Ausbildungsberufen
PSPersonensorge oder Pferdestärken oder Patentschrift
PSAPersonal-Service-Agentur oder Persönliche Schutzausrüstung
PSA-BVPSA-Benutzungsverordnung
PSA-DGGesetz zur Durchführung der Verordnung (EU) 2016/425 des Europäischen Parlaments und des Rates vom 9. März 2016 über persönliche Schutzausrüstungen (PSA) und zur Aufhebung der Richtlinie 89/686/EWG des Rates (PSA-Durchführungsgesetz)
PSD IErste Zahlungsdienste-Richtlinie der EG (siehe Zahlungsdiensterecht)
PSD IIZweite Zahlungsdienste-Richtlinie der EU (siehe Zahlungsdiensterecht)
PSGPrivatstiftungsgesetz (Österreich), siehe (Stiftung) oder Produktsicherheitsgesetz (Österreich) oder Pflegestärkungsgesetze oder Gesetz zur Sicherstellung von Postdienstleistungen in besonderen Fällen (Postsicherstellungsgesetz)
PStSParlamentarischer Staatssekretär (siehe Parlamentarischer Staatssekretär)
PStGPersonenstandsgesetz (Deutschland) oder Personenstandsgesetz (Österreich)
PStTGGesetz über die Meldepflicht und den automatischen Austausch von Informationen meldender Plattformbetreiber in Steuersachen
PStVPersonenstandsverordnung
PStRPraxis Steuerstrafrecht (Zeitschrift)
PStRGPersonenstandsrechtsreformgesetz
PStTGGesetz über die Meldepflicht und den automatischen Austausch von Informationen meldender Plattformbetreiber in Steuersachen (Plattformen-Steuertransparenzgesetz)
PSVPensions-Sicherungs-Verein
PSVaGPensions-Sicherungs-Verein Versicherungsverein auf Gegenseitigkeit (PSVaG)
PsychHGGesetz zur Hilfe und Unterbringung von Menschen mit Hilfebedarf infolge psychischer Störungen (Schleswig-Holstein)
PsychKGPsychisch-Kranken-Gesetz
PsychKG LSAGesetz über Hilfen für psychisch Kranke und Schutzmaßnahmen des Landes Sachsen-Anhalt
PsychKG M-VGesetz über Hilfen und Schutzmaßnahmen für Menschen mit psychischen Krankheiten (Psychischkrankengesetz Mecklenburg-Vorpommern)
PsychKG NRWGesetz über Hilfen und Schutzmaßnahmen bei psychischen Krankheiten (Nordrhein-Westfalen)
PsychKHGGesetz über Hilfen und Schutzmaßnahmen bei psychischen Krankheiten (Psychisch-Kranken-Hilfe-Gesetz Baden-Württemberg) oder Landesgesetz über Hilfen bei psychischen Erkrankungen (Rheinland-Pfalz) oder Psychisch-Kranken-Hilfe-Gesetz (Hessen)
PsychKVVerbGGesetz zur Verbesserung der ambulanten und teilstationären Versorgung psychisch Kranker
PsychotrStÜbkÜbereinkommen von 1971 über psychotrope Stoffe
PsychPbGGesetz über die psychosoziale Prozessbegleitung im Strafverfahren
Psych-PV (PsychPV)Psychiatrie-Personalverordnung (Verordnung über Maßstäbe und Grundsätze für den Personalbedarf in der stationären Psychiatrie)
PsychThApprOApprobationsordnung für Psychotherapeutinnen und Psychotherapeuten
PsychThGGesetz über den Beruf der Psychotherapeutin und des Psychotherapeuten (Psychotherapeutengesetz)
PsychTh-APrVAusbildungs- und Prüfungsverordnung für Psychologische Psychotherapeuten
PsychThVVerordnung über die Ausbildungsförderung für den Besuch von Ausbildungsstätten für Psychotherapie und Kinder- und Jugendlichenpsychotherapie
PSZProjekt Strukturentwicklung Zoll
PTAPharmazeutisch-technischer Assistent
PTA-APrVAusbildungs- und Prüfungsverordnung für pharmazeutisch-technische Assistentinnen und pharmazeutisch-technische Assistenten
PTAGGesetz über den Beruf der pharmazeutisch-technischen Assistentin und des pharmazeutisch-technischen Assistenten
PTBPhysikalisch-Technische Bundesanstalt
PTBBGebVBesondere Gebührenverordnung für individuell zurechenbare öffentliche Leistungen der Physikalisch-Technischen Bundesanstalt
PTBSPosttraumatische Belastungsstörung (engl.: posttraumatic stress disorder – PTSD)
PTNeuOGPostneuordnungsgesetz
PTOUnited States Patent and Trademark Office
PTSGPost- und Telekommunikationssicherstellungsgesetz
PTStiftGGesetz zur Errichtung einer Museumsstiftung Post und Telekommunikation
PTTPost- und Telekommunikationsunternehmen
PUAParlamentarischer Untersuchungsausschuss
PUAGUntersuchungsausschussgesetz
PublGGesetz über die Rechnungslegung von bestimmten Unternehmen und Konzernen (Publizitätsgesetz) oder Publikationsgesetz (Schweiz)
PublicaPensionskasse des Bundes PUBLICA (Schweiz)
PudlVPostuniversaldienstleistungsverordnung
PUEGGesetz zur Unterstützung und Entlastung in der Pflege (Pflegeunterstützungs- und -entlastungsgesetz)
PüGPreisüberwachungsgesetz (Schweiz) (siehe Preisüberwacher)
PUKParlamentarische Untersuchungskommission (Schweiz)
PVProzessbevollmächtigter oder Parteivertreter oder Pflegeversicherung (Deutschland) oder Patientenverfügung oder Psychotropenverordnung (Österreich) oder Pflichtverletzung
PVAufhAnOAnordnung über die Aufhebung von Rechtsvorschriften auf dem Gebiet der freiwilligen Personenversicherungen der Bürger
PVBPersonalverband des Bundes (Schweiz) (franz. Association du personnel de la Confédération, ital. Associazione del personale della Confederazione) oder Polizeivollzugsbeamter
PVBgerPersonalverordnung des Bundesgerichts (Schweiz)
PVDPolizeivollzugsdienst
PVRPraxis Verkehrsrecht (Zeitschrift)
PVÜPariser Verbandsübereinkunft zum Schutz des gewerblichen Eigentums
PVÜGGesetz zu den am 24. Juli 1971 in Paris unterzeichneten Übereinkünften auf dem Gebiet des Urheberrechts
pVVpositive Vertragsverletzung
PWPersonenwagen (Schweiz) (siehe Personenkraftwagen) oder Personenwoche (siehe Personenstunde) oder Polizeiwachtmeister (ein früherer Dienstgrad der Polizei)
PWMAusbVVerordnung über die Berufsausbildung zum Präzisionswerkzeugmechaniker und zur Präzisionswerkzeugmechanikerin
PWVParitätischer Wohlfahrtsverband
PZNPharmazentralnummer
PZUPostzustellungsurkunde

## Q
QESQualifizierte elektronische Signatur
QFUVVerordnung über die berufliche Umschulung zum Geprüften Qualitätsfachmann Fertigungsprüftechnik und zur Geprüften Qualitätsfachfrau Fertigungsprüftechnik (Qualitätsfachleute-Fertigungsprüftechnik-Umschulungsverordnung)
QMQualitätsmanagement
QMSQualitätsmanagementsystem
QPRQualitätsprüfungs-Richtlinien (z. B. nach § 114 SGB XI)
QRLRichtlinie 2011/95/EU (Qualifikationsrichtlinie)
QSQualitätssicherung
QS-Ri QPRichtlinien des GKV-Spitzenverbandes zur Qualitätssicherung der Qualitätsprüfungen nach §§ 114 ff. SGB XI
QSVQualitätssicherungsvereinbarung
QuID (QUID)Quantitative Ingredients Declaration (Mengenkennzeichnung von Lebensmitteln)
QZQualität und Zuverlässigkeit (Zeitschrift)

## R
RRex oder Regina im englischen Strafrecht
RARechtsanwalt
RAARat für Allgemeine Angelegenheiten der EU (englisch: General Affairs Council – GAC) oder Rechtsanwaltsanwärter (Österreich)
RABRat für Auswärtige Angelegenheiten der EU (englisch: Foreign Affairs Council – FAC) oder Regeln zum Arbeitsschutz auf Baustellen
RabelsZRabels Zeitschrift für ausländisches und internationales Privatrecht
RADLR (RADLRL)Rechtsanwaltsdienstleistungsrichtlinie
RAINWATRegionale Vereinbarung über den Binnenschifffahrtsfunk (englisch: Regional Arrangement concerning the Radiotelephone Service on Inland Waterways)
RAKRechtsanwaltskammer oder Rechtsanwaltskammer (Österreich)
RALRAL Deutsches Institut für Gütesicherung und Kennzeichnung oder Richtlinien für die Anlage von Landstraßen
RANLR (RANLRL)Rechtsanwaltsniederlassungsrichtlinie
RAORechtsanwaltsordnung (Österreich) oder Reichsabgabenordnung
RAPEXRapid Exchange of Information System der EU
RASRichtlinien für die Anlage von Straßen
RATGRechtsanwaltstarifgesetz (Österreich)
RaumausMstrVVerordnung über die Meisterprüfung in den Teilen I und II im Raumausstatter-Handwerk (Raumausstattermeisterverordnung)
RAuskÜbkZProtGGesetz zum Zusatzprotokoll vom 15. März 1978 zum Europäischen Übereinkommen betreffend Auskünfte über ausländisches Recht
RAVRepublikanischer Anwältinnen- und Anwälteverein oder Regionales Arbeitsvermittlungszentrum (Schweiz)
RAVPVVerordnung über die Rechtsanwaltsverzeichnisse und die besonderen elektronischen Anwaltspostfächer
RAWRecht Automobil Wirtschaft (Zeitschrift)
RAZEignPrVVerordnung über die Eignungsprüfung für die Zulassung zur Rechtsanwaltschaft
RBRechtsbeistand oder Rahmenbeschluss oder Regierungsbezirk
RBBauRichtlinien für die Durchführung von Bauaufgaben des Bundes
RBDRecht, Bibliothek, Dokumentation (Zeitschrift)
RBEGRegelbedarfs-Ermittlungsgesetz
RBerGRechtsbereinigungsgesetz oder Rechtsberatungsgesetz
RBGReichsbürgergesetz
RBPRahmenbetriebsplan
RBSFVRegelbedarfsstufen-Fortschreibungsverordnung zum Regelbedarfs-Ermittlungsgesetz
RBStV (auch RBeitrStV)Rundfunkbeitragsstaatsvertrag
RBÜRevidierte Berner Übereinkunft (siehe Berner Übereinkunft zum Schutz von Werken der Literatur und Kunst)
RDRegierungsdirektor oder Regionaldirektion
RdARecht der Arbeit (Zeitschrift)
RDBRechtsdatenbank
RdERecht der Energiewirtschaft (Zeitschrift)
RdErlRunderlass
RdFRecht der Finanzinstrumente (Zeitschrift)
RDGRechtsdienstleistungsgesetz oder Rechtsdepesche für das Gesundheitswesen (Zeitschrift) oder Rettungsdienstgesetz (eines Bundeslandes, z. B. HmbRDG)
RDGEGRechtsdienstleistungsgesetz-Einführungsgesetz (Einführungsgesetz zum Rechtsdienstleistungsgesetz)
RDiRecht digital (Zeitschrift)
RdJBZeitschrift „Recht der Jugend und des Bildungswesens“
RdLRecht der Lebenshilfe (Zeitschrift) oder Recht der Landwirtschaft (Zeitschrift)
Rdnr.Randnummer
RdRRat für deutsche Rechtschreibung
RdTWRecht der Transportwirtschaft (Zeitschrift)
RDVRechtsdienstleistungsverordnung (Verordnung zum Rechtsdienstleistungsgesetz) oder Recht der Datenverarbeitung (Zeitschrift für Datenschutz-, Informations- und Kommunikationsrecht)
RDWÖsterreichisches Recht der Wirtschaft
RdZRecht der Zahlungsdienste (Zeitschrift) oder Randzahl
REACHVerordnung (EG) Nr. 1907/2006 (REACH) (= EU-Chemikalienverordnung) (REACH steht für Registration, Evaluation, Authorisation and Restriction of Chemicals)
ReblVVerordnung zur Bekämpfung der Reblaus
RechKredVVerordnung über die Rechnungslegung der Kreditinstitute und Finanzdienstleistungsinstitute (Kreditinstituts-Rechnungslegungsverordnung)
RechPensVVerordnung über die Rechnungslegung von Pensionsfonds (Pensionsfonds-Rechnungslegungsverordnung)
RechtspflegerG (RpflG)Rechtspflegergesetz
RechVersVVersicherungsunternehmens-Rechnungslegungsverordnung
REDRenewable Energies Directive (dt.: Erneuerbare-Energien-Richtlinie)
RED-GGesetz zur Errichtung einer standardisierten zentralen Datei von Polizeibehörden und Nachrichtendiensten von Bund und Ländern zur Bekämpfung des gewaltbezogenen Rechtsextremismus (Rechtsextremismus-Datei-Gesetz)
REERecht der Erneuerbaren Energien (Zeitschrift)
RefReferendar oder Referendariat oder Reform
RefEReferentenentwurf
RefiRegVVerordnung über die Form des Refinanzierungsregisters nach dem Kreditwesengesetz sowie die Art und Weise der Aufzeichnung (Refinanzierungsregisterverordnung)
RegBl.Regierungsblatt
RegERegierungsentwurf
RegelBetrVRegelbetrag-Verordnung
RegelsatzVORegelsatzverordnung
RegGGesetz zur Regionalisierung des öffentlichen Personennahverkehrs (Regionalisierungsgesetz)
RegVBGGesetz zur Vereinfachung und Beschleunigung registerrechtlicher und anderer Verfahren (Registerverfahrenbeschleunigungsgesetz)
RehaRehabilitation
ReiseRÄndGGesetz zur Änderung reiserechtlicher Vorschriften
REITGREIT-Gesetz
RelKErzGGesetz über die religiöse Kindererziehung
REMITVerordnung (EU) Nr. 1227/2011 über die Integrität und Transparenz des Energiegroßhandelsmarkts (REMIT) (englisch: Regulation on wholesale Energy Market Integrity and Transparency; Akronym REMIT)
ReNoRechtsanwalts- und Notarfachangestellter
RENODeutsche Vereinigung der Rechtsanwalts- und Notariatsangestellten
ReNoPatAusbVVerordnung über die Berufsausbildungen zum Rechtsanwaltsfachangestellten und zur Rechtsanwaltsfachangestellten, zum Notarfachangestellten und zur Notarfachangestellten, zum Rechtsanwalts- und Notarfachangestellten und zur Rechtsanwalts- und Notarfachangestellten sowie zum Patentanwaltsfachangestellten und zur Patentanwaltsfachangestellten* (ReNoPat-Ausbildungsverordnung)
RenoPatAusb-FachEigVVerordnung über die fachliche Eignung für die Berufsausbildung der Fachangestellten in Rechtsanwalt- und Patentanwaltschaft, Notariat und bei Rechtsbeiständen
RennwLottABAusführungsbestimmungen zum Rennwett- und Lotteriegesetz
RennwLottGRennwett- und Lotteriegesetz
RentEPPGGesetz zur Zahlung einer Energiepreispauschale für Rentnerinnen und Rentner (Rentenbeziehende-Energiepreispauschalengesetz)
RentSVVerordnung über die Wahrnehmung von Aufgaben der Träger der Rentenversicherung und anderer Sozialversicherungsträger durch den Renten Service der Deutschen Post AG (Renten Service Verordnung)
RentÜAVVerordnung zur Regelung des Stichtags zur verpflichtenden Anbindung der Vorsorgeeinrichtungen und des Anbindungsverfahrens an die Zentrale Stelle für die Digitale Rentenübersicht (Rentenübersichtsanbindungsverordnung)
ResGGesetz über die Rechtsstellung der Reservisten (Reservistengesetz)
ResKVAbLaVVerordnung zur Regelung der Beschaffung und Vorhaltung von Anlagen in der Netzreserve (Reservekraftwerksverordnung)
RestSchBÄndGGesetz zur weiteren Verkürzung des Restschuldbefreiungsverfahrens und zur Anpassung pandemiebedingter Vorschriften im Gesellschafts-, Genossenschafts-, Vereins- und Stiftungsrecht sowie im Miet- und Pachtrecht
RettAPOAusbildungs- und Prüfungsverordnung für Rettungssanitäter und Rettungshelfer (NRW)
RettAssAPrVAusbildungs- und Prüfungsverordnung für Rettungsassistentinnen und Rettungsassistenten
RettAssGRettungsassistentengesetz
RettDGRettungsdienstgesetz (eines Bundeslandes; z. B. RettDG LSA)
RettGRettungsgesetz (eines Bundeslandes)
RettSanAPrVVerordnung über die Ausbildung und Prüfung von Rettungssanitätern (Rettungssanitäterausbildungsverordnung) (MV)
RettungsGGesetz zur Rettung von Unternehmen zur Stabilisierung des Finanzmarktes (Rettungsübernahmegesetz)
RezPGRezeptpflichtgesetz (Österreich)
RFRechtsfolge
RfAReichsversicherungsanstalt für Angestellte
RFamURecht der Familienunternehmen (Zeitschrift)
RfBRückstellung für Beitragsrückerstattung
RFG (RiFG)Richter am Finanzgericht
RFinStVRundfunkfinanzierungsstaatsvertrag
RFRLRichtlinie 2008/115/EG (Rückführungsrichtlinie)
RfStVRundfunkstaatsvertrag
RGReichsgericht oder Reichsgericht (Österreich) oder Reformgesetz oder Rechtsgrund
RgRechtsgeschichte. Zeitschrift des Max-Planck-Instituts für Rechtsgeschichte und Rechtstheorie
RGBl.Reichsgesetzblatt (Deutschland) oder Reichsgesetzblatt (Österreich)
RGebStVRundfunkgebührenstaatsvertrag (aufgehoben; abgelöst durch Rundfunkbeitragsstaatsvertrag – RBStV)
RGRERat der Gemeinden und Regionen Europas
RGRKReichsgerichtsrätekommentar zum BGB
RGStEntscheidungen des Reichsgerichts in Strafsachen (amtliche Sammlung)
RGZEntscheidungen des Reichsgerichts in Zivilsachen (amtliche Sammlung)
RHRechnungshof (Österreich)
RHBRote-Hand-Brief
RheinSchGRheinschifffahrtsgericht
RheinSchOGRheinschifffahrtsobergericht (siehe Rheinschifffahrtsgericht)
RheinPatVVerordnung über die Erteilung von Patenten für den Rhein (Rheinpatentverordnung)
RheinSchPersEVVerordnung zur Einführung der Verordnung über das Schiffspersonal auf dem Rhein (Rheinschiffspersonaleinführungsverordnung)
RheinSchPersVVerordnung über das Schiffspersonal auf dem Rhein (Schiffspersonalverordnung-Rhein)
RheinSchPVRheinschifffahrtspolizeiverordnung
RheinSchUORheinschifffahrtsuntersuchungsordnung
RHmVRückstands-Höchstmengenverordnung
Rh-Pf. (RhPf oder RP)Rheinland-Pfalz, rheinland-pfälzisch
RiRichter
RiARecht im Amt. Zeitschrift für den öffentlichen Dienst
RiAARichteramtsanwärter (Österreich)
RiAGRichter am Amtsgericht
RiArbGRichter am Arbeitsgericht
RiBAGRichter am Bundesarbeitsgericht
RiBGHRichter am Bundesgerichtshof
RiBPatGRichter am Bundespatentgericht
RiBSGRichter am Bundessozialgericht
RIDRegelung für die internationale Eisenbahnbeförderung gefährlicher Güter (Anhang C 1999 zum COTIF) (siehe Übereinkommen über den internationalen Eisenbahnverkehr)
RIDÄndVVerordnung zur Änderung der Ordnung für die internationale Eisenbahnbeförderung gefährlicher Güter (RID) (RID-Änderungsverordnung)
RidoHiMiRichtlinien zur Festlegung der doppelfunktionalen Hilfsmittel
RiFlEtikettGRindfleischetikettierungsgesetz
RiJGGRichtlinien zum Jugendgerichtsgesetz (Deutschland)
RiLGRichter am Landgericht
RiLiRichtlinie oder Richtlinie (EU)
RiLSARichtlinien für Lichtsignalanlagen
RiOLGRichter am Oberlandesgericht
RISRechtsinformationssystem des Bundes (in Österreich)
RiStBVRichtlinien für das Straf- und Bußgeldverfahren
RIVRegolamento Internazionale Veicoli (Übereinkommen über die gegenseitige Benutzung von Güterwagen im internationalen Verkehr)
RiVAStRichtlinien für den Verkehr mit dem Ausland in strafrechtlichen Angelegenheiten (vgl. Rechtshilfe)
RIWRecht der Internationalen Wirtschaft (Zeitschrift)
RKReparaturkosten
RKGRotkreuzgesetz (Bundesgesetz über die Anerkennung des Österreichischen Roten Kreuzes und den Schutz des Zeichens des Roten Kreuzes)
RKIRobert Koch-Institut, Bundesinstitut für Infektionskrankheiten und nicht übertragbare Krankheiten
RLRichtlinie
RL-BARichtlinie über die Berufsausübung der Rechtsanwälte und Rechtsanwaltsanwärter (Österreich)
RLJGGRichtlinien zum Jugendgerichtsgesetz (Deutschland)
RLVRegelleistungsvolumen oder Verordnung des Bundesministers für Inneres, mit der Richtlinien für das Einschreiten der Organe des öffentlichen Sicherheitsdienstes erlassen werden (Richtlinien-Verordnung) (Österreich)
RMBRechtsmittelbelehrung (siehe Rechtsbehelfsbelehrung)
RMBl.Reichsministerialblatt
RMIReichsministerium des Innern
RMKRaumentwicklungsministerkonferenz
RMSReferenzmitgliedstaat
Rn.Randnummer
RNotZRheinische Notar-Zeitschrift
RNRRegionalnachweisregister für Strom aus erneuerbaren Energiequellen
RöVRöntgenverordnung
ROGRaumordnungsgesetz (Deutschland) oder Salzburger Raumordnungsgesetz
ROGÄndGGesetz zur Änderung des Raumordnungsgesetzes
ROHGReichsoberhandelsgericht
ROHGEEntscheidungen des Reichsoberhandelsgerichts
RohmilchGütVVerordnung zur Förderung der Güte von Rohmilch (Rohmilchgüteverordnung)
RohrFLtgVVerordnung über Rohrfernleitungsanlagen (Rohrfernleitungsverordnung)
RohrIndUTechAusbVVerordnung über die Berufsausbildung zum Umwelttechnologen für Rohrleitungsnetze und Industrieanlagen und zur Umwelttechnologin für Rohrleitungsnetze und Industrieanlagen (Rohrleitungsnetz- und Industrieanlagenumwelttechnologen-Ausbildungsverordnung)
ROVRaumordnungsverordnung oder Raumordnungsverfahren
ROWRecht in Ost und West (Zeitschrift)
RPRegierungspräsident (Deutschland) oder Regierungspräsident (Schweiz) oder Regierungspräsidium oder Rheinland-Pfalz oder Regionalplan
RPARechnungsprüfungsamt
RpflRechtspfleger
RpflegerDer Deutsche Rechtspfleger (Zeitschrift)
RPflegeBwRechtspflege der Bundeswehr
RPflGRechtspflegergesetz
RpflJBRechtspfleger-Jahrbuch
RpflStudRechtspfleger-Studienhefte (Zeitschrift)
RPGReichspreßgesetz (Deutschland), Raumplanungsgesetz (Schweiz), Rechtspraktikantengesetz (Österreich)
RPhZRechtsphilosophie (Zeitschrift)
RPsychRechtspsychologie (Zeitschrift)
RPVRegionaler Planungsverband
RRRegierungsrat (Deutschland) oder ein Ehrentitel Regierungsrat (Österreich) oder Regierungsrat (Schweiz) oder Rotterdam-Regeln (ein völkerrechtlicher Vertrag aus dem Seehandelsrecht) (siehe Haager Regeln) oder Vollzugsordnung für den Funkdienst (englisch: Radio Regulations)
RRaZeitschrift „Reiserecht aktuell“
RRefRechtsreferendar oder Rechtsreferendariat
RRGRentenreformgesetz
Rs.Rechtssache oder Rechtssache (Bezeichnung der Entscheidungen des EuGH)
RSARisikostrukturausgleich
RSanVVerordnung über die Tätigkeit als Rettungssanitäter (Bayern)
RSAVVerordnung über das Verfahren zum Risikostrukturausgleich in der gesetzlichen Krankenversicherung (Risikostruktur-Ausgleichsverordnung) (siehe Risikostrukturausgleich)
RSchOGReichsschiffahrtsobergericht
RsDEBeiträge zum Recht der sozialen Dienste und Einrichtungen (Zeitschrift)
RSERichtlinien zur Durchführung der Gefahrgutverordnung Straße und Eisenbahn (GGVSE-Durchführungsrichtlinien)
RSEBRichtlinien zur Durchführung der Gefahrgutverordnung Straße, Eisenbahn und Binnenschifffahrt (siehe RSE)
RSGGesetz über die Insolvenzsicherung durch Reisesicherungsfonds und zur Änderung reiserechtlicher Vorschriften (Reisesicherungsfondsgesetz)
RSKReaktor-Sicherheitskommission
RSORechtssicherungs-Ordnung (Liechtenstein)
Rspr.Rechtsprechung
RsprEinhGGesetz zur Wahrung der Einheitlichkeit der Rechtsprechung der obersten Gerichtshöfe des Bundes (siehe Gemeinsamer Senat der obersten Gerichtshöfe des Bundes)
RStDGRichter- und Staatsanwaltschaftsdienstgesetz (Österreich)
RStruktFGGesetz zur Errichtung eines Restrukturierungsfonds für Kreditinstitute (Restrukturierungsfondsgesetz)
RStruktFVRestrukturierungsfonds-Verordnung
RStVRundfunkstaatsvertrag
RSVRegelsatzverordnung oder Rechtsschutzversicherung oder Reisebürosicherungsverordnung (Österreich) (siehe Reiserecht#International)
RTRRundfunk und Telekom Regulierungs-GmbH (Österreich)
RTSRegulatory Technical Standard (deutsch: Technischer Regulierungsstandard – TRS)
RTVGBundesgesetz über Radio- und Fernsehen (Schweiz) (siehe Bundesamt für Kommunikation)
RüFüRLRichtlinie 2008/115/EG (Rückführungsrichtlinie)
RüstAltFGRüstungsaltlastenfinanzierungsgesetz (vgl. auch Altlast)
RuPRecht und Politik (Zeitschrift) oder Recht und Psychiatrie (Zeitschrift) (siehe Recht & Psychiatrie) oder Recht und Praxis (Zeitschrift) oder Restschuldversicherung bei Ratenkrediten
RuStAGReichs- und Staatsangehörigkeitsgesetz (siehe Deutsche Staatsangehörigkeit)
rvDie Rentenversicherung (Zeitschrift)
RVGesetzliche Rentenversicherung (Deutschland) oder Reichsverfassung oder Rechtsverordnung oder Regierungsvorlage (Österreich)
RVÄndGRentenversicherungsänderungsgesetz
RVGRechtsanwaltsvergütungsgesetz oder Reichsverwaltungsgericht
RVG prof.RVG professionell (Zeitschrift)
RVORechtsverordnung oder Reichsversicherungsordnung
RVOGRegierungs- und Verwaltungsorganisationsgesetzes (Schweiz)
RVSRollfuhrversicherungsschein
RVTRentenversicherungsträger
RVZRevierzentrale (zur Überwachung der Binnenschifffahrt auf einzelnen Abschnitten)
RWRestwert; Rechtswissenschaft (Zeitschrift)
RWBestV 2023Verordnung zur Bestimmung der Rentenwerte in der gesetzlichen Rentenversicherung und zur Bestimmung weiterer Werte zum 1. Juli 2023 (Rentenwertbestimmungsverordnung 2023) (siehe Aktueller Rentenwert)
RWP (RwP)Rechts- und Wirtschaftspraxis (Zeitschrift)
RzRandzeichen
r+sRecht und Schaden

## S
S.Satz oder Seite oder Salzburg, salzburgisch
s. A.samt Anhang
SASozialarbeiter (siehe Soziale Arbeit)
SaarGlVVerordnung über die Gleichstellung von aus dem Saargebiet verdrängten Deutschen
Saarl.Saarland, saarländisch
SaarVtrVertrag zwischen der Bundesrepublik Deutschland und der Französischen Republik zur Regelung der Saarfrage
SaarVtrGGesetz über den Vertrag zwischen der Bundesrepublik Deutschland und der Französischen Republik zur Regelung der Saarfrage
SaatArtVerzVVerordnung über das Artenverzeichnis zum Saatgutverkehrsgesetz
SaatAufzVSaatgutaufzeichnungsverordnung
SaatBeihVSaatgutbeihilfeverordnung
SaatEinfMeldVVerordnung über die Meldung und Vorführung von Saatgut bei der Einfuhr
SaatG (SaatVerkG)Saatgutverkehrsgesetz
SaatgutVVerordnung über den Verkehr mit Saatgut landwirtschaftlicher Arten und von Gemüsearten (Saatgutverordnung (Deutschland))
SaAusbVVerordnung über die Berufsausbildung zum Sattler/zur Sattlerin
SaatVVerordnung über den Verkehr mit Saatgut landwirtschaftlicher Arten und von Gemüsearten (Saatgutverordnung (Deutschland))
SachBezVVerordnung über den Wert der Sachbezüge in der Sozialversicherung (Sachbezugsverordnung)
SachenRÄndGGesetz zur Änderung sachenrechtlicher, grundbuchrechtlicher und anderer Vorschriften
SachenRBerGGesetz zur Sachenrechtsbereinigung im Beitrittsgebiet (Sachenrechtsbereinigungsgesetz)
SachenR-DVVerordnung zur Durchführung des Grundbuchbereinigungsgesetzes und anderer Vorschriften auf dem Gebiet des Sachenrechts
Sachs.Sachsen
SachvPrüfVVerordnung über die Prüfung des Jahresabschlusses und des Lageberichts von Versicherungsunternehmen durch einen unabhängigen Sachverständigen (Sachverständigenprüfverordnung)
SachvRatGGesetz über die Bildung eines Sachverständigenrates zur Begutachtung der gesamtwirtschaftlichen Entwicklung
sächs.sächsisch
SächsBRKGSächsisches Gesetz über den Brandschutz, Rettungsdienst und Katastrophenschutz
SächsFFGGesetz zur Förderung von Frauen und der Vereinbarkeit von Familie und Beruf im öffentlichen Dienst im Freistaat Sachsen (Sächsisches Frauenförderungsgesetz)
SächsFGSächsisches Feiertagsgesetz
SächsGemOSächsische Gemeindeordnung
SächsGrStMGSächsisches Grundsteuermesszahlengesetz
SächsHGSächsisches Hochschulgesetz (bis zum 31. Dezember 2008) (siehe Landeshochschulgesetz)
SächsHSFGSächsisches Hochschulfreiheitsgesetz (seit 18. November 2012) (siehe Landeshochschulgesetz)
SächsHSGSächsisches Hochschulgesetz (1. Januar 2009 bis 17. November 2012) (siehe Landeshochschulgesetz)
SächsJGSächsisches Justizgesetz (Gesetz über die Justiz im Freistaat Sachsen)
SächsJOrgVOVerordnung des Sächsischen Staatsministeriums der Justiz über die Organisation der Justiz (Sächsische Justizorganisationsverordnung)
SächsMedHygVOVerordnung der Sächsischen Staatsregierung über die Hygiene und Infektionsprävention in medizinischen Einrichtungen
SächsPBGSächsisches Polizeibehördengesetz
SächsPolGPolizeigesetz des Freistaates Sachsen
SächsPsychKGSächsisches Gesetz über die Hilfen und die Unterbringung bei psychischen Krankheiten
SächsPVDGSächsisches Polizeivollzugsdienstgesetz
SächsTranspGGesetz über die Transparenz von Informationen im Freistaat Sachsen (Sächsisches Transparenzgesetz)
SächsVBl.Sächsische Verwaltungsblätter
SächsVerfVerfassung des Freistaates Sachsen
SächsVergabeDVOSächsische Vergabedurchführungsverordnung
SächsVergabeGGesetz über die Vergabe öffentlicher Aufträge im Freistaat Sachsen (Sächsisches Vergabegesetz)
SächsVSGSächsisches Verfassungsschutzgesetz
SächsWGSächsisches Wassergesetz (siehe Landeswassergesetz)
SÄGSeerechtsänderungsgesetz
SaDVSammelantrags-Datenträger-Verordnung
SAESammlung Arbeitsrechtlicher Entscheidungen (Deutschland)
SAGGesetz zur Sanierung und Abwicklung von Instituten und Finanzgruppen
SAMStrukturanpassungsmaßnahme
SANCOGeneraldirektion Gesundheit und Verbraucher der Europäischen Kommission
SanDVergVVerordnung über die Vergütung für Bereitschaftsdienst und Rufbereitschaft im Sanitätsdienst in Bundeswehrkrankenhäusern
SanGSanierungshilfengesetz
SanInsFoGGesetz zur Fortentwicklung des Sanierungs- und Insolvenzrechts
SanInsKGGesetz zur vorübergehenden Anpassung sanierungs- und insolvenzrechtlicher Vorschriften zur Abmilderung von Krisenfolgen (Sanierungs- und Insolvenzrechtliches Krisenfolgenabmilderungsgesetz)
SanktDGGesetz zur Durchsetzung von wirtschaftlichen Sanktionsmaßnahmen (Sanktionsdurchsetzungsgesetz)
SanOAAusbGVVerordnung über das Ausbildungsgeld für Sanitätsoffizier-Anwärterinnen und -Anwärter (Sanitätsoffizieranwärter-Ausbildungsgeldverordnung)
SAPPVSpezialisierte ambulante pädiatrische Palliativversorgung
SAPVSpezialisierte ambulante Palliativversorgung
SARSozialhilfe- und Asylbewerberleistungsrecht (Zeitschrift)
SaRegGGesetz zur Errichtung eines Samenspenderregisters und zur Regelung der Auskunftserteilung über den Spender nach heterologer Verwendung von Samen (Samenspenderregistergesetz)
SARSCoV2AMVVVerordnung über Abweichungen von den Vorschriften des Fünften Buches Sozialgesetzbuch, des Apothekengesetzes, der Apothekenbetriebsordnung, der Arzneimittelpreisverordnung, des Betäubungsmittelgesetzes und der Betäubungsmittel-Verschreibungsverordnung infolge der SARS-CoV-2-Epidemie (SARS-CoV-2-Arzneimittelversorgungsverordnung)
SASSchweizerische Akkreditierungsstelle (franz. Service d’accréditation suisse, ital. Servizio di accreditamento svizzero)
SatDSiGGesetz zum Schutz vor Gefährdung der Sicherheit der Bundesrepublik Deutschland durch das Verbreiten von hochwertigen Erdfernerkundungsdaten (Satellitendatensicherheitsgesetz)
SatDSiVVerordnung zum Satellitendatensicherheitsgesetz
SatellitÜbkÜbereinkommen über die Verbreitung der durch Satelliten übertragenen programmtragenden Signale
SatellitÜbkGGesetz zu dem Übereinkommen vom 21. Mai 1974 über die Verbreitung der durch Satelliten übertragenen programmtragenden Signale
SattlFeintMstrVVerordnung über das Meisterprüfungsberufsbild und über die Prüfungsanforderungen in den Teilen I und II der Meisterprüfung im Sattler- und Feintäschner-Handwerk
SaubFahrzeugBeschGGesetz über die Beschaffung sauberer Straßenfahrzeuge (Saubere-Fahrzeuge-Beschaffungs-Gesetz)
SaZSoldat auf Zeit
SAZVVerordnung über die Arbeitszeit der Soldatinnen und Soldaten (Soldatenarbeitszeitverordnung)
SBSchutzbereich
SBAuVOSonderbauverordnung (z. B. in NRW)
SBFSportbootführerschein Binnen oder Sportbootführerschein See oder Staatssekretariat für Bildung und Forschung (Schweiz)
SBF BinnenSportbootführerschein Binnen
SBF SeeSportbootführerschein See
SBGSoldatinnen- und Soldatenbeteiligungsgesetz
SBGGGesetz über die Selbstbestimmung in Bezug auf den Geschlechtseintrag
SBGWVWahlverordnung zum Soldatinnen- und Soldatenbeteiligungsgesetz
SBkBGGesetz über die Staatsbank Berlin
SBkBÜblGGesetz über die Überleitung der Staatsbank Berlin
SBV (SchwbV)Schwerbehindertenvertretung
SBZSowjetische Besatzungszone
SCEEuropäische Genossenschaft (lat.: Societas Cooperativa Europaea)
SCEAGGesetz zur Ausführung der Verordnung (EG) Nr. 1435/2003 des Rates vom 22. Juli 2003 über das Statut der Europäischen Genossenschaft (SCE)
SCEBGGesetz über die Beteiligung der Arbeitnehmer und Arbeitnehmerinnen in einer Europäischen Genossenschaft
SchadRegProtProtokoll über Schadstofffreisetzungs- und -verbringungsregister
SchadRegProtAGGesetz zur Ausführung des Protokolls über Schadstofffreisetzungs- und -verbringungsregister vom 21. Mai 2003 sowie zur Durchführung der Verordnung (EG) Nr. 166/2006
SchädlBekAusbVVerordnung über die Berufsausbildung zum Schädlingsbekämpfer/zur Schädlingsbekämpferin
SchaEVZGGesetz über eine staatliche Vorauszahlung an durch Straftaten geschädigte Bürger (Schadenersatzvorauszahlungsgesetz)
SchAnpGGesetz zur Anpassung bestimmter Bedingungen in der Seeschifffahrt an den internationalen Standard
ScharkaVVerordnung zur Bekämpfung der Scharka-Krankheit
SchauAusnVVierte Verordnung über Ausnahmen von straßenverkehrsrechtlichen Vorschriften (Schausteller-Ausnahmeverordnung)
SchauHVVerordnung über die Haftpflichtversicherung für Schausteller (Schaustellerhaftpflichtverordnung)
SchaumwZwStGGesetz zur Besteuerung von Schaumwein und Zwischenerzeugnissen (siehe Schaumweinsteuer)
SchaumwZwStVVerordnung zur Durchführung des Schaumwein- und Zwischenerzeugnissteuergesetzes
SchAusnahmVVerordnung zur Regelung von Erleichterungen und Ausnahmen von Schutzmaßnahmen zur Verhinderung der Verbreitung von COVID-19 (COVID-19-Schutzmaßnahmen-Ausnahmenverordnung)
SchAusrVSchiffsausrüstungsverordnung
SchBauGGesetz über bauliche Maßnahmen zum Schutz der Zivilbevölkerung (Schutzbaugesetz)
SchBerGSchutzbereichgesetz (Gesetz über die Beschränkung von Grundeigentum für die militärische Verteidigung)
SchBesVSchiffsbesetzungsverordnung
SchBFrdFlaggVVerordnung über die Besatzung von Schiffen unter fremder Flagge
SchBGSchiffsbankgesetz (aufgehoben; abgelöst durch Pfandbriefgesetz)
SchBrÜbkGGesetz betreffend das Internationale Übereinkommen über die Gewährung einer Entschädigung für Arbeitslosigkeit infolge von Schiffbruch
SchErsRÄndGGesetz zur Änderung schadensersatzrechtlicher Vorschriften
ScheckGScheckgesetz
SchenkMGSchenkungsmeldegesetz (Österreich)
SchfAusbVVerordnung über die Berufsausbildung zum Schornsteinfeger und zur Schornsteinfegerin
SchfHwGGesetz über das Berufsrecht und die Versorgung im Schornsteinfegerhandwerk (Schornsteinfeger-Handwerksgesetz)
SchGSchulgesetz oder Schifffahrtsgericht
SchGeschUVVerordnung über die Übermittlung schiffahrtsgeschäftlicher Unterlagen an ausländische Stellen
SchGGSchutzgebietsgesetz
SchHaltHygVVerordnung über hygienische Anforderungen beim Halten von Schweinen (Schweinehaltungshygieneverordnung)
SchiedsAmtsOVerordnung über die Schiedsämter für die vertragsärztliche (vertragszahnärztliche) Versorgung (Schiedsamtsverordnung)
SchiedsGGesetz über die Schiedsstellen in den Gemeinden
SchiedsVZZeitschrift für Schiedsverfahren
SchiffsBelWertVVerordnung über die Ermittlung der Beleihungswerte von Schiffen und Schiffsbauwerken nach § 24 Abs. 1 bis 3 des Pfandbriefgesetzes (Schiffsbeleihungswertermittlungsverordnung)
SchiffsRegGGesetz über Rechte an eingetragenen Schiffen und Schiffsbauwerken (Schiffsregistergesetz) (siehe Schiffsregister)
SchildVVerordnung zur Bekämpfung der San-Jose-Schildlaus
SchiLichtrMstrVVerordnung über das Meisterprüfungsberufsbild und über die Prüfungsanforderungen in den Teilen I und II der Meisterprüfung im Schilder- und Lichtreklamehersteller-Handwerk
SchKfmAusbVVerordnung über die Berufsausbildung zum Schifffahrtskaufmann/zur Schifffahrtskauffrau
SchKGSchuldbetreibungs- und Konkursgesetz (Schweiz) (siehe Schuldbetreibungs- und Konkursrecht) oder Gesetz zur Vermeidung und Bewältigung von Schwangerschaftskonflikten (Schwangerschaftskonfliktgesetz)
SchKiSpVVerordnung über die Schüler- und Kinderspeisung
SchlärmschGGesetz zum Verbot des Betriebs lauter Güterwagen (Schienenlärmschutzgesetz)
SchleusVVerordnung über den Betrieb der Schleusenanlagen im Bereich des Nord-Ostsee-Kanals, des Achterwehrer Schifffahrtskanals, des Gieselau-Kanals und der Eider
SchlGSchlichtungsgesetz (Gesetz zur obligatorischen außergerichtlichen Streitschlichtung)
SchLHeimÜbkGGesetz betreffend das Internationale Übereinkommen über die Heimschaffung der Schiffsleute
SchLichtReklAusbVVerordnung über die Berufsausbildung zum Schilder- und Lichtreklamehersteller und zur Schilder- und Lichtreklameherstellerin
SchlichtVerfVSchlichtungsstellenverfahrensverordnung
SchlTSchÜbkEuropäisches Übereinkommen über den Schutz von Schlachttieren
SchlTSchÜbkGGesetz zu dem Europäischen Übereinkommen vom 10. Mai 1979 über den Schutz von Schlachttieren
SchlussFinGGesetz zur Errichtung eines Sondervermögens „Vorsorge für Schlusszahlungen für inflationsindexierte Bundeswertpapiere“ (Schlusszahlungsfinanzierungsgesetz)
SchnellLGGesetz über die Bereitstellung flächendeckender Schnellladeinfrastruktur für reine Batterieelektrofahrzeuge (Schnellladegesetz)
SchOffzAusbVSchiffsoffizier-Ausbildungsverordnung (aufgehoben zum 1. Juni 2014; ersetzt durch See-BV – Seeleute-Befähigungsverordnung)
SchOGSchifffahrtsobergericht (siehe Schifffahrtsgericht) oder Schulorganisationsgesetz (Österreich)
SchoMstrVVerordnung über die Meisterprüfung in den Teilen I und II im Schornsteinfeger-Handwerk
SchRegDVVerordnung zur Durchführung der Schiffsregisterordnung
SchRegG (auch SchRG)Gesetz über Rechte an eingetragenen Schiffen und Schiffsbauwerken (Schiffsregistergesetz) (siehe Schiffsregister)
SchRegOSchiffsregisterordnung (siehe Schiffsregister)
SchRGGesetz über Rechte an eingetragenen Schiffen und Schiffsbauwerken (Schiffsregistergesetz) (siehe Schiffsregister)
SchRGÄndGGesetz zur Änderung des Gesetzes über Rechte an eingetragenen Schiffen und Schiffsbauwerken, der Schiffsregisterordnung und des Gesetzes über die Zwangsversteigerung und die Zwangsverwaltung
SchriSeMstrVVerordnung über das Berufsbild und über die Prüfungsanforderungen im praktischen und im fachtheoretischen Teil der Meisterprüfung für das Schriftsetzer-(Buchdrucker-)Handwerk
Schrott-UStVSchrott-Umsatzsteuerverordnung (Österreich)
SchrZAbkGGesetz zum Wiener Abkommen vom 12. Juni 1973 über den Schutz typographischer Schriftzeichen und ihre internationale Hinterlegung (Schriftzeichengesetz)
SchSGSchiffssicherheitsgesetz
SchSiAusbVVerordnung über die Berufsausbildung zur Fachkraft für Schutz und Sicherheit
SchSiHafVVerordnung über die Schutz- und Sicherheitshäfen, die Häfen der Deutschen Marine und der Bundespolizei der Bundesrepublik Deutschland an Seeschifffahrtsstraßen
SchSiMeistPrVVerordnung über die Prüfung zum anerkannten Abschluss Geprüfter Meister/Geprüfte Meisterin für Schutz und Sicherheit
SchSiServAusbVVerordnung über die Berufsausbildung zur Servicekraft für Schutz und Sicherheit
SchSprAnerkÜbkÜbereinkommen über die Anerkennung und Vollstreckung ausländischer Schiedssprüche
SchStVVerordnung über die Schiedsstelle für Arzneimittelversorgung und die Arzneimittelabrechnung (Schiedsstellenverordnung)
SchSVSchiffssicherheitsverordnung
SchuFVSchuldnerverzeichnisführungsverordnung (Verordnung über die Führung des Schuldnerverzeichnisses) ab dem 1. Januar 2013 gemäß § 882 b ZPO n. F.
SchuhfAusbVVerordnung über die Berufsausbildung zum Schuhfertiger und zur Schuhfertigerin
SchuhmMstrVVerordnung über die Meisterprüfung in den Teilen I und II im Schuhmacher-Handwerk (Schuhmachermeisterverordnung)
SchuldBBerGGesetz zur Behandlung von Schuldbuchforderungen gegen die ehemalige Deutsche Demokratische Republik (DDR-Schuldbuchbereinigungsgesetz)
SchuldMitüGGesetz zur Mitübernahme der Schulden des Erblastentilgungsfonds, des Bundeseisenbahnvermögens sowie des Ausgleichsfonds zur Sicherung des Steinkohleneinsatzes in die Bundesschuld (Schuldenmitübernahmegesetz)
SchuldRAnpGGesetz zur Anpassung schuldrechtlicher Nutzungsverhältnisse an Grundstücken im Beitrittsgebiet (Schuldrechtanpassungsgesetz)
SchuldSaarUmstVVerordnung über die Umstellung von Schuldverhältnissen und dinglichen Rechten im Saarland
SchulGSchulgesetz
SchulObGGesetz zur Durchführung gemeinschaftsrechtlicher Vorschriften über das Schulobstprogramm (Schulobstgesetz) (siehe Schulobstprogramm)
SchulversucheVVerordnung über die Ausbildungsförderung für den Besuch von Ausbildungsstätten, an denen Schulversuche durchgeführt werden
SchUnfDatGSchiffsunfalldatenbankgesetz
SchuRSchulRecht (Zeitschrift)
SchuTSEVVerordnung zum Schutz von öffentlichen Telekommunikationsnetzen und Sende- und Empfangsfunkanlagen, die in definierten Frequenzbereichen zu Sicherheitszwecken betrieben werden (Sicherheitsfunk-Schutzverordnung)
SchuVVerordnung über die Erfüllung von Entschädigungs- und Ausgleichsleistungsansprüchen durch Begebung und Zuteilung von Schuldverschreibungen des Entschädigungsfonds (Schuldverschreibungsverordnung)
SchuVAbdrVVerordnung über den Bezug von Abdrucken aus dem Schuldnerverzeichnis (Schuldnerverzeichnisabdruckverordnung)
SchuVVOSchuldnerverzeichnisverordnung
SchVerschrFrdWäGGesetz über Fremdwährungs-Schuldverschreibungen
SchVGGesetz über Schuldverschreibungen aus Gesamtemissionen (Schuldverschreibungsgesetz)
SchVwSchulVerwaltung (Fachzeitschrift)
SchVGSchuldverschreibungsgesetz (Gesetz über Schuldverschreibungen aus Gesamtemissionen) oder Schülervertretungsgesetz
SchwarmfdPVVerordnung zur Ausgestaltung der Prüfungen nach § 32f des Wertpapierhandelsgesetzes bei Schwarmfinanzierungsdienstleistern nach der Verordnung (EU) 2020/1503 (Schwarmfinanzierungsdienstleister-Prüfungsverordnung)
SchwarzArbGSchwarzarbeitsbekämpfungsgesetz (Gesetz zur Bekämpfung der Schwarzarbeit und illegalen Beschäftigung)
SchwAVSchwerbehindertenausgleichsabgabeverordnung
SchwbAwVSchwerbehindertenausweisverordnung
SchwbBAGGesetz zur Bekämpfung der Arbeitslosigkeit Schwerbehinderter
SchwbGSchwerbehindertengesetz (jetzt SGB IX)
SchwbV (SBV)Schwerbehindertenvertretung
SchwbVWOWahlordnung Schwerbehindertenvertretungen
SchwFamGGesetz zum Schutz des vorgeburtlichen/werdenden Lebens, zur Förderung einer kinderfreundlicheren Gesellschaft, für Hilfen im Schwangerschaftskonflikt und zur Regelung des Schwangerschaftsabbruchs (Schwangeren- und Familienhilfegesetz), siehe → Schwangerschaftskonfliktgesetz
SchwGSchwurgericht
SchwHKlVVerordnung über gesetzliche Handelsklassen für Schweineschlachtkörper (Schweineschlachtkörper-Handelsklassenverordnung)
SchwPestMonVVerordnung zur Durchführung eines Monitorings auf das Virus der Klassischen und der Afrikanischen Schweinepest bei Wild- und Hausschweinen (Schweinepest-Monitoring-Verordnung)
SchwPestVVerordnung zum Schutz gegen die Schweinepest und die Afrikanische Schweinepest (Schweinepest-Verordnung)
SchwSalmoVVerordnung zur Verminderung der Salmonellenverbreitung durch Schlachtschweine (Schweine-Salmonellen-Verordnung)
SchZusStrZustÜbkInternationales Übereinkommen zur Vereinheitlichung von Regeln über die strafgerichtliche Zuständigkeit bei Schiffszusammenstößen und anderen mit der Führung eines Seeschiffes zusammenhängenden Ereignissen
SchZusZZustÜbkInternationales Übereinkommen zur Vereinheitlichung von Regeln über die zivilgerichtliche Zuständigkeit bei Schiffszusammenstößen
SCIPSubstances of Concern In articles as such or in complex objects (Products) (siehe SCIP-Datenbank)
SCOTUSOberster Gerichtshof der Vereinigten Staaten (engl.: Supreme Court of the United States)
SCPASemiconductor Chip Protection Act von 1984 in den Vereinigten Staaten
SDBSicherheitsdatenblatt
SDDSGSuchdienstedatenschutzgesetz (ab 26. November 2019 DRK-SDDSG siehe oben)
SdKSchutzgemeinschaft der Kapitalanleger
SdLSoziale Sicherheit in der Landwirtschaft (Zeitschrift) oder Schadensersatz statt der Leistung (§§ 281 ff. BGB)
SDLWindVVerordnung zu Systemdienstleistungen durch Windenergieanlagen (Systemdienstleistungsverordnung)
SDRVerordnung über die Beförderung gefährlicher Güter auf der Straße (Schweiz)
SDSRVSchriftenreihe des deutschen Sozialrechtsverbandes
SdTStand der Technik
SDÜSchengener Durchführungsübereinkommen (siehe Schengener Abkommen)
SEEuropäische Gesellschaft (lat.: Societas Europaea) oder Schadensersatz oder Sondereigentum
SEASchadensersatzanspruch
SEAGGesetz zur Ausführung der Verordnung (EG) Nr. 2157/2001 des Rates vom 8. Oktober 2001 über das Statut der Europäischen Gesellschaft (SE) (SE-Ausführungsgesetz)
SEBGGesetz über die Beteiligung der Arbeitnehmer in einer Europäischen Gesellschaft (SE-Beteiligungsgesetz)
SECOStaatssekretariat für Wirtschaft (Schweiz) (franz. Secrétariat d’Etat à l’économie, ital. Segreteria di Stato dell’economia)
SEDDiktStiftGGesetz über die Errichtung einer Stiftung zur Aufarbeitung der SED-Diktatur
SeeAnlGSeeanlagengesetz
SeeAnlVSeeanlagenverordnung (aufgehoben, abgelöst zum 1. Januar 2017 durch das Seeanlagengesetz)
SeeArbGSeearbeitsgesetz
SeeArbÜVVerordnung über die Überprüfung der Einhaltung der Arbeits- und Lebensbedingungen auf Schiffen (Seearbeitsüberprüfungs-Verordnung)
See-ArbZNVVerordnung betreffend die Übersicht über die Arbeitsorganisation und die Arbeitszeitnachweise in der Seeschifffahrt (See-Arbeitszeitnachweisverordnung)
SeeAufgGSeeaufgabengesetz (Gesetz über die Aufgaben des Bundes auf dem Gebiet der Seeschifffahrt)
See-BAVVerordnung über die Berufsausbildung in der Seeschifffahrt
See-BVSeeleute-Befähigungsverordnung (Verordnung über die Befähigungen der Seeleute in der Seeschifffahrt) (siehe indirekt bei Schiffsoffizier-Ausbildungsverordnung)
SEEDSystem for Exchange of Excise Data (dt.: System zum Austausch von Verbrauchsteuerdaten)
SeeDTauglVSeediensttauglichkeitsverordnung
See-EigensichVVerordnung zur Eigensicherung von Seeschiffen zur Abwehr äußerer Gefahren (See-Eigensicherungsverordnung)
SeefahrtSichergVVerordnung über die Sicherung der Seefahrt
SeeFischGGesetz zur Regelung der Seefischerei und zur Durchführung des Fischereirechts der Europäischen Union (Seefischereigesetz)
SeefiVSeefischereiverordnung
SeeLGGesetz über das Seelotswesen (Seelotsgesetz)
SeeLotsEigVVerordnung über die Feststellung der gesundheitlichen Eignung von Seelotsinnen und Seelotsen (Seelotseignungsverordnung)
SeemGSeemannsgesetz
SeemAmtsVSeemannsamtsverordnung
SeeLAuFVVerordnung über die Aus- und Fortbildung der Seelotsinnen und Seelotsen (Seelotsenaus- und -fortbildungsverordnung)
SeeRÜbkAGGesetz zur Ausführung des Seerechtsübereinkommens der Vereinten Nationen vom 10. Dezember 1982 sowie des Übereinkommens vom 28. Juli 1994 zur Durchführung des Teils XI des Seerechtsübereinkommens (Ausführungsgesetz Seerechtsübereinkommen 1982/1994)
SeeSchFGBundesgesetz über die Seeschifffahrt (Seeschifffahrtsgesetz) (Österreich)
SeeSchStrOSeeschifffahrtsstraßen-Ordnung
SeeSpbootVVerordnung über die Inbetriebnahme von Sportbooten und Wassermotorrädern sowie deren Vermietung und gewerbsmäßige Nutzung im Küstenbereich (See-Sportbootverordnung)
SeeUmwVerhVVerordnung über das umweltgerechte Verhalten in der Seeschifffahrt (See-Umweltverhaltensverordnung)
SeeUnterkunftsVVerordnung über die Unterkünfte und Freizeiteinrichtungen der Besatzungsmitglieder an Bord von Kauffahrteischiffen (See-Unterkunftsverordnung)
SeeverkÄndGGesetz zur Änderung seeverkehrsrechtlicher und sonstiger Vorschriften mit Bezug zum Seerecht
SeeverkÄndVVerordnung zur Änderung seeverkehrsrechtlicher und sonstiger Vorschriften mit Bezug zur Seeschifffahrt
SeeVersNachwGSeeversicherungsnachweisgesetz
SeeVersNachwVOSeeversicherungsnachweisverordnung
SEKSpezialeinsatzkommando
SektVOSektorenverordnung (siehe Vergabeverordnung)
SEMStaatssekretariat für Migration (Schweiz)
SEOSondereinheit für Observation
SEPAEuropäischer Zahlungsraum (englisch Single Euro Payments Area)
SEPA-VOVerordnung (EU) Nr. 260/2012 des EUROPÄISCHEN PARLAMENTS UND DES RATES vom 14. März 2012 zur Festlegung der technischen Vorschriften und der Geschäftsanforderungen für Überweisungen und Lastschriften in Euro und zur Änderung der Verordnung (EG) Nr. 924/2009
SERStandard-Einsatz-Regel
SERADurchführungsverordnung (EU) Nr. 923/2012 zur Festlegung gemeinsamer Luftverkehrsregeln und Betriebsvorschriften für Dienste und Verfahren der Flugsicherung (englisch: Standardised European Rules of the Air – SERA)
SESEinheitlicher Europäischer Luftraum (englisch: Single European Sky – SES)
SEStEGGesetz über steuerliche Begleitmaßnahmen zur Einführung der Europäischen Gesellschaft und zur Änderung weiterer steuerrechtlicher Vorschriften
SEUSchuleingangsuntersuchung
SeuchRNeuGGesetz zur Neuordnung seuchenrechtlicher Vorschriften (siehe Infektionsschutzgesetz)
SEVSondereinheitenverordnung (Österreich) oder Europäisches Übereinkommen über die Rechtsstellung der Wanderarbeitnehmer
SE-VOVerordnung (EG) Nr. 2157/2001 des Rates über das Statut der Europäischen Gesellschaft (SE)
SfHStiftung für Hochschulzulassung
SFHSchweizerische Flüchtlingshilfe
SFHÄndGSchwangeren- und Familienhilfeänderungsgesetz
SFKSicherheitsfachkraft (Österreich) (siehe Fachkraft für Arbeitssicherheit)
SFNSonntags-, Feiertags- und Nachtarbeit
SGSoldatengesetz oder Sozialgericht
SGBSozialgesetzbuch (derzeit Bücher I-XII)
SGbDie Sozialgerichtsbarkeit. Zeitschrift für das aktuelle Sozialrecht
SGBXIVBSchAVVerordnung zur Durchführung des Berufsschadensausgleiches nach § 89 des Vierzehnten Buches Sozialgesetzbuch (SGBXIV-Berufsschadensausgleichsverordnung)
SGGSozialgerichtsgesetz oder Störung der Geschäftsgrundlage oder Suchtgiftgesetz (Österreich)
SGFFGSchienengüterfernverkehrsnetzförderungsgesetz
SGleibWVVerordnung über die Wahl der Gleichstellungsbeauftragten und ihrer Stellvertreterinnen durch Soldatinnen der Bundeswehr (Gleichstellungsbeauftragten-Wahlverordnung Soldatinnen)
SGleiGGesetz zur Gleichstellung von Soldatinnen und Soldaten der Bundeswehr (Soldatinnen- und Soldatengleichstellungsgesetz)
SGVVerordnung des Bundesministers für Gesundheit über die Grenzmengen der Suchtgifte (Suchtgift-Grenzmengenverordnung) (Österreich) oder Schienengüterverkehr
S-H (SH)Schleswig-Holstein
SHABSchweizerisches Handelsamtsblatt (siehe Handelsregister (Schweiz))
SHRSozialhilferichtlinien oder Seehandelsrecht
SHSSporthochseeschifferschein
SHTSozialhilfeträger
SHVVerordnung über die Erstattung von Kosten für Familien- und Haushaltshilfen von Soldatinnen und Soldaten mit Familienpflichten bei Auslandseinsätzen (Soldaten-Haushaltshilfen-Verordnung)
SIAK-BVSicherheitsakademie-Bildungsverordnung (Österreich)
sic!Zeitschrift für Immaterialgüter-, Informations- und Wettbewerbsrecht (Schweiz)
SIDSicherheitsdirektion (Österreich)
SIFStaatssekretariat für internationale Finanzfragen (Schweiz)
SiGSicherungsgeber
SiGeKoSicherheits- und Gesundheitsschutzkoordinator
SiGePlanSicherheits- und Gesundheitsschutzplan (siehe Baustellenverordnung)
SigGSignaturgesetz (Deutschland) oder Signaturgesetz (Österreich) oder Signaturgesetz (Liechtenstein)
SigVSignaturverordnung oder Signaturverordnung (Österreich) oder Signaturverordnung (Liechtenstein)
SiNSicherungsnehmer
SIRENESIRENE (englisch Supplementary Information Request at the National Entry; französisch Supplément d'Information Requis pour l'Entrée NationalE) (siehe Schengener Informationssystem)
SISSchengener Informationssystem oder Stellen-Informationssystem
SISYStaatsanwaltliches Informations-System (nach §§ 492 ff. StPO)
SITCInternationales Warenverzeichnis für den Außenhandel (englisch Standard International Trade Classification)
SiVSicherungsvertrag oder Verordnung über die Anforderungen an Sicherheiten und die Anlage bestimmter Vermögen (Sicherheitenverordnung)
SJZSchweizerische Juristen-Zeitung oder Süddeutsche Juristenzeitung
SjESammlung jugendrechtlicher Entscheidungen
SKSystematischer Kommentar
SKBPRVStreitkräfte-Bezirkspersonalräteverordnung
SKHSchweizerisches Korps für humanitäre Hilfe
SKNSachkundenachweis (siehe Befähigungsnachweis) oder Sachkundenachweis für Seenotsignalmittel
SKrfArbZGGesetz zur Regelung der Arbeitszeit von selbständigen Kraftfahrern
SkResNOGStreitkräftereserve-Neuordnungsgesetz (Gesetz über die Neuordnung der Reserve der Streitkräfte und zur Rechtsbereinigung des Wehrpflichtgesetzes)
SKSSportküstenschifferschein
SKOSSchweizerische Konferenz für Sozialhilfe (siehe Sozialhilfe (Schweiz))
SKZGBundesgesetz über die befristete Einführung eines Stromkostenzuschusses für Haushaltskundinnen und Haushaltskunden (Stromkostenzuschussgesetz) (Österreich)
SLAService-Level-Agreement (= Dienstgütevereinbarung)
Slg.Sammlung
SLVVerordnung über die Laufbahnen der Soldatinnen und Soldaten (Soldatenlaufbahnverordnung)
SLVSSpeditions-, Logistik- und Lagerversicherungsschein
SMADSowjetische Militäradministration in Deutschland
SMBl.NRW.Sammlung des Ministerialblattes für das Land Nordrhein-Westfalen
SMCSSingle Market Compliance Space
SMDSozialmedizinischer Dienst
SMESmall and Medium-sized Enterprises (siehe Kleine und mittlere Unternehmen)
SMGSchuldrechtsmodernisierungsgesetz oder Suchtmittelgesetz (Österreich)
SMGSSoglashenije Meshdunarodnom Grusowom Soobstschenii (osteuropäisches und asiatisches Eisenbahnverkehrsabkommen)
SMSSicherheitsmanagementsystem
SMVergVVerordnung über die Gewährung einer Mehrarbeitsvergütung für Soldaten (Soldatenmehrarbeitsvergütungsverordnung)
SMZSchiedsamtszeitung (Zeitschrift)
SNASystem of National Accounts
SNRSondernutzungsrecht
SoEnergieVVerordnung zur Vergabe von sonstigen Energiegewinnungsbereichen in der ausschließlichen Wirtschaftszone (Sonstige-Energiegewinnungsbereiche-Verordnung)
SOGSicherheits- und Ordnungsgesetz
SoKa-BauSozialkassen der Bauwirtschaft (SoKa-Bau)
SoKaSiGGesetz zur Sicherung der Sozialkassenverfahren im Baugewerbe und zur Änderung des ArbGG
SoldReheHomGGesetz zur Rehabilitierung der wegen einvernehmlicher homosexueller Handlungen, wegen ihrer homosexuellen Orientierung oder wegen ihrer geschlechtlichen Identität dienstrechtlich benachteiligten Soldatinnen und Soldaten
SoliSolidaritätszuschlag
SOLASInternational Convention for the Safety of Life at Sea (Internationales Übereinkommen zum Schutz des menschlichen Lebens auf See)
SoldSÜVVerordnung zur intensivierten erweiterten Sicherheitsüberprüfung mit Sicherheitsermittlungen für Soldatinnen und Soldaten (Soldatensicherheitsüberprüfungsverordnung)
SolvVSolvabilitätsverordnung (Verordnung über die angemessene Eigenmittelausstattung von Instituten, Institutsgruppen und Finanzholding-Gruppen)
SolZG 1995Solidaritätszuschlaggesetz 1995
SorgeRGGesetz zur Neuregelung des Rechts der elterlichen Sorge (siehe Elterliche Sorge (Deutschland))
SortSchGSortenschutzgesetz
SoSiSoziale Sicherheit oder Soziale Sicherheit (Zeitschrift, Österreich) oder Soziale Sicherheit. Zeitschrift für Arbeit und Soziales
SozaktSozialrecht aktuell
SozDIGGesetz zur Förderung eines freiwilligen sozialen Jahres
soz.-päd.sozial-pädagogisch
SozPflegerVVerordnung über die Ausbildungsförderung für soziale Pflegeberufe (aufgehoben; ersetzt durch BAföG-Medizinalfach- und Pflegeberufe-Verordnung – BAföG-MedPflegbV)
SozRSozialrecht (Deutschland) oder Sozialrecht (Österreich)
SozReSoziales Recht (Zeitschrift)
SozSichSoziale Sicherheit. Zeitschrift für Arbeit und Soziales
SozVVerordnung über die Einführung der mitteleuropäischen Sommerzeit ab dem Jahr 2002 (Sommerzeitverordnung)
SPSchadenpraxis (Zeitschrift)
SPAEuropäisches Vogelschutzgebiet (engl.: Special Protection Area) (siehe Richtlinie 79/409/EWG über die Erhaltung der wildlebenden Vogelarten#Europäisches Vogelschutzgebiet, Special Protection Area (SPA)) oder Schnellinformation für Personalmanagement und Arbeitsrecht (Zeitschrift)
SpBGSpielbankengesetz
SpbootFüV-SeeVerordnung über die Eignung und Befähigung zum Führen von Sportbooten auf den Seeschifffahrtsstraßen (Sportbootführerscheinverordnung-See)
SPEEuropäische Privatgesellschaft (lateinisch: Societas Privata Europaea – SPE)
SpedKfmAusbVVerordnung über die Berufsausbildung zum Kaufmann für Spedition und Logistikdienstleistung/zur Kauffrau für Spedition und Logistikdienstleistung
SperrWarnGebVVerordnung über Sicherungsmaßnahmen für militärische Sperr- und Warngebiete an der schleswig-holsteinischen Ost- und Westküste und im Nord-Ostsee-Kanal (Sperr- und Warngebietverordnung)
SpielVVerordnung über Spielgeräte und andere Spiele mit Gewinnmöglichkeit (Spielverordnung)
SpGBundesgesetz über die Ordnung des Sparkassenwesens (Sparkassengesetz) (Österreich) oder Sprachengesetz (Schweiz) (siehe Gesetze und amtliche Regelungen zur geschlechtergerechten Sprache)
SPGBundesgesetz über die Organisation der Sicherheitsverwaltung und die Ausübung der Sicherheitspolizei (Sicherheitspolizeigesetz) (Österreich)
SPFHSozialpädagogische Familienhilfe
SpFVVerordnung über das Führen von Sportbooten (Sportbootführerscheinverordnung)
SPFVGSchienenpersonenfernverkehrsgesetz
SPFVSchienenpersonenfernverkehr
SpielV (SpielVO)Spielverordnung
SPKStadtpolizeikommando (Österreich)
SpkGSparkassengesetz
SPNVSchienenpersonennahverkehr
SpoPraxSportrecht und E-Sportrecht in der Praxis (Zeitschrift)
SportbootFüV-BinVerordnung über das Führen von Sportbooten auf den Binnenschifffahrtsstraßen (Sportbootführerscheinverordnung-Binnen)
SportSeeSchVVerordnung über den Erwerb von Sportsee- und Sporthochseeschifferscheinen und die Besetzung von Traditionsschiffen (Sportseeschifferscheinverordnung) (siehe Sportschifferschein)
SprAuGSprecherausschussgesetz
SprDstBwSprachendienst der Bundeswehr (siehe Bundessprachenamt (BSprA))
SprengGSprengstoffgesetz (Deutschland)
SpengVSprengstoffverordnung (Deutschland)
SPRINDFGGesetz über die Arbeitsweise der Bundesagentur für Sprunginnovationen und zur Flexibilisierung ihrer rechtlichen und finanziellen Rahmenbedingungen (SPRIND-Freiheitsgesetz)
SprGBundesgesetz über die Schieß- und Sprengmittelpolizei (Sprengmittelgesetz 2010) (Österreich)
SprstGSprengstoffgesetz (Schweiz)
SprstVSprengstoffverordnung (Schweiz)
SpruchGSpruchverfahrensgesetz (Gesetz über das gesellschaftsrechtliche Spruchverfahren) (siehe Spruchverfahren)
SpTrUGTreuhandunternehmen-Spaltungsgesetz (Gesetz über die Spaltung der von der Treuhand verwalteten Unternehmen)
SpuRtZeitschrift für Sport und Recht
SpurVerkErprGGesetz über den Bau und den Betrieb von Versuchsanlagen zur Erprobung von Technologien für den spurgeführten Verkehr
SpVSpektrum für Versicherungsrecht (Zeitschrift) oder Sprachenverordnung (Schweiz) (siehe Gesetze und amtliche Regelungen zur geschlechtergerechten Sprache)
SPVStraßenpersonenverkehr oder Schienenpersonenverkehr oder Sonstige Politische Vereinigung (bei Europawahlen) oder Soziale Pflegeversicherung
SQSchlüsselqualifikation
SRSicherheitsrat der Vereinten Nationen oder Systematische Sammlung des Bundesrechts (Schweiz) oder Sachenrecht (Liechtenstein) oder Verordnung der Bundesversammlung über die Redaktionskommission (Schweiz)
SRÄGSeerechtsänderungsgesetz
SRCBeschränkt gültiges Funkbetriebszeugnis (engl.: Short Range Certificate)
SRTourSteuer- und RechtsBrief Touristik (Zeitschrift)
SRUSachverständigenrat für Umweltfragen
SRÜSeerechtsübereinkommen der Vereinten Nationen vom 10. Dezember 1982 (United Nations Convention on the Law of the Sea)
SRVSchuldenregulierungsverfahren (Österreich)
SRVwVAllgemeine Verwaltungsvorschrift über das Rechnungswesen in der Sozialversicherung
SsSchriftsatz
SSBStrahlenschutzbeauftragter
SSEESichere Signaturerstellungseinheit
SSGSeeschifffahrtsgesetz (Schweiz)
SSKStrahlenschutzkommission
SSSSportseeschifferschein (siehe Sportschifferschein)
SSVStraßenSignalisationsverordnung (Schweiz) oder Sommerschlussverkauf oder Strahlenschutzverantwortlicher oder Störung des Sozialverhaltens oder Straßensignalisationsverordnung (Liechtenstein)
STSachsen-Anhalt, sachsen-anhaltisch
StAStaatsanwalt oder Staatsanwaltschaft oder Standesamt
StabMechGGesetz zur Übernahme von Gewährleistungen im Rahmen eines europäischen Stabilisierungsmechanismus (Euro-Stabilisierungsmechanismusgesetz) (auch EStabG abgekürzt)
StabiRatGGesetz zur Errichtung eines Stabilitätsrates und zur Vermeidung von Haushaltsnotlagen (Stabilitätsratsgesetz)
StAbwGGesetz zur Abwehr von Steuervermeidung und unfairem Steuerwettbewerb (Steueroasen-Abwehrgesetz)
StAbwVVerordnung zur Durchführung des § 3 des Steueroasen-Abwehrgesetzes (Steueroasen-Abwehrverordnung)
StADVSteueranmeldungs-Datenträger-Verordnung
StänkoStändige Konferenz der Kinder- und Jugendanwaltschaften Österreichs
STAFBundesgesetz über die Steuerreform und die AHV-Finanzierung (Schweiz)
StAGStaatsangehörigkeitsgesetz (Deutschland)
StandAGGesetz zur Suche und Auswahl eines Standortes für ein Endlager für hochradioaktive Abfälle (Standortauswahlgesetz)
StandOGGesetz zur Verbesserung der steuerlichen Bedingungen zur Sicherung des Wirtschaftsstandorts Deutschland im Europäischen Binnenmarkt (Standortsicherungsgesetz)
StandZVVerordnung über Standardzulassungen von Arzneimitteln
StAnzStaatsanzeiger
StARModGGesetz zur Modernisierung des Staatsangehörigkeitsrechts
StaRUGGesetz über den Stabilisierungs- und Restrukturierungsrahmen für Unternehmen (Unternehmensstabilisierungs- und -restrukturierungsgesetz)
StatRegGGesetz über den Aufbau und die Führung eines Statistikregisters (Statistikregistergesetz)
StAuskVVerordnung zur Durchführung von § 89 Abs. 2 der Abgabenordnung (Steuer-Auskunftsverordnung) (siehe Verbindliche Auskunft)
StAZDas Standesamt (Zeitschrift für Standesamtswesen, Familienrecht, Staatsangehörigkeitsrecht, Personenstandsrecht, Internationales Privatrecht des In- und Auslands)
StBSteuerberater oder Der Steuerberater (Zeitschrift) oder Steuerbetrag oder Steuerbilanz
StBAGSteuerbeamtenausbildungsgesetz
StBAPOAusbildungs- und Prüfungsordnung für die Steuerbeamtinnen und Steuerbeamten (Steuerbeamtenausbildungs- und -prüfungsordnung)
StBerGSteuerberatungsgesetz
StbgDie Steuerberatung (Zeitschrift)
StbGStaatsbürgerschaftsgesetz (siehe Österreichische Staatsbürgerschaft)
StBGebVSteuerberatergebührenverordnung (siehe Steuerberater)
StBpDie steuerliche Betriebsprüfung. Fachorgan für die Wirtschafts- und Prüfungspraxis
StBPPVVerordnung über die Steuerberaterplattform und die besonderen elektronischen Steuerberaterpostfächer (Steuerberaterplattform- und -postfachverordnung)
StBVVVergütungsverordnung für Steuerberater, Steuerbevollmächtigte und Berufsausübungsgesellschaften (Steuerberatervergütungsverordnung)
STCsaid to contain (englisch f.: beinhaltet angeblich)
STCWInternationales Übereinkommen über Normen für die Ausbildung, die Erteilung von Befähigungszeugnissen und den Wachdienst von Seeleuten (STCW-Übereinkommen; von engl.: International Convention on Standards of Training, Certification and Watchkeeping for Seafarers)
StDÜVVerordnung über die elektronische Übermittlung von für das Besteuerungsverfahren erforderlichen Daten (Steuerdaten-Übermittlungsverordnung)
SteinAusbVVerordnung über die Berufsausbildung zum Steinmetz und Steinbildhauer/zur Steinmetzin und Steinbildhauerin
StEntlGSteuerentlastungsgesetz
StepVGGesetz über die Stiftung für ehemalige politisch Verfolgte
SterilEntschAufhGGesetz zur Aufhebung von Sterilisationsentscheidungen der ehemaligen Erbgesundheitsgerichte (Artikel 2 des Gesetzes zur Aufhebung nationalsozialistischer Unrechtsurteile in der Strafrechtspflege und von Sterilisationsentscheidungen der ehemaligen Erbgesundheitsgerichte) (siehe Erbgesundheitsgericht#Aufhebung der Gerichtsbeschlüsse (1998) und Ächtung des Gesetzes (2007))
SteSoGeG: Gesetz zur Zulassung virtueller Wohnungseigentümerversammlungen, zur Erleichterung des Einsatzes von Steckersolargeräten und zur Übertragbarkeit beschränkter persönlicher Dienstbarkeiten für Erneuerbare-Energien-Anlagen
SteuerHBekVSteuerhinterziehungsbekämpfungsverordnung
SteuKSteuerrecht kurzgefasst (Zeitschrift)
Stf., StFStammfassung
StFachAngAusbVVerordnung über die Berufsausbildung zum Steuerfachangestellten/zur Steuerfachangestellten
StFGGesetz zur Errichtung eines Finanzmarkt- und eines Wirtschaftsstabilisierungsfonds (Stabilisierungsfondsgesetz)
StFVVerordnung vom 27. Februar 1991 über den Schutz vor Störfällen (Störfallverordnung) (Schweiz)
StGStrafgesetz (in Österreich bis 31. Dezember 1974) oder Bundesgesetz über die Stempelabgaben (Schweiz)
StGBStrafgesetzbuch (Anm.: gleichlautende Abkürzung in Deutschland, Österreich und der Schweiz)
StGGStaatsgrundgesetz (Österreich)
StGHStaatsgerichtshof
StGH HessStaatsgerichtshof des Landes Hessen
StHBG (auch StHintBekG)Steuerhinterziehungsbekämpfungsgesetz
StHGStaatshaftungsgesetz (Deutschland) oder Staatshaftungsgesetz (DDR) oder Bundesgesetz über die Harmonisierung der direkten Steuern der Kantone und Gemeinden (Steuerharmonisierungsgesetz (Schweiz)) (siehe Steuerrecht (Schweiz))
StichprobenVVerordnung über Verfahren und Umfang der Haushaltebefragung auf Stichprobenbasis zum Zensusgesetz 2011
StIdVVerordnung zur Vergabe steuerlicher Identifikationsnummern (siehe Steuer-Identifikationsnummer)
STIFAStiftungsaufsichtsbehörde (siehe Stiftungsaufsicht (Liechtenstein))
StiftBTGGesetz über die Bildung und Tätigkeit von Stiftungen
StiftEGStiftungseingangssteuergesetz (Österreich)
StiftGStiftungsgesetz (eines Bundeslandes, z. B. StiftG NRW)
StiftKStBegVVerordnung über die Steuerbegünstigung von Stiftungen, die an die Stelle von Familienfideikommissen getreten sind
StiftRGStiftungsregistergesetz
STIKOStändige Impfkommission
StIKoVetVVerordnung über die Ständige Impfkommission Veterinärmedizin
StImmÜbkGGesetz zum Europäischen Übereinkommen vom 16. Mai 1972 über Staatenimmunität
StipGGesetz zur Schaffung eines nationalen Stipendienprogramms (siehe Deutschlandstipendium)
StipHVVerordnung über die Erreichung der Höchstgrenze nach dem Stipendienprogramm-Gesetz
StipVVerordnung zur Durchführung des Stipendienprogramm-Gesetzes
StKStrafkammer oder Sicherheitstechnische Kontrolle
StMStaatsministerium oder Staatsminister(in)
StMBGGesetz zur Bekämpfung des Missbrauchs und zur Bereinigung des Steuerrechts (Missbrauchsbekämpfungs- und Steuerbereinigungsgesetz)
StMinStaatsminister (Deutschland)
StModernGGesetz zur Modernisierung des Besteuerungsverfahrens
StmStbMstrVVerordnung über das Meisterprüfungsberufsbild und über die Prüfungsanforderungen in den Teilen I und II der Meisterprüfung im Steinmetz- und Steinbildhauer-Handwerk
StöV (auch StFV)Störfallverordnung (Deutschland/Schweiz)
StoffBilVVerordnung über den Umgang mit Nährstoffen im Betrieb und betriebliche Stoffstrombilanzen
StoffRZeitschrift für das Stoffrecht
StPOStrafprozessordnung (Strafprozessordnung (Deutschland), Strafprozeßordnung 1975, Strafprozessordnung (Schweiz))
str.strittig
StrabBlPVVerordnung über die Prüfung zum Betriebsleiter von Straßenbahnunternehmen (Straßenbahn-Betriebsleiter-Prüfungsverordnung)
StraBEGGesetz zur Förderung der Steuerehrlichkeit
StrabVOStraßenbahnverordnung 1999 (Österreich)
StrÄndGStrafrechtsänderungsgesetz
StraBEGStrafbefreiungserklärungsgesetz
StrafAktÜbVVerordnung über die Standards für die Übermittlung elektronischer Akten zwischen Strafverfolgungsbehörden und Gerichten im Strafverfahren (Strafaktenübermittlungsverordnung)
StrbauMstrVVerordnung über das Meisterprüfungsberufsbild und über die Prüfungsanforderungen in den Teilen I und II der Meisterprüfung im Straßenbauer-Handwerk
StReformGSteuerreformgesetz
StrEGGesetz über die Entschädigung für Strafverfolgungsmaßnahmen oder Gesetz über die Einspeisung von Strom aus erneuerbaren Energien in das öffentliche Stromnetz (Stromeinspeisungsgesetz) (aufgehoben)
StrFinGStraßenbaufinanzierungsgesetz
StrKStrafkammer
StrKrVerkLeistVVerordnung über Verkehrsleistungen der Eisenbahnen für die Streitkräfte
StrlSchGStrahlenschutzgesetz (Deutschland)
StrlSchNRVVerordnung zur weiteren Modernisierung des Strahlenschutzrechts
StromEinspGGesetz über die Einspeisung von Strom aus erneuerbaren Energien in das öffentliche Stromnetz (Stromeinspeisungsgesetz) (aufgehoben)
StromGVVVerordnung über Allgemeine Bedingungen für die Grundversorgung von Haushaltskunden und die Ersatzversorgung mit Elektrizität aus dem Niederspannungsnetz (Stromgrundversorgungsverordnung)
StromNEVStromnetzentgeltverordnung
StromNZVVerordnung über den Zugang zu Elektrizitätsversorgungsnetzen (Stromnetzzugangsverordnung)
StromPBGGesetz zur Einführung einer Strompreisbremse (Strompreisbremsegesetz)
StromStGStromsteuergesetz
StromStVVerordnung zur Durchführung des Stromsteuergesetzes
StromVGStromversorgungsgesetz (Schweiz)
StromVVStromversorgungsverordnung (Schweiz)
StrRStrafrecht
StrRehaHomGGesetz zur strafrechtlichen Rehabilitierung der nach dem 8. Mai 1945 wegen einvernehmlicher homosexueller Handlungen verurteilten Personen
StRRStrafrechtsreport (Zeitschrift)
StrRehaGStrafrechtliches Rehabilitierungsgesetz
StrRGStrafrechts-Reformgesetz
StrSchGStrahlenschutzgesetz (Österreich)
StrSchVStrahlenschutzverordnung (Deutschland)
StVergAbGSteuervergünstigungsabbaugesetzes
StrVGStrahlenschutzvorsorgegesetz (siehe Strahlenschutz)
StRRStrafRechtsReport. Arbeitszeitschrift für das gesamte Strafrecht.
st. Rspr.Ständige Rechtsprechung
StrVerkSiVVerordnung zur Sicherstellung des Straßenverkehrs
StrWAusbVVerordnung über die Berufsausbildung zum Straßenwärter/zur Straßenwärterin
StrWPrOPrüfungsordnung für die Durchführung von Abschluss- und Zwischenprüfungen im Ausbildungsberuf „Straßenwärter/Straßenwärterin“ (des Landes NRW) (Straßenwärterprüfungsordnung NRW)
StSStrafsenat
StSenkGSteuersenkungsgesetz
StSGStrahlenschutzgesetz (Schweiz)
StSVStrahlenschutzverordnung (Schweiz)
StTbVStraßenverkehr-Transportbegleitungsverordnung
StUAStaatliches Umweltamt
StuBSteuern und Bilanzen. Die Zeitschrift für das Steuerrecht und die Rechnungslegung der Unternehmen
StudZRStudentische Zeitschrift für Rechtswissenschaft Heidelberg
StUGStasi-Unterlagen-Gesetz (Gesetz über die Unterlagen des Staatssicherheitsdienstes der ehemaligen Deutschen Demokratischen Republik)
StUmgBGGesetz zur Bekämpfung der Steuerumgehung und zur Änderung weiterer steuerlicher Vorschriften (Steuerumgehungsbekämpfungsgesetz)
StuWSteuer und Wirtschaft (Zeitschrift)
StuZBl.Steuer- und Zollblatt
StVStrafverteidiger (Deutschland) oder Strafverteidiger (Österreich) oder Strafverteidigung oder Strafverteidiger (Zeitschrift) oder Studienvertretung (Österreich) oder Studierendenvertretung oder Verordnung über die Stempelabgaben (Schweiz)
StVAStraßenverkehrsamt (Schweiz) (siehe Straßenverkehrsbehörde)
StVFernLVVerordnung über Ausnahmen von straßenverkehrsrechtlichen Vorschriften für ferngelenkte Kraftfahrzeuge (Straßenverkehr-Fernlenk-Verordnung)
StVergAbGGesetz zum Abbau von Steuervergünstigungen und Ausnahmeregelungen (Steuervergünstigungsabbaugesetz)
StVGStraßenverkehrsgesetz (Deutschland/Österreich) oder Strafvollzugsgesetz (Österreich)
StVOStraßenverkehrs-Ordnung (Deutschland) oder Straßenverkehrsordnung 1960 (Österreich)
StVollstrKStrafvollstreckungskammer
StVollstrOStrafvollstreckungsordnung
StVollzGStrafvollzugsgesetze in Deutschland
StVUnfStatGGesetz über die Statistik der Straßenverkehrsunfälle (Straßenverkehrsunfallstatistikgesetz)
StVZOStraßenverkehrs-Zulassungs-Ordnung
StZGGesetz zur Sicherstellung des Embryonenschutzes im Zusammenhang mit Einfuhr und Verwendung menschlicher embryonaler Stammzellen (Stammzellgesetz)
StZG-KostVKostenverordnung zum Stammzellgesetz
SUBSicherheitsuntersuchungsstelle des Bundes (Österreich)
SubvGGesetz gegen missbräuchliche Inanspruchnahme von Subventionen (Subventionsgesetz (Deutschland)) oder Subventionsgesetz (eines Bundeslandes, z. B. BaySubvG)
SÜSicherungsübereignung
SÜFVSicherheitsüberprüfungsfeststellungsverordnung
SÜGSicherheitsüberprüfungsgesetz (Gesetz über die Voraussetzungen und das Verfahren von Sicherheitsüberprüfungen des Bundes)
SüwVKanSelbstüberwachungsverordnung Kanal
SUGSeesicherheits-Untersuchungs-Gesetz (Gesetz zur Verbesserung der Sicherheit der Seefahrt durch die Untersuchung von Seeunfällen und anderen Vorkommnissen)
SUPStrategische Umweltprüfung oder Einpersonengesellschaft (Europäische Union) (lat.: Societas Unius Personae)
SURE-GewährlGGesetz zur Übernahme von Gewährleistungen im Rahmen eines Europäischen Instruments zur vorübergehenden Unterstützung bei der Minderung von Arbeitslosigkeitsrisiken in einer Notlage im Anschluss an den COVID-19-Ausbruch (SURE-Gewährleistungsgesetz)
SUrlVSonderurlaubsverordnung (Verordnung über den Sonderurlaub für Bundesbeamtinnen, Bundesbeamte, Richterinnen und Richter des Bundes)
SuSchVOVerordnung über die Anforderungen an den Sachkundenachweis und die besonderen Schulungen des Personals von Spielhallen im Land Nordrhein-Westfalen (Sachkundenachweis und Schulungsverordnung) (in NRW)
SUSTSchweizerische Sicherheitsuntersuchungsstelle
SUVASchweizerische Unfallversicherungsanstalt
SVSachverhalt oder Sachverständiger oder Schuldverhältnis oder Sicherungsverwahrung oder Selbstverwaltung oder Suchtgiftverordnung (Österreich) oder Shareholder Value oder Sozialversicherung oder Strafvollzug oder Schülervertretung
SVAGBundesgesetz über eine leistungsabhängige Schwerverkehrsabgabe (Schwerverkehrsabgabegesetz) (Schweiz)
SVAwVSozialversicherungsausweis-Verordnung
SVBSachverständigenbeirat
SVBÖTZSachverständigenbeirat für Fragen der Österreichischen Technischen Zulassung
SVertOGesetz über das Verfahren bei der Errichtung und Verteilung eines Fonds zur Beschränkung der Haftung in der See- und Binnenschiffahrt (Schifffahrtsrechtliche Verteilungsordnung)
SvEVVerordnung über die sozialversicherungsrechtliche Beurteilung von Zuwendungen des Arbeitgebers als Arbeitsentgelt (Sozialversicherungsentgeltverordnung)
SVGGesetz über die Versorgung der früheren Soldatinnen und früheren Soldaten und ihrer Hinterbliebenen (Soldatenversorgungsgesetz) oder Strassenverkehrsgesetz (Schweiz) oder Strassenverkehrsgesetz (Liechtenstein) oder Sozialversicherungsgericht (Schweiz) (z. B. Sozialversicherungsgericht des Kantons Zürich)
SVHCSubstance of Very High Concern (dt.: Besonders besorgniserregender Stoff)
SVLFGSozialversicherung für Landwirtschaft, Forsten und Gartenbau
SVLFGGGesetz zur Errichtung der Sozialversicherung für Landwirtschaft, Forsten und Gartenbau
SVPSicherheitsvertrauensperson (Österreich)
SVRStraßenverkehrsrecht (Zeitschrift)
SVRV (auch SVRechGrV)Verordnung über maßgebende Rechengrößen der Sozialversicherung (Sozialversicherungs-Rechengrößenverordnung) (siehe Rechengrößen der Sozialversicherung)
SVTSozialversicherungsträger
SVS/RVSSpeditions- und Rollfuhrversicherungsschein
SVÜHaager Übereinkommen für Straßenverkehrsunfälle
SVVStadtverordnetenversammlung
SVWOWahlordnung für die Sozialversicherung (siehe Sozialwahl)
SWGSaarländisches Wassergesetz (siehe Landeswassergesetz)
SWRÄGSachwalterrechts-Änderungsgesetz (Österreich)
SWVVerordnung des Bundesministers für Arbeit, Soziales und Konsumentenschutz über das Inverkehrbringen von Softairwaffen und Paintball-Markierern (Softairwaffenverordnung 2013) (Österreich)
SysStabVVerordnung zur Gewährleistung der technischen Sicherheit und Systemstabilität des Elektrizitätsversorgungsnetzes (Systemstabilitätsverordnung)
SZSammlung Zivilsachen, kurz für Entscheidungen des Österreichischen Obersten Gerichtshofes in Zivilsachen oder unter Romanisten auch Savigny-Zeitschrift oder Süddeutsche Zeitung
SZIERSchweizerische Zeitschrift für internationales und europäisches Recht
SZRSonderziehungsrecht

## T
T.Tirol, tirolerisch
TATechnische Anleitung (z. B. TA Lärm, TA Luft, TA Siedlungsabfall)
TA AbfallTechnische Anleitung Abfall (siehe TA Abfall)
TABTechnische Anschlussbedingungen
TabakerzGTabakerzeugnisgesetz
TabakerzVTabakerzeugnisverordnung
TabStG (auch TabakStG)Tabaksteuergesetz (Deutschland) (siehe auch Tabaksteuer (Deutschland))
TabStVTabaksteuerverordnung (siehe auch Tabaksteuer (Deutschland))
TÄGTierärztegesetz (Österreich)
TÄHAVVerordnung über Tierärztliche Hausapotheken
TätoVVerordnung über Mittel zum Tätowieren einschließlich bestimmter vergleichbarer Stoffe und Zubereitungen aus Stoffen (Tätowiermittel-Verordnung)
TAGTagesbetreuungsausbaugesetz (Gesetz zum qualitätsorientierten und bedarfsgerechten Ausbau der Tagesbetreuung für Kinder)
TAKGTierarzneimittelkontrollgesetz (Österreich)
TAMGGesetz über den Verkehr mit Tierarzneimitteln und zur Durchführung unionsrechtlicher Vorschriften betreffend Tierarzneimittel (Tierarzneimittelgesetz)
TAMKatVVerordnung über Einteilungskriterien für die Kategorien der Apothekenpflicht oder Freiverkäuflichkeit von Tierarzneimitteln und veterinärmedizintechnischen Produkten (Tierarzneimittel-Kategorisierungsverordnung)
TAMVTierarzneimittelverordnung (Schweiz)
TAMWHVVerordnung über die Anwendung der Guten Herstellungspraxis bei der Herstellung von Tierarzneimitteln und Wirkstoffen (Tierarzneimittel- und Wirkstoffherstellungsverordnung)
TANTransaktionsnummer
TAppVTierärzte-Approbationsverordnung
TARICIntegrierter Tarif der Europäischen Gemeinschaft (franz.: Tarif intégré des Communautés européennes – TARIC)
TarifAutoStGGesetz zur Stärkung der Tarifautonomie (Tarifautonomiestärkungsgesetz)
TariftG NRWTariftreuegesetz Nordrhein-Westfalen
TASiTA Siedlungsabfall
TBTatbestand oder Tätigkeitsbericht
TBEGTerrorismusbekämpfungsergänzungsgesetz
TBelVVerordnung über die Übertragung der Führung des Transparenzregisters (Transparenzregisterbeleihungsverordnung)
TCO-VOVerordnung (EU) 2021/784 des Europäischen Parlaments und des Rates vom 29. April 2021 zur Bekämpfung der Verbreitung terroristischer Online-Inhalte (Terrorist Content Online-+Verordnung)
TDGTeledienstegesetz oder Truppendienstgericht
TDDDGGesetz über den Datenschutz und den Schutz der Privatsphäre in der Telekommunikation und bei digitalen Diensten (Telekommunikation-Digitale-Dienste-Datenschutz-Gesetz)
TDDSGTeledienstedatenschutzgesetz
TDSTechnischer Durchführungsstandard (englisch: Implementing Technical Standard – ITS)
TETateinheit oder Teileigentum oder Teilungserklärung
TechKontrollVVerordnung über technische Kontrollen von Nutzfahrzeugen auf der Straße
TEGTodeserklärungsgesetz (Österreich)
TEHGTreibhausgas-Emissionshandelsgesetz
TeilhStGTeilhabestärkungsgesetz
teilw.teilweise
TEIVTranseuropäische-Eisenbahn-Interoperabilitätsverordnung
TENTranseuropäische Netze (engl.: Trans-European Networks – TEN)
TEntgVTelekommunikations-Entgeltregulierungsverordnung
TerrOIBGGesetz zur Durchführung der Verordnung (EU) 2021/784 des Europäischen Parlaments und des Rates vom 29. April 2021 zur Bekämpfung der Verbreitung terroristischer Online-Inhalte (Terroristische-Online-Inhalte-Bekämpfungs-Gesetz)
TerrWVTerritoriale Wehrverwaltung
TestVVerordnung zum Anspruch auf Testung in Bezug auf einen direkten Erregernachweis des Coronavirus SARS-CoV-2
TextilKennzG (TextilKG)Textilkennzeichnungsgesetz
TFGGesetz zur Regelung des Transfusionswesens (Transfusionsgesetz)
TFHTechnische Fachhochschule
TfVVerordnung über die Erteilung der Fahrberechtigung an Triebfahrzeugführer sowie die Anerkennung von Personen und Stellen für Ausbildung und Prüfung (Triebfahrzeugführerscheinverordnung)
TGATrägergemeinschaft für Akkreditierung (aufgegangen zum 1. Januar 2010 in der Deutsche Akkreditierungsstelle – DAkkS)
TgVTransportgenehmigungsverordnung (Verordnung zur Transportgenehmigung bei der Abfallbeförderung)
TGVTrennungsgeldverordnung oder Transportgenehmigungsverordnung
THTechnische Hochschule
THAMNVTierhalter-Arzneimittelanwendungs- und Nachweisverordnung
THGBundesgesetz vom 6. Oktober 1995 über die technischen Handelshemmnisse (Schweiz)
Thür. (Th)Thüringen, thüringisch/Thüringer
ThürBVVGGesetz über Verfahren beim Bürgerantrag, Volksbegehren und Volksentscheid (Thüringen)
ThürGerZustVOThüringer Verordnung über gerichtliche Zuständigkeiten in der ordentlichen Gerichtsbarkeit
ThürGlüGThüringer Glücksspielgesetz
ThürKOThüringer Kommunalordnung
ThürLiegVerwGThüringer Gesetz über die Verwertung der Liegenschaften der Westgruppe der Truppen (Thüringer Liegenschaftsverwertungsgesetz)
ThürPAGThüringer Polizeiaufgabengesetz
ThürPsychKGThüringer Gesetz zur Hilfe und Unterbringung psychisch kranker Menschen
ThürVBl.Thüringische Verwaltungsblätter (Zeitschrift)
ThürVerfVerfassung des Freistaats Thüringen
ThürVerfGHThüringer Verfassungsgerichtshof
ThürVerfGHGGesetz über den Thüringer Verfassungsgerichtshof
ThürVgGThüringer Gesetz über die Vergabe öffentlicher Aufträge (Thüringer Vergabegesetz)
ThürWGThüringer Wassergesetz
ThUGTherapieunterbringungsgesetz
THVVerordnung über die Verwendung von Extraktionslösungsmitteln und anderen technischen Hilfsstoffen bei der Herstellung von Lebensmitteln (Technische Hilfsstoff-Verordnung)
THWBundesanstalt Technisches Hilfswerk
THWGGesetz über das Technische Hilfswerk
THWMitwVVerordnung über die Mitwirkung der Helferinnen und Helfer im Technischen Hilfswerk (THW-Mitwirkungsverordnung)
TIEATax Information Exchange Agreements
TiefseebergbauGTiefseebergbaugesetz
TierErzHaVerbGTiererzeugnisse-Handels-Verbotsgesetz
TierGesBußGGesetz zur Durchsetzung tiergesundheitsrechtlicher und bestimmter kontrollrechtlicher Vorschriften der Europäischen Union (Tiergesundheitsrechtliches Bußgeldgesetz)
TierGesGGesetz zur Vorbeugung vor und Bekämpfung von Tierseuchen (Tiergesundheitsgesetz)
TierHaltKennzGGesetz zur Kennzeichnung von Lebensmitteln mit der Haltungsform der Tiere, von denen die Lebensmittel gewonnen wurden (Tierhaltungskennzeichnungsgesetz)
TierImpfStVTierimpfstoff-Verordnung (siehe Tierarzneimittel)
TierKBGTierkörperbeseitigungs-Gesetz (Gesetz über die Beseitigung von Tierkörpern, Tierkörperteilen und tierischen Erzeugnissen)
Tier-LMHVVerordnung über Anforderungen an die Hygiene beim Herstellen, Behandeln und Inverkehrbringen von bestimmten Lebensmitteln tierischen Ursprungs (Tierische Lebensmittel-Hygieneverordnung)
Tier-LMÜVVerordnung zur Regelung bestimmter Fragen der amtlichen Überwachung des Herstellens, Behandelns und Inverkehrbringens von Lebensmitteln tierischen Ursprungs (Tierische Lebensmittel-Überwachungsverordnung)
TierNebGTierische Nebenprodukte-Beseitigungsgesetz
TierSchGTierschutzgesetz (Deutschland)
TierSchHuVTierschutz-Hundeverordnung
TierSchKomVTierschutzkommissions-Verordnung (Verordnung über die Tierschutzkommission beim Bundesministerium für Ernährung, Landwirtschaft und Verbraucherschutz)
TierSchlVTierschutz-Schlachtverordnung (Verordnung zum Schutz von Tieren im Zusammenhang mit der Schlachtung oder Tötung)
TierSchNutztVVerordnung zum Schutz landwirtschaftlicher Nutztiere und anderer zur Erzeugung tierischer Produkte gehaltener Tiere bei ihrer Haltung (Tierschutz-Nutztierhaltungsverordnung)
TierSchTrVVerordnung zum Schutz von Tieren beim Transport und zur Durchführung der Verordnung (EG) Nr. 1/2005 des Rates (Tierschutztransportverordnung) (siehe Tiertransport#Europäische Union)
TierSGTierseuchengesetz (Deutschland) (aufgehoben; abgelöst am 1. Mai 2014 durch das Tiergesundheitsgesetz)
TierVerbGGesetz zur Verbesserung der Rechtsstellung des Tieres im bürgerlichen Recht
TierZDVVerordnung zur Durchführung des Tierzuchtgesetzes (Tierzuchtdurchführungsverordnung)
TierZGGesetz über Maßnahmen auf dem Gebiete der tierischen Erzeugung (Tierzuchtgesetz)
TINTax Identification Number (dt.: Steuerliche Identifikationsnummer)
TIntGGesetz zur Förderung der gesellschaftlichen Teilhabe und Integration in Nordrhein-Westfalen (Teilhabe- und Integrationsgesetz NRW)
TIRTransports Internationaux Routiers, ein Zolldokument
TKGTelekommunikationsgesetz (Deutschland) oder Telekommunikationsgesetz (Österreich)
TKKTelekom-Control-Kommission (Österreich)
TKMoGGesetz zur Umsetzung der Richtlinie (EU) 2018/1972 des Europäischen Parlaments und des Rates vom 11. Dezember 2018 über den europäischen Kodex für die elektronische Kommunikation (Neufassung) und zur Modernisierung des Telekommunikationsrechts (Telekommunikationsmodernisierungsgesetz)
TKMRTelekommunikations- & Medienrecht (Zeitschrift)
TKMVVerordnung über die Mindestanforderungen für das Recht auf Versorgung mit Telekommunikationsdiensten (TK-Mindestversorgungsverordnung)
TKÜTelekommunikationsüberwachung
TKÜVTelekommunikations-Überwachungsverordnung
TKVTelekommunikationskundenschutzverordnung
TLJTransatlantic Law Journal (Zeitschrift)
TLMVVerordnung über tiefgefrorene Lebensmittel
TLTMarkenrechtsvertrag (engl.: Trademark Law Treaty – TLT)
TMTatmehrheit oder Trainingsmaßnahme oder Unregistered Trade Mark
TMGTelemediengesetz
TOATäter-Opfer-Ausgleich
TÖB (auch TöB)Träger öffentlicher Belange
TPTarifpost des Gebührengesetzes (Österreich)
TPGTransplantationsgesetz
TPSTrassenpreissystem
TRTechnische Regeln
TRATechnische Regeln für Aufzüge
TRACESTRAde Control and Expert System (TRACES)
TraFinG (auch TrafinG Gw)Gesetz zur europäischen Vernetzung der Transparenzregister und zur Umsetzung der Richtlinie 2019/1153 des Europäischen Parlaments und des Rates vom 20. Juni 2019 zur Nutzung von Finanzinformationen für die Bekämpfung von Geldwäsche, Terrorismusfinanzierung und sonstigen schweren Straftaten (Transparenzregister- und Finanzinformationsgesetz)
TransparenzGGesetz zur Transparenz über die Kosten der Stilllegung und des Rückbaus der Kernkraftwerke sowie der Verpackung radioaktiver Abfälle (Transparenzgesetz)
TranspGTransparenzgesetz oder Bundesgesetz über die Transplantation von Organen, Geweben und Zellen (Transplantationsgesetz) (Schweiz)
TransPuGTransparenz- und Publizitätsgesetz
transpr (TranspR)Transportrecht (Zeitschrift)
TRBATechnische Regeln für Biologische Arbeitsstoffe (siehe Biologischer Arbeitsstoff)
TRBfTechnische Regeln für brennbare Flüssigkeiten
TRBSTechnische Regeln für Betriebssicherheit
TrDüVVerordnung zur Datenübermittlung durch Mitteilungsverpflichtete und durch den Betreiber des Unternehmensregisters an das Transparenzregister (Transparenzregisterdatenübermittlungsverordnung)
TrEinVVerordnung über die Einsichtnahme in das Transparenzregister (Transparenzregistereinsichtnahmeverordnung)
TREMFTechnische Regeln zur Arbeitsschutzverordnung zu elektromagnetischen Feldern
TreuhUmbenVVerordnung über die Umbenennung und die Anpassung von Zuständigkeiten der Treuhandanstalt (Treuhandanstaltumbenennungsverordnung)
TREVI##Terrorisme, Radicalisme, Extrémisme et Violence Internationale
TRGTransportrechtsreformgesetz 1998
TrGebVTransparenzregistergebührenverordnung
TRGSTechnische Regeln für Gefahrstoffe
TrinkwEGVVerordnung über Einzugsgebiete von Entnahmestellen für die Trinkwassergewinnung (Trinkwassereinzugsgebieteverordnung)
TrinkwVTrinkwasserverordnung
TRIPSÜbereinkommen über handelsbezogene Aspekte der Rechte des geistigen Eigentums (Österreich: Abkommen über handelsbezogene Aspekte der Rechte des Geistigen Eigentums) oder TRIPS-Abkommen (englisch Agreement on Trade-Related Aspects of Intellectual Property Rights, franz. Accord sur les aspects des droits de propriété intellectuelle qui touchent au commerce)
TRKTechnische Richtkonzentration
TRLVTechnische Regeln zur Lärm- und Vibrations-Arbeitsschutzverordnung
TROSTechnische Regeln zur Arbeitsschutzverordnung zu künstlicher optischer Strahlung
TRSTechnischer Regulierungsstandard (englisch: Regulatory Technical Standard – RTS)
TrUGTreuunternehmensgesetz (Liechtenstein)
TSTotalschaden oder Tagessatz
TSchGTierschutzgesetz (Schweiz) oder Bundesgesetz für den Schutz der Tiere (Tierschutzgesetz) (Österreich)
TSchVTierschutzverordnung (Schweiz)
TSGTranssexuellengesetz oder Tierseuchengesetz (Österreich) oder Tierseuchengesetz (Schweiz)
TSITechnische Spezifikation für die Interoperabilität
TSKTierseuchenkasse
TspVVerordnung über die Zulassung des Befahrens der Eder- und der Diemeltalsperre sowie die Abwehr strom- und schifffahrtspolizeilicher Gefahren (Talsperrenverordnung)
TSSTraditionsschifferschein
TStGTabaksteuergesetz (Schweiz) (siehe Tabaksteuer (Schweiz))
TSVGTerminservice- und Versorgungsgesetz
TTDSGTelekommunikations-Telemedien-Datenschutzgesetz
TTERat für Verkehr, Telekommunikation und Energie der EU (engl.: Transport, Telecommunications and Energy Council)
TPPDrittdienste im Zahlungsverkehr (engl.: third party payments providers)
TÜTelekommunikationsüberwachung
TUGTransparenzrichtlinie-Umsetzungsgesetz
TuPZeitschrift „Theorie und Praxis der sozialen Arbeit“
TürkeiErdbebenAufenthÜVVerordnung zur vorübergehenden Befreiung vom Erfordernis eines Aufenthaltstitels für anlässlich des Erdbebens vom 6. Februar 2023 eingereiste türkische Staatsangehörige (Türkei-Erdbeben-Aufenthalts-Übergangsverordnung)
TVTarifvertrag oder Testamentsvollstrecker
t. v. A.teilweise vertretene Ansicht
TVATarif- und Verkehrsanzeiger oder Technische Verordnung über Abfälle (Schweiz)
TVA-L BBiGTarifvertrag für Auszubildende der Länder in Ausbildungsberufen nach dem Berufsbildungsgesetz
TVA-L PflegeTarifvertrag für Auszubildende der Länder in Pflegeberufen
TVAöDTarifvertrag für Auszubildende des öffentlichen Dienstes
TVGTarifvertragsgesetz
TVGDVVerordnung zur Durchführung des Tarifvertragsgesetzes
TVgG NRWGesetz über die Sicherung von Tariftreue und Sozialstandards sowie fairen Wettbewerb bei der Vergabe öffentlicher Aufträge (Tariftreue- und Vergabegesetz Nordrhein-Westfalen)
TV-LTarifvertrag für den öffentlichen Dienst der Länder
TVöDTarifvertrag für den öffentlichen Dienst
Tz.Teilziffer oder Teilzeit oder Textziffer
TzBfGTeilzeit- und Befristungsgesetz

## U
UAUntersuchungsausschuss oder Urkundenarchiv
UA-GebSGebührensatzung für das Elektronische Urkundenarchiv
UAbs.Unterabsatz
UAGGesetz zur Ausführung der Verordnung (EG) Nr. 1221/2009 des Europäischen Parlaments und des Rates vom 25. November 2009 über die freiwillige Teilnahme von Organisationen an einem Gemeinschaftssystem für Umweltmanagement und Umweltbetriebsprüfung und zur Aufhebung der Verordnung (EG) Nr. 761/2001, sowie der Beschlüsse der Kommission 2001/681EG und 2006/193/EG (Umweltauditgesetz)
ÜAnlGGesetz über überwachungsbedürftige Anlagen
UBUnterstützte Beschäftigung oder Universitätsbibliothek oder Untersuchungsbezirk oder Untersuchungsbereich
UBAUmweltbundesamt (Deutschland) oder Umweltbundesamt (Österreich)
UBASUnabhängiger Bundesasylsenat (Österreich)
UbGUnterbringungsgesetz, siehe Unterbringungsgesetz (Österreich)
UBGGesetz über die Unterhaltshilfe für Angehörige von Kriegsgefangenen
UBGGUnternehmensbeteiligungsgesellschaftsgesetz (Gesetz über Unternehmensbeteiligungsgesellschaften)
UBIUKW-Sprechfunkzeugnis für den Binnenschifffahrtsfunk
UBRegGGesetz zur Errichtung und Führung eines Registers über Unternehmensbasisdaten und zur Einführung einer bundeseinheitlichen Wirtschaftsnummer für Unternehmen (Unternehmensbasisdatenregistergesetz)
UBSUnabhängige Bewertungsstelle
UBSKMUnabhängige Beauftragte für Fragen des sexuellen Kindesmissbrauchs
UBSKMGGesetz zur Einrichtung der oder des Unabhängigen Bundesbeauftragten gegen sexuellen Missbrauch von Kindern und Jugendlichen (Antimissbrauchsbeauftragtengesetz)
UBWVUnterrichtsblätter für die Bundeswehrverwaltung (Zeitschrift)
Übk.Übereinkommen
UCCWelturheberrechtsabkommen (engl.: Universal Copyright Convention) oder Union Customs Code (dt.: Zollkodex der Union (UZK))
UCLAFUnité de coordination de la lutte anti-fraude (dt.: Dienststelle für die Koordinierung der Betrugsbekämpfung) (Vorgängerorganisation zur OLAF)
UdGUrkundsbeamter der Geschäftsstelle
UDSUnfalldatenspeicher
UDVUnfallforschung der Versicherer
UEUrsprungserklärung
UERVVerordnung zur Anrechnung von Upstream-Emissionsminderungen auf die Treibhausgasquote
UFFUnterfrachtführer
UFGUmweltförderungsgesetz (Österreich)
UFITAArchiv für Urheber- und Medienrecht (Zeitschrift)
ÜGÜberweisungsgesetz oder Überbrückungsgeld (Existenzgründung)
ÜNBÜbertragungsnetzbetreiber (engl.: Transmission System Operator – TSO)
ÜNSchutzVVerordnung zum Schutz von Übertragungsnetzen
UGUnternehmergesellschaft oder Unterbringungsgesetz (siehe Unterbringungsgesetz (Deutschland)) oder Untergeschoss oder Untergemeinschaft oder Universitätsgesetz 2002 (Österreich)
UGPUnlautere Geschäftspraktiken
UGBUnternehmensgesetzbuch in Österreich oder Umweltgesetzbuch
U-HaftUntersuchungshaft
UHG (UmweltHG)Umwelthaftungsgesetz
uHPunlautere Handelspraktiken
UHVUmwelthaftpflichtversicherung
UhVorschGGesetz zur Sicherung des Unterhalts von Kindern alleinstehender Mütter und Väter durch Unterhaltsvorschüsse oder -ausfallleistungen (Unterhaltsvorschussgesetz)
UhrmAusbV 2001Verordnung über die Berufsausbildung zum Uhrmacher/zur Uhrmacherin
UhrmMstrVVerordnung über das Meisterprüfungsberufsbild und über die Prüfungsanforderungen in den Teilen I und II der Meisterprüfung im Uhrmacher-Handwerk
UICInternationaler Eisenbahnverband (franz.: Union internationale des chemins de fer – UIC, engl.: International Union of Railways)
UIDUmsatzsteuer-Identifikationsnummer (Österreich)
UIGUmweltinformationsgesetz (Deutschland) oder Umweltinformationsgesetz (Österreich) oder Umweltinformationsgesetz (eines deutschen Bundeslandes; z. B. UIG NRW)
UIGGebVUmweltinformationskostenverordnung
UINLInternationale Union des Notariats (franz.: Union Internationale du Notariat) (früher: Internationale Union des Lateinischen Notariats)
UIRLRichtlinie 2003/4/EG (Umweltinformationsrichtlinie)
UKUnited Kingdom oder Unabkömmlichstellung
UK-BundUnfallkasse des Bundes
UKGGesetz zur Bekämpfung der Umweltkriminalität
UKlaGUnterlassungsklagengesetz
UkraineAufenthÜVVerordnung zur vorübergehenden Befreiung vom Erfordernis eines Aufenthaltstitels von anlässlich des Krieges in der Ukraine eingereisten Personen (Ukraine-Aufenthalts-Übergangsverordnung)
UKuRUkraine-Krieg und Recht (Zeitschrift)
UkVUnabkömmlichstellungsverordnung (Verordnung über die Zuständigkeit und das Verfahren bei der Unabkömmlichstellung)
U. m. A.Urschriftlich mit Akten
umAunbegleiteter minderjähriger Ausländer
UMAUntersuchung des Motormanagements und Abgasreinigungssystems
UMAGGesetz zur Unternehmensintegrität und Modernisierung des Anfechtungsrechts
UMBUnfallmerkblatt
UMDNSUniversal Medical Device Nomenclatur System (siehe UMDNS)
UMKUmweltministerkonferenz
UmRUGGesetz zur Umsetzung der Umwandlungsrichtlinie und zur Änderung weiterer Gesetze vom 22. Februar 2023
UMSUmweltmanagementsystem
UmstGDrittes Gesetz zur Neuordnung des Geldwesens (Umstellungsgesetz)
UmstRückstGGesetz über die Bildung von Rückstellungen in der Umstellungsrechnung der Geldinstitute, Versicherungsunternehmen und Bausparkassen und in der Altbankenrechnung der Berliner Altbanken
umstr.umstritten
UmwandlGV HEVerordnung über den Genehmigungsvorbehalt für die Begründung von Wohnungs- oder Teileigentum und zur Bestimmung der Gebiete mit angespannten Wohnungsmärkten nach dem Baugesetzbuch (Umwandlungsgenehmigungs- und Gebietsbestimmungsverordnung) (Hessen)
UmwandVVerordnung über einen Genehmigungsvorbehalt gemäß § 250 Absatz 1 Satz 1 des Baugesetzbuchs für die Begründung oder Teilung von Wohnungseigentum (Deutschland) oder Teileigentum in Gebieten mit angespannten Wohnungsmärkten (Umwandlungsverordnung nach § 250 BauGB) (Berlin)
UmwAusbVVerordnung über die Berufsausbildung in den umwelttechnischen Berufen
UmwGUmwandlungsgesetz
UmwRBehG (UmwRG)Umwelt-Rechtsbehelfsgesetz
UmwStGUmwandlungssteuergesetz
UNVereinte Nationen (englisch United Nations)
UnbBeschErtVVerordnung über das Verfahren bei der Erteilung von Unbedenklichkeitsbescheinigungen für andere Spiele im Sinne des § 33d Abs. 1 der Gewerbeordnung (Verordnung zur Erteilung von Unbedenklichkeitsbescheinigungen)
UN-BRKÜbereinkommen über die Rechte von Menschen mit Behinderungen (kurz: UN-Behindertenrechtskonvention)
UN-ChCharta der Vereinten Nationen
UNCCDÜbereinkommen der Vereinten Nationen zur Bekämpfung der Wüstenbildung (engl.: United Nations Convention to Combat Desertification in those Countries Experiencing Serious Drought and/or Desertification, particularly in Africa)
UNCEDKonferenz der Vereinten Nationen über Umwelt und Entwicklung (engl.: United Nations Conference on Environment and Development)
UNCITRALKommission der Vereinten Nationen für internationales Handelsrecht
UNCLOSUnited Nations Convention on the Law of the Sea (siehe Seerechtsübereinkommen)
UNCTADKonferenz der Vereinten Nationen für Handel und Entwicklung (kurz: Welthandels- und Entwicklungskonferenz; engl.: United Nations Conference on Trade and Development, UNCTAD; franz.: Conférence des Nations unies sur le commerce et le développement, CNUCED)
UNDCPInternationales Drogenkontrollprogramm der Vereinten Nationen (engl.: United Nations International Drug Control Programme – UNDCP)
UNDROUnited Nations Disaster Relief Organization (UNDRO) (Organisation der Vereinten Nationen für Katastrophenhilfe)
UNEPUmweltprogramm der Vereinten Nationen (engl.: United Nations Environment Programme – UNEP; französisch: Programme des Nations unies pour l’environnement – PNUE)
UNESCOUnited Nations Educational, Scientific and Cultural Organization (UNESCO, dt. Organisation der Vereinten Nationen für Erziehung, Wissenschaft und Kultur)
UNFCCCKlimarahmenkonvention der Vereinten Nationen (engl.: United Nations Framework Convention on Climate Change – UNFCCC)
UNGAGeneralversammlung der Vereinten Nationen (engl.: United Nations General Assembly)
UNHCRHoher Flüchtlingskommissar der Vereinten Nationen (engl.: United Nations High Commissioner for Refugees)
UNHRCUN-Menschenrechtsrat (engl.: United Nations Human Rights Council, kurz: UNHRC)
UniBwLeistBVLeistungsbezügeverordnung UniBW (Verordnung über die Leistungsbezüge und Zulagen an den Universitäten der Bundeswehr)
UNIDOOrganisation der Vereinten Nationen für industrielle Entwicklung (engl.: United Nations Industrial Development Organization – UNIDO, französische/spanische Abkürzung ONUDI)
UniStGUniversitäts-Studiengesetz (Österreich) (aufgehoben)
UN-KindKUN-Konvention über die Rechte der Kinder (siehe Kinderrechtskonvention)
UNOUnited Nations Organisation oder: United Nations Organization (= Vereinte Nationen)
UNODCBüro der Vereinten Nationen für Drogen- und Verbrechensbekämpfung (englisch: United Nations Office on Drugs and Crime -UNODC)
UNSUN-Sekretariat (engl.: United Nations Secretariat)
UNSCUnited Nations Security Council (siehe Sicherheitsrat der Vereinten Nationen)
UNSCEARWissenschaftlicher Ausschuss der Vereinten Nationen zur Untersuchung der Auswirkungen der atomaren Strahlung (engl.: United Nations Scientific Committee on the Effects of Atomic Radiation)
UNSGGeneralsekretär der Vereinten Nationen
UNSNASystem of National Accounts (veraltet, heute: SNA)
UNTCVertragssammlung der Vereinten Nationen (engl.: United Nations Treaty Collection)
UNTSVertragsserie der UNO (engl.: United Nations Treaty Series)
UntStFGGesetz zur Fortentwicklung des Unternehmenssteuerrechts
UntStReisekÄndGGesetz zur Änderung und Vereinfachung der Unternehmensbesteuerung und des steuerlichen Reisekostenrechts
UntStRGUnternehmenssteuerreformgesetz 2018
UNWTOWelttourismusorganisation (engl.: World Tourism Organization)
UPDStiftung Unabhängige Patientenberatung Deutschland
UPRUmwelt- und Planungsrecht (Zeitschrift)
UPUWeltpostverein (für engl.: Universal Postal Union – UPU) (franz.: Union postale universelle)
ÜPFÜberwachung des Post- und Fernmeldeverkehrs (Schweiz) (siehe Schweizer Nachrichtendienste)
URUrkundenrolle oder Umsatzsteuer-Rundschau (Zeitschrift) oder Untersuchungsrichter oder Unternehmensregister
URGBundesgesetz über das Urheberrecht und verwandte Schutzrechte (Schweiz)
UrhGUrheberrechtsgesetz (Deutschland) oder Urheberrecht (Österreich)
UrhDaGGesetz über die urheberrechtliche Verantwortlichkeit von Diensteanbietern für das Teilen von Online-Inhalten (Urheberrechts-Diensteanbieter-Gesetz)
UrhBiMaGGesetz zur Anpassung des Urheberrechts an die Erfordernisse des digitalen Binnenmarktes
UrhWG (auch UrhWahrnG)Urheberrechtswahrnehmungsgesetz (bis zum 31. Mai 2016; abgelöst seit dem 1. Juni 2016 durch Verwertungsgesellschaftengesetz)
Urk.Urkunde
UrkBUrkundsbeamter
UrlGUrlaubsgesetz (Österreich)
Urt.Urteil
URVUnternehmensregisterverordnung (Verordnung über das Unternehmensregister) oder Verordnung über das Urheberrecht und verwandte Schutzrechte (Urheberrechtsverordnung) (Schweiz)
USchadGUmweltschadensgesetz
USGUnterhaltssicherungsgesetz oder Bundesgesetz über den Umweltschutz (Umweltschutzgesetz Schweiz)
US-GAAPUnited States Generally Accepted Accounting Principles (Allgemein anerkannte Rechnungslegungsgrundsätze)
USICUnited States International Trade Commission (dt.: Kommission für internationalen Handel der Vereinigten Staaten)
USPTOUnited States Patent and Trademark Office
USRUnternehmenssteuerreform (Schweiz)
USSCOberster Gerichtshof der Vereinigten Staaten (englisch Supreme Court of the United States)
UStUmsatzsteuer oder Umsatzsteuer (Österreich)
UStAEUmsatzsteuer-Anwendungserlass
UStÄndGUmsatzsteuer-Änderungsgesetz
UStatGUmweltstatistikgesetz
UStBDer Umsatzsteuer-Berater (Zeitschrift)
UStDBDurchführungsbestimmungen zum Umsatzsteuergesetz
UStDVUmsatzsteuer-Durchführungsverordnung
UStErstVUmsatzsteuererstattungsverordnung (Verordnung über die Erstattung von Umsatzsteuer an ausländische ständige diplomatische Missionen und ihre ausländische Mitglieder)
UStGUmsatzsteuergesetz (Deutschland) oder Umsatzsteuergesetz (Österreich) (siehe Umsatzsteuer (Österreich))
USt-IdNr.Umsatzsteuer-Identifikationsnummer (Deutschland)
UStKongrBerichtUmsatzsteuerkongress-Bericht
UStRUmsatzsteuerrichtlinien oder Umsatzsteuer-Rundschau (Zeitschrift)
UStSchlFestVUmsatzsteuerschlüsselzahlenfestsetzungsverordnung
UntStReformGUnternehmensteuerreformgesetz
UStVAUmsatzsteuer-Voranmeldung (Deutschland) oder Umsatzsteuer-Voranmeldung (Österreich)
UStZustV (auch UStZV)Verordnung über die örtliche Zuständigkeit für die Umsatzsteuer im Ausland ansässiger Unternehmer (Umsatzsteuerzuständigkeitsverordnung)
USVUniformschutzverordnung (Österreich)
UTBUni-Taschenbücher
UTPUnfair Trading Practices
UTP-RLRichtlinie (EU) 2019/633 über unlautere Handelspraktiken in den Geschäftsbeziehungen zwischen Unternehmen in der Agrar- und Lebensmittelversorgungskette (UTP-Richtlinie)
UTRSchriftenreihe „Umwelt- und Technikrecht“ (Hrsg.: Institut für Umwelt- und Technikrecht der Uni Trier (IUTR)) oder Umwelt- und Technikrecht
UUGBundesgesetz über die unabhängige Sicherheitsuntersuchung von Unfällen und Störungen (Unfalluntersuchungsgesetz) (Österreich)
UVUnfallversicherung
UVALUnfallversicherung für Arbeitslose (Schweiz)
UVAVVerordnung über die Anzeige von Versicherungsfällen in der gesetzlichen Unfallversicherung (Unfallversicherungs-Anzeigenverordnung)
UVBUnfallversicherung Bund und Bahn
UVBBErGGesetz zur Errichtung der Unfallversicherung Bund und Bahn
UVEGUnfallversicherungs-Einordnungsgesetz
UVEKEidgenössisches Departement für Umwelt, Verkehr, Energie und Kommunikation (franz. Département fédéral de l’environnement, des transports, de l’énergie et de la communication, ital. Dipartimento federale dell’ambiente, dei trasporti, dell’energia e delle comunicazioni, rät. Departament federal per ambient, traffic, energia e communicaziun)
UVGUnterhaltsvorschussgesetz oder Unfallversicherungsgesetz (Schweiz) oder Unfallversicherungsgesetz (Deutsches Reich) (von 1884; abgelöst 1911 durch die Reichsversicherungsordnung)
UVgOVerfahrensordnung für die Vergabe öffentlicher Liefer- und Dienstleistungsaufträge unterhalb der EU-Schwellenwerte (Unterschwellenvergabeordnung)
UVMGGesetz zur Modernisierung der gesetzlichen Unfallversicherung (Unfallversicherungsmodernisierungsgesetz)
UVollzGUntersuchungshaftvollzugsgesetz
UVollzOUntersuchungshaftvollzugsordnung
UVPUmweltverträglichkeitsprüfung oder Umweltverträglichkeitsprüfung in der Schweiz
UVPGGesetz über die Umweltverträglichkeitsprüfung
UVPVVerordnung über die Umweltverträglichkeitsprüfung (Schweiz) (siehe Umweltverträglichkeitsprüfung in der Schweiz)
UVRUmsatz- und Verkehrssteuer-Recht (Zeitschrift)
UVSUnabhängiger Verwaltungssenat (Österreich) oder Umweltverträglichkeitsstudie
UVSVVerordnung zum Schutz vor schädlichen Wirkungen künstlicher ultravioletter Strahlung (UV-Schutz-Verordnung)
UVTUnfallversicherungsträger (Deutschland)
UVVUnfallverhütungsvorschriften
UVZUrkundenverzeichnis
UWGGesetz gegen den unlauteren Wettbewerb oder Unabhängige Wählergemeinschaft
UZUrsprungszeugnis oder Untersuchungszentrale der Bundesstelle für Eisenbahnunfalluntersuchung
UZKZollkodex der Union
ÜZVVerordnung zur Regelung einer Übergangszahlung an Beamte
UZwGBwGesetz über die Anwendung unmittelbaren Zwanges und die Ausübung besonderer Befugnisse durch Soldaten der Bundeswehr und verbündeter Streitkräfte sowie zivile Wachpersonen
UZwGUnmittelbarer Zwang-Gesetz

## V
V.Verfügung oder Verkäufer
v., vversus: Durch den Buchstaben werden besonders in common-law-Rechtsordnungen die Parteien eines Rechtsstreites in dessen offizieller Bezeichnung voneinander getrennt, zum Beispiel Brown v. Board of Education. In zivilrechtlichen Fällen wird „v.“ als ‚and‘ gesprochen. In den Vereinigten Staaten steht nach dem Buchstaben v ein Punkt, in England und Wales nicht.
VAVermittlungsausschuss oder Verwaltungsakt (Deutschland) oder Versorgungsausgleich oder Vollstreckungsauftrag oder Verkehrsrecht aktuell (Zeitschrift) oder Verwaltungsausschuss oder Verfahrensanweisung oder Versorgungsamt oder vollstreckbare Ausfertigung oder Vermögensauskunft oder Volksanwaltschaft (Österreich)
VAböVVerordnung über die technischen Anforderungen an die behindertengerechte Gestaltung des öffentlichen Verkehrs (Schweiz)
VAbstGGesetz über Volksabstimmung, Volksbegehren und Volksantrag (Volksabstimmungsgesetz) (Baden-Württemberg) oder Hamburgisches Gesetz über Volksinitiative, Volksbegehren und Volksentscheid (Volksabstimmungsgesetz) oder Niedersächsisches Gesetz über Volksinitiative, Volksbegehren und Volksentscheid (Niedersächsisches Volksabstimmungsgesetz) oder Volksabstimmungsgesetz (Saarland) oder Gesetz über das Verfahren bei Volksinitiative, Volksbegehren und Volksentscheid (Volksabstimmungsgesetz) (Sachsen-Anhalt) oder Gesetz über Initiativen aus dem Volk, Volksbegehren und Volksentscheid (Volksabstimmungsgesetz) (Schleswig-Holstein)
VAbstOVolksabstimmungsordnung (Saarland)
VÄndGVertragsarztrechtsänderungsgesetz
VaGGesetz zur Ausführung von Initiativen aus dem Volk, Volksbegehren und Volksentscheid in Mecklenburg-Vorpommern (Volksabstimmungsgesetz)
VAGVersicherungsaufsichtsgesetz
VAGBbgGesetz über das Verfahren bei Volksinitiative, Volksbegehren und Volksentscheid (Volksabstimmungsgesetz) (Brandenburg)
VAHRVersorgungsausgleich-Härtegesetz (Gesetz zur Regelung von Härten im Versorgungsausgleich)
VAMVirtueller Arbeitsmarkt oder Vermögensabschöpfende Maßnahmen (siehe u. a. Finanzkontrolle Schwarzarbeit der Bundeszollverwaltung)
VAO (auch VRAO)Verkehrsrechtliche Anordnung
Var.Variante
VASAVerordnung über die Abgabe zur Sanierung von Altlasten (Schweiz)
VAStrRefGGesetz zur Strukturreform des Versorgungsausgleiches
VATValue added tax (siehe Umsatzsteuer)
vAwvon Amts wegen
VAwSWassergefährdende-Stoffe-Anlagenverordnung (Verordnung über Anlagen zum Umgang mit wassergefährdenden Stoffen und über Fachbetriebe)
VAUwSVerordnung über Anlagen zum Umgang mit wassergefährdenden Stoffen
VBVerfassungsbeschwerde oder Vollstreckungsbescheid oder Verkehrsbehörde oder Verwaltungsbehörde oder Vollstreckungsbehörde oder Volksbegehren (Deutschland) oder Volksbegehren (Österreich)
VbAVerordnung biologische Arbeitsstoffe (Österreich)
VBBoVerordnung über Belastungen des Bodens (Schweiz)
VbFVerordnung über brennbare Flüssigkeiten
VBGVerwaltungs-Berufsgenossenschaft
VBGLVertragsbedingungen für den Güterkraftverkehrs-, Speditions- und Logistikunternehmer
VBIVertreter des Bundesinteresses beim Bundesverwaltungsgericht
VBl.Verwaltungsblatt oder Verkehrsblatt (Zeitschrift)
VBLVersorgungsanstalt des Bundes und der Länder
VBlBWVerwaltungsblätter für Baden-Württemberg
VböVVerordnung über die behindertengerechte Gestaltung des öffentlichen Verkehrs (Schweiz)
VBPBiozidprodukteverordnung (Schweiz)
VbrInsVVVerbraucherinsolvenzvordruckverordnung
VBR-IStGHVerfahrens- und Beweisordnung des IStGH (Internationaler Strafgerichtshof)
VBSEidgenössisches Departement für Verteidigung, Bevölkerungsschutz und Sport (Schweiz) (franz. Département fédéral de la défense, de la protection de la population et des sports, ital. Dipartimento federale della difesa, della protezione della popolazione e dello sport, rät. Departament federal da defensiun, protecziun da la populaziun e sport)
VBVGVormünder- und Betreuervergütungsgesetz
VCGVenture-Capital-Gesellschaft (siehe Private Equity)
VCLTWiener Übereinkommen über das Recht der Verträge vom 23. Mai 1969 (WÜRV; auch: Wiener Vertragsrechtskonvention (WVK); engl. Vienna Convention on the Law of Treaties (VCLT))
VDVerkehrsdienst (Fachzeitschrift)
VDAVertrauensdiensteanbieter
VDGVertrauensdienstegesetz
VDJVereinigung Demokratischer Juristinnen und Juristen e. V.
VDLBundesverband Deutscher Landwirte e. V.
VDRVerband Deutscher Rentenversicherungsträger
VDR INFOInformationsdienst des VDR
VDSVorratsdatenspeicherung
VDVVerband Deutscher Verkehrsunternehmen
VEVertragsentwurf oder Verfassungsentwurf oder Vieheinheit oder Verpflichtungsermächtigung (engl.: commitment appropriations – CA; franz.: crédits d'engagement – CE) oder Volksentscheid
VEPVerkehrsentwicklungsplan oder Vorhaben- und Erschließungsplan
VerbotsGVerbotsgesetz 1947 (Österreich)
VerbrKrGVerbraucherkreditgesetz (Deutschland)
VerbrVerbGGesetz zur Überwachung strafrechtlicher und anderer Verbringungsverbote
VerdiVereinte Dienstleistungsgewerkschaft
VereinsGVereinsgesetz (Deutschland)
VerGVereinsgesetz 2002 (Österreich)
VerglOVergleichsordnung (aufgehoben; Verfahren jetzt geregelt in der Insolvenzordnung (Deutschland))
Verf.Verfassung oder Verfahren oder Verfügung
VerfGVerfassungsgericht
VerfGHVerfassungsgerichtshof in deutschen Bundesländern
VerfGH BWVerfassungsgerichtshof für das Land Baden-Württemberg
VerfGH NRWVerfassungsgerichtshof für das Land Nordrhein-Westfalen
VerfGHGGesetz über den Verfassungsgerichtshof (mehrere Bundesländer, z. B. BaWü)
Verf NRWVerfassung für das Land Nordrhein-Westfalen
VerfVerbGVerfütterungsverbots-Gesetz (Gesetz über das Verbot des Verfütterns, des innergemeinschaftlichen Verbringens und der Ausfuhr bestimmter Futtermittel)
VergabeRVergaberecht (Zeitschrift)
VergRModGGesetz zur Modernisierung des Vergaberechts (Vergaberechtsmodernisierungsgesetz)
VergStatVOVerordnung zur Statistik über die Vergabe öffentlicher Aufträge und Konzessionen (Vergabestatistikverordnung)
VerkADer Verkehrsanwalt (Zeitschrift)
VerkLGGesetz zur Sicherung von Verkehrsleistungen (Verkehrsleistungsgesetz)
VerkMittVerkehrsrechtliche Mitteilungen
VerkPBGVerkehrswegeplanungsbeschleunigungsgesetz
VerkProspGVerkaufsprospektgesetz
VerkPrVVerordnung über die Prüfung zum anerkannten Abschluss Geprüfter Verkehrsfachwirt/Geprüfte Verkehrsfachwirtin [aufgehoben; ersetzt durch Verordnung über die Prüfung zum anerkannten Fortbildungsabschluss Geprüfter Fachwirt für Güterverkehr und Logistik und Geprüfte Fachwirtin für Güterverkehr und Logistik (GütVerkFwFortbV)]
VerkSiG (auch VSG)Gesetz zur Sicherstellung des Verkehrs (Verkehrssicherstellungsgesetz)
VerkStatGGesetz über die Statistik der See- und Binnenschifffahrt, des Güterkraftverkehrs, des Luftverkehrs sowie des Schienenverkehrs und des gewerblichen Straßen-Personenverkehrs (Verkehrstatistikgesetz)
VerlGVerlagsgesetz
VermAnlGGesetz über Vermögensanlagen (Vermögensanlagengesetz)
VermBDVVermögensbildungs-Durchführungsverordnung (Verordnung zur Durchführung des Vermögensbildungsgesetzes)
VermBGVermögensbildungsgesetz (Gesetz zur Vermögensbildung der Arbeitnehmer)
VermGVermögensgesetz (Gesetz zur Regelung offener Vermögensfragen) oder Vermessungsgesetz (Österreich)
VermKatGVermessungs- und Katastergesetz (z. B. in NRW)
VermVVVerordnung über das Vermögensverzeichnis (Vermögensverzeichnisverordnung)
vern.verneinend
VerpackGVerpackungsgesetz
VerpackVVerpackungsverordnung Deutschland (aufgehoben zum 1. Januar 2019; abgelöst durch Verpackungsgesetz)
VerpackVOVerpackungsverordnung Österreich
VerpflGVerpflichtungsgesetz (Gesetz über die förmliche Verpflichtung nichtbeamteter Personen)
Vers.Versicherung
VersammlG (VersG)Versammlungsgesetz (Deutschland) oder Versammlungsgesetz 1953 (Österreich)
VerSanGVerbandssanktionengesetz
VersatzVVerordnung über den Versatz von Abfällen unter Tage; Verwertung von Abfällen als Versatzmaterial unter Tage (Versatzverordnung)
VersAusgl-AnzVVerordnung über die Anzeigen von Versicherungsunternehmen und Pensionsfonds zur Ausgliederung von Funktionen und Versicherungstätigkeiten (Versicherungs-Ausgliederungsanzeigenverordnung)
VersAusglGVersorgungsausgleichsgesetz (siehe Versorgungsausgleich)
VersAusglKassGGesetz über die Versorgungsausgleichskassen (siehe Versorgungsausgleich)
VersFinKfAusbVVerordnung über die Berufsausbildung zum Kaufmann für Versicherungen und Finanzen/zur Kauffrau für Versicherungen und Finanzen
VersG (VersammlG)Versammlungsgesetz (Deutschland) oder Versammlungsgesetz 1953 (Österreich)
VersMedVVerordnung zur Durchführung des § 1 Abs. 1 und 3, des § 30 Abs. 1 und des § 35 Abs. 1 des Bundesversorgungsgesetzes (Versorgungsmedizin-Verordnung)
VerschGVerschollenheitsgesetz
VersRVersicherungsrecht (Zeitschrift) oder Versicherungsrecht
VersRücklGVersorgungsrücklagegesetz (Gesetz über eine Versorgungsrücklage des Bundes)
VersRuhGGesetz über das Ruhen von Ansprüchen aus Sonder- und Zusatzversorgungssystemen (Versorgungsruhensgesetz)
VersStDVVersicherungssteuer-Durchführungsverordnung (Durchführungsverordnung zum Versicherungsteuergesetz)
VersStGVersicherungsteuergesetz oder Versicherungsteuergesetz (Österreich)
VersTierMeldVVersuchstiermeldeverordnung (Verordnung über die Meldung zu Versuchszwecken oder zu bestimmten anderen Zwecken verwendeter Wirbeltiere)
VersTierAufzKennzVVerordnung über Aufzeichnungen über Versuchstiere und deren Kennzeichnung (siehe Tierversuch)
VerstVVerordnung über gewerbsmäßige Versteigerungen (Versteigererverordnung)
VersVermVVerordnung über die Versicherungsvermittlung und -beratung (Versicherungsvermittlungsverordnung)
VerwArch.Verwaltungsarchiv
VerwBVerwaltungsbehörde
VeVAVerordnung über den Verkehr mit Abfällen (Schweiz)
VEXATVerordnung explosionsfähiger Atmosphären (Österreich)
VfBVerfassungsbeschwerde
VFBAZVVerordnung über die Zuweisungen an das Sondervermögen „Versorgungsfonds der Bundesagentur für Arbeit“
Vfg.Verfügung
VfGGVerfassungsgerichtshofgesetz (siehe Verfassungsgerichtshof (Österreich))
VfGHVerfassungsgerichtshof (Österreich)
VFRvisual flight rules (Sichtflugregeln)
VfSlgSammlung der Erkenntnisse und wichtigsten Beschlüsse des Verfassungsgerichtshofes (1919–1920; Neue Folge 1921–1933, 1946 ff., Österreich)
VGVerwaltungsgericht oder Versicherungsgeber oder Vormundschaftsgericht
vGAVerdeckte Gewinnausschüttung
VgAVerteidigungsausschuss des Deutschen Bundestages
VGfAVersicherungsgesetz für Angestellte (siehe Angestelltenversicherungsgesetz)
VGGVerwaltungsgerichtsgesetz (Schweiz) oder Gesetz über die Wahrnehmung von Urheberrechten und verwandten Schutzrechten durch Verwertungsgesellschaften (Verwertungsgesellschaftengesetz)
VGHVerwaltungsgerichtshof (Oberverwaltungsgericht in Baden-Württemberg, Bayern und Hessen) oder (selten) Verfassungsgerichtshof
VGHGGesetz über den Verfassungsgerichtshof (z. B. in NRW)
VglWebMVVerordnung über die Meldungen zu Zahlungskonten für die Vergleichswebsite nach dem Zahlungskontengesetz (Vergleichswebsitemeldeverordnung)
VglWebVVerordnung über die Anforderungen an Vergleichswebsites nach dem Zahlungskontengesetz sowie an die Akkreditierung und Konformitätsbewertung (Vergleichswebsitesverordnung)
VGOVollzugsgeschäftsordnung
VGRVolkswirtschaftliche Gesamtrechnung oder Wissenschaftliche Vereinigung für Unternehmens- und Gesellschaftsrecht oder Tagungsband der Wissenschaftlichen Vereinigung für Unternehmens- und Gesellschaftsrecht oder Geschäftsreglement vom 17. April 2008 für das Bundesverwaltungsgericht (Schweiz)
VGSVereinigte Große Senate des BGH (siehe Großer Senat)
VGTDeutscher Verkehrsgerichtstag oder Vormundschaftsgerichtstag
VGÜVerordnung zur Gesundheitsüberwachung (Österreich)
VgVVergabeverordnung
VGWGLandesverwaltungsgericht Wien
v. H.vom Hundert
VHBVergabehandbuch
VHMVerhältnismäßigkeit
VIVolksinitiative oder Volksinitiative (Schweiz)
VIAVerbraucherinsolvenz aktuell (Zeitschrift)
ViehVerkVViehverkehrsverordnung (Verordnung zum Schutz gegen die Verschleppung von Tierseuchen im Viehverkehr)
VIESVAT Information Exchange System (dt.: Mehrwertsteuer-Informationsaustauschsystem – MIAS) der Europäischen Kommission
VIFGVerkehrsinfrastrukturfinanzierungsgesellschaft
VIFGGGesetz zur Änderung des Autobahnmautgesetzes für schwere Nutzfahrzeuge und zur Errichtung einer Verkehrsinfrastrukturfinanzierungsgesellschaft (Verkehrsinfrastrukturfinanzierungsgesetz) (außer Kraft)
ViGGebVVerbraucherinformations-Gebührenverordnung (Verordnung über die Gebühren nach dem Verbraucherinformationsgesetz)
V. i. S. d. P.Verantwortlich im Sinne des Presserechts
VIVBVEGGesetz über das Verfahren bei Volksinitiative, Volksbegehren und Volksentscheid (NRW)
VIZ(ehemalige juristische) Zeitschrift für Vermögens- und Immobilienrecht
VJSchrStFRVierteljahresschrift für Steuer- und Finanzrecht (Zeitschrift)
VKVergabekammer
VKAVereinigung der kommunalen Arbeitgeberverbände
VkBkmGGesetz über die Verkündung von Gesetzen und Rechtsverordnungen und über Bekanntmachungen (Verkündungs- und Bekanntmachungsgesetz)
VKBl. (VBl.)Verkehrsblatt (Zeitschrift)
VKGVäterkarenzgesetz (Österreich)
VKHVerfahrenskostenhilfe
VKRVergabekoordinierungsrichtlinie (Richtlinie 2004/18/EG)
VKRegVVerordnung über das Register für Verbandsklagen (Verbandsklageregisterverordnung)
VKVVVerordnung über die Versicherungsnummer, die Kontoführung und den Versicherungsverlauf in der gesetzlichen Rentenversicherung (Versicherungsnummern-, Kontoführungs- und Versicherungsverlaufsverordnung)
VMordKonvKonvention über die Verhütung und Bestrafung des Völkermordes (englisch: Convention on the Prevention and Punishment of the Crime of Genocide – CPPCG) (auch UN-Völkermordkonvention genannt)
VkzVerkehrszentrale (siehe Nord-Ostsee-Kanal#Verkehr)
VLVermögenswirksame Leistungen
VLRVereinigung Liechtensteinischer Richter
VMVerkehrsrechtliche Mitteilungen (Zeitschrift)
VMBGVereinigung der Metall-Berufsgenossenschaften
VMCVisual Meteorological Conditions (Sichtflugbedingungen)
VMGVersorgungs-medizinische Grundsätze
VMSVVerordnung über den militärischen Strassenverkehr (Schweiz)
VMWGVerordnung über die Miete und Pacht von Wohn- und Geschäftsräumen (Schweiz) (siehe Mietvertrag (Schweiz))
VNVereinte Nationen oder Versicherungsnehmer
VNBVerteilnetzbetreiber
VNTerrorÜbkInternationales Übereinkommen zur Bekämpfung nuklearterroristischer Handlungen
VOVerordnung oder Verordnung der EU/EG/EWG (siehe Verordnung (EU))
VOBVergabe- und Vertragsordnung für Bauleistungen (neue Bezeichnung ab Neufassung 2002) oder Verdingungsordnung für Bauleistungen (Bezeichnung bis zur Neufassung)
VOB/AVOB Teil A (Allgemeine Bestimmungen für die Vergabe von Bauleistungen – VOB/A)
VOB/BVOB Teil B (Allgemeine Vertragsbedingungen für die Ausführung von Bauleistungen – VOB/B)
VOB/CVOB Teil C (Allgemeine Technische Vertragsbedingungen für Bauleistungen)
VoBeGGesetz über Volksbegehren und Volksentscheid (Hessen)
VOBl.Verordnungsblatt
VOFVergabeordnung für freiberufliche Leistungen
VO FunkVollzugsordnung für den Funkdienst (engl.: Radio Regulations – RR)
VO-GOVerordnung über die gymnasiale Oberstufe
VOHVerkehrsopferhilfe
VOLVergabe- und Vertragsordnung für Leistungen oder Verordnung über die Aufstellung von Durchschnittssätzen für die Ermittlung des Gewinns aus Land- und Forstwirtschaft
Vollj.Volljährige(r)
VollstrPVVerordnung über die Höhe und das Verfahren zur Erhebung einer Vollstreckungspauschale bei Inanspruchnahme von Behörden der Bundesfinanzverwaltung zur Vollstreckung öffentlich-rechtlicher Geldforderungen (Vollstreckungspauschalen-Verordnung)
VollstrZustÜbkÜbereinkommen über die gerichtliche Zuständigkeit und die Vollstreckung gerichtlicher Entscheidungen in Zivil- und Handelssachen
VolksAbstGVolksabstimmungsgesetz (Saarland)
VolksEGGesetz über das Verfahren beim Volksentscheid (Bremen)
Vorbem.Vorbemerkung
VORZeitschrift für Verkehrs- und Ordnungswidrigkeitenrecht
VorgVVerordnung über die Regelung des militärischen Vorgesetztenverhältnisses (Vorgesetztenverordnung)
VorlPflSchMAnwVVerordnung zur vorläufigen Regelung der Anwendung bestimmter Pflanzenschutzmittel
VorlVVerordnung der Bundesministerin für Arbeit, Gesundheit und Soziales über den Verkehr und die Gebarung mit Vorläuferstoffen (Vorläuferstoffeverordnung) (Österreich) oder Verordnung vom 29. Mai 1996 über die Vorläuferchemikalien und andere Chemikalien, die zur Herstellung von Betäubungsmitteln und psychotropen Stoffen verwendet werden (Vorläuferverordnung) (Schweiz)
Vors.Vorsitz(ender)
Vorsorg/RehaSiVbgVerlVVerordnung zur Verlängerung des Zeitraums für Vereinbarungen zur wirtschaftlichen Sicherung der Vorsorge- und Rehabilitationseinrichtungen
VorstAGVorstandsvergütungsangemessenheitsgesetz (siehe Vergütungsregister)
VorstOGVorstandsvergütungs-Offenlegungsgesetz
VOSTRAVerordnung vom 29. September 2006 über das Strafregister (Schweiz)
VO-UAVerfahrensordnung für parlamentarische Untersuchungsausschüsse (Österreich) (siehe Untersuchungsausschuss#Untersuchungsausschüsse im Nationalrat)
VPIVerkehrspolizeiinspektion
VPVerträglichkeitsprüfung oder Verkehrsplan
VpDelVerordnung über parlamentarische Delegationen (Schweiz)
VPSvirtuelle Poststelle
VRVereinsregister oder Verwaltungsrundschau (Zeitschrift) oder Völkerrecht oder Verbraucherrecht oder Versicherer oder Verwaltungsrat (Schweiz)
VReformGGesetz zur Umsetzung des Versorgungsberichts (Versorgungsreformgesetz 1998)
VRegGebSVorsorgeregister-Gebührensatzung
VRegVVorsorgeregisterverordnung
VRGVeranlagungs- und Risikogemeinschaft (siehe Pensionskasse#Österreich)
VRLGVorsitzender Richter am Landgericht
VRRVerkehrsRechtsReport (Zeitschrift) oder Richtlinie 2011/83/EU (Verbraucherrechte-Richtlinie) oder Verkehrsverbund Rhein-Ruhr
VRRLRichtlinie 2011/83/EU (Verbraucherrechte-Richtlinie)
VRRLUmsGGesetz zur Umsetzung der Verbraucherrechterichtlinie und zur Änderung des Gesetzes zur Regelung der Wohnungsvermittlung
VRSVerkehrsrechtssammlung
VRÜVerfassung und Recht in Übersee (Zeitschrift)
VRUGGesetz zur Umsetzung der Richtlinie (EU) 2020/1828 über Verbandsklagen zum Schutz der Kollektivinteressen der Verbraucher und zur Aufhebung der Richtlinie 2009/22/EG sowie zur Änderung des Kapitalanleger-Musterverfahrensgesetzes (Verbandsklagenrichtlinienumsetzungsgesetz) oder Gesetz zur weiteren Umsetzung der Richtlinie (EU) 2019/1158 des Europäischen Parlaments und des Rates vom 20. Juni 2019 zur Vereinbarkeit von Beruf und Privatleben für Eltern und pflegende Angehörige und zur Aufhebung der Richtlinie 2010/18/EU des Rates (Vereinbarkeitsrichtlinienumsetzungsgesetz)
VRVVereinsregisterverordnung oder Verkehrsregelnverordnung (Schweiz) oder Verwaltungsrichter:innen-Vereinigung (Österreich)
VSVermögenssorge oder Verschlusssache
VSAVerschlusssachenanweisung (Allgemeine Verwaltungsvorschrift zum materiellen Geheimschutz)
VSBGGesetz über die alternative Streitbeilegung in Verbrauchersachen (Verbraucherstreitbeilegungsgesetz)
VSBInfoVVerordnung über Informations- und Berichtspflichten nach dem Verbraucherstreitbeilegungsgesetz (Verbraucherstreitbeilegungs-Informationspflichtenverordnung)
VSchDGEG-Verbraucherschutz-Durchsetzungsgesetz
VSchwKrSchVVerordnung zum Schutz gegen die Vesikuläre Schweinekrankheit
VServiceAusbVVerordnung über die Berufsausbildung zum Kaufmann für Verkehrsservice/zur Kauffrau für Verkehrsservice
VSFVorschriftensammlung Bundesfinanzverwaltung
VSF-ZVorschriftensammlung Bundesfinanzverwaltung – Zoll
VSGVorschriften für Sicherheit und Gesundheitsschutz (früher: Unfallverhütungsvorschriften (UVV)) oder Versorgungsstärkungsgesetz oder Gesetz zur Sicherstellung des Verkehrs (Verkehrssicherstellungsgesetz)
VSGZustVVerordnung über Zuständigkeiten nach dem Verkehrssicherstellungsgesetz
VSSARVierteljahresschrift für Sozial- und Arbeitsrecht
VSSRVierteljahresschrift für Sozialrecht (Zeitschrift)
VStVergabestelle oder Vermögenssteuer oder Verbrauchsteuer (Deutschland)
VStDÜVVerordnung zur elektronischen Übermittlung von Daten für die Verbrauchsteuern und die Luftverkehrsteuer (Verbrauch-und-Luftverkehrsteuerdaten-Übermittlungs-Verordnung)
VStDVVermögensteuer-Durchführungsverordnung
VStGVermögensteuergesetz oder Bundesgesetz über die Verrechnungssteuer (Schweiz) oder Verwaltungsstrafgesetz (Österreich)
VStGBVölkerstrafgesetzbuch
VStRVermögenssteuer-Richtlinien
VStRGVermögenssteuerreformgesetz (Gesetz zur Reform des Vermögensteuerrechts und zur Änderung anderer Steuergesetze)
VStVVerrechnungssteuerverordnung (Schweiz)
VSVVorschriftensammlung für die Verwaltung
VSVgVVergabeverordnung Verteidigung und Sicherheit
VTVerkündungstermin oder Verkehrsteilnehmer
VTMBAProVTFPrVVerordnung über die Prüfung zum anerkannten Fortbildungsabschluss Geprüfter Meister für Veranstaltungstechnik und Geprüfte Meisterin für Veranstaltungstechnik-Bachelor Professional für Veranstaltungstechnik;
VTSVerordnung über die technischen Anforderungen an Strassenfahrzeuge (Schweiz)
VtrVertrag
VuBRecht der Verbote und Beschränkungen für den grenzüberschreitenden Warenverkehr
VUDatElektronisches Zentralregister für Güter- und Personenkraftverkehrsunternehmen (Verkehrsunternehmensdatei)
VUDatDVDurchführungsverordnung über die Verkehrsunternehmensdatei (Verkehrsunternehmensdatei-Durchführungsverordnung)
v. u. g.vorgelesen und genehmigt
VUVersäumnisurteil
v. g. u.vorgelesen, genehmigt, unterschrieben (veraltet; Beispiel: ca. 1908)
VÜPFSchweizer Verordnung vom 31. Oktober 2001 über die Überwachung des Post- und Fernmeldeverkehrs
VuRVerbraucher und Recht (Zeitschrift)
VuT (V + T)Verkehr und Technik. Organ für den Öffentlichen Personennahverkehr (Zeitschrift)
VÜAVergabeüberwachungsausschuss
VVVergütungsverzeichnis oder Verwaltungsvorschrift oder Vermögensverzeichnis oder Vertreterversammlung oder Verwaltungsvereinbarung oder Verbändevereinbarung (Energiewirtschaft)
VVAVerordnung (EG) Nr. 1013/2006 des Europäischen Parlaments und des Rates vom 14. Juni 2006 über die Verbringung von Abfällen (siehe auch Verordnung (EWG) Nr. 259/93)
VVEAVerordnung über die Vermeidung und die Entsorgung von Abfällen (Abfallverordnung) (Schweiz)
VVaGVersicherungsverein auf Gegenseitigkeit
VV-BHOAllgemeine Verwaltungsvorschriften zur Bundeshaushaltsordnung
VVDVollzugs- und Verwaltungsdienst
VVDStRLVeröffentlichungen der Vereinigung der Deutschen Staatsrechtslehrer
VVEVertrag über eine Verfassung für Europa
VVGVersicherungsvertragsgesetz
VVGVerwaltungsvollstreckungsgesetz (Österreich)
VVVGGesetz über Volksantrag, Volksbegehren und Volksentscheid (Sachsen)
VVZelektronische Verwahrungsverzeichnis (gemäß § 59a BeurkG)
VWVersicherungswirtschaft (Zeitschrift)
VwDVGGesetz über die Verwendung von Verwaltungsdaten für Zwecke der Wirtschaftsstatistiken (Verwaltungsdatenverwendungsgesetz)
VwGHVerwaltungsgerichtshof (Österreich)
VwGOVerwaltungsgerichtsordnung
VwGVGBundesgesetz über das Verfahren der Verwaltungsgerichte (Verwaltungsgerichtsverfahrensgesetz) (Österreich)
VwKostGVerwaltungskostengesetz
VwRVerwaltungsrecht
VwRehaGVerwaltungsrechtliches Rehabilitierungsgesetz
VwVVerwaltungsvorschrift oder Verwaltungsverfahren oder Verwaltungsvollstreckung
VwFAngAusbVVerordnung über die Berufsausbildung zum Verwaltungsfachangestellten/zur Verwaltungsfachangestellten
VwV-StVOVerwaltungsvorschrift zur Straßenverkehrs-Ordnung
VwVfGVerwaltungsverfahrensgesetz
VwVGVerwaltungsverfahrensgesetz (Schweiz)
VwVGVerwaltungs-Vollstreckungsgesetz (des Bundes oder der Länder)
VwV-StVOVerwaltungsvorschrift zur Straßenverkehrs-Ordnung
VwVwSVerwaltungsvorschrift wassergefährdende Stoffe (siehe Wassergefährdende Stoffe)
VwZGVerwaltungszustellungsgesetz
VZVeranlagungszeitraum oder Verkehrszeichen oder Vollzeit
VZBVVerbraucherzentrale Bundesverband
VzAVollzugsanordnung
VZÄVollzeitäquivalent
VZertESVerordnung über Zertifizierungsdienste im Bereich der elektronischen Signatur und anderer Anwendungen digitaler Zertifikate (Verordnung über die elektronische Signatur) (Schweiz)
VZGVerordnung des Bundesgerichts über die Zwangsverwertung von Grundstücken (Schweiz)
VZHVollzugshandbuch (im österreichischen Strafvollzug)
VZKGVerbraucherzahlungskontogesetz (Österreich)
VZOVollzugsordnung für Justizanstalten (Österreich)
VZOGGesetz über die Feststellung der Zuordnung von ehemals volkseigenem Vermögen (Vermögenszuordnungsgesetz)
VZRVerkehrszentralregister
vZTAVerbindliche Zolltarifauskunft
VZVVerordnung über die Zulassung von Personen und Fahrzeugen zum Strassenverkehr (Verkehrszulassungsverordnung) (Schweiz) oder Verkehrszulassungsverordnung (Liechtenstein)

## W
WAWarschauer Abkommen (zum Luftvertrag) oder Washingtoner Artenschutzübereinkommen oder Warenverzeichnis für die Außenhandelsstatistik oder Wirtschaftsausschuss (nach §§ 106 ff. BetrVG)
WADAWelt-Anti-Doping-Agentur
WählGTranspGGesetz über die Transparenz der Finanzierung kommunaler Wählergruppen (Wählergruppentransparenzgesetz NRW)
WährGWährungsgesetz
WaffenGWaffengesetz
WaffGWaffengesetz 1996 (Österreich)
WaffGBundFreistVVerordnung über die Freistellung von Behörden, Dienststellen und Gerichten des Bundes von waffenrechtlichen Vorschriften(Waffengesetz-Bund-Freistellungsverordnung)
WaffGebrG(österreichisches) Bundesgesetz vom 27. März 1969 über den Waffengebrauch von Organen der Bundespolizei und der Gemeindewachkörper (Waffengebrauchsgesetz 1969)
WaffGHZAOWiVVerordnung über die Zuständigkeit der Hauptzollämter zur Verfolgung und Ahndung bestimmter Ordnungswidrigkeiten nach dem Waffengesetz und dem Sprengstoffgesetz
WaffRGWaffenrechtsregistergesetz
WaffRGDVVerordnung zur Durchführung des Waffenregistergesetzes
WAGGesetz über die Rechtsverhältnisse bei baulichen Maßnahmen auf ehemals in Anspruch genommenen Grundstücken (Wertausgleichsgesetz)
WahlOErste Verordnung zur Durchführung des Betriebsverfassungsgesetzes (Wahlordnung – WO); in der Datenbank Juris abgekürzt mit BetrVGDV1WO.
WahlPrGWahlprüfungsgesetz
WahrnGUrheberrechtswahrnehmungsgesetz (Gesetz über die Wahrnehmung von Urheberrechten und verwandten Schutzrechten)
WahrnVVerordnung über die Wahrnehmung einzelner den Prüfungsstellen, der Gebrauchsmusterstelle, den Markenstellen und den Abteilungen des Patentamts obliegender Geschäfte
WalfÜbkInternationales Übereinkommen zur Regelung des Walfangs (engl.: International Convention for the Regulation of Whaling – IWC)
WalfÜbkGGesetz zu dem Internationalen Übereinkommen vom 2. Dezember 1946 zur Regelung des Walfangs
WaPo (auch WSP)Wasserschutzpolizei
WARLWertpapierangebots-Richtlinie (Richtlinie 89/298/EWG […] zur Koordinierung der Bedingungen für die Erstellung, Kontrolle und Verbreitung des Prospekts, der im Falle öffentlicher Angebote von Wertpapieren zu veröffentlichen ist)
WasBauPrVVerordnung über die Prüfung zum anerkannten Abschluss Geprüfter Wasserbaumeister/Geprüfte Wasserbaumeisterin (siehe Wasserbauer)
WasKwVVerordnung über die steuerliche Begünstigung von Wasserkraftwerken
WasKwVÄndGGesetz zur Änderung der Verordnung über die steuerliche Begünstigung von Wasserkraftwerken
WasMotRVVerordnung über das Fahren mit Wassermotorrädern auf den Binnenschifffahrtsstraßen (siehe Wassermotorrad)
WasserstoffNEVVerordnung über die Kosten und Entgelte für den Zugang zu Wasserstoffnetzen (Wasserstoffnetzentgeltverordnung)
WasSiGGesetz über die Sicherstellung von Leistungen auf dem Gebiet der Wasserwirtschaft für Zwecke der Verteidigung
WaStrAbGBundeswasserstraßenausbaugesetz
WaStrAbgGGesetz betreffend den Ausbau der deutschen Wasserstraßen und die Erhebung von Schifffahrtsabgaben
WaStrBAVBekanntmachung der Strompolizeiverordnung zum Schutz bundeseigener Betriebsanlagen an Bundeswasserstraßen (Wasserstraßen-Betriebsanlagenverordnung)
WaStrGBundeswasserstraßengesetz
WaStrG-KostVKostenverordnung zum Bundeswasserstraßengesetz
WasUTechAusbVVerordnung über die Berufsausbildung zum Umwelttechnologen für Wasserversorgung und zur Umwelttechnologin für Wasserversorgung (Wasserversorgungsumwelttechnologen-Ausbildungsverordnung)
WBAWiederbeschaffungsaufwand
WBeauftrWehrbeauftragter des Deutschen Bundestages
WBeauftrGGesetz über den Wehrbeauftragten des Deutschen Bundestages
WBFRat für Wettbewerbsfähigkeit (Binnenmarkt, Industrie, Forschung und Raumfahrt) der EU (engl.: Competitiveness Council, franz.: Conseil Compétitivité)
WBKWaffenbesitzkarte
WBOWehrbeschwerdeordnung oder Weiterbildungsordnung
WBRLWhistleblower-Richtlinie (Richtlinie (EU) 2019/1937 (Hinweisgeberrichtlinie))
WBSWohnberechtigungsschein
WBÜInternationales Übereinkommen von Nairobi von 2007 über die Beseitigung von Wracks (Wrackbeseitigungsübereinkommen); auch Weltbankübereinkommen
WBVWehrbereichsverwaltung
WBVGWohn- und Betreuungsvertragsgesetz
WBWWiederbeschaffungswert
WCOWorld Customs Organization (Weltzollorganisation)
WCTWIPO-Urheberrechtsvertrag (von engl. WIPO Copyright Treaty)
WDWissenschaftliche Dienste des Deutschen Bundestages
WDOWehrdisziplinarordnung
WEWährungseinheit oder Willenserklärung oder Wohnungseigentum oder Wohnungseigentümer oder Zeitschrift „Das Wohnungseigentum“
webERVWeb-basierter Elektronischer Rechtsverkehr (Österreich)
WEGWohnungseigentumsgesetz (Deutschland) oder Wohnungseigentumsgesetz (Österreich) oder Wohnungseigentümergemeinschaft
WEGÄndGGesetz zur Änderung des Wohnungseigentumsgesetzes und anderer Gesetze
WehrpflGWehrpflichtgesetz
WeinGWeingesetz
WeinSBVWeinrechtliche Straf- und Bußgeldverordnung
WeinÜVWein-Überwachungsverordnung
WeinVWeinverordnung
WEKOWettbewerbskommission (Schweiz) (franz. Commission de la concurrence, ital. Commissione della concorrenza)
WEMoGWohnungseigentumsmodernisierungsgesetz
WertRWertermittlungsrichtlinie
WertVWertermittlungsverordnung
Weser/Jade-LVVerordnung über die Verwaltung und Ordnung der Seelotsreviere Weser I und Weser II/Jade (Weser/Jade-Lotsverordnung)
WettbGBundesgesetz über die Einrichtung einer Bundeswettbewerbsbehörde (Wettbewerbsgesetz) (Österreich)
WEUWesteuropäische Union
WFachwPrVVerordnung über die Prüfung zum anerkannten Abschluss Geprüfter Wirtschaftsfachwirt/Geprüfte Wirtschaftsfachwirtin
WfBWerkstatt für Behinderte (Begriff aus dem alten Bundessozialhilfegesetz (BSHG)) (abgelöst durch den Begriff „Werkstatt für behinderte Menschen“ (WfBM) nach dem SGB IX)
WFBWohnraumförderungsbestimmungen (z. B. in NRW)
WfBMWerkstatt für behinderte Menschen
WFGWachstums- und Beschäftigungsförderungsgesetz
WFNGGesetz zur Förderung und Nutzung von Wohnraum (NRW)
WGWechselgesetz oder Waffengesetz (Schweiz) oder Wohngemeinschaft oder Wassergesetz (z. B. WG BW, siehe Landeswassergesetz) oder Wassergesetz (DDR) oder Wählergruppe oder Wirtschaftsgut (Steuerlehre)
WGGWegfall der Geschäftsgrundlage oder Wohnungsgemeinnützigkeitsgesetz (Österreich)
WGKWassergefährdungsklasse
WGSVGGesetz zur Regelung der Wiedergutmachung nationalsozialistischen Unrechts in der Sozialversicherung
WGTWestgruppe der Truppen
WGT-LVGGesetz über die Verwertung der Liegenschaften der Westgruppe der Truppen (Brandenburg)
WGVVerordnung über die Anlegung und Führung der Wohnungs- und Teileigentumsgrundbücher (Wohnungsgrundbuchverfügung)
WHGWasserhaushaltsgesetz
WHOWeltgesundheitsorganisation (englisch World Health Organisation)
WHÜWeltraumhaftungsübereinkommen (Übereinkommen über die völkerrechtliche Haftung für Schäden durch Weltraumgegenstände)
WiBWirtschaftliche Beratung (Zeitschrift)
WikGGesetz zur Bekämpfung der Wirtschaftskriminalität
WindBGGesetz zur Festlegung von Flächenbedarfen für Windenergieanlagen an Land (Windenergieflächenbedarfsgesetz)
WindSeeGGesetz zur Entwicklung und Förderung der Windenergie auf See (Windenergie-auf-See-Gesetz)
WindSeeVWindenergie-auf-See-Verordnung
WinterbeschÄndVWinterbeschäftigungs-Änderungs-Verordnung
WinterbeschVVerordnung über ergänzende Leistungen zum Saison-Kurzarbeitergeld und die Aufbringung der erforderlichen Mittel zur Aufrechterhaltung der Beschäftigung in den Wintermonaten (Winterbeschäftigungs-Verordnung)
WIPOWeltorganisation für geistiges Eigentum (engl.: World Intellectual Property Organization – WIPO; franz. Organisation mondiale de la propriété intellectuelle – OMPI)
WiPrO (WPO)Wirtschaftsprüferordnung
WiPrPrüfVPrüfungsverordnung für Wirtschaftsprüfer nach §§ 14 und 131 l der Wirtschaftsprüferordnung (Wirtschaftsprüferprüfungsverordnung)
WiROZeitschrift für Wirtschaft und Recht in Osteuropa
WiSiGGesetz über die Sicherstellung von Leistungen auf dem Gebiet der gewerblichen Wirtschaft sowie des Geld- und Kapitalverkehrs
WiSiVWirtschaftssicherstellungsverordnung (Verordnung über die Sicherstellung von Leistungen auf dem Gebiet der gewerblichen Wirtschaft)
WissZeitVGWissenschaftszeitvertragsgesetz
WiStG (WiStG 1954)Wirtschaftsstrafgesetz 1954 (Gesetz zur weiteren Vereinfachung des Wirtschaftsstrafrechts)
wistraZeitschrift für Wirtschafts- und Steuerstrafrecht
WiVerwWirtschaft und Verwaltung (Zeitschrift), Vierteljahresbeilage zum Gewerbearchiv
Wj.Wirtschaftsjahr
WKMWechselkursmechanismus (siehe u. a. Wechselkursmechanismus II)
WKÖösterreichische Wirtschaftskammer (siehe Wirtschaftskammer Österreich)
WKRLRichtlinie (EU) 2019/771 (Warenkauf) (engl.: concerning contracts for the sale of goods Directive)
WKStAWirtschafts- und Korruptionsstaatsanwaltschaft (Österreich; amtlich: Zentrale Staatsanwaltschaft zur Verfolgung von Wirtschaftsstraftaten und Korruption)
wlwohnungslos
WMWertpapier-Mitteilungen, Zeitschrift für Wirtschafts- und Bankrecht oder Wohnungswirtschaft und Mietrecht (Zeitschrift)
WMOWeltorganisation für Meteorologie (engl.: World Meteorological Organization, kurz WMO; spanische und französische Abkürzung: OMM)
WMVWeimarer Verfassung
WMVOWerkstätten-Mitwirkungsverordnung (nach SGB IX)
WMV VOVerordnung über das Verbot des Führens von Waffen und Messern (Waffen- und Messerverbotsverordnung) des Landes NRW
WNAWasserstraßen-Neubauamt
WNBWohnraumnutzungsbestimmungen NRW
WOErste Verordnung zur Durchführung des Betriebsverfassungsgesetzes (Wahlordnung – WO); gebräuchlich ist auch die Abkürzung WahlO; in der Datenbank Juris abgekürzt mit BetrVGDV1WO bezeichnet.
WoBauGWohnungsbaugesetz (aufgehoben)
WoBerichtsGWohnungslosenberichterstattungsgesetz
WoBindGWohnungsbindungsgesetz
WoFGWohnraumförderungsgesetz
WoFlVWohnflächenverordnung
WoGGWohngeldgesetz
WoGRefGGesetz zur Reform des Wohngeldrechts und zur Änderung des Wohnraumförderungsgesetzes (Wohngeldreformgesetz)
WoGVWohngeldverordnung
WoGVÄndVVerordnung zur Änderung der Wohngeldverordnung
WohnStG NRWWohnraumstärkungsgesetz (Nordrhein-Westfalen)
WO-LPVGWahlordnung zum Landespersonalvertretungsgesetz
WoPWohnungsbauprämie
WoPDVWohnungsbauprämien-Durchführungsverordnung (Verordnung zur Durchführung des Wohnungsbau-Prämiengesetzes)
WoPGGesetz über die Gewährung von Prämien für Wohnbausparer (Wohnungsbauprämiengesetz) (siehe Wohnungsbauprämie)
WOrtPrGGesetz zur Einführung des Wohnortprinzips bei Honorarvereinbarungen für Ärzte und Zahnärzte
WOSWahlordnung Seeschifffahrt (2. VO zum Betriebsverfassungsgesetz)
WPWirtschaftsprüfer/-prüfung oder Wahlperiode
WpAIVWertpapierhandelsanzeige- und Insiderverzeichnisverordnung (Verordnung zur Konkretisierung von Anzeige-, Mitteilungs- und Veröffentlichungspflichten sowie der Pflicht zur Führung von Insiderverzeichnissen nach dem Wertpapierhandelsgesetz)
WPAnrVVerordnung über die Voraussetzungen der Anerkennung von Studiengängen nach § 8a der Wirtschaftsprüferordnung und über die Anrechnung von Prüfungsleistungen aus Studiengängen nach § 13b der Wirtschaftsprüferordnung (Wirtschaftsprüfungsexamens-Anrechnungsverordnung)
WPDLRLWertpapierdienstleistungs-Richtlinie (Richtlinie 93/22/EWG […] über Wertpapierdienstleistungen)
WpDPVWertpapierdienstleistungs-Prüfungsverordnung (Verordnung über die Prüfung der Wertpapierdienstleistungsunternehmen nach § 36 des Wertpapierhandelsgesetzes)
WpDVerOVVerordnung zur Konkretisierung der Verhaltensregeln und Organisationsanforderungen für Wertpapierdienstleistungsunternehmen (Wertpapierdienstleistungs-Verhaltens- und -Organisationsverordnung)
WPflGWehrpflichtgesetz
WPgDie Wirtschaftsprüfung (Zeitschrift)
WPGGesetz für die Wärmeplanung und zur Dekarbonisierung der Wärmenetze (Wärmeplanungsgesetz)
WpHGWertpapierhandelsgesetz
WpI-AnzVVerordnung über die Anzeigen und die Vorlage von Unterlagen nach dem Wertpapierinstitutsgesetz (Wertpapierinstituts-Anzeigenverordnung)
WpIGGesetz zur Beaufsichtigung von Wertpapierinstituten (Wertpapierinstitutsgesetz)
WpI-InhKontrollVVerordnung über Anzeigen nach § 24 des Wertpapierinstitutsgesetzes (Wertpapierinstituts-Inhaberkontrollverordnung)
WpIPrüfbVVerordnung über die Prüfung der Jahresabschlüsse der Wertpapierinstitute sowie über die zu erstellenden Berichte (Wertpapierinstituts-Prüfungsberichtsverordnung)
WPKWirtschaftsprüferkammer
WPO (WiPrO)Wirtschaftsprüferordnung
WpPGWertpapierprospektgesetz
WpÜGWertpapiererwerbs- und Übernahmegesetz
WpÜGAngebVVerordnung über den Inhalt der Angebotsunterlage, die Gegenleistung bei Übernahmeangeboten und Pflichtangeboten und die Befreiung von der Verpflichtung zur Veröffentlichung und zur Abgabe eines Angebots (WpÜG-Angebotsverordnung)
WPVWeltpostverein (franz.: Union postale universelle – UPU) oder Weltpostvertrag
WPVertrWeltpostvertrag
WrackBKostDG, WrBesKoDGGesetz über die Durchsetzung von Kostenforderungen aus dem Internationalen Übereinkommen von Nairobi von 2007 über die Beseitigung von Wracks (Wrackbeseitigungskostendurchsetzungsgesetz)
WRegGGesetz zur Einrichtung und zum Betrieb eines Registers zum Schutz des Wettbewerbs um öffentliche Aufträge und Konzessionen (Wettbewerbsregistergesetz)
WRGWasserrechtsgesetz 1959 (Österreich)
WRMGWasch- und Reinigungsmittelgesetz
WRPWettbewerb in Recht und Praxis (Zeitschrift)j
WRRLRichtlinie 2000/60/EG (Wasserrahmenrichtlinie)
WRVWeimarer Reichsverfassung
WSAWasserstraßen- und Schifffahrtsamt oder Wirtschafts- und Sozialausschuss der EU
WSDWasser- und Schifffahrtsdirektion (siehe u. a. Wasser- und Schifffahrtsdirektion Nord), ab 2013 ersetzt durch Generaldirektion Wasserstraßen und Schifffahrt (GDWS)
WSFWirtschaftsstabilisierungsfonds
WSF-DVWirtschaftsstabilisierungsfonds-Durchführungsverordnung
WSF-KostVVerordnung über die Erstattung von Kosten, die im Rahmen der Durchführung von Maßnahmen des Wirtschaftsstabilisierungsfonds nach dem Stabilisierungsfondsgesetz entstehen (Wirtschaftsstabilisierungsfonds-Kostenverordnung)
WSGGesetz über die Geld- und Sachbezüge der Soldaten, die auf Grund der Wehrpflicht Wehrdienst leisten (Wehrsoldgesetz) oder Wasserschutzgebiet
WSP (auch WaPo)Wasserschutzpolizei
WStDVWechselsteuer-Durchführungsverordnung
WStFGGesetz zur Errichtung eines Wirtschaftsstabilisierungsfonds (Wirtschaftsstabilisierungsfondsgesetz)
WStGWehrstrafgesetz oder Wechselsteuergesetz
WSVWasserstraßen- und Schifffahrtsverwaltung des Bundes oder Widerspruchsverfahren
WSVSeeKostVKostenverordnung für Amtshandlungen der Wasserstraßen- und Schifffahrtsverwaltung des Bundes auf dem Gebiet der Seeschifffahrt
WtCGGesetz zur Stärkung von Wachstumschancen, Investitionen und Innovation sowie Steuervereinfachung und Steuerfairness (Wachstumschancengesetz)
WTGWohn- und Teilhabegesetz (mehrerer Bundesländer)
WTG-DVOWohn- und Teilhabegesetz Durchführungsverordnung (z. B. in NRW)
WTG LSAWohn- und Teilhabegesetz (Sachsen-Anhalt)
WTG NRWWohn- und Teilhabegesetz (Nordrhein-Westfalen)
WTOWelthandelsorganisation (World Trade Organization), früher: GATT
WuBEntscheidungsanmerkungen zum Wirtschafts- und Bankrecht
WÜDWiener Übereinkommen über diplomatische Beziehungen
WÜKWiener Übereinkommen über konsularische Beziehungen
WÜRVWiener Übereinkommen über das Recht der Verträge vom 23. Mai 1969 (auch: Wiener Vertragsrechtskonvention (WVK), engl. Vienna Convention on the Law of Treaties (VCLT))
WuMWohnungswirtschaft und Mietrecht (Zeitschrift)
WuPWarenursprung und Präferenzen
WUStWarenumsatzsteuer (Schweiz) (1995 aufgehoben, ersetzt durch Mehrwertsteuer (Schweiz))
WVBWarenverkehrsbescheinigung
WuWWirtschaft und Wettbewerb (Zeitschrift)
WVGGesetz über Wasser- und Bodenverbände (Wasserverbandsgesetz)
WVKWiener Übereinkommen über das Recht der Verträge vom 23. Mai 1969 (auch: Wiener Vertragsrechtskonvention (WVK), engl. Vienna Convention on the Law of Treaties (VCLT))
WVOWerkstättenverordnung
WVRKWiener Vertragsrechtskonvention
WVUWasserversorgungsunternehmen
WVZWechselverkehrszeichen
WWOWeltwirtschaftsordnung
WWUEuropäische Wirtschafts- und Währungsunion
WZOWeltzollorganisation (engl.: WCO – World Customs Organization)
WzSWege zur Sozialversicherung. Zeitschrift für die Sozialversicherungs-Praxis

## Y
YARYork-Antwerpener Regeln

## Z
ZAZeitausgleich bei gleitender Arbeitszeit oder Zollamt
ZADZahlungsauslösedienst
ZADLZahlungsauslösedienstleister
ZAEZusatzblatt Ausfuhrerstattung
ZÄPrOApprobationsordnung für Zahnärzte
ZAFZollamtfrau (siehe Amtsbezeichnungen der deutschen Zollverwaltung)
ZAfTDaZentralarchiv für Tätigkeitsberichte des Bundes- und der Landesdatenschutzbeauftragten und der Aufsichtsbehörden für den Datenschutz
ZAGZusatzabkommen von Guadalajara (zum Warschauer Abkommen) oder Gesetz über die Beaufsichtigung von Zahlungsdiensten (Zahlungsdiensteaufsichtsgesetz)
ZAGAnzVVerordnung über die Anzeigen und die Vorlage von Unterlagen nach dem Zahlungsdiensteaufsichtsgesetz (ZAG-Anzeigenverordnung)
ZAGMonAwVVerordnung zur Einreichung von Monatsausweisen nach dem Zahlungsdiensteaufsichtsgesetz
ZahlPrüfbVVerordnung über die Prüfung der Jahresabschlüsse der Zahlungsinstitute sowie die darüber zu erstellenden Berichte (Zahlungsinstituts-Prüfungsberichtsverordnung)
ZahlVGJGJustizbehörden-Zahlungsverkehr-Gesetz (Gesetz über den Zahlungsverkehr mit Gerichten und Justizbehörden)
Zahnärzte-ZVZulassungsverordnung für Vertragszahnärzte
ZahnFinAnpGGesetz zur Anpassung der Finanzierung von Zahnersatz
ZahnHkGGesetz über die Ausübung der Zahnheilkunde
ZahnmedAusbVVerordnung über die Berufsausbildung zum Zahnmedizinischen Fachangestellten/zur Zahnmedizinischen Fachangestellten (siehe Zahnmedizinischer Fachangestellter)
ZahntechAusbVVerordnung über die Berufsausbildung zum Zahntechniker und zur Zahntechnikerin
ZahntechMstrVVerordnung über das Meisterprüfungsberufsbild und über die Prüfungsanforderungen in den Teilen I und II der Meisterprüfung im Zahntechniker-Handwerk
ZAIZollamtsinspektor (siehe Amtsbezeichnungen der deutschen Zollverwaltung)
ZAMZollamtmann (siehe Amtsbezeichnungen der deutschen Zollverwaltung)
ZaöRVZeitschrift für ausländisches öffentliches Recht und Völkerrecht
ZAPZeitschrift für die Anwaltspraxis
ZApprO (ZÄPrO)Zahnärzteapprobationsordnung
ZARZeitschrift für Ausländerrecht und Ausländerpolitik oder Zollamtsrat/rätin
ZASZentrale Ausgleichsstelle (Schweiz)
ZATZeitschrift für Arbeitsrecht und Tarifpolitik in kirchlichen Unternehmen
ZAUZeitschrift für Arbeitsrecht in Unternehmen
ZAVZentrale Auslands- und Fachvermittlung der Bundesagentur für Arbeit
ZBEuropäischer Zahlungsbefehl oder Zahlungsbefehl (Deutschland) oder Zahlungsbefehl (Österreich) oder Zahlungsbefehl (Schweiz) oder Zulassungsbescheinigung oder Zustellungsbevollmächtigter oder Ziviler Bevölkerungsschutz
ZBBZeitschrift für Bankrecht und Bankwirtschaft/Journal of Banking Law and Banking (JBB)
ZBlSchweizerisches Zentralblatt für Staats- und Verwaltungsrecht (Zeitschrift) oder Zentralblatt für das Deutsche Reich
ZblJugRZentralblatt für Jugendrecht und Jugendwohlfahrt
ZBRZeitschrift für Beamtenrecht oder Zurückbehaltungsrecht
ZBRLZwischenberichts-Richtlinie (Richtlinie 82/121/EWG […] über regelmäßige Informationen, die von Gesellschaften zu veröffentlichen sind, deren Aktien zur amtlichen Notierung an einer Wertpapierbörse zugelassen sind)
ZCGZeitschrift für Corporate Governance. Leitung und Überwachung in der Unternehmens- und Prüfungspraxis
ZChinRZeitschrift für Chinesisches Recht
z. D.zur Disposition (= „zur freien Verfügung“)
ZDZeitschrift für Datenschutz
ZDAZertifizierungsdiensteanbieter
ZDGZivildienstgesetz
ZDHZentralverband des Deutschen Handwerks e. V.
ZdiWZeitschrift für das Recht der digitalen Wirtschaft
ZDPersAVVerordnung über die Führung der Personalakten durch das Bundesamt für den Zivildienst
ZDRLRichtlinie (EU) 2015/2366 des Europäischen Parlaments und des Rates vom 25. November 2015 über Zahlungsdienste im Binnenmarkt, zur Änderung der Richtlinien 2002/65/EG, 2009/110/EG und 2013/36/EU und der Verordnung (EU) Nr. 1093/2010 sowie zur Aufhebung der Richtlinie 2007/64/EG (Zahlungsdiensterichtlinie)
ZDRL-II-UGGesetz zur Umsetzung der Zweiten Zahlungsdiensterichtlinie
ZDRWZeitschrift für Didaktik der Rechtswissenschaft
ZDUGZahlungsdiensteumsetzungsgesetz
ZDVGGesetz über den Vertrauensmann der Zivildienstleistenden (Artikel 2 des Gesetzes über die Beteiligung der Soldaten und der Zivildienstleistenden)
ZDVÜVVerordnung über versorgungsrechtliche Übergangsregelungen für Zivildienstleistende nach Herstellung der Einheit Deutschlands
ZDVWahlVVerordnung über die Wahl der Vertrauensmänner der Zivildienstleistenden
ZdW BayZeitschrift der Wohnungswirtschaft Bayern
ZdiWZeitschrift für das Recht der digitalen Wirtschaft
ZEZahlungsermächtigung (engl.: payment appropriations – PA; franz.: credits de paiement – CP) oder Zugelassener Empfänger
ZEGZuständigkeitsergänzungsgesetz
ZEMAZentrale einfache Melderegisterauskunft (ZEMA) oder Zentrale Melde- und Auswertestelle für Störfälle und Störungen (nach der Störfallverordnung)
ZensG 2011Zensusgesetz 2011
ZensTeGGesetz zur Erprobung eines registergestützten Zensus
ZensVorbG 2011Zensusvorbereitungsgesetz 2011
ZErbZeitschrift für die Steuer- und Erbrechtspraxis
ZerlGZerlegungsgesetz
ZertESBundesgesetz über Zertifizierungsdienste im Bereich der elektronischen Signatur und anderer Anwendungen digitaler Zertifikate (Bundesgesetz über die elektronische Signatur, Schweiz)
ZertVerwVVerordnung über die Prüfung zum zertifizierten Verwalter nach dem Wohnungseigentumsgesetz (Zertifizierter-Verwalter-Prüfungsverordnung) (siehe Wohnungseigentumsverwaltung)
ZESARZeitschrift für europäisches Sozial- und Arbeitsrecht
ZESVVerordnung über die Zentrale Ethik-Kommission für Stammzellenforschung und über die zuständige Behörde nach dem Stammzellgesetz
ZEUBLGGesetz über die Zusammenarbeit von Bund und Ländern in Angelegenheiten der Europäischen Union
ZEuPZeitschrift für Europäisches Privatrecht
ZEuSZeitschrift für Europarechtliche Studien
ZEVZeitschrift für Erbrecht und Vermögensnachfolge
ZEVISZentrales Verkehrs-Informationssystem (ZEVIS)
ZevKRZeitschrift für evangelisches Kirchenrecht
ZfAZentralstelle für das Auslandsschulwesen oder Zentrale Zulagenstelle für Altersvermögen oder Zeitschrift für Arbeitsrecht
ZFAZahnmedizinischer Fachangestellter oder Zeitschrift für Arbeitsrecht
ZfBZeitschrift für Betriebswirtschaft oder Zeitschrift für Binnenschifffahrtsrecht oder Zeitschrift für Bergrecht
zfbfSchmalenbachs Zeitschrift für betriebswirtschaftliche Forschung
ZfBRZeitschrift für deutsches und internationales Bau- und Vergaberecht
ZFDZollfahndungsdienst
ZFDG (auch ZFdG)Zollfahndungsdienstgesetz (Gesetz über das Zollkriminalamt und die Zollfahndungsämter)
ZfDRZeitschrift für Digitalisierung und Recht
ZFEZeitschrift für Familien- und Erbrecht
ZfFZeitschrift für das Fürsorgewesen
ZfhFZeitschrift für handelswissenschaftliche Forschung
ZfgKZeitschrift für das gesamte Kreditwesen
ZfIRZeitschrift für Immobilienrecht
ZFISZeitschrift für Innere Sicherheit in Deutschland und Europa
ZfJZeitschrift für Jugendrecht
ZfLZeitschrift für Lebensrecht
zfmr (ZfMR)Zeitschrift für Menschenrechte
ZfPCZeitschrift für Product Compliance
ZfPRZeitschrift für Personalvertretungsrecht
ZfPWZeitschrift für die gesamte Privatrechtswissenschaft
ZfRZeitschrift für Rechtspfleger
ZfRVZeitschrift für Europarecht, internationales Privatrecht und Rechtsvergleichung
ZfSZeitschrift für Schadensrecht oder Zeitschrift für Soziologie oder Zeitschrift für Sozialversicherung, Sozialhilfe und Versorgung
ZfSH/SGBZeitschrift für die sozialrechtliche Praxis (bis 1996: Zeitschrift für Sozialhilfe und Sozialgesetzbuch. Monatszeitschrift für deutsches, ausländisches und internationales Sozialrecht und den europäischen Sozialraum)
ZfStrVoZeitschrift für Strafvollzug und Straffälligenhilfe
ZfUZeitschrift für Umweltpolitik & Umweltrecht
ZfWZeitschrift für Wasserrecht
ZfWGZeitschrift für Wett- und Glücksspielrecht
ZfZZeitschrift für Zölle und Verbrauchssteuern
ZGZollgesetz oder Zeitschrift für Gesetzgebung
ZGAZugewinnausgleich
ZGÄndGGesetz zur Änderung des Zollgesetzes
ZGMRZeitschrift für das gesamte Medizinrecht
ZGBZivilgesetzbuch
ZGEZeitschrift für Geistiges Eigentum
ZGIZeitschrift für das gesamte Informationsrecht
ZGRZeitschrift für Unternehmens- und Gesellschaftsrecht
ZgSZeitschrift für die gesamte Staatswissenschaft
ZGSZeitschrift für das gesamte Schuldrecht oder Zeitschrift für Vertragsgestaltung, Schuld- und Haftungsrecht
ZHGGesetz über die Ausübung der Zahnheilkunde
ZHG§ 10PrOPrüfungsordnung nach § 10 des Gesetzes über die Ausübung der Zahnheilkunde
ZHG§ 19ZGGesetz über die Zulassung von nach § 19 des Zahnheilkundegesetzes berechtigten Personen zur Behandlung der Versicherten in der gesetzlichen Krankenversicherung
ZHG§ 8DVVerordnung zur Durchführung des § 8 Abs. 1 des Gesetzes über die Ausübung der Zahnheilkunde
ZHRZeitschrift für das gesamte Handels- und Wirtschaftsrecht
ZHSZollhauptsekretär (siehe Amtsbezeichnungen der deutschen Zollverwaltung)
ZHWZollhauptwachtmeister
ZIZollinspektor
ZIdPrüfVVerordnung über die Bestimmung von Dokumenten, die zur Überprüfung der Identität einer nach dem Geldwäschegesetz zu identifizierenden Person zum Zwecke des Abschlusses eines Zahlungskontovertrags zugelassen werden (Zahlungskonto-Identitätsprüfungsverordnung)
ZIEVVerordnung über die angemessene Eigenkapitalausstattung von Zahlungsinstituten und E-Geld-Instituten nach dem Zahlungsdiensteaufsichtsgesetz (ZAG-Instituts-Eigenmittelverordnung)
ZimMstrVVerordnung über das Meisterprüfungsberufsbild und über die Prüfungsanforderungen in den Teilen I und II der Meisterprüfung im Zimmerer-Handwerk
ZinnGießHwVVerordnung über das Berufsbild des Zinngießer-Handwerks
ZInsOZeitschrift für das gesamte Insolvenz- und Sanierungsrecht
ZinnRVorRVVerordnung über die Gewährung von Vorrechten und Immunitäten an den Internationalen Zinnrat nach dem Fünften Internationalen Zinn-Übereinkommen vom 21. Juni 1975
ZIPZeitschrift für Wirtschaftsrecht
ZIRZeitschrift Interne Revision. Fachzeitschrift für Wissenschaft und Praxis
ZirkRegVVerordnung über die Registrierung von Erlaubnissen zur Zurschaustellung von Tieren an wechselnden Orten (Zirkusregisterverordnung)
ZISZeitschrift für Internationale Strafrechtsdogmatik oder Zollinformationssystem
ZISGGesetz zu dem Übereinkommen auf Grund von Artikel K.3 des Vertrags über die Europäische Union vom 26. Juli 1995 über den Einsatz der Informationstechnologie im Zollbereich
ZIVZinsinformationsverordnung (Verordnung zur Umsetzung der Richtlinie 2003/48/EG des Rates im Bereich der Besteuerung von Zinserträgen)
ZivHaftBkÖlVerschmSchÜbkInternationales Übereinkommen über die zivilrechtliche Haftung für Schäden durch Bunkerölverschmutzung
ZIVITZentrum für Informationsverarbeitung und Informationstechnik
ZJapanRZeitschrift für Japanisches Recht / Journal of Japanese Law
ZJIZusammenarbeit im Bereich Justiz und Inneres
ZJJZeitschrift für Jugendkriminalität und Jugendhilfe
ZJSZeitschrift für das Juristische Studium
ZKZivilkammer oder Zentralkomitee oder Zollkodex (aufgehoben, abgelöst 2016 durch UZK Zollkodex der Union) oder Zollkasse oder Zutrittskontrolle
ZKAZollkriminalamt oder Zentraler Kreditausschuss (bis Juli 2011, seitdem Die Deutsche Kreditwirtschaft)
ZKBSVVerordnung über die Zentrale Kommission für die Biologische Sicherheit
ZKDSGGesetz über den Schutz von zugangskontrollierten Diensten und von Zugangskontrolldiensten (Zugangskontrolldiensteschutz-Gesetz)
ZK-DVODurchführungsverordnung zum Zollkodex
ZKFZeitschrift für Kommunalfinanzen (Zeitschrift)
ZKGGesetz über die Vergleichbarkeit von Zahlungskontoentgelten, den Wechsel von Zahlungskonten sowie den Zugang zu Zahlungskonten mit grundlegenden Funktionen (Zahlungskontengesetz)
ZKJZeitschrift für Kindschaftsrecht und Jugendhilfe
ZKMZeitschrift für Konfliktmanagement
ZKRZentralkommission für die Rheinschifffahrt oder Zentrales Kontrollgerätkartenregister
ZKSZentrale Koordinierungsstelle der Länder
ZKS-AbfallZentrale Koordinierungsstelle der Länder Abfall (siehe Zentrale Koordinierungsstelle Abfall)
ZLGZentralstelle der Länder für Gesundheitsschutz bei Arzneimitteln und Medizinprodukten
ZLSZentralstelle der Länder für Sicherheitstechnik
ZLRZeitschrift für das gesamte Lebensmittelrecht oder Richtlinie 2003/49/EG (Zins- und Lizenzrichtlinie)
ZLuftSiÜbkÜbereinkommen zur Bekämpfung widerrechtlicher Handlungen gegen die Sicherheit der Zivilluftfahrt
ZLVRZeitschrift für Landesverfassungsrecht und Landesverwaltungsrecht
ZLWZeitschrift für Luft- und Weltraumrecht
ZMZusammenfassende Meldung
ZMDVDatenträger-Verordnung über die Abgabe Zusammenfassender Meldungen
ZMediatAusbVVerordnung über die Aus- und Fortbildung von zertifizierten Mediatoren (Zertifizierte-Mediatoren-Ausbildungsverordnung)
ZMGRZeitschrift für das gesamte Medizin- und Gesundheitsrecht
ZMRZeitschrift für Miet- und Raumrecht oder Zentrales Melderegister (Österreich) (siehe Melderegister#Österreich)
ZMVZugänglichmachungsverordnung (Verordnung zur barrierefreien Zugänglichmachung von Dokumenten für blinde und sehbehinderte Personen im gerichtlichen Verfahren) oder Zeitschrift für die Praxis der Mitarbeitervertretung in den Einrichtungen der katholischen und evangelischen Kirche
ZNDGBundesgesetz über die Zuständigkeiten im Bereich des zivilen Nachrichtendienstes (Schweiz)
ZNERZeitschrift für Neues Energierecht
ZNotPZeitschrift für Notarpraxis
ZNRZeitschrift für Neuere Rechtsgeschichte
ZOARZolloberamtsrat
ZÖDZusatzversorgung des öffentlichen Dienstes
ZOIZolloberinspektor
ZollKostVZollkostenverordnung
ZollR-DG(österreichisches) Bundesgesetz betreffend ergänzende Regelungen zur Durchführung des Zollrechts der Europäischen Gemeinschaften (Zollrechts-Durchführungsgesetz)
ZollVZollverordnung
ZollVGZollverwaltungsgesetz
ZonenRFGZonenrandförderungsgesetz (Gesetz zur Förderung des Zonenrandgebietes)
ZoonoseVVerordnung mit lebensmittelrechtlichen Vorschriften zur Überwachung von Zoonosen und Zoonoseerregern
ZÖRZeitschrift für öffentliches Recht (Österreich)
ZOSZollobersekretär
ZOVZeitschrift für offene Vermögensfragen, Rehabilitierungs- und sonstiges Wiedergutmachungsrecht
ZOWZolloberwachtmeister
ZPZusatzprotokoll oder Zusatzpatent
ZPOZivilprozessordnung
ZParlZeitschrift für Parlamentsfragen
ZPGZeitschrift für das Recht der Personengesellschaften und der Einzelunternehmen
ZPr.Die Zollpraxis (Zeitschrift)
ZPÜZentralstelle für private Überspielungsrechte
ZQZentrum für Qualität und Management im Gesundheitswesen oder Zusatzqualifikation
ZRZivilrecht oder Zollrecht
ZRBGGesetz zur Zahlbarmachung von Renten aus Beschäftigungen in einem Ghetto (Ghettorentengesetz)
ZRFCRisk, Fraud & Compliance. Prävention und Aufdeckung in der Compliance-Organisation (Zeitschrift)
ZRGZeitschrift der Savigny-Stiftung für Rechtsgeschichte (auch ZSS)
ZRHORechtshilfeordnung für Zivilsachen
ZRIZeitschrift für Restrukturierung und Insolvenz
ZRPZeitschrift für Rechtspolitik
ZSZivilsenat oder Zollsekretär oder Zulassungsstelle
ZSAIZollschiffsamtsinspektor
ZSchGZeugenschutzgesetz
ZSEZeitschrift für Staats- und Europawissenschaften
ZSEGZeugen- und Sachverständigen-Entschädigungsgesetz (aufgehoben, siehe jetzt JVEG)
ZSGZivilschutzgesetz
ZSHGZeugenschutz-Harmonisierungsgesetz (Gesetz zur Harmonisierung des Schutzes gefährdeter Zeugen)
ZSHSZollschiffshauptsekretär
ZSKGGesetz über den Zivilschutz und die Katastrophenhilfe des Bundes (Zivilschutz- und Katastrophenhilfegesetz)
ZSOSZollschiffsobersekretär
ZSRZeitschrift für Schweizerisches Recht oder Zentrales Schutzschriften-Register (siehe Schutzschrift)
ZSSZeitschrift der Savigny-Stiftung für Rechtsgeschichte (auch ZRG)
ZSSRZentrales Schutzschriften-Register (siehe Schutzschrift)
ZStAmnGZinssteueramnestiegesetz (Gesetz über die strafbefreiende Erklärung von Einkünften aus Kapitalvermögen und von Kapitalvermögen)
ZStVZentrales Staatsanwaltschaftliches Verfahrensregister oder Zivilstandsverordnung (Schweiz) oder Zeitschrift für Stiftungs- und Vereinswesen
ZStVBetrVVerordnung über den Betrieb des Zentralen Staatsanwaltschaftlichen Verfahrensregisters
ZStWZeitschrift für die gesamte Strafrechtswissenschaft
ZSVRZentrale Stelle Verpackungsregister
ZSWZeitschrift für das gesamte Sachverständigenwesen
ZTKammer der Ziviltechniker (kurz: Ziviltechnikerkammer) (Österreich)
ZTechAusbVVerordnung über die Berufsausbildung zum Zahntechniker/zur Zahntechnikerin
ZTKG (auch ZTG)Ziviltechnikerkammergesetz (Österreich)
ZTRZeitschrift für Tarifrecht oder Zentrales Testamentsregister
ZTRVTestamentsregister-Verordnung (siehe Zentrales Testamentsregister)
ZTVZolltarifverordnung oder Zusätzliche technische Vertragsbedingungen
ZUZustellungsurkunde
ZuckStGZuckersteuergesetz (siehe Zuckersteuer)
ZuckStDBZuckersteuer-Durchführungsbestimmung
ZÜSZugelassene Überwachungsstelle
ZuFinGGesetz zur Finanzierung von zukunftssichernden Investitionen (Zukunftsfinanzierungsgesetz)
ZuGZuteilungsgesetz
ZugErschwGGesetz zur Erschwerung des Zugangs zu kinderpornographischen Inhalten in Kommunikationsnetzen (Zugangserschwerungsgesetz)
ZuInvGGesetz zur Umsetzung von Zukunftsinvestitionen der Kommunen und Länder (Zukunftsinvestitionsgesetz)
ZulKostVKostenverordnung für die Zulassung von Meßgeräten zur Eichung
ZUMZeitschrift für Urheber- und Medienrecht
ZuMonAwVVerordnung über die Einreichung zusammengefasster Monatsausweise nach dem Gesetz über das Kreditwesen
ZupfInstrmMAusbVVerordnung über die Berufsausbildung zum Zupfinstrumentenmacher/zur Zupfinstrumentenmacherin
ZupfMstrVVerordnung über das Berufsbild und über die Prüfungsanforderungen im praktischen und im fachtheoretischen Teil der Meisterprüfung für das Zupfinstrumentenmacher-Handwerk
ZURZeitschrift für Umweltrecht
ZuschlagVVerordnung über die Festsetzung eines Zuschlages für die Berechnung des haftenden Eigenkapitals von Kreditinstituten in der Rechtsform der eingetragenen Genossenschaft
ZusEntschLnuklSchÜbkÜbereinkommen über zusätzliche Entschädigungsleistungen für nuklearen Schaden
ZustAnpGGesetz zur Anpassung von Rechtsvorschriften an veränderte Zuständigkeiten oder Behördenbezeichnungen innerhalb der Bundesregierung (Zuständigkeitsanpassungsgesetz)
ZustDGEG-Zustellungsdurchführungsgesetz (Gesetz zur Durchführung gemeinschaftsrechtlicher Vorschriften über die Zustellung gerichtlicher und außergerichtlicher Schriftstücke in Zivil- oder Handelssachen in den Mitgliedstaaten), aufgehoben durch EG-Beweisaufnahmedurchführungsgesetz vom 4. November 2003 (BGBl. I S. 2166)
ZustErgGGesetz zur Ergänzung von Zuständigkeiten auf den Gebieten des Bürgerlichen Rechts, des Handelsrechts und des Strafrechts
ZustVOZustellungsverordnung (Verordnung (EG) Nr. 1348/2000 […] über die Zustellung gerichtlicher und außergerichtlicher Schriftstücke in Zivil- oder Handelssachen in den Mitgliedstaaten) oder Zuständigkeitsverordnung
ZustVVZustellungsvordruckverordnung
ZuVZusatzstoffverordnung (Schweiz) oder Zusatzstoff-Verordnung (Österreich)
ZuVOJuBaden-Württembergische Verordnung des Justizministeriums über Zuständigkeiten in der Justiz (Zuständigkeitsverordnung Justiz)
ZuwG (auch ZuwandG)Gesetz zur Steuerung und Begrenzung der Zuwanderung und zur Regelung des Aufenthalts und der Integration von Unionsbürgern und Ausländern (Zuwanderungsgesetz)
ZUZZentrale Unterstützungsgruppe Zoll
ZVZwangsvollstreckung oder Zwangsversteigerung (Deutschland) oder Zwangsverwaltung oder Zahlungsverkehr oder Zusatzversicherung oder Zweckverband oder Zollvertrag oder Zollvorschrift oder Zielvereinbarung oder Zentralvorstand oder Zeugenvernehmung oder Zulassungsverordnung oder Zugelassener Versender
zvEZu versteuerndes Einkommen
ZVersWissZeitschrift für die gesamte Versicherungswissenschaft
ZVertriebsRZeitschrift für Vertriebsrecht
ZVFVVerordnung über Formulare für die Zwangsvollstreckung (Zwangsvollstreckungsformular-Verordnung)
ZVGGesetz über die Zwangsversteigerung und die Zwangsverwaltung
ZVglRWissZeitschrift für Vergleichende Rechtswissenschaft
ZVIZeitschrift für Verbraucher- und Privat-Insolvenzrecht
ZVRZivilverfahrensrecht oder Zwangsvollstreckungsrecht oder Zentrales Vorsorgeregister (siehe Vorsorgeregister-Verordnung) oder Zeugnisverweigerungsrecht oder (österreichische) Zeitschrift für Verkehrsrecht
ZVSZentralstelle für die Vergabe von Studienplätzen (aufgehoben; jetzt Stiftung für Hochschulzulassung (SfH))
zw.zweifelhaft oder zwischen
ZWZollwachtmeister
ZwangsmEinwGGesetz zur Regelung der betreuungsrechtlichen Einwilligung in eine ärztliche Zwangsmaßnahme (siehe Betreuung)
ZWBZugelassener Wirtschaftsbeteiligter
ZWEZeitschrift für Wohnungseigentumsrecht
ZWeRZeitschrift für Wettbewerbsrecht – Journal of Competition Law
ZwEWGZweckentfremdungsgesetz (mehrerer Bundesländer, z. B. Bay oder BW)
ZWHZeitschrift für Wirtschaftsstrafrecht und Haftung im Unternehmen
ZWGBundesgesetz über Zweitwohnungen(Zweitwohnungsgeset) (Schweiz)
ZwVbGZweckentfremdungsverbots-Gesetz Berlin
ZwVbVOZweckentfremdungsverbot-Verordnung
ZwStVOSaarländische Verordnung betreffend die Errichtung von amtsgerichtlichen Zweigstellen
ZwVollStrÄndGGesetz zur Reform der Sachaufklärung in der Zwangsvollstreckung
ZwVwVZwangsverwalterverordnung
ZWWZeitschrift für Wahlorganisation und Wahlrecht
ZZZollzahlstelle oder Zusatzzeichen oder Zwischenzeugnis
ZZPZeitschrift für Zivilprozess
ZZulVZusatzstoff-Zulassungsverordnung